# Église Notre-Dame de Vétheuil
L'église Notre-Dame est une église catholique paroissiale située à Vetheuil, dans le Val-d'Oise. Par son ampleur, son plan à doubles collatéraux et son mobilier particulièrement riche et varié, elle se démarque des églises villageoises du Vexin français, car Vétheuil est au Moyen Âge un bourg d'une certaine importance. Par son architecture, et notamment son abside de style gothique primitif et ses deux portails de la Renaissance, l'église Notre-Dame occupe une place particulière parmi l'architecture religieuse de la région. Sa valeur patrimoniale est reconnue assez tôt, et elle est classée monument historique par liste de 1840. Les origines de la paroisse et de l'église ne sont pas connues, mais on connaît une première mention de la fin du XIe siècle, et des vestiges d'un clocher roman de la première moitié du XIIe siècle subsistent encore à l'intérieur du clocher actuel. Vers la fin du XIIe siècle, la construction d'un nouveau chœur est lancée, et celui-ci est terminé au tout début du XIIIe siècle. Le clocher est rebâti dans le style gothique au cours de ce même siècle. Il est impossible de se prononcer sur la nef de cette époque. Les parties occidentales que l'on voit actuellement datent exclusivement de la première moitié du XVIe siècle, et sont de style gothique flamboyant. L'étroitesse du vaisseau est commandée par la distance entre les piles du clocher, et s'explique peut-être aussi par la réutilisation des fondations de l'ancienne nef. L'étroitesse est compensée par l'adjonction de collatéraux larges et élevés, et d'une enfilade de chapelles formant un deuxième collatéral de chaque côté. En 1551, le seigneur local fait appel au maître-maçon d'origine italienne,  Jean Grappin, qui élève un somptueux portail méridional protégé par un porche, puis une façade occidentale flanquée de deux tourelles. Ces œuvres évoquent la Renaissance italienne, et sont d'une qualité exceptionnelle. Contrairement à d'autres monuments religieux de la région, l'église Notre-Dame a toujours bénéficié des travaux de restauration et d'entretien nécessaires à sa bonne conservation, et elle se présente dans un bon état. Vétheuil n'est plus une paroisse indépendante et n'a plus de prêtre résident, mais des messes dominicales sont toujours célébrées en l'église Notre-Dame environ un dimanche sur deux.

## Localisation

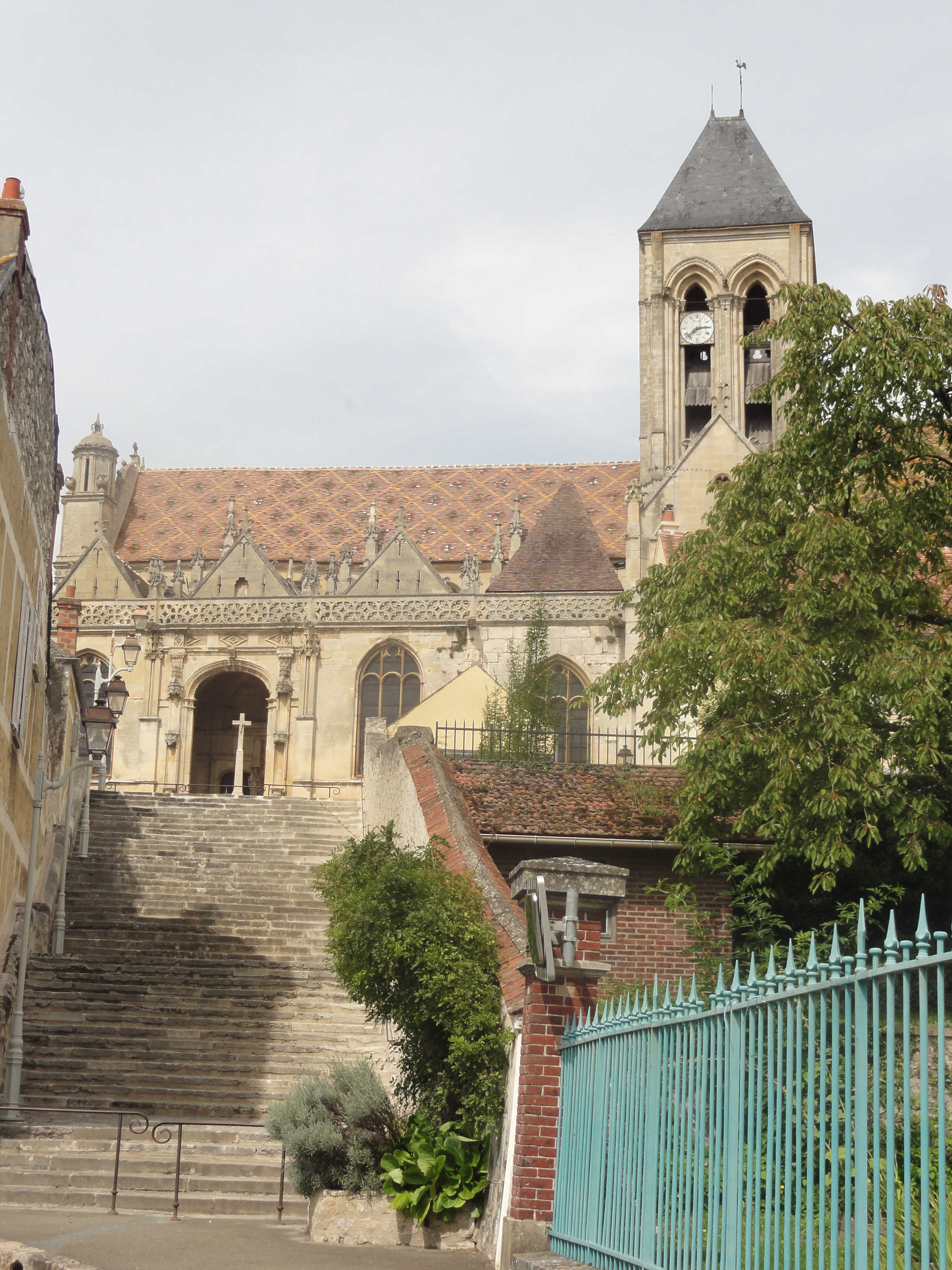
L'église en haut de l'escalier classé aux M.H..

L'église Notre-Dame se situe en France, en région Île-de-France et dans le département du Val-d'Oise, dans la vallée de la Seine et dans le Parc naturel régional du Vexin français, sur la commune de Vétheuil, place de l'Église, à la limite nord du village ancien. La place de l'Église se présente comme une terrasse à flanc de coteau, au milieu de laquelle l'église est bâtie. Depuis le sud et la place de la Mairie, la rue de l'Église (RD 913) monte tout droit vers l'église. L'ultime section prend la forme d'un escalier, qui date du XVIe siècle et a été classée monument historique par arrêté du 11 octobre 1984, y compris le mur mitoyen. Alternativement à l'escalier, on peut emprunter la rue de la Rampe, qui est parallèle à ce dernier. À son sommet, l'ancienne croix de cimetière marque la fin de l'ascension. Le ministère de la Culture la considère également comme datant du XVIe siècle, et elle a été classée monument historique par arrêté du 10 février 1921. Le portail méridional de l'église fait face à la croix et à l'escalier. L'édifice est entièrement dégagé d'autres constructions, et l'on peut en faire le tour. La façade occidentale est précédée d'un parvis, qui sert actuellement de parking. La courte rue Abel-Lauvray quitte la place vers l'ouest, et établit la liaison avec la rue Claude-Monet (RD 913), dans la suite de la rue de l'Église. La rue du Cimetière quitte la place vers le nord, et conduit au cimetière ; puis des chemins montent sur le plateau calcaire qui domine la vallée de la Seine. On peut bénéficier d'une vue panoramique sur l'église depuis le nord. Enfin, la rue du Moutier quitte la place de l'Église vers l'est.

## Histoire

### Les origines

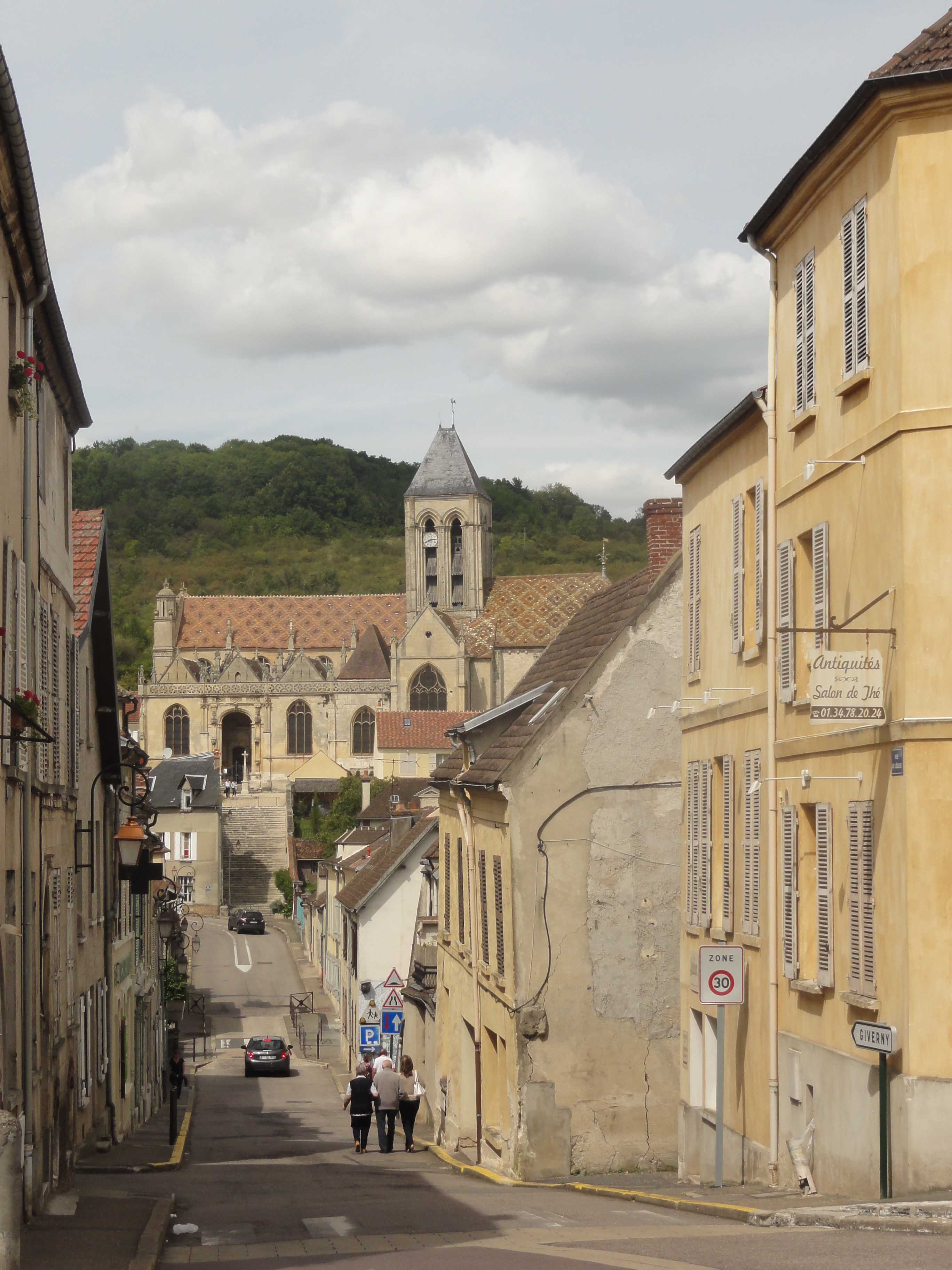
Vue vers l'église depuis la place de la Mairie.

Les origines du bourg de Vétheuil et de son église ne sont pas bien connues. Des sarcophages mérovingiens ont été mis au jour en 1906 dans la nef. Une nécropole et une chapelle existent donc sans doute au VIe siècle. Les premiers châteaux de La Roche-Guyon et de Vétheuil sont probablement bâtis vers 863, sous le règne de Charles II le Chauve, comme remparts contre les Vikings. L'église de Vétheuil est mentionnée pour la première fois à la fin du XIe siècle, dans l'acte par lequel Guy de La Roche, seigneur de Vétheuil, la donne à l'abbaye de la Trinité de Fécamp. L'acte n'est malheureusement pas daté, mais l'on sait que l'abbé Guillaume de Rots, qui l'a signé, est abbé de 1078 jusqu'à sa mort en 1107. On ne peut prêter aucune foi aux affirmations que l'abbé Amaury avance dans sa brochure parue en 1865 : Louis Régnier dit à son sujet que « l'historien, chez cet honorable ecclésiastique n'était pas au niveau du pasteur, et sa notice doit être résolument négligée ». En 1900, L.-A. Gatin reprend encore naïvement les propos de l'abbé Amaury, et écrit qu'une cave particulière située cour de l'Église serait l'ancienne église de Vétheuil, dédiée à Saint-Maximin. On ignore en réalité tout sur la première église. Pierre Champion avance des hypothèses un peu hasardeuses à son sujet. Il dit qu'elle était de style roman, qui n'était pourtant pas présent dans la région avant la fin du XIe siècle ; que les noyaux des piles de son clocher subsistent dans l'église actuelle ; et que l'église primitive n'allait pas plus loin que ce clocher à l'ouest. En effet, le clocher roman subsiste encore partiellement à l'intérieur du clocher actuel, dont le parement extérieur et la physionomie actuelle remontent au XIIIe siècle. Or, les églises du XIIe siècle du Vexin français sont à clocher central, c'est-à-dire que la nef se situe à l'ouest du clocher. En réalité, il est bien possible que le chantier de la première église paroissiale n'est lancé qu'après la donation à l'abbaye de Fécamp ; sinon, les piles et les vestiges du clocher roman doivent être attribués à une seconde église, qui n'était certainement pas aussi petite que Pierre Champion l'imagine : Pour Bernard Duhamel, il ne fait pas de doute que ces éléments datent du XIIe siècle, et Pierre Champion lui-même le pense encore en 1986,.

### Les campagnes de construction de l'église
Bien avant la construction de l'église actuelle, Vétheuil est un lieu de pèlerinage de Notre-Dame de Grâce. Les aumônes versées par les pèlerins permettent de constituer un pactole pour la construction d'une église plus grande et plus belle. Il y a aussi lieu de penser que l'augmentation de la population rend cette reconstruction incontournable. Le nombre d'habitants au milieu du XIIe siècle n'est pas connu, mais un dénombrement de 1240 montre qu'il y a deux cent soixante feux à Vétheuil, ce qui correspond à un millier d'habitants au bas mot, soit en tout cas nettement plus que la population actuelle. La reconstruction commence par le chœur, qui est daté du début du XIIIe siècle par Louis Régnier et Bernard Duhamel, ce qui rend peu probable l'hypothèse défendue par L.-A. Gatin, que les travaux auraient été financés par Henri II d'Angleterre, mort en 1189. Néanmoins, les caractéristiques des chapiteaux permettent de les faire remonter jusqu'en 1184. C'est l'avis de l'architecte australien John James, qui a étudié l'ensemble des chapiteaux de cette époque dans la région. On peut donc situer l'achèvement du chœur vers 1200. Il se termine peu avant les piles orientales du clocher roman, et la transition s'opère par un avant-chœur de faible profondeur. Il semble y avoir eu une période d'hésitation avant la décision finale de conserver le clocher ancien, car dans un premier temps, il a été relié aux murs gouttereaux du chœur par des arcades, qui ont été démolies ensuite en vue de la démolition du clocher, avant la mise en œuvre de la configuration actuelle. À l'instar des élévations extérieures du clocher, elle peut dater du début du XIIIe siècle. C'est à cette époque que le clocher roman, jugé trop petit par rapport à la majestuosité du chœur, est transformé en le clocher gothique que l'on voit actuellement. La flèche en pierre qui devait le coiffer n'a apparemment jamais été exécutée, car aucune représentation iconographique ne la montre. Il est difficile d'adhérer à l'avis de Pierre Champion, qui écrit en 1986 que le projet du chœur était si ambitieux qu'il a fallu interrompre la construction de l'église pendant près de quatre siècles : « Pendant près de quatre siècles l'église de Vétheuil s'est limitée au chœur, au clocher et à un début de travée en guise de nef »,. Premièrement, avec la reconstruction gothique du clocher, parti a déjà été pris de construire une nef plus étroite que le chœur, et deuxièmement, il n'y a aucune raison de croire que la nef romane n'a pas été conservée, comme encore à ce jour à Bury, Cormeilles-en-Vexin ou Saint-Étienne de Beauvais.
Effectivement, on ne voit que la dernière travée de la nef sur une enluminure représentant la silhouette de la Vétheuil, qui date de 1557 et est conservée dans le chartrier du château de La Roche-Guyon, mais la nef romane peut être trop basse pour être visible au-dessus des maisons, et les travaux pour une nouvelle grande campagne de reconstruction sont alors pleinement en cours. La troisième et la quatrième travée du sud, la dernière chapelle du sud et le croisillon sud sont déjà terminés. Les auteurs s'accordent pour situer le début de la seconde campagne de transformation vers 1520, et pour admettre plusieurs interruptions du chantier. Stylistiquement, le transept, la nef, ses collatéraux et ses chapelles reflètent la transition du style gothique flamboyant vers le style de la Renaissance. L'intérieur est exclusivement flamboyant, sauf pour les clés de voûte et les chapiteaux, comme à Montfort-l'Amaury. Les réseaux des fenêtres combinent les deux styles. Sinon, l'extérieur est exclusivement de style Renaissance, sauf pour les fleurons, pinacles et gargouilles qui agrémentent les pignons des chapelles. Le portail méridional a été entrepris en 1551 au plus tôt ; la façade occidentale est un peu plus tardive. La sacristie est la seule partie pouvant être datée avec certitude : la date de 1553 s'y lit au-dessus d'une fenêtre. Sept autels sont consacrés le 9 octobre 1580 par Mgr John Lesley, mandataire de l'archevêque de Rouen : l'église est donc utilisable pour le culte à ce moment. Contrairement à une tradition locale tenace, les travaux ne sont pas financés par Henri II, dont le monogramme avec le H et les deux croissants se devine sous les arcatures du porche, mais par le seigneur de La Roche-Guyon et de Vétheuil, Louis de Silly, et Anne de Laval, sa femme : leurs initiales L et A figurent sur les arcatures qui soutiennent le plafond du porche du portail sud. Louis de Silly est le neveu du cardinal d'Amboise, qui a fait venir d'Italie le maître-maçon Jean Grappin, installé ensuite à Gisors. Léon Palustre en déduit que Jean Grappin est l'architecte de la façade occidentale et du portail méridional, hypothèse qui est confirmée par Louis Régnier, avec une argumentation différente, puis réfutée. La question est difficile à trancher, d'autant plus que Grappin a travaillé avec son père et son fils, et que tous les trois ont une signature artistique très proche,,,.

### L'histoire de la paroisse jusqu'à la Révolution
Du fait de la donation à l'abbaye de Fécamp, son abbé est le collateur de la cure jusqu'à la fin de l'Ancien Régime. À l'instar de la plus grande partie du Vexin français, sauf son extrémité nord-est qui relève du diocèse de Beauvais, Vétheuil dépend de l'archidiocèse de Rouen. En dehors de la bénédiction d'autels en 1580, qui a déjà été mentionnée, Pierre Champion n'a rien trouvé sur l'histoire de la paroisse jusqu'au XVIIIe siècle. En plus de l'église paroissiale, Vétheuil possède un hôtel-Dieu Saint-Mathurin, une petite léproserie, et une chapelle dédiée à Saint-Étienne à côté de cette dernière. Ces institutions relèvent de fondations particulières et ne dépendent pas directement de la paroisse. Ils sont desservies par des chapelains, qui touchent un faible revenu pris sur les bénéfices dégagés par les fondations. L'hôtel-Dieu occupe une partie des locaux du presbytère, et son chapelain habite une chambre aménagée dans le grenier ; sa chapelle Saint-Mathurin se situe au fond du jardin. Une chambre avec deux lits, rarement occupés, est réservée aux malades qui n'habitent pas le village. Les habitants sont soignés à domicile, et on leur fournit les médicaments et du linge frais. L'institution est gérée par un administrateur, qui doit s'assurer du bon déroulement du service aux malades, et veille en même temps aux biens de la fondation. Si l'administrateur ne donne pas satisfaction, le seigneur de Vétheuil a le droit d'en nommer un autre. — Depuis des temps immémoriaux, la léproserie et la chapelle sont placées sous la protection des seigneurs de Vétheuil. Tous les titres s'étant perdus, leurs revenus ont été réunis à la fin du Moyen Âge au plus tard. En 1482, la chapellenie devient vacante, et le curé de Vétheuil y présente. Le chapelain qu'il installe indûment fait ultérieurement l'objet de poursuites judiciaires, afin qu'il rende l'argent qu'il a touché. Malgré une indulgence de cent jours accordée par une bulle papale de 1470, la chapelle Saint-Étienne reste peu visitée, et la maladrerie est abandonnée au XVIIe siècle. Ses revenus sont accordés à l'hôpital de Mantes en 1697, et les deux bâtiments sont démolis en 1711. Au titre des institutions sociales, il convient encore de mentionner le coffre de Charité, qui est une caisse alimentée chaque année par les seigneurs de Vétheuil en fonction du nombre d'habitants (comme dans les quinze autres paroisses relevant du même seigneur). Elle est placée sous la responsabilité d'une commission composée du curé, du châtelain ou de son représentant, du procureur fiscal de la seigneurie, des officiers de la Charité des malades, et de la confrérie de la Charité. Cette commission établit régulièrement une liste des personnes qui doivent toucher des aides financières.

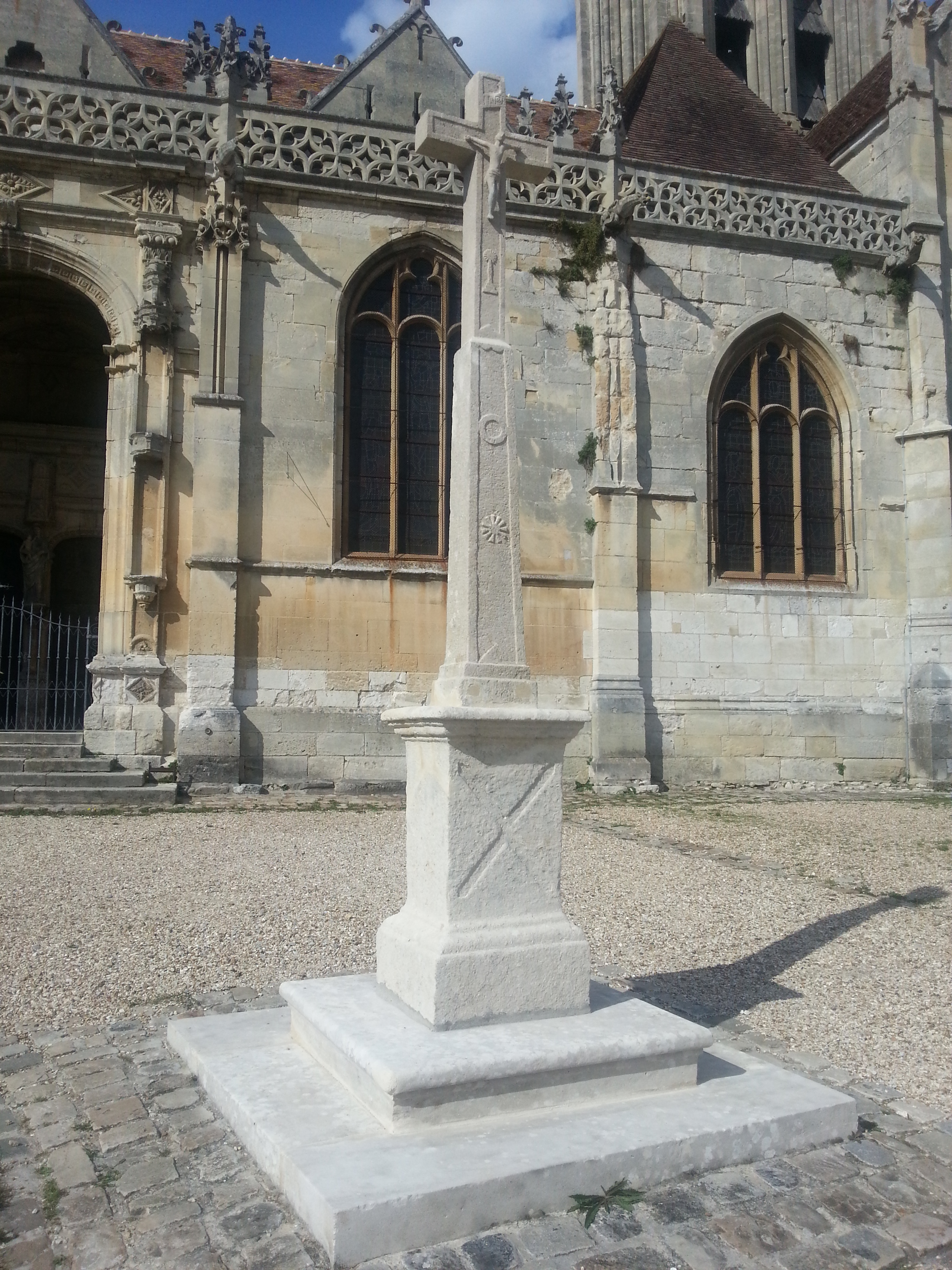
La croix hosannière inaugurée en 1764.

En 1764, la croix qui se trouve devant le portail méridional, en haut de l'escalier, est inaugurée et bénite par le curé : cet événement, qui est prouvé par des documents d'archives, est en contradiction avec la datation de la croix du XVIe siècle par le service des Monuments historiques. Il s'agit d'une croix hosannière, qui est dite « croix du Petit-Cimetière » à l'époque. L'un des événements marquants de l'histoire de Vétheuil au XVIIIe siècle est la confirmation donnée à mille quarante-cinq personnes, le 27 novembre 1783 par le cardinal Dominique de La Rochefoucauld, archevêque de Rouen. L'affluence doit être immense, car chaque confirmé est accompagné des parrains et de membres de sa famille. Trois cent quarante-cinq sont de la paroisse de Vétheuil ; les autres sont des paroisses voisines. Apparemment le sacrement n'a pas dû être administré dans les environs pendant de nombreuses années. Le curé de Vétheuil est alors Jean Nicolas Guillaume de Gouville de Bretteville, qui est installé en 1772 et officie jusqu'en 1820. Sous la Révolution française, il prête serment à la Constitution civile du clergé en 1791, et est nommé membre du Conseil général de la commune en 1792. En cette qualité, il rédige les actes d'État civil. On ignore son sort sous la Terreur, quand le culte est interdit ; il se serait caché chez les Bénédictines de Villarceaux. Certaines statues de l'église, la Vierge Marie entourée des anges sur la façade occidentale, et pratiquement tous les emblèmes rappelant l'Ancien Régime sont détruits. Après le décret du 18 floréal an II, la première ligne est inscrite sur une longue planche fixée au-dessus du porche méridional : « Le peuple français reconnaît l'Être suprême ». Plus tard, le curé récupère la planche pour réparer l'autel de la chapelle de la Charité, ce qui fait que sa moitié droite s'est conservée jusqu'à ce jour. En janvier 1799, l'abbé de Gouville de Bretteville est considéré comme « dangereux » et déporté vers l'Île de Ré. Malgré une pétition des habitants en sa faveur, il ne peut revenir qu'au mois de mars de l'année suivante. Il récupère le presbytère qui n'a pas changé d'emplacement depuis l'existence de l'église, et est confirmé comme curé de Vétheuil en 1803. En 1820, il démissionne et vit encore jusqu'en 1823. L'histoire de la paroisse au XIXe siècle est surtout celle de la restauration de l'église. Louis Régnier, qui a consulté les archives du conseil de fabrique de la période de 1804 à 1906, dit que « jamais registre fut plus vide de faits intéressants ».

### Les confréries

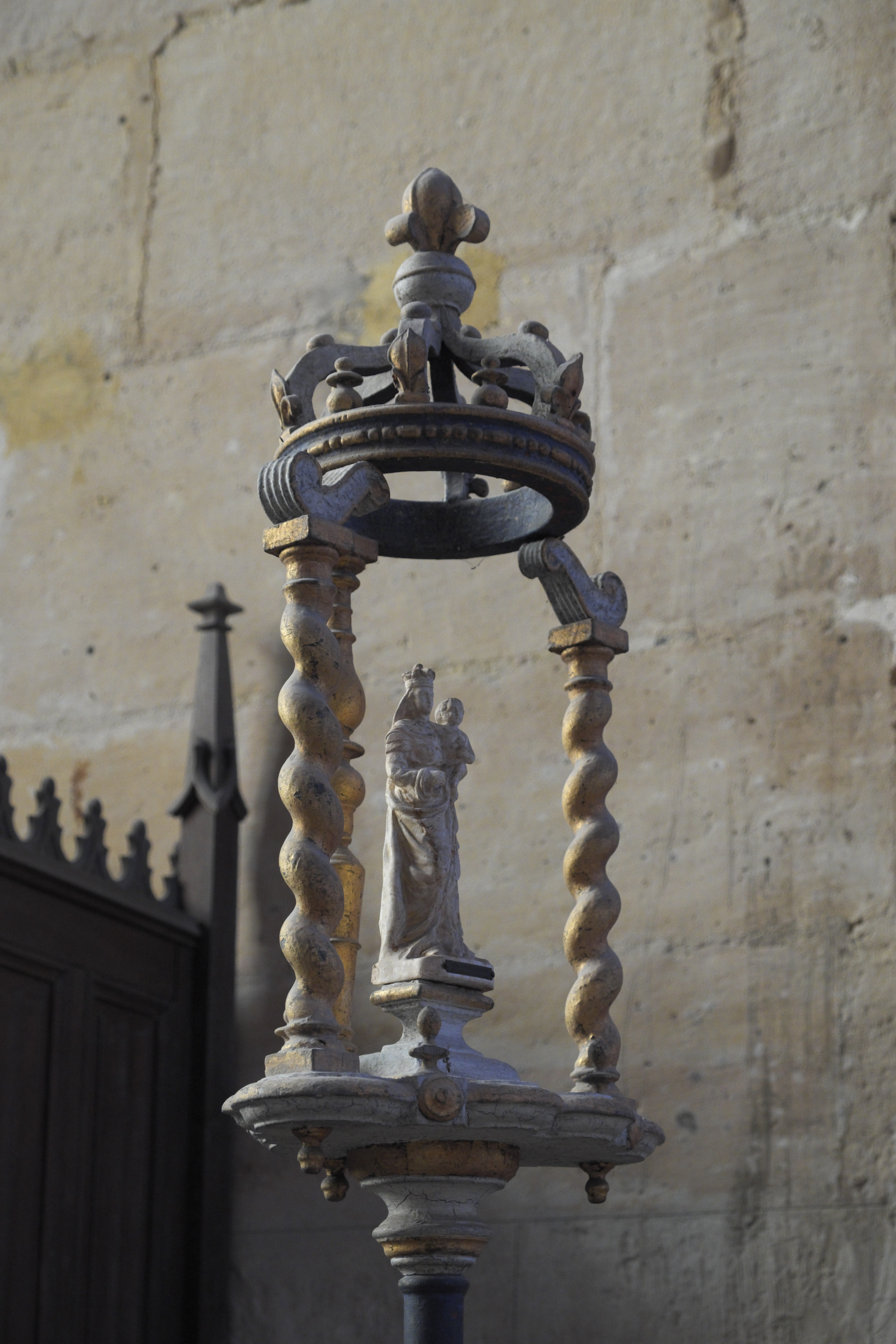
Bâton de confrérie - Vierge à l'Enfant.

Des confréries se trouvent dans le passé dans toutes les paroisses d'une certaine importance. À Vétheuil, elles sont nombreuses, et elles doivent être brièvement évoquées en raison de leur rôle dans la société, et en raison des traces qu'elles ont laissées dans la décoration de l'église : peintures murales de la chapelle de la Charité, tableaux, bâtons de confrérie ou de procession, bannières de procession. La plupart des confréries disparaissent à l'interdiction du culte en 1793 ; la dernière s'éteint dans l'immédiat après-guerre. — La confrérie du saint Nom de Jésus pour le soulagement des pauvres est attestée dès le XVIIe siècle, et disparaît en 1793. Elle prend en charge l'enseignement après le départ des sœurs Ursulines en 1659, qui venaient d'ouvrir une école de filles en 1653 seulement. Un tableau intitulé « L'Adoration du saint Nom de Jésus », longtemps attribué à l'école d'Eustache Le Sueur ou au maître lui-même, maintient le souvenir de la confrérie (voir dans le chapitre Mobilier). — Les confréries de la Charité sont fondées un peu partout en France pour assurer des sépultures chrétiennes dignes lors des épidémies de peste. Celle de Vétheuil est l'une des plus anciennes du département, avec celle de La Roche-Guyon, qui remonte aux alentours de 1340. La confrérie de la Charité de Vétheuil est confirmée par une bulle pontificale de Grégoire XIII datée du 22 avril 1583. Elle est placée sous l'invocation du Saint-Sacrement, et son emblème est une hostie entourée de deux anges agenouillés. Elle jouit d'un certain rayonnement dans la région, et compte des membres résidant dans des paroisses parfois éloignées, dont Louis de Mornay au château de Villarceaux. Vers 1900, ne restent plus qu'une demi-douzaine de membres, et en 1905, l'institution est supprimé par décision du curé, quand un confrère ivre fait chuter un cercueil. Quelques rares photographies témoignent encore de la tenue vestimentaire des confrères et de leurs rituels. — Une confrérie de Saint-Vincent existe à Vétheuil, à l'instar de la plupart des autres villages viticoles. Pratiquement toutes les sources écrites relatives à cette confrérie ont disparu, mais restent une statue assez fruste du saint patron, ainsi qu'un bâton de confrérie du premier quart du XVIe siècle. Il est classé monument historique au titre objet. — La confrérie de la Vierge a pour but de réunir les meilleurs paroissiennes du village. On n'est pas assuré de son existence avant le XIXe siècle, car c'est de cette époque que datent ses bannières et son bâton de procession. Pendant les dernières décennies, les activités de la confrérie se limitent à la participation aux processions, et c'est lors des fêtes de l'Assomption après la fin de la Seconde Guerre mondiale qu'on assiste à ses dernières manifestations. — La confrérie de Saint-Joseph a laissé comme unique trace un bâton de confrérie qui ne doit pas être antérieur au XVIIe siècle, et qui représente saint Joseph avec l'Enfant Jésus. Toutes les archives ont disparu.

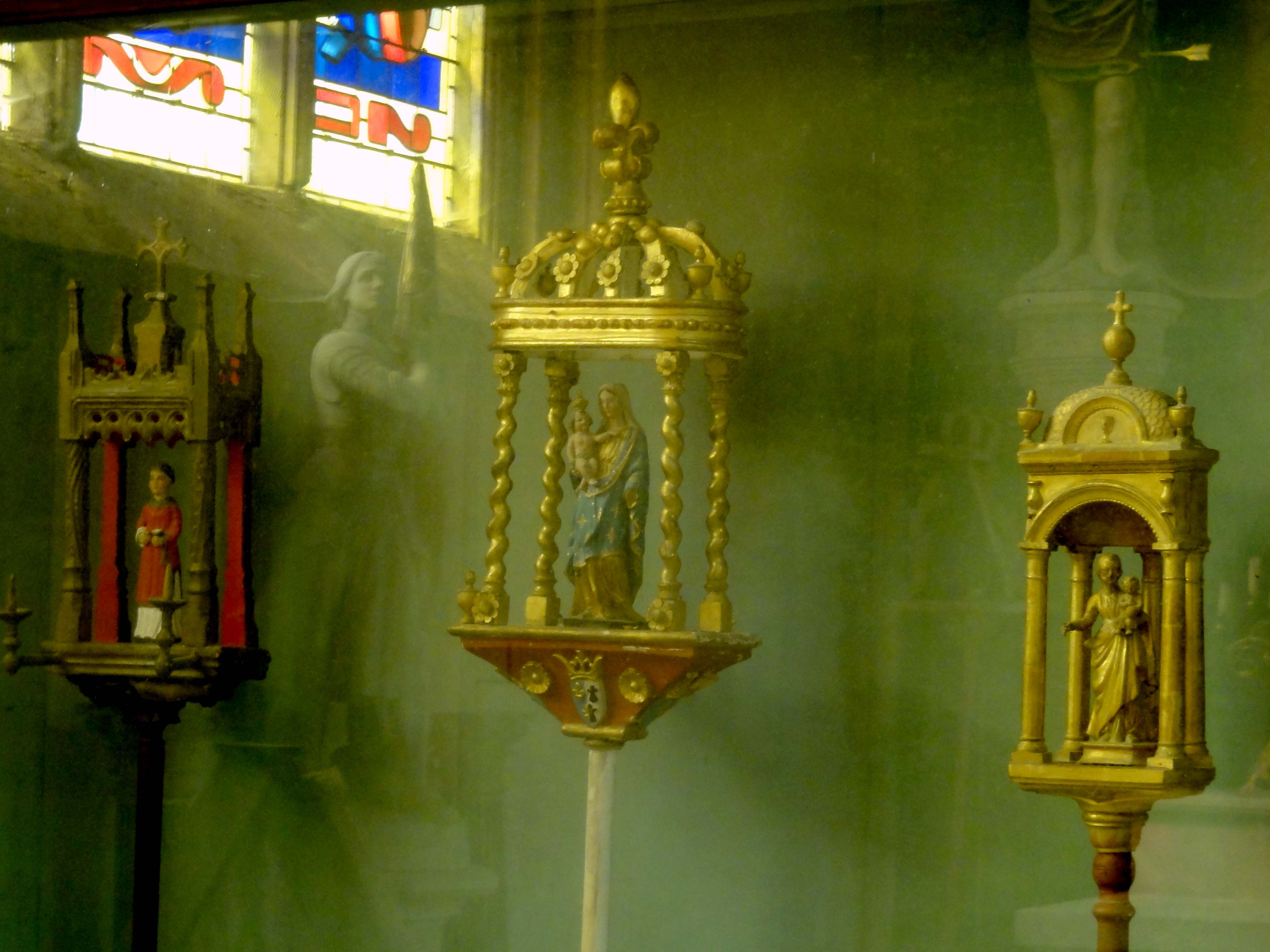
Trois bâtons de confrérie : saint Vincent, la Vierge, saint Joseph.
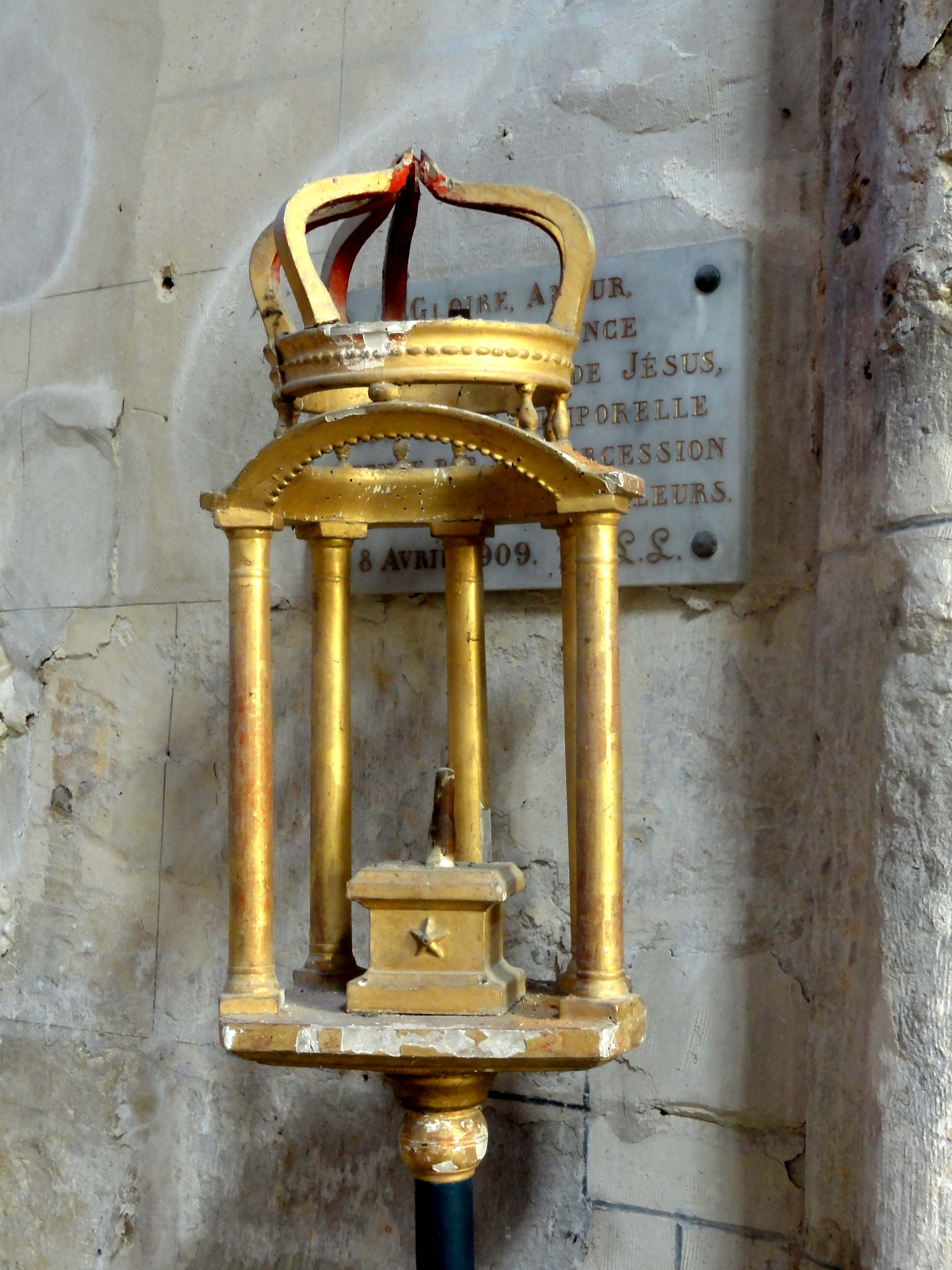
Bâton de confrérie ayant perdu sa statuette.
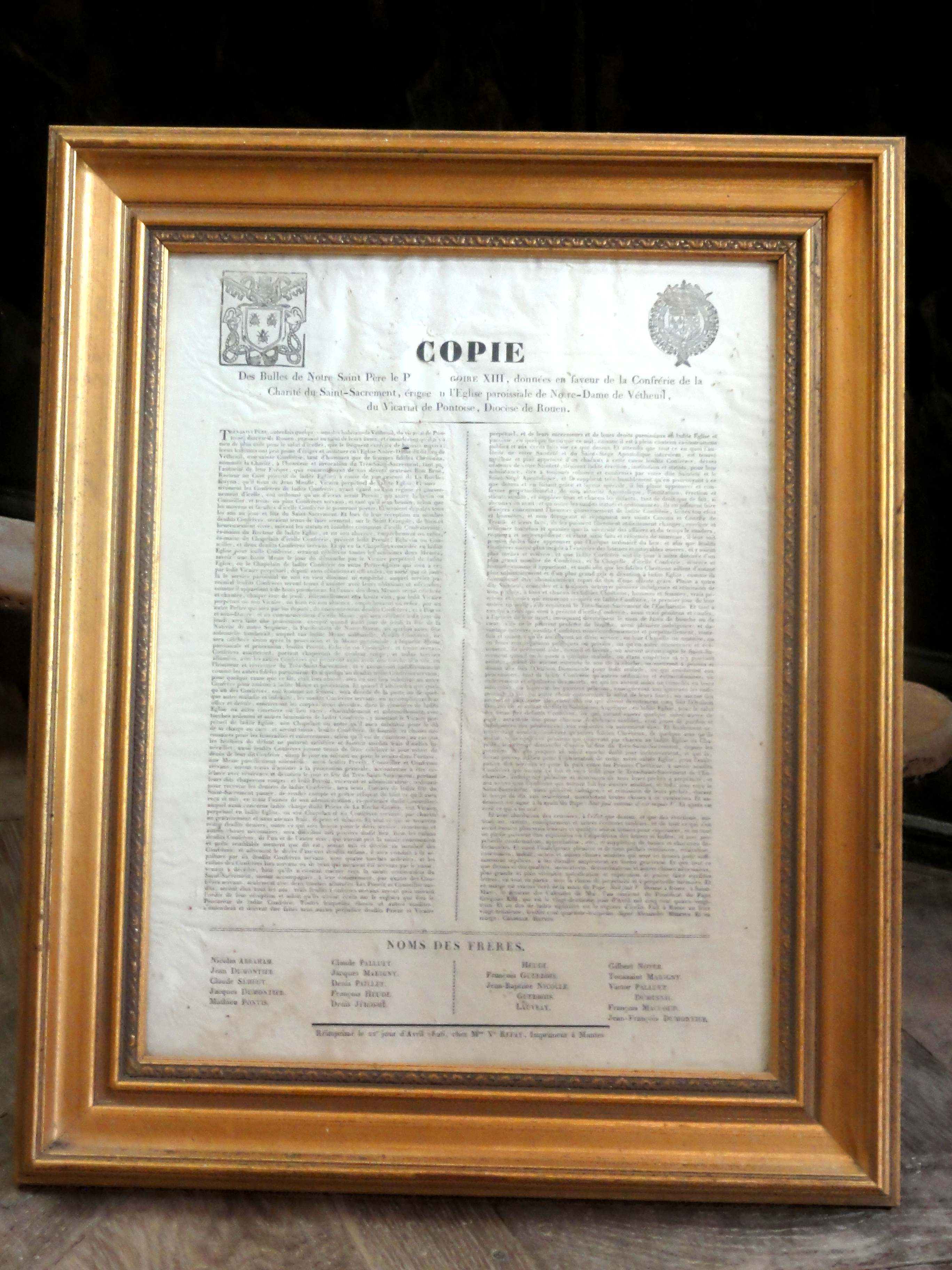
Bulle en faveur de la confrérie de la Charité.
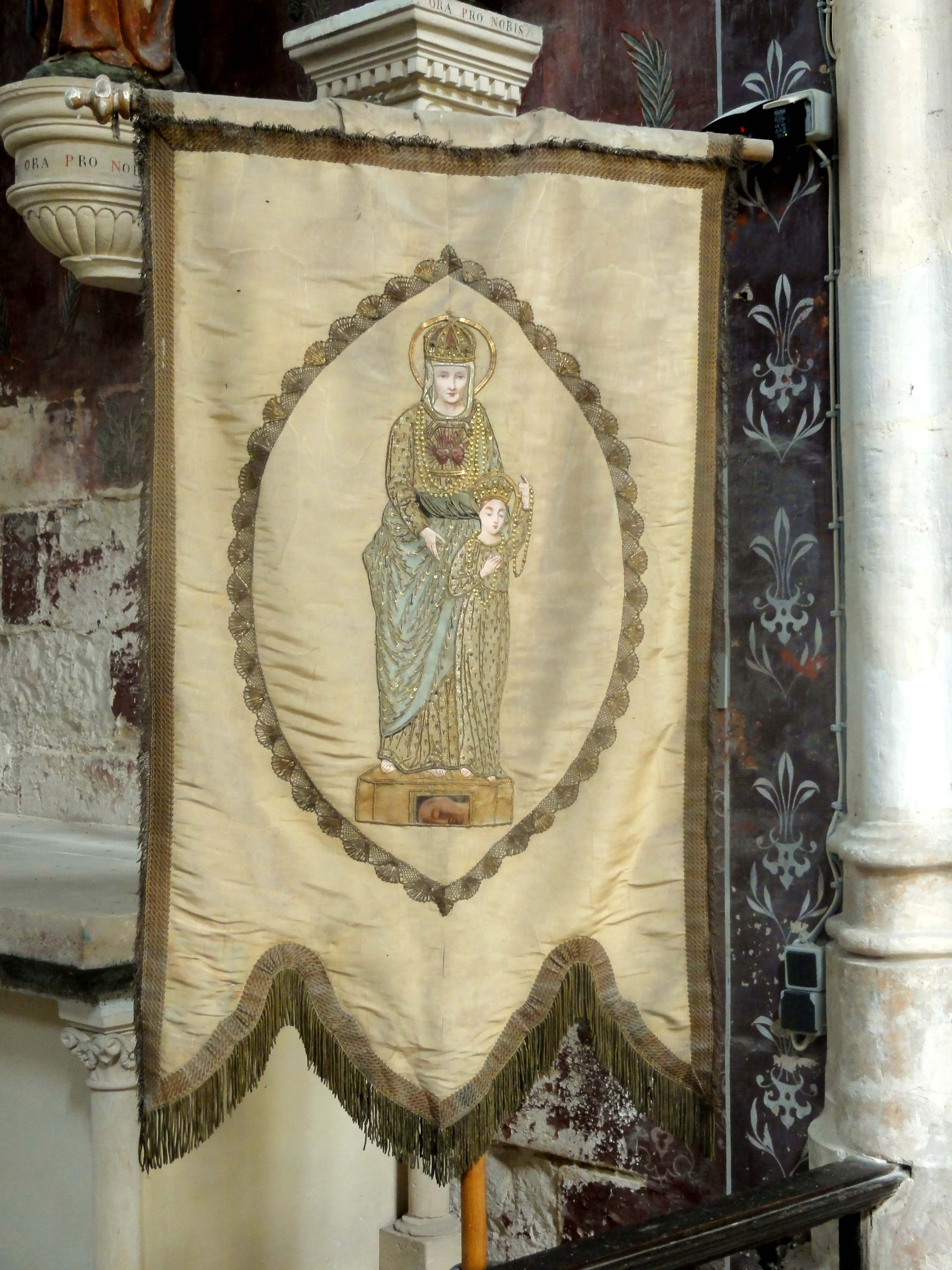
Bannière de procession - sainte Anne.
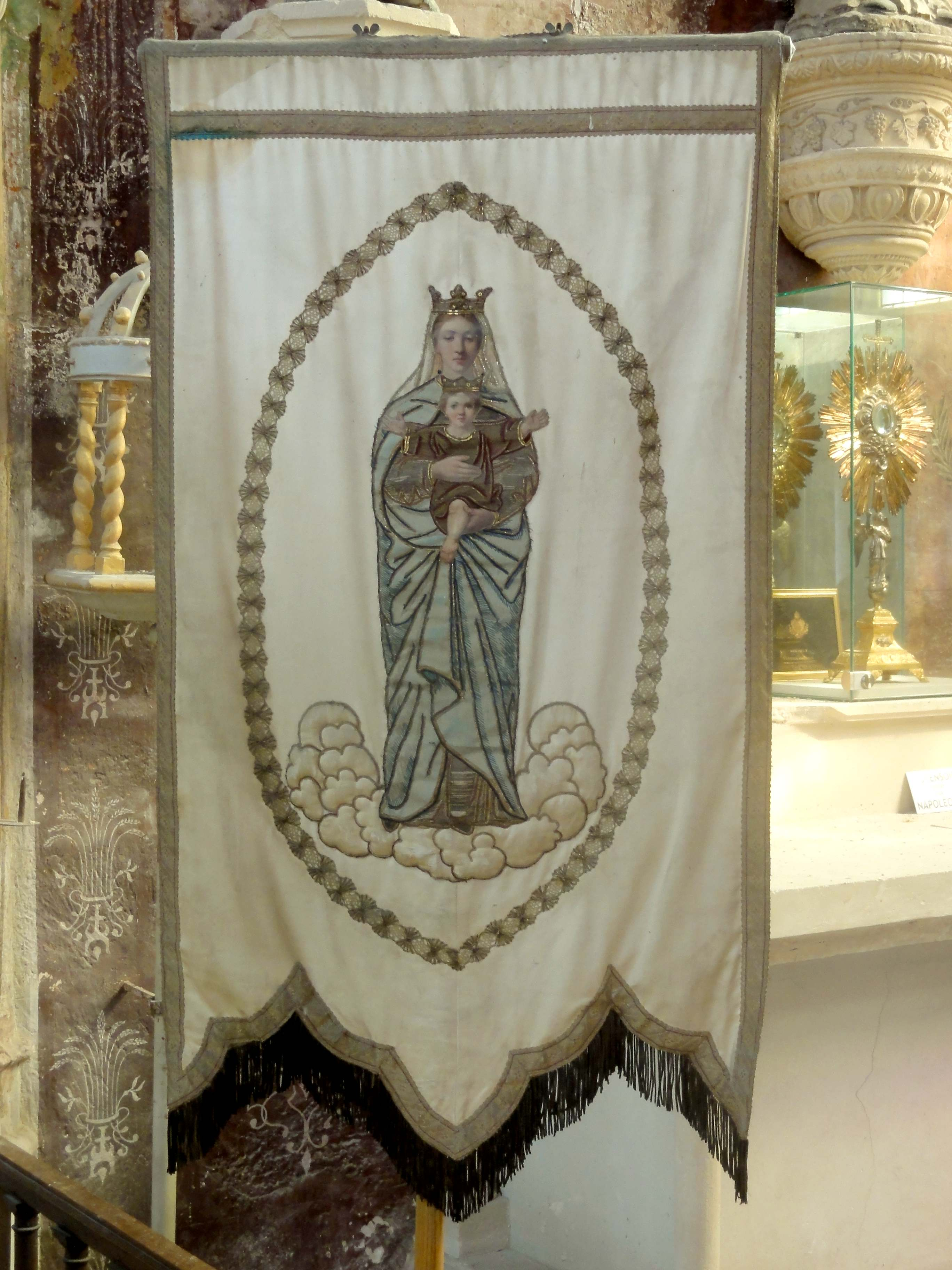
Bannière de procession - Vierge à l'Enfant.
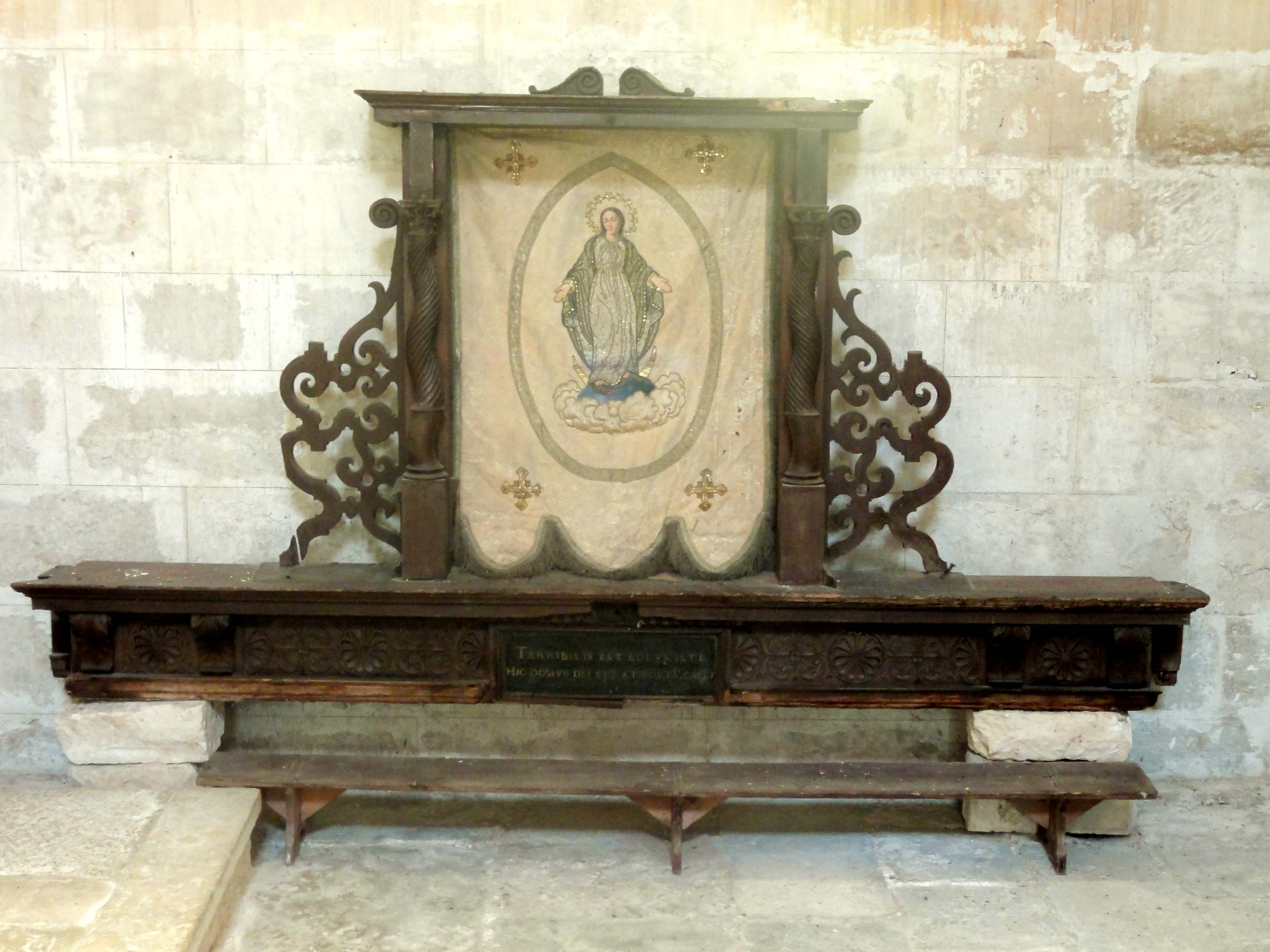
Bannière de procession - Assomption de la Vierge.

### La restauration de l'église
L'intérêt artistique de l'église Notre-Dame est reconnu assez tôt. En 1821, le sous-préfet de Mantes, Alfred de Roissy, adresse un rapport la concernant au préfet de Seine-et-Oise. En 1823, le nouveau sous-préfet, M. Cassan, attire encore l'attention de l'administration sur les richesses de l'église. C'est toutefois au curé de Vétheuil de 1842 à 1860, l'abbé Pagnon, que revient le mérite d'entreprendre les démarches nécessaires pour le classement de l'église aux monuments historiques en 1845, apparemment par un avènement à la première liste de 1840. D'importantes restaurations sont entreprises sous la direction d'Alphonse Durand, élève d'Eugène Viollet-le-Duc ; en témoignent encore de nombreux dessins et relevés, dont Louis Régnier a « le regret d'avoir constaté l'inexactitude sur nombre de points essentiels ». Viollet-le-Duc lui-même ne s'intéresse apparemment qu'aux contreforts de l'abside, qui figurent dans son Dictionnaire raisonné de l'architecture française ; le reste de l'église y est passé sous silence. Après l'abbé Pagnon en 1860, l'abbé Esnot ne donne qu'un bref interlude jusqu'en 1862, quand l'abbé Amaury prend le relais. Il s'attache à rendre à l'église son aspect premier, fait débadigeonner les murs et les piliers, et fait revivre certaines peintures murales. L'abbé Amaury s'occupe en particulier du mobilier, et installe des bancs, fait confectionner un banc d'œuvre avec des panneaux du XVe siècle, et achète de nombreuses chaises et des prie-Dieu. En 1880, l'abbé Amaury devient doyen d'Étampes. Le service des Monuments historiques veille à l'entretien de l'église Notre-Dame au fil des décennies, et fait effectuer les réparations et restaurations nécessaires. Une importante campagne de travaux a lieu en 1927, avec notamment la reprise en sous-œuvre d'un pilier de la nef ; la consolidation des voûtes de la nef ; et la restauration de la façade occidentale, avec restitution des hauts-reliefs sur le fronton, qui représentent la Vierge en majesté entre deux anges musiciens, et avaient été bûchés à la Révolution.

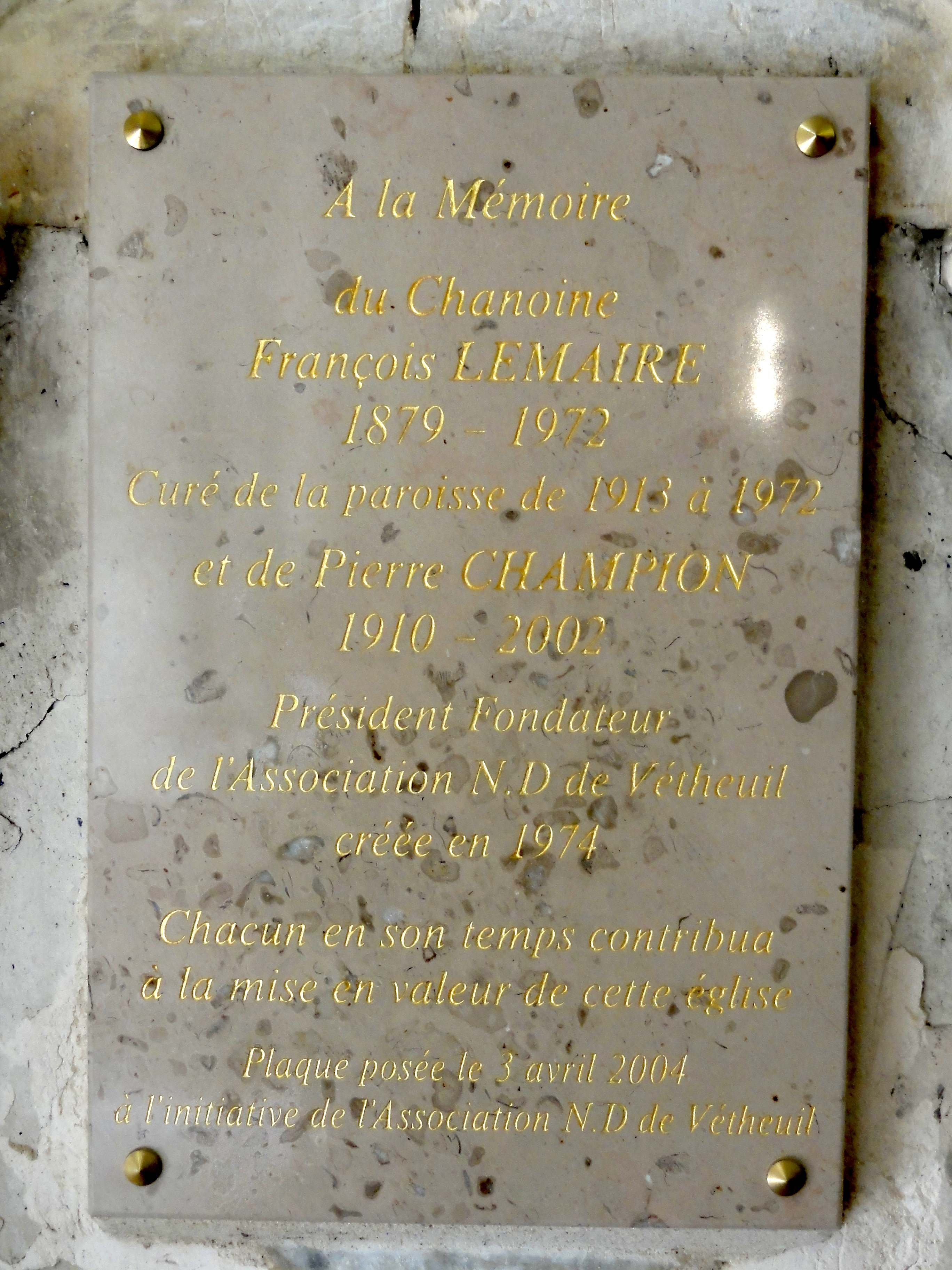
Plaque commémorative pour le chanoine François Lemaire et Pierre Champion.

En août 1944, l'église subit malheureusement des dommages de guerre, quand des combats opposent l'armée allemande en retraite aux premiers éléments de l'armée Patton. Un obus détruit le couronnement de la niche à gauche du porche. Cet élément est rapidement resculpté en imitant son homologue, mais le souffle emporte tous les vitraux (un seul panneau datait de 1540 environ, les autres n'étaient que du troisième quart du XIXe siècle). En attendant la pose de nouveaux vitraux à partir de 1953, les fenêtres sont en grande partie condamnées par des planches. L'église est plongée dans l'obscurité, et devient humide. Neuf vitraux installés jusqu'en avril 1960 sont payés par le l'abbé François Lemaire sur ses propres deniers, et la famille Secordel paie le vitrail n° 19. Le chanoine honoraire François Lemaire est né en 1879, et est curé de Vétheuil de 1913 jusqu'à sa mort en 1972, ce qui en fait le curé le plus longtemps en ministère dans l'histoire de Vétheuil. Il ne peut assister à la pose du dernier vitrail, qui n'a lieu que quelques années plus tard. « Par son total dévouement au sacerdoce, par son abnégation, par le souci constant qu'il a toujours eu de l'entretien et de la mise en valeur de son église, le chanoine Lemaire mérite de rester comme une figure exemplaire de Vétheuil » (Pierre Champion). En 1973, la moitié des panneaux sculptés du retable de la Passion du Christ, du XVIe siècle, sont volés. Entre 1982 et 1984, une bonne partie des œuvres d'art conservées dans l'église sont restaurées : il s'agit de trente statues (dont vingt-six classées ou inscrites), et de huit tableaux (dont cinq classés ou inscrits). Le calvaire devant le portail sud est également remis en état à ce moment. — Le chœur ne montre pas de problèmes de solidité jusqu'en 1984, quand des fissures apparaissent sous les voûtes. Des travaux de consolidation très importants sont menés de 1994 à 1997. Entre 1984 et 1994, les peintures murales de la chapelle de la Charité, devant la première travée du collatéral nord, sont restaurées en deux étapes grâce au mécénat par l'association américaine « Friends of Vieilles maisons françaises ».

## Description

### Aperçu général

Plan de l'église.

Régulièrement orientée, l'église se compose d'une nef de quatre travées accompagnée de deux collatéraux ; de deux rangs de quatre chapelles flanquant chacun des deux collatéraux ; d'un transept non débordant, dont chacun des croisillons comporte deux travées successives ; d'un avant-chœur de faible profondeur, avec une travée trapézoïdale faisant suite à la croisée du transept, et deux travées faisant suite aux collatéraux ; et d'un chœur composé d'une travée droite et d'une abside en hémicycle. Le clocher s'élève au-dessus de la croisée du transept ; une sacristie de deux travées borde le chœur au sud. Des tourelles d'escalier existent de part et d'autre du portail occidental, ainsi que dans l'angle entre croisillon nord et avant-chœur. — La nef possède une élévation à deux niveaux, à savoir l'étage des grandes arcades et l'étage des fenêtres hautes. Elle atteint une longueur de 30,00 m, et une largeur de 22,10 m avec les chapelles et les collatéraux. La hauteur sous les voûtes est de 14,00 m dans la nef, et de 14,00 m dans les bas-côtés et les chapelles. La seconde chapelle du sud est remplacée par un porche ouvert sur l'extérieur. Les noyaux des piliers de la base du clocher, en même temps croisée du transept, datent du XIIe siècle, époque du chœur, mais la travée est assimilée stylistiquement à la nef. Comme seule différence, les murs latéraux sont supprimés et remplacés par des arcs-doubleaux, qui s'ouvrent sur les croisillons. Ceux-ci ressemblent à une travée des collatéraux avec sa chapelle, sauf que la hauteur est la même que dans la nef et la croisée du transept. Quant à l'avant-chœur, ou arrière-transept, sa fonction est d'assurer la transition vers la largeur plus importante du chœur par rapport au reste du vaisseau central. La largeur du chœur équivaut à celle de la nef plus celle d'un collatéral ; en revanche, il est lui-même dépourvu de collatéraux. Il a une longueur de 15,50 m, une largeur de 9,00 m, et une hauteur de 14,00 m, comme dans la nef. À l'est des travées latérales de l'arrière-transept, la vue bute donc contre les murs. La première travée du chœur est recouverte d'une voûte sexpartite, et se subdivise donc en deux demi-travées. L'abside est à sept pans, et est recouverte par une voûte à huit branches d'ogives. Sinon, l'ensemble de l'église est voûté sur des croisées d'ogives simples,.

### Extérieur

#### Façade occidentale

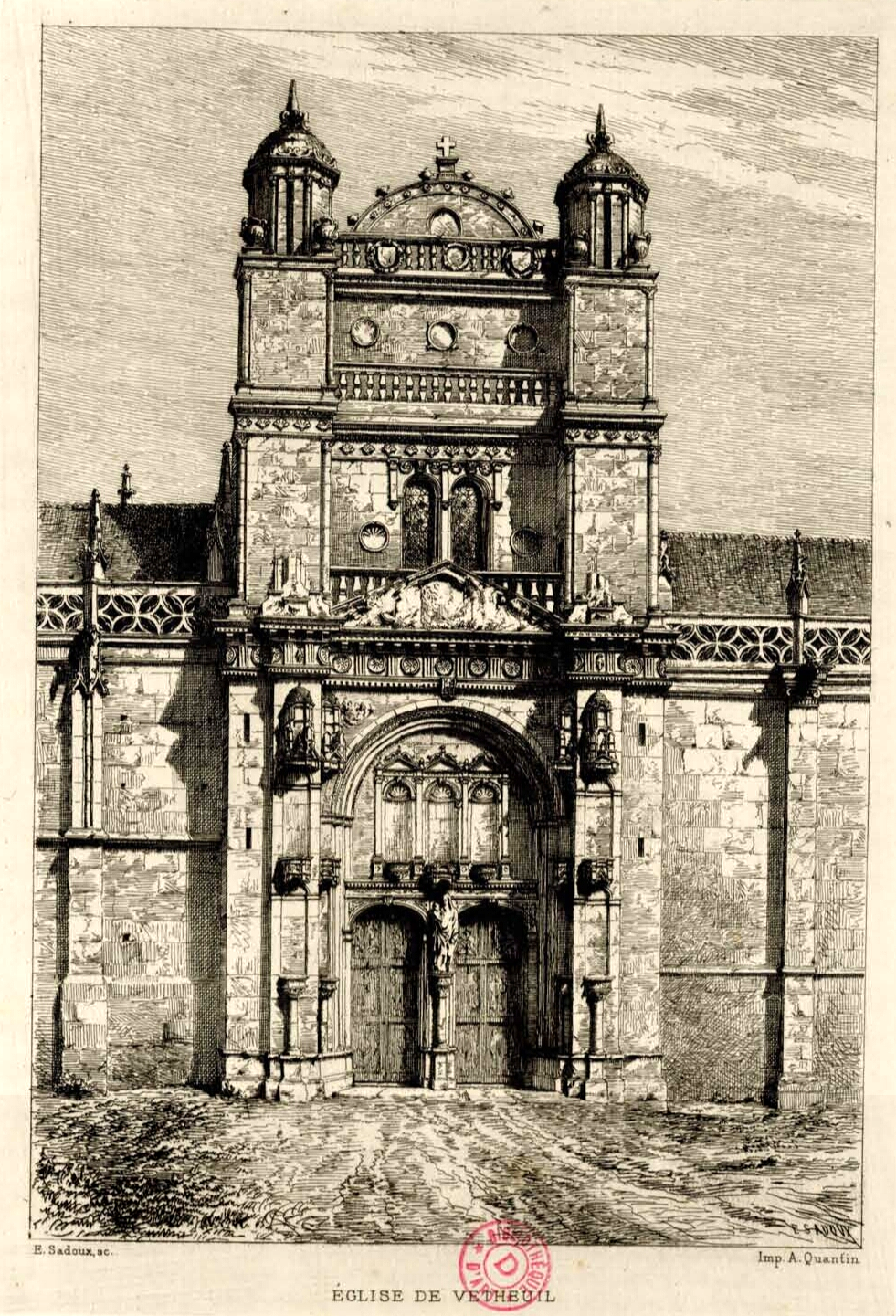
Façade occidentale, dessin d'Eugène Sadoux, vers 1878/80.

La façade occidentale se compose d'un corps central étroit et élevé, organisé en quatre niveaux d'élévation, et de deux ailes latérales aveugles et très sommairement décorées. Elles correspondent aux collatéraux et aux chapelles, et les éléments du décor que l'on trouve ici, à savoir les gargouilles en haut des contreforts, les balustrades à jour et les pinacles, sont les mêmes que sur les élévations latérales des chapelles. Les crochets des pinacles, et les quadrilobes où deux soufflets affrontés s'inscrivent dans chaque lobe, indiquent clairement que ces parties de la construction appartiennent au style flamboyant, et ont été achevées avant l'arrivée de Jean Grappin à Vétheuil. Léon Palustre situe cet événement en 1551, pour une double raison : l'architecte venait d'achever le portail de Saint-Gervais, et Louis de Silly et sa femme Anne de Laval peuvent enfin se réjouir de la naissance de leur héritier, au bout de douze ans de mariage sans enfants. Cet heureux événement motive sans doute le geste de générosité envers l'église de Vétheuil, et l'appel au célèbre maître-maçon italien. Le résultat inspire à Pierre Champion l'appréciation suivante :« Nous avons avec cette façade ouest de Vétheuil un morceau d'architecture original, séduisant, charmant. C'est un peu de gaieté méridionale qui est venue s'installer parmi nous, avec ces balcons qui suggèrent les sérénades par les belles nuits chaudes d'Italie, ces anges musiciens, ces soleils en frise, ces fantaisies. On est frappé du contraste entre l'abside du XIIe siècle, sévère, sombre, repliée sur elle-même et cette façade de pierre blonde, un peu exubérante. Quand on la voit sous un ciel bleu d'été, illuminé par le soleil, on pense à l'admiration de Chateaubriand devant les monuments de la Grèce antique »,,,,,.
Comme l'a démontré Louis Régnier, la façade occidentale de la nef est entreprise vers 1558, après le portail méridional. Elle est accostée de deux élégantes tourelles carrées, qui contiennent des escaliers en colimaçon, et qui s'achèvent par des lanternons de plan octogonal au niveau du quatrième étage. Des vases occupent les plates-formes triangulaires devant les pans obliques des lanternons, ce qui est un trait caractéristique des premières réalisations de Jean Grappin. Des dômes à imbrications coiffent les lanternons, et sont couronnés par des pointes flanquées de quatre volutes, qui peuvent être considérées comme la réponse de la Renaissance aux fleurons gothiques. Sinon, chaque angle des clochetons est occupé par une colonnette corinthienne, ce qui est aussi le cas au niveau du troisième et du second étage. À l'intersection entre les étages, courent des corniches avec plusieurs rangs d'oves, ainsi qu'entre le second et le troisième étage, un stylobate arborant des coquilles Saint-Jacques. Pour venir à la portion de la façade comprise entre les tourelles, elle s'amortit par un fronton en arc de cercle, dont la présence ici manque de logique selon les différents auteurs. Ce fronton est précédé d'une balustrade, tout comme les murs du troisième et du second étage, ce qui implique que l'un est placé en léger retrait par rapport à l'autre. Les corniches présentes sur les tourelles se continuent sur la partie centrale de la façade. Le mur du troisième étage est plein et décoré de trois médaillons, dont la sculpture a apparemment été bûchée. Le mur du second étage est ajouré de deux baies en plein cintre, qui sont cantonnées de pilastres ioniques, qui butent toutefois sur des culs-de-lampe au niveau des impostes. Chaque baie est surmontée d'une agrafe et de deux bustes humains s'inscrivant dans des médaillons. Deux de ces bustes sont encore intacts,,,,,.
Le premier niveau d'élévation est le plus important, car il comporte le portail, et sa hauteur équivaut à la hauteur réunie des deux étages suivants. Ce niveau se termine par un entablement dorique, dont la monotonie résultant de la répétition des triglyphes et des patères à ombilic contraste avec la légèreté de la Renaissance italienne, qui règne ailleurs sur la façade. Louis Régnier est persuadé que l'entablement a été ajouté après coup. Dans cette hypothèse, ce doit également être le cas du fronton triangulaire, qui arbore le haut-relief déjà mentionné, où apparaît la Vierge en majesté entre deux anges musiciens, accompagnés du soleil et de la lune. Détruit à l'automne 1793, ce haut-relief a été resculpté en 1927. — Le portail proprement dit se compose de deux portes en anse de panier, qui s'inscrivent dans un arc de décharge en plein cintre deux fois plus élevé que les portes. L'archivolte comporte cinq voussures, dont trois sont décorées d'oves, et deux seulement de losanges. La retombée sur des moulures prismatiques, au lieu de pilastres ou colonnettes, rappelle encore l'art flamboyant. Léon Palustre pense en effet que Jean Grappin a continué ici un portail, qu'un autre maître-maçon avait commencé une génération avant lui. Le tympan est occupé par trois niches à statues identiques, dont le décor très enjoué et librement inspiré de l'Antiquité rappelle la première Renaissance sous le règne de François Ier. Le socle réservée à la statue médiane forme en même temps le dais pour le groupe sculpté de la Charité, qui figure sur le trumeau (voir dans le chapitre Mobilier). De part et d'autre du tympan, les écoinçons comportent des anges musiciens en bas-relief, dont seul le violon de l'ange à droite demeure intact. Des deux côtés du portail, les tourelles d'escalier sont épaulées par des contreforts plats, qui prennent l'apparence de pilastres. Chaque pilastre comporte deux niches à statue superposées vers l'extérieur, et deux niches analogues sur les piédroits de l'arc de décharge. Les dais supérieurs prennent la forme d'édicules, et se distinguent par leur ampleur. Les dais intermédiaires, qui servaient en même temps de supports aux statues du rang supérieur, sont plus modestes, et les socles des statues du rang inférieur sont même assez sobres. Ils sont supportés par des colonnettes à chapiteaux, qui sont d'une facture fantaisiste. — La façade de Vétheuil est l'une des plus remarquables façades Renaissance du département, avec Magny-en-Vexin et Saint-Gervais, qui sont du même architecte ; Belloy-en-France, œuvre d'un maître inconnu ; le porche de Livilliers, bâti par le maître-maçon Garnot Germain ; et Luzarches ; création de Nicolas de Saint-Michel,,,,,.

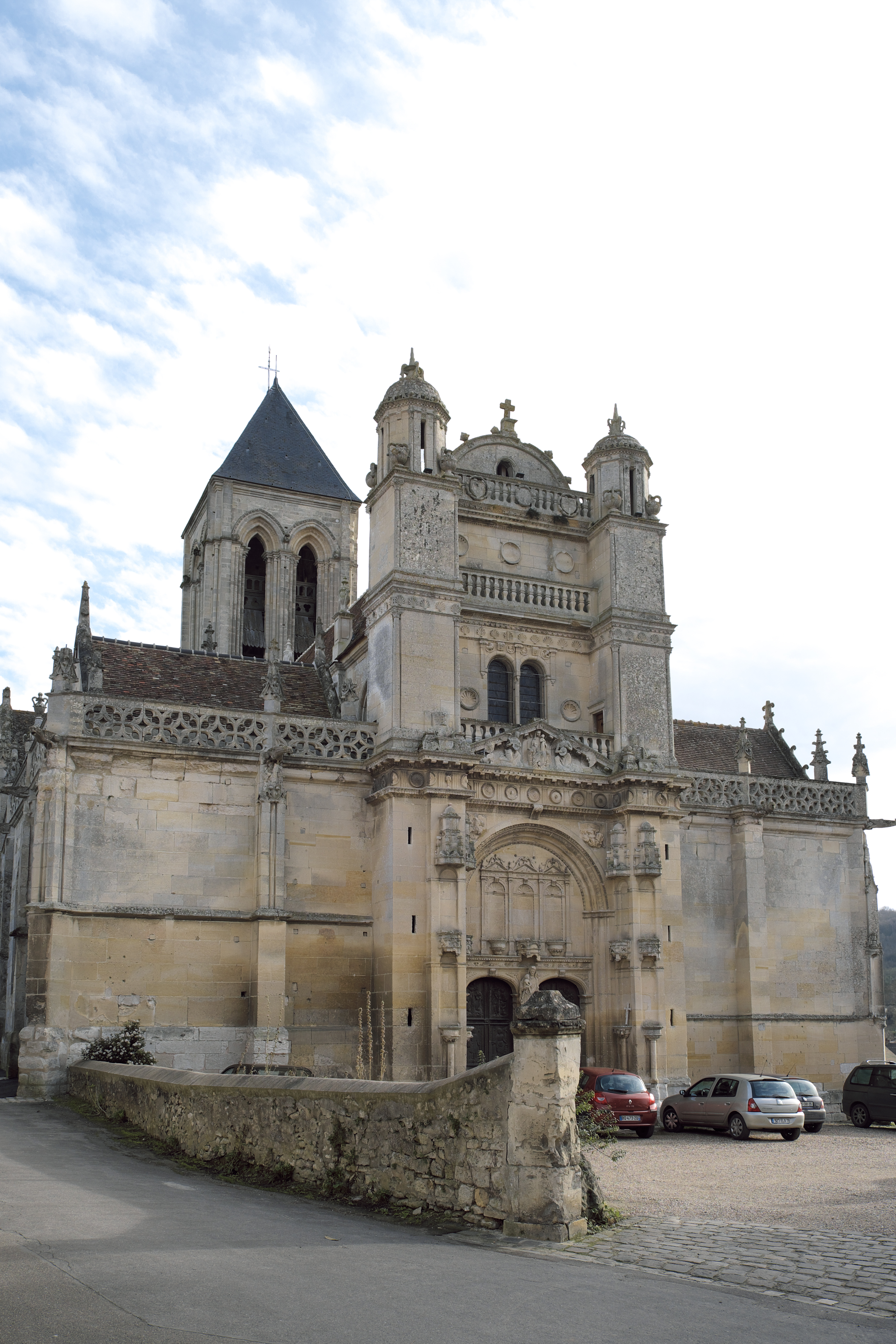
Vue depuis l'ouest.
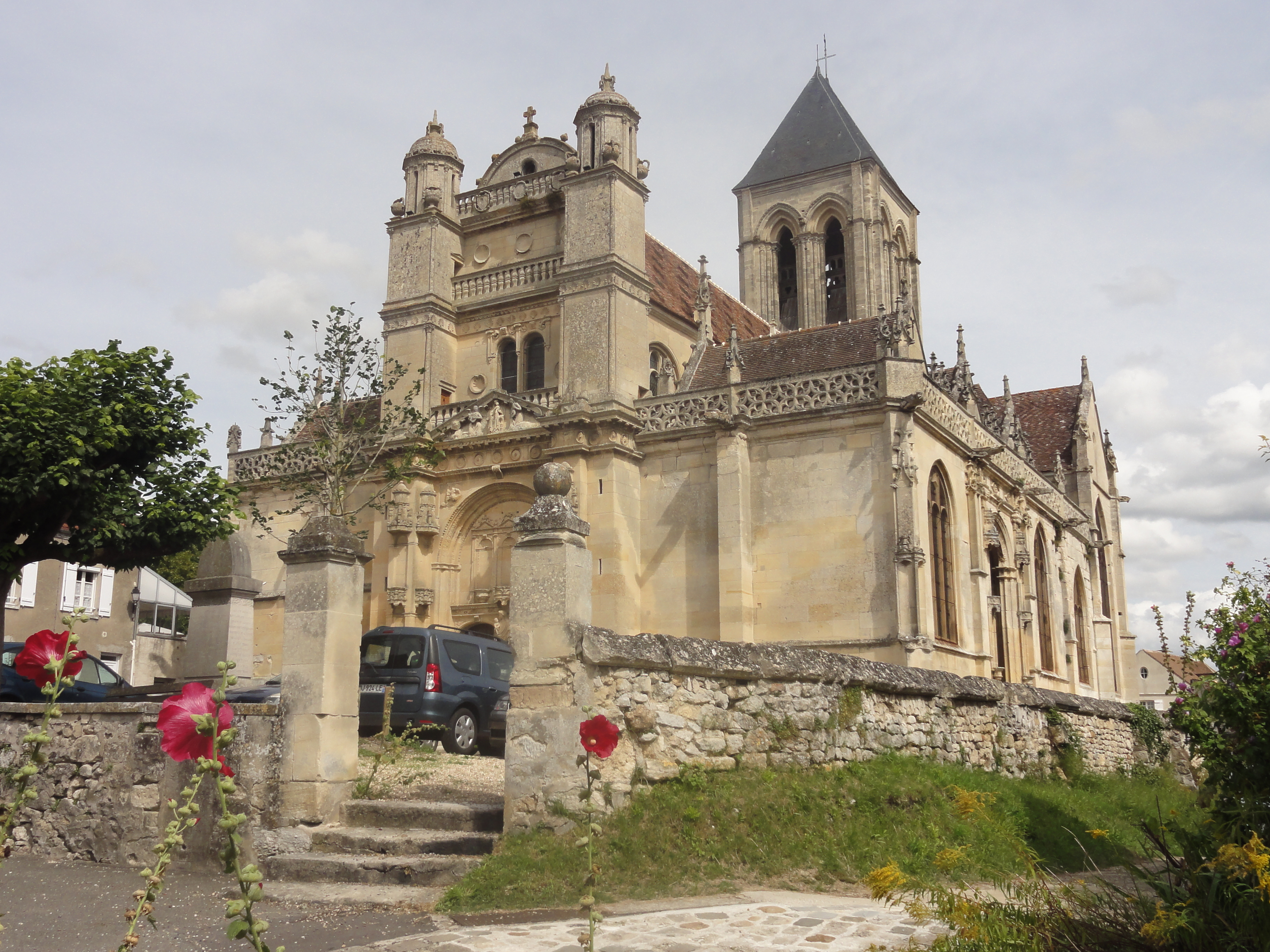
Vue depuis le sud-ouest.
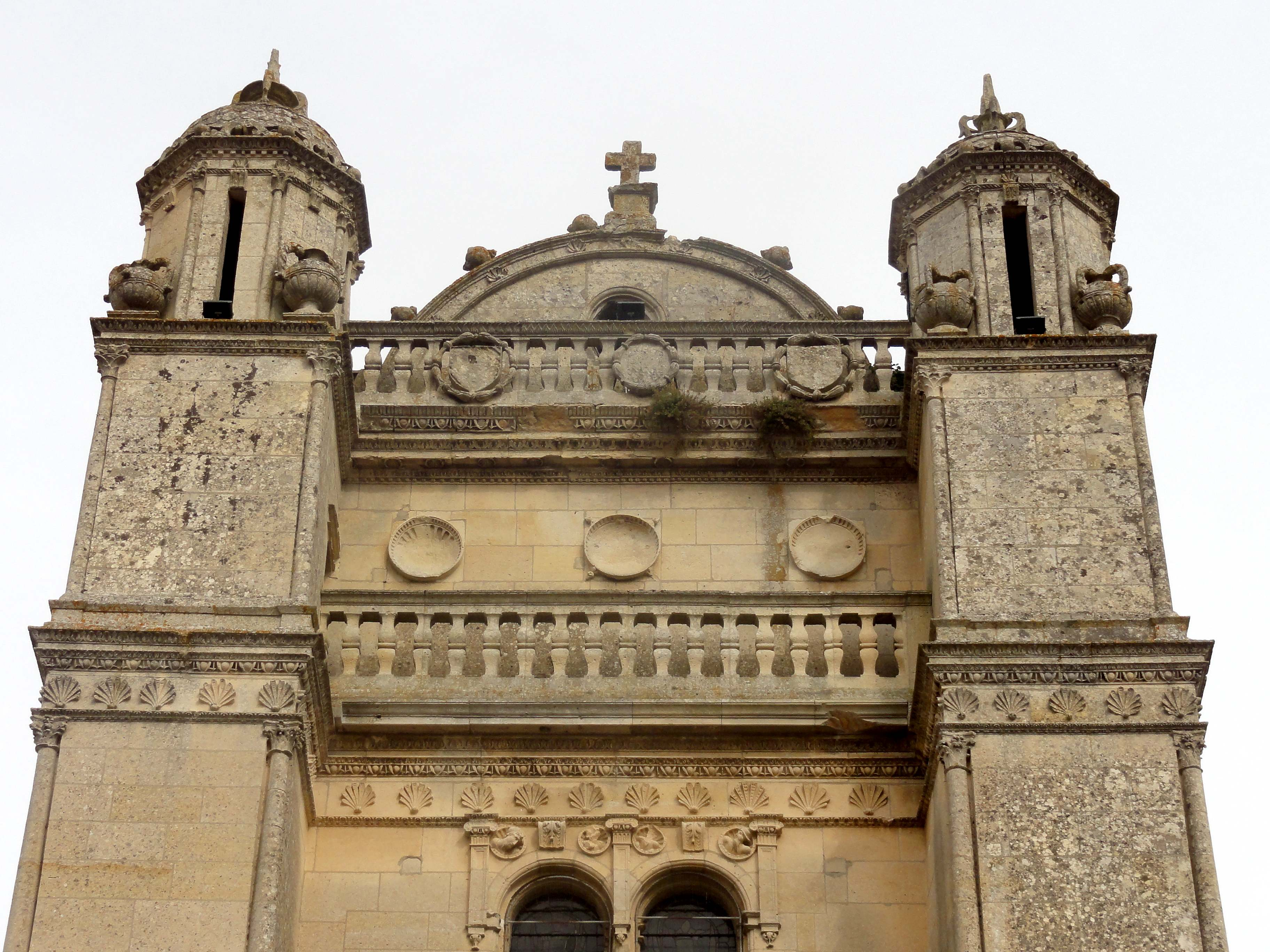
4e et 3e étage.
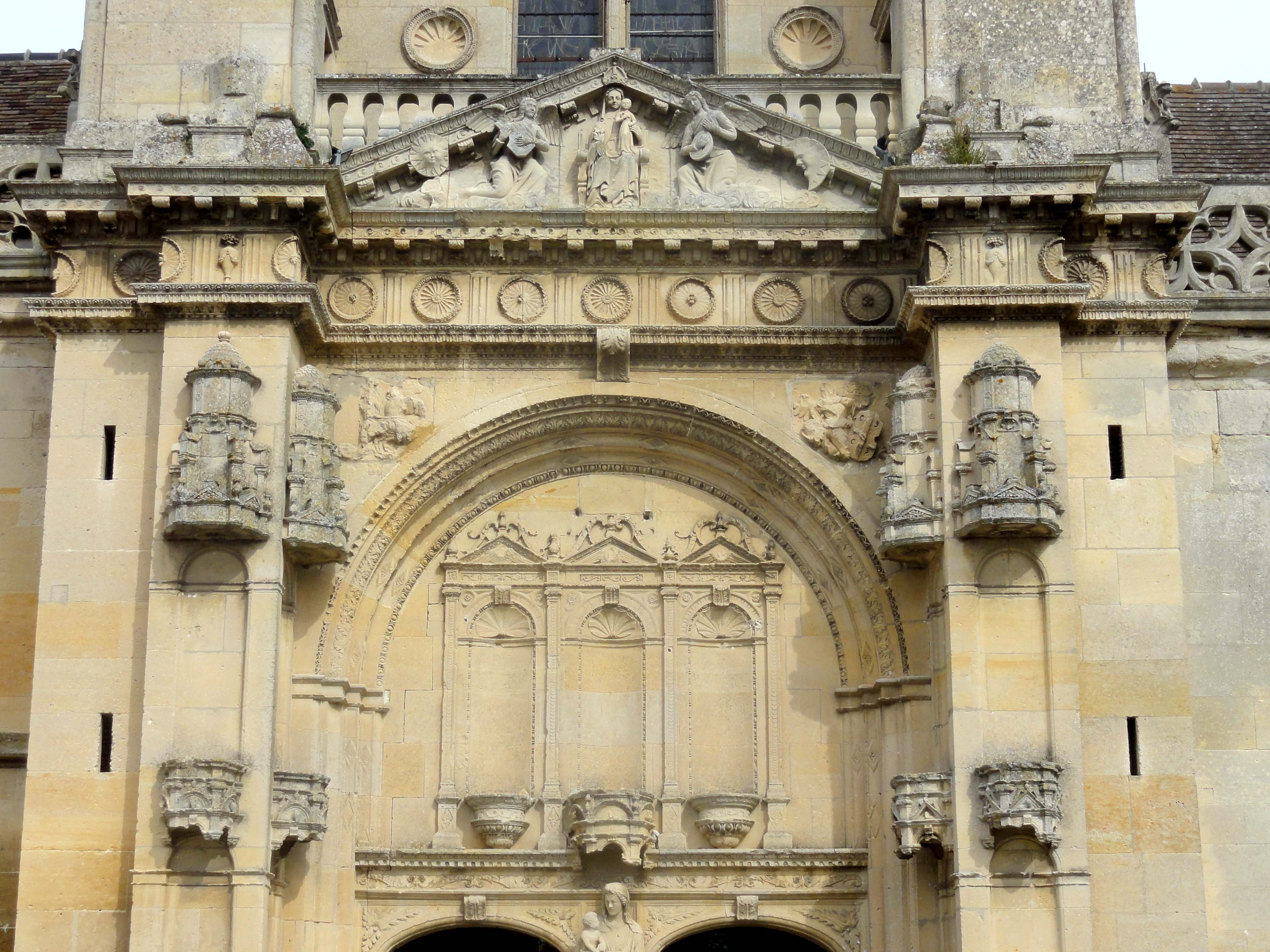
1er étage, parties hautes.
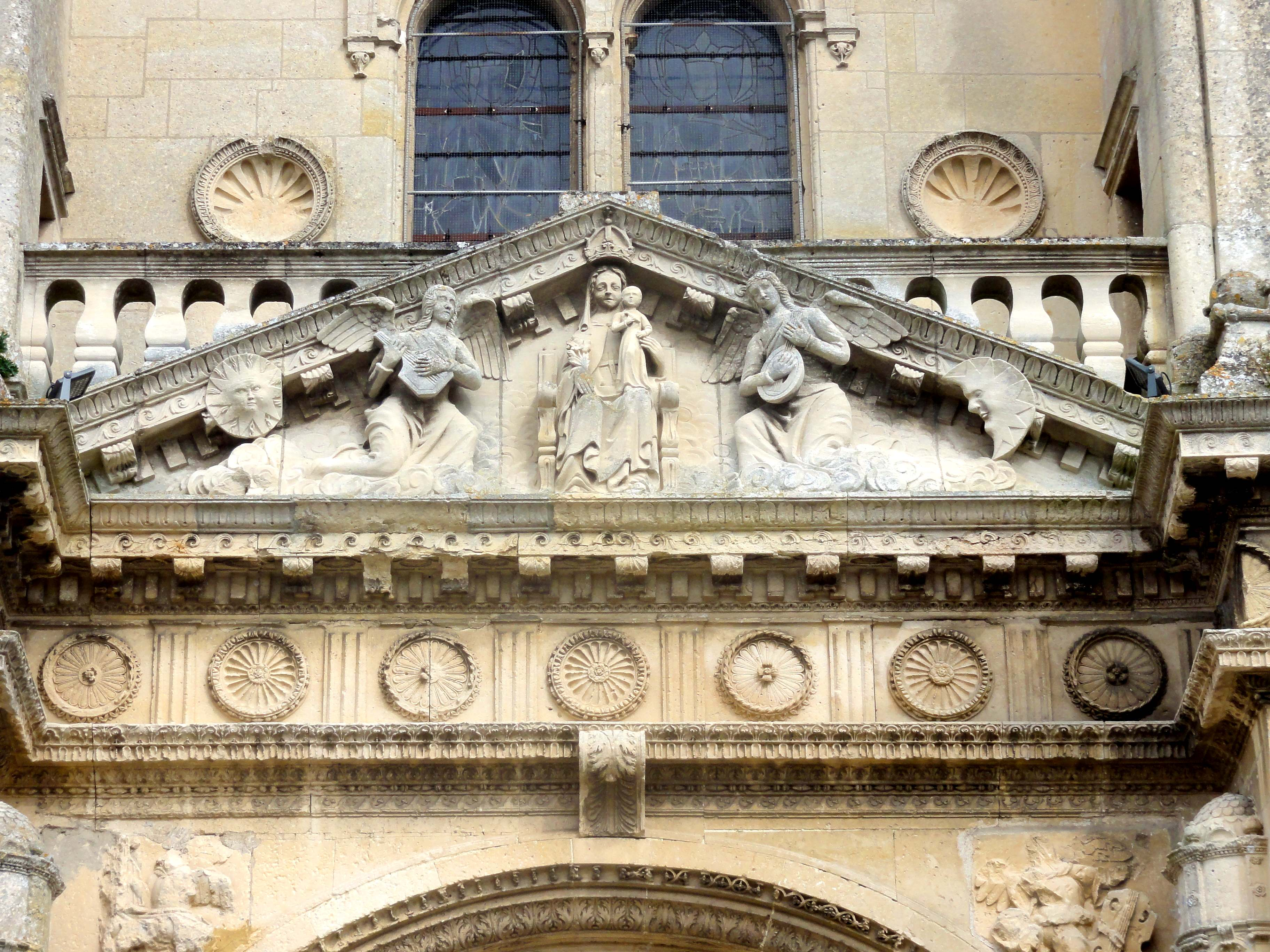
1er étage, fronton.
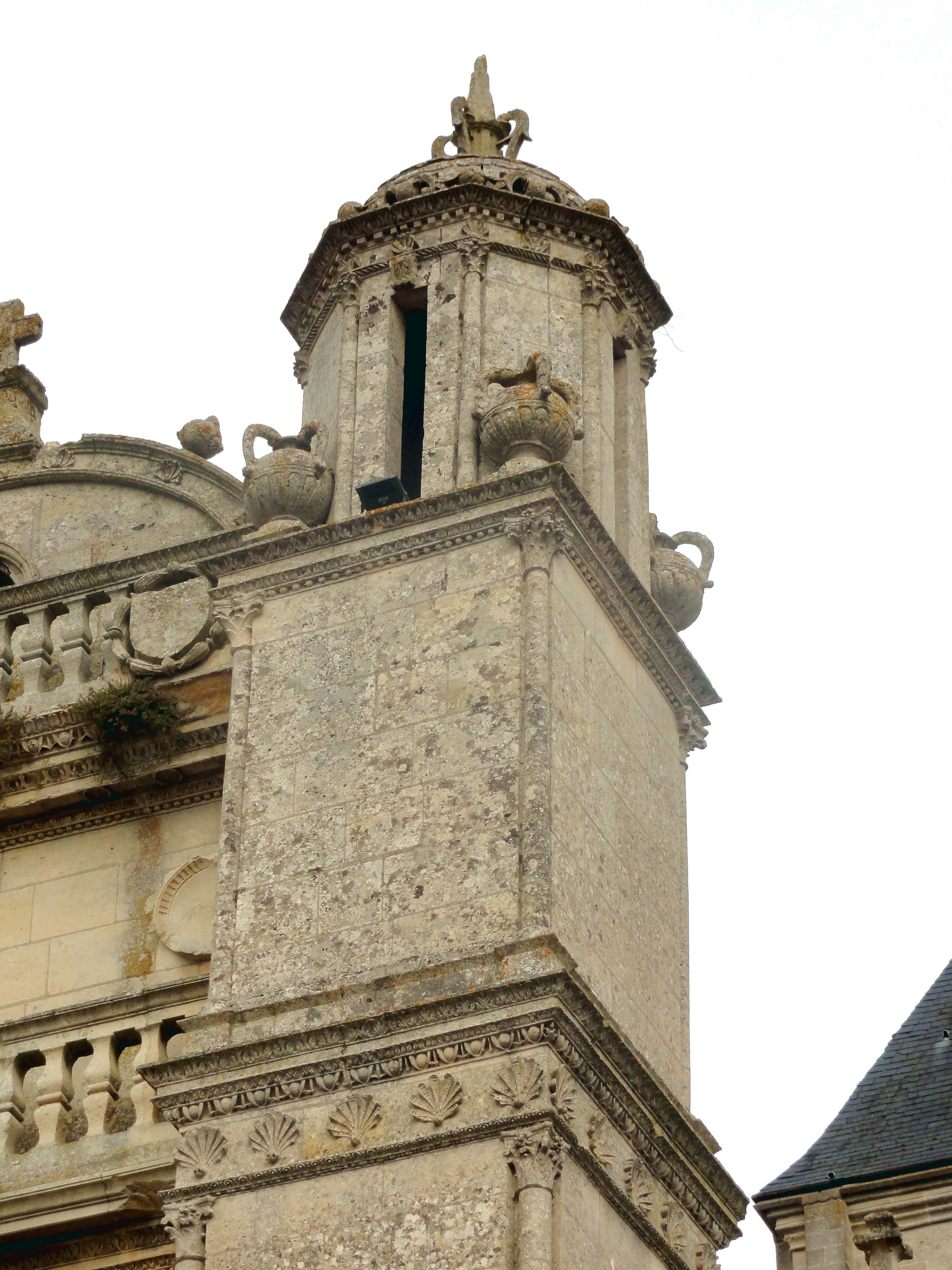
Tourelle à droite.

#### Portail méridional et élévations latérales

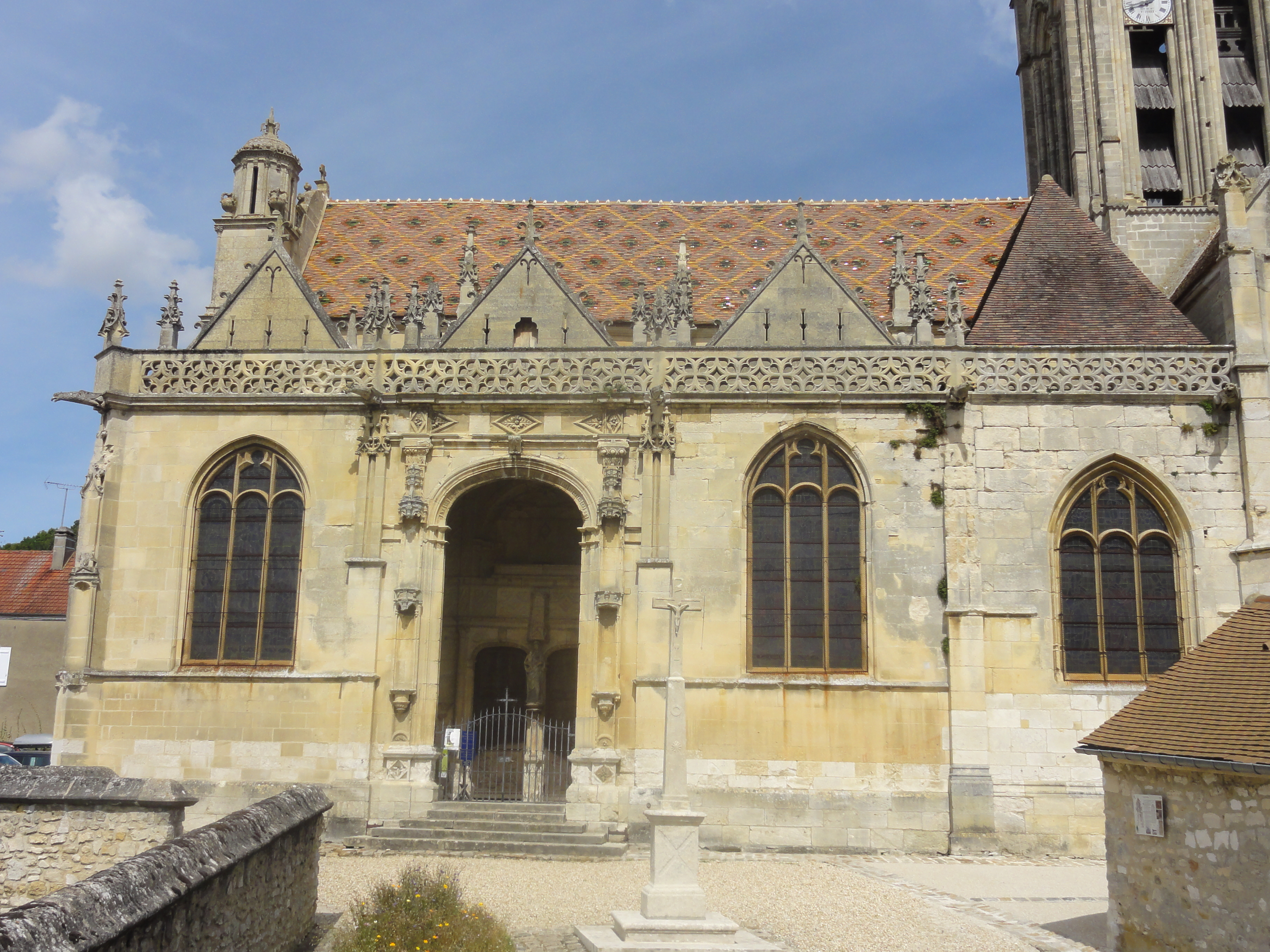
Collatéral sud.

Le portail méridional se situe au fond du porche, qui occupe l'emplacement de la deuxième chapelle du sud. Il était peut-être d'emblée prévu à cet endroit, car les deux contreforts à la limite avec les travées voisines sont ornés de deux clochetons plaqués, ce qui est sinon seulement le cas des contreforts d'angle. Ceux-ci sont par ailleurs plantés de biais, et à l'instar des autres contreforts des chapelles et collatéraux, ils sont strictement verticaux, ce qui traduit déjà l'influence de la Renaissance. Mais hormis le porche et son portail, les élévations latérales sont de style flamboyant, et les seuls éléments de la Renaissance sont des doubles niches à statues en bas des contreforts d'angle. Les gâbles des toits en bâtière des chapelles et collatéraux rythment les élévations latérales, et elles sont bien sûr ajourées de larges fenêtres, ce qui les rend bien plus attrayantes que les ailes latérales de la façade. La balustrade à jour, qui reprend le même motif que déjà observé sur la façade, se superpose aux pignons. Ceux-ci sont sommés d'un fleuron, et leurs rampants sont garnis de crochets. Il est à noter que les toits possèdent également des pignons à proximité immédiate des murs gouttereaux de la nef, ce qui est un artifice pour permettre des fenêtres hautes sans une importante de murs nus entre celles-ci et les grandes arcades. Les pignons tournés vers la nef sont amortis par des pinacles, et des pinacles délimitent également les pignons extérieurs, et servent de couronnement aux contreforts. Comme déjà évoqué, des gargouilles sous la forme de chimères fortement saillantes complètent le décor. Celui-ci se concentre donc sur les parties hautes des élévations latérales. Sinon, hormis les réseaux des fenêtres, qui sont en tiers-point mais possèdent des réseaux placés sous l'influence dominante de la Renaissance, les murs sont seulement scandés d'un larmier en haut du soubassement des fenêtres. Mais tout comme les larmiers supplémentaires à deux tiers de la hauteur des contreforts, ce ne sont pas des éléments décoratifs, mais ont comme fonction de faire rejaillir les eaux pluviales qui ruissellent le long des murs.

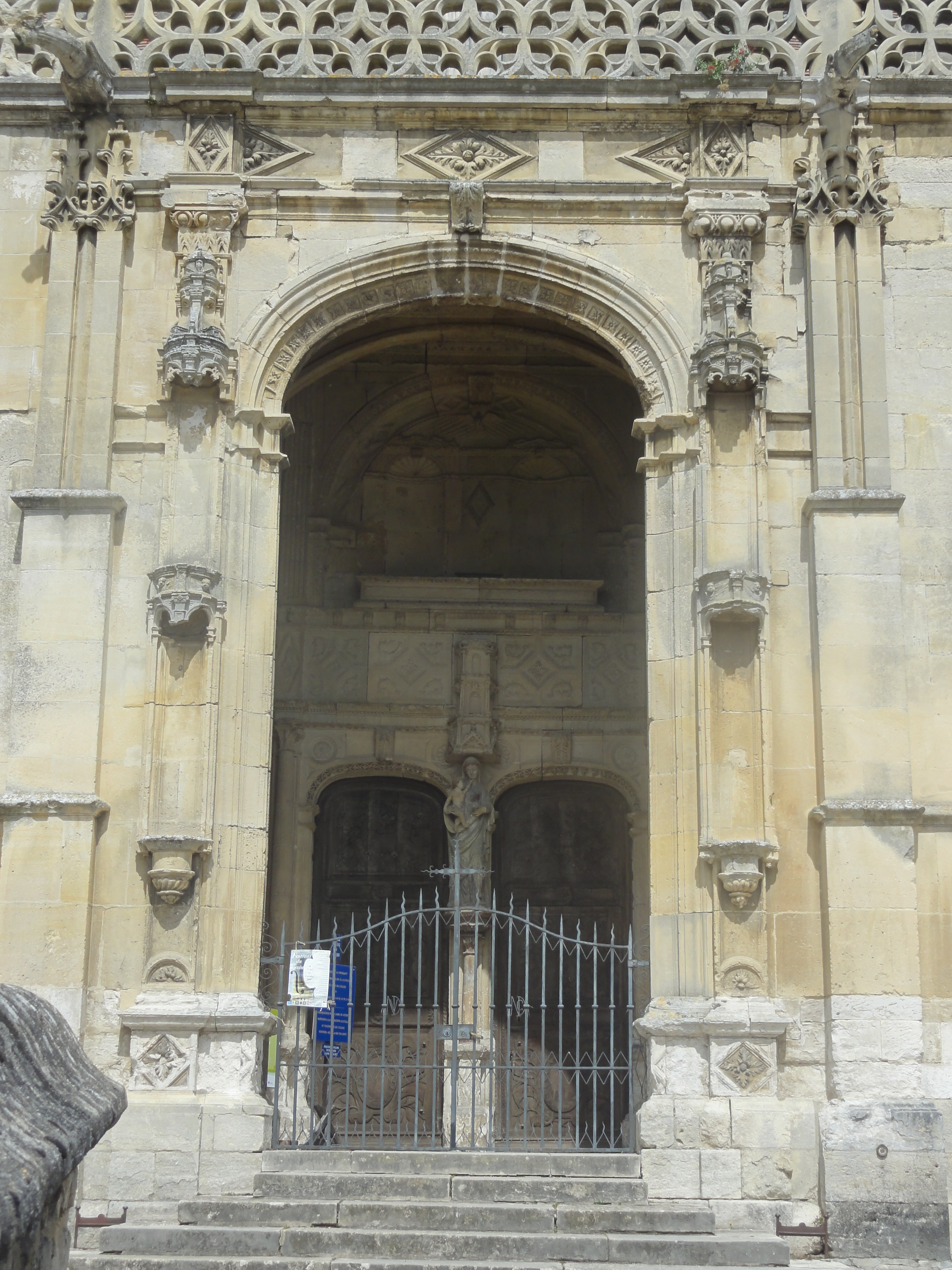
Vue sur le porche.

Il n'est certainement pas fortuit que le portail méridional se situe dans un même axe avec l'escalier d'accès à l'église, et la rue de l'Église, axe sur lequel la croix hosannière a également été alignée. Le porche s'ouvre par une arcade en anse de panier, dont la mouluration prismatique renvoie encore à la période flamboyante. Deux niches à statues superposées sont placées à gauche et à droite des piédroits de l'arcade. Les niches sont presque identiques à celles qui garnissent les contreforts qui accostent le portail occidental. Mais au sud, elles sont disposées devant un pilastre ionique, qui supporte un entablement orné de grands losanges, dans lesquels s'inscrivent des rosaces. L'intérieur du porche est entièrement sculpté, et frappe par l'extrême richesse de son ornementation. Les montants latéraux sont subdivisées en quatre travées par des pilastres ioniques, qui supportent un entablement. Dans chaque travée, une niche à statue en plein cintre a été ménagée. Elle est dépourvue de dais, et se termine seulement par une coquille Saint-Jacques. Les pilastres se continuent au-dessus des chapiteaux, et ici tout comme en bas, ils sont agrémentés de losanges enfermant des rosaces. Au niveau supérieur, des panneaux à cinq compartiments s'insèrent entre deux pilastres. Le compartiment central est encore un losange arborant une composition de feuillages, tandis que les autres compartiments sont généralement décorés de dauphins. Ils sont censés exprimer la joie du seigneur et de sa femme face à la naissance de leur héritier. Le plafond à caissons est également remarquable. Il s'appuie sur des arcades en cintre surbaissé, qui reposent sur des consoles plantées au-dessus des pilastres. Le portail lui-même se compose encore de deux portes en anse de panier, qui s'ouvrent entre trois colonnettes plus gothiques que renaissantes. Celle au centre est plus courte, et supporte le socle de la Vierge à l'Enfant du trumeau. Le dais ressemble au grand dais au-dessus de la Charité du portail occidental. Plus haut, suivent des panneaux analogues à ceux du plafond à caissons ; puis, deux pilastres cannelés flanquent un arc de décharge en plein cintre, dont le tympan comporte deux niches à statues, qui sont protégées par la colombe de l'Esprit Saint,,,,,.

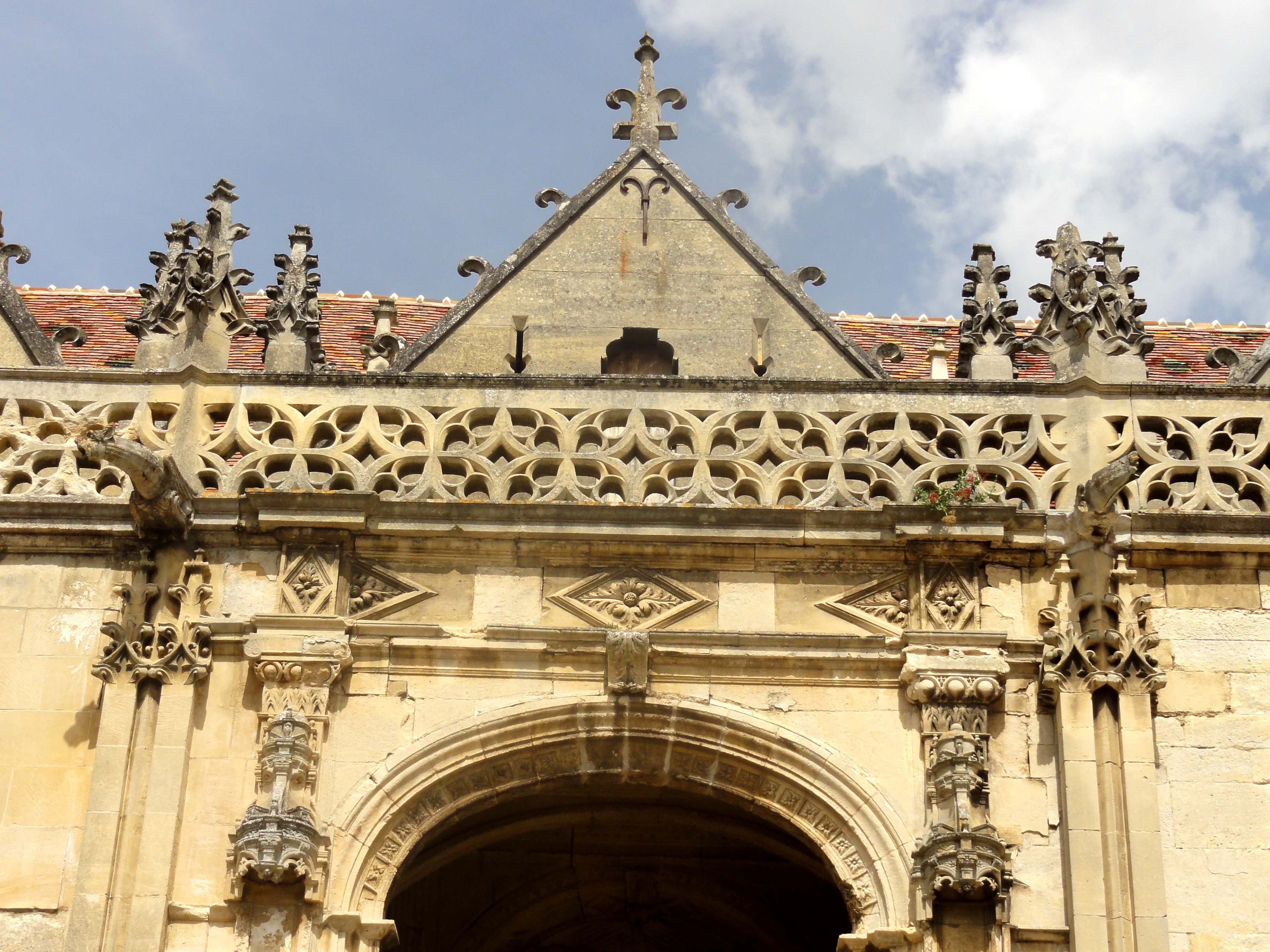
Gâble flamboyant au-dessus du porche.
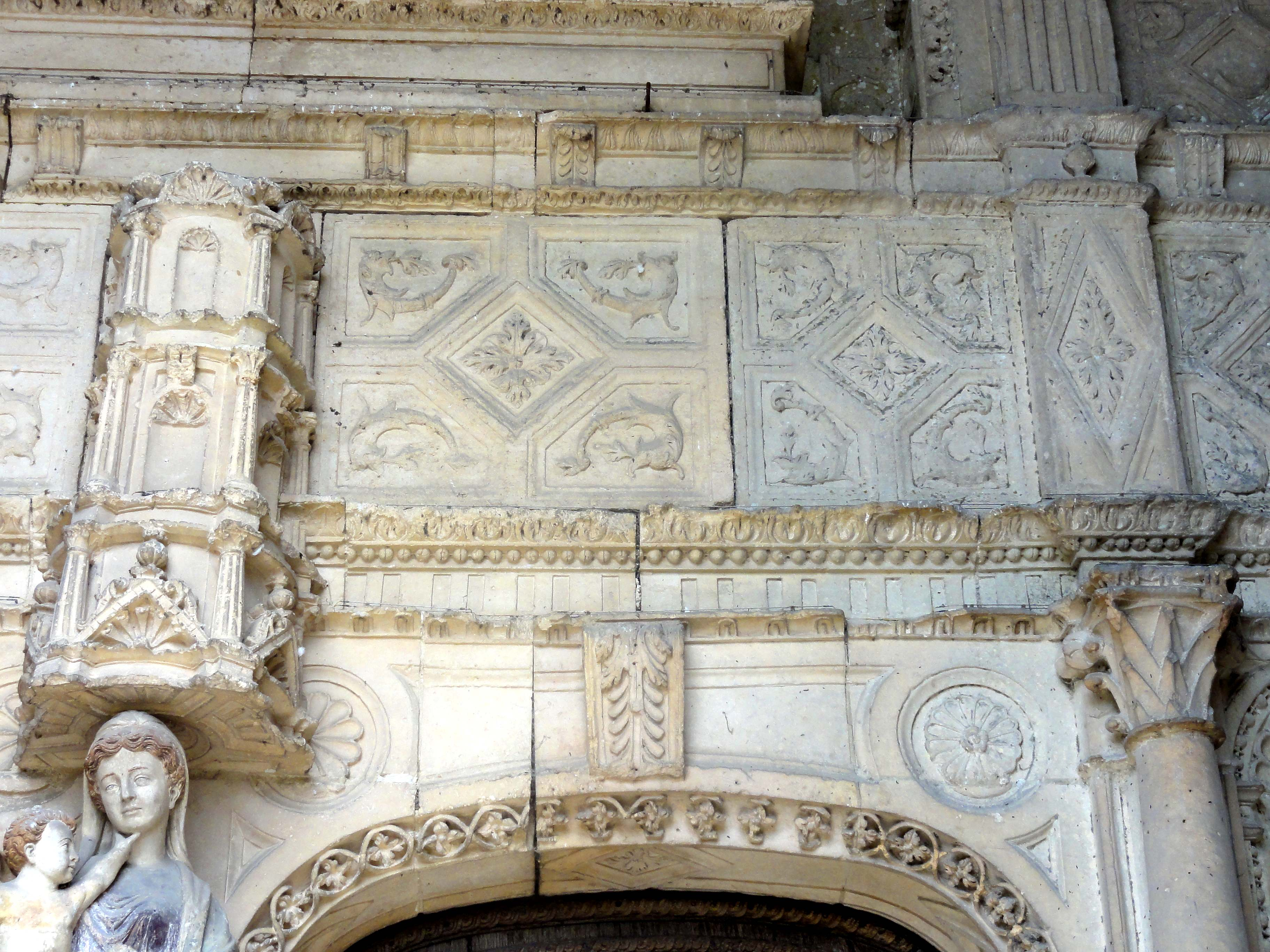
Décor au-dessus de la porte de droite.
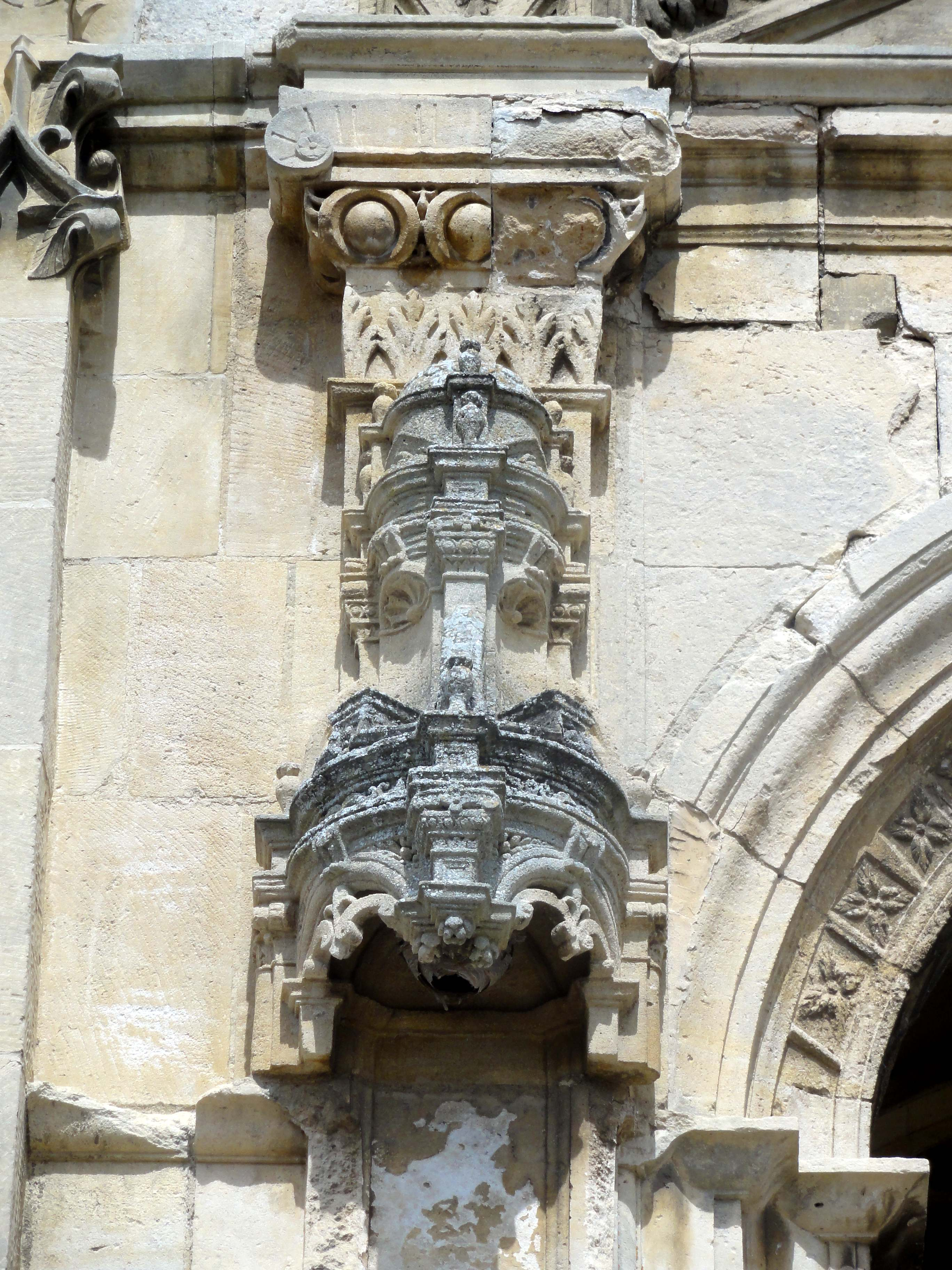
Dais à gauche du porche.
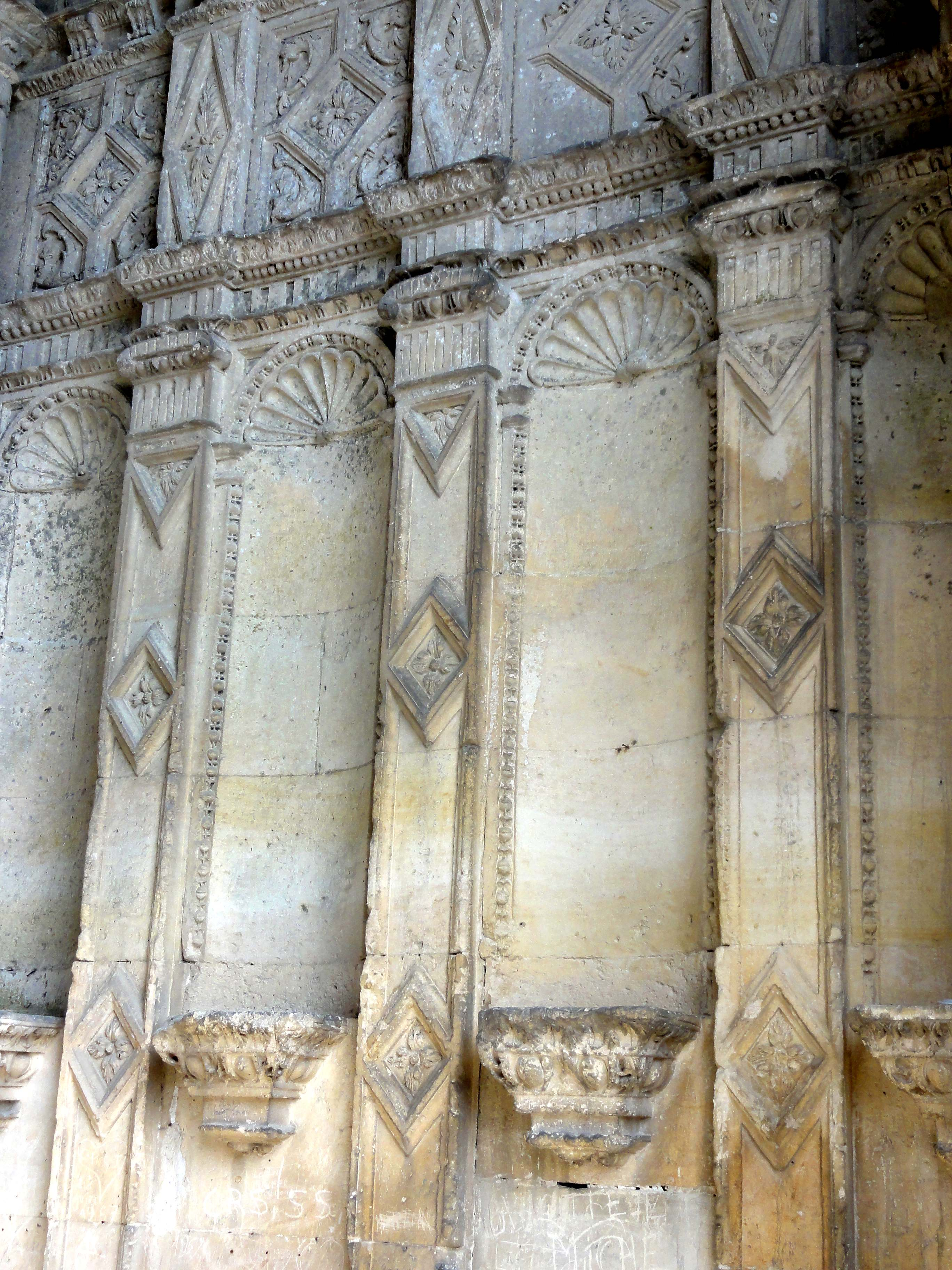
Niches sur le montant de droite du porche.
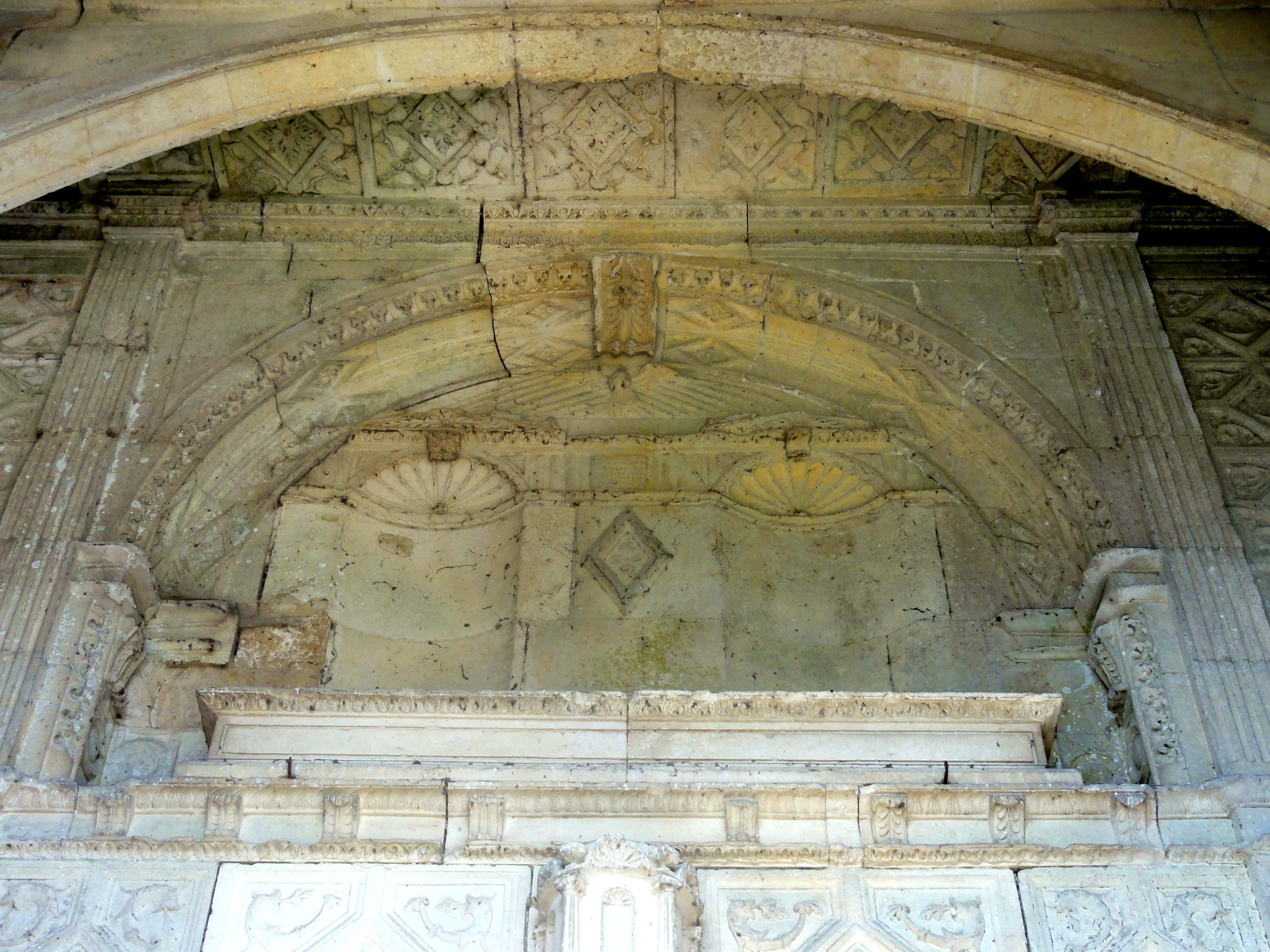
Tympan au-dessus des portes.
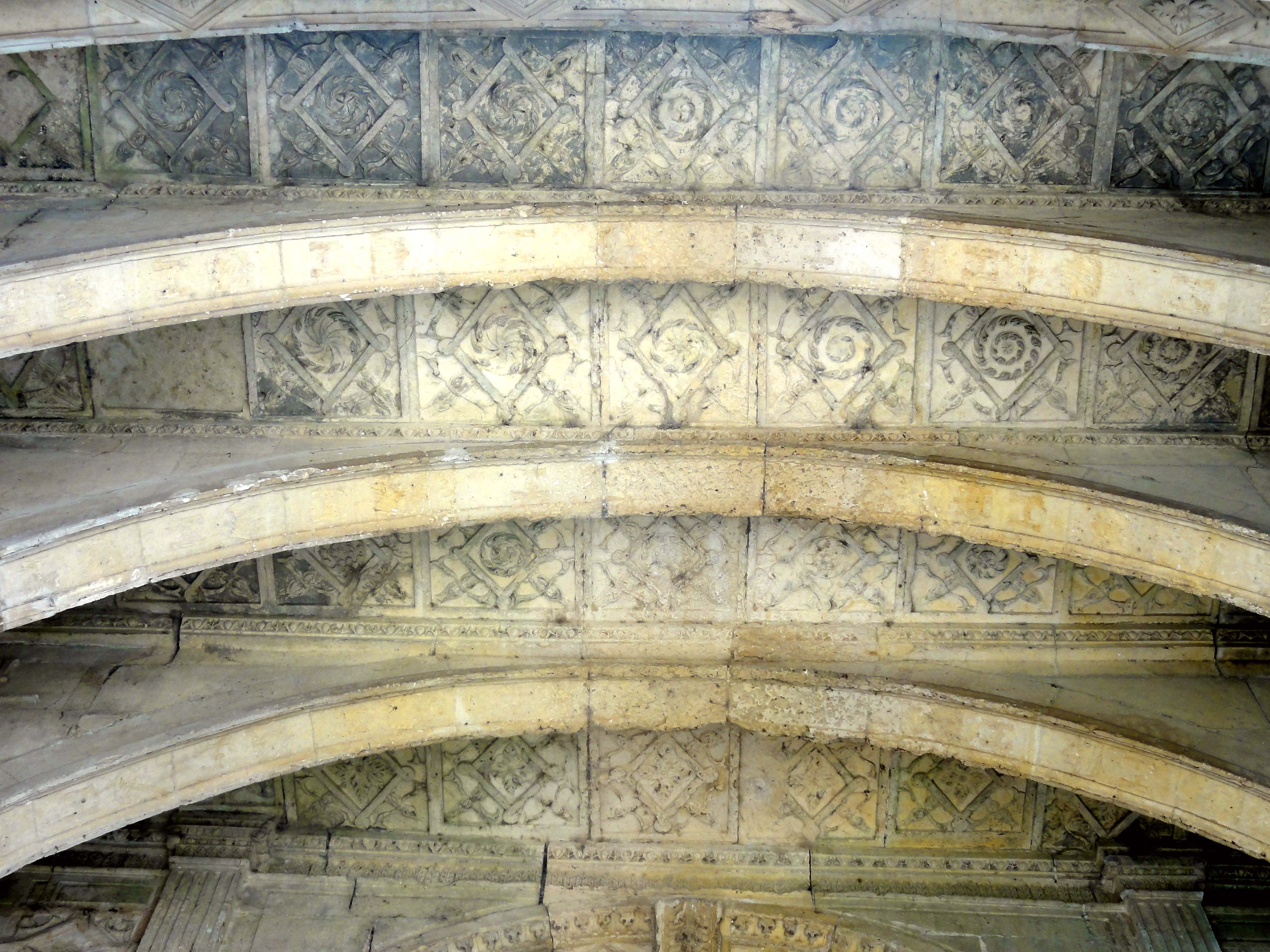
Plafond à arcatures et caissons.

#### Chœur

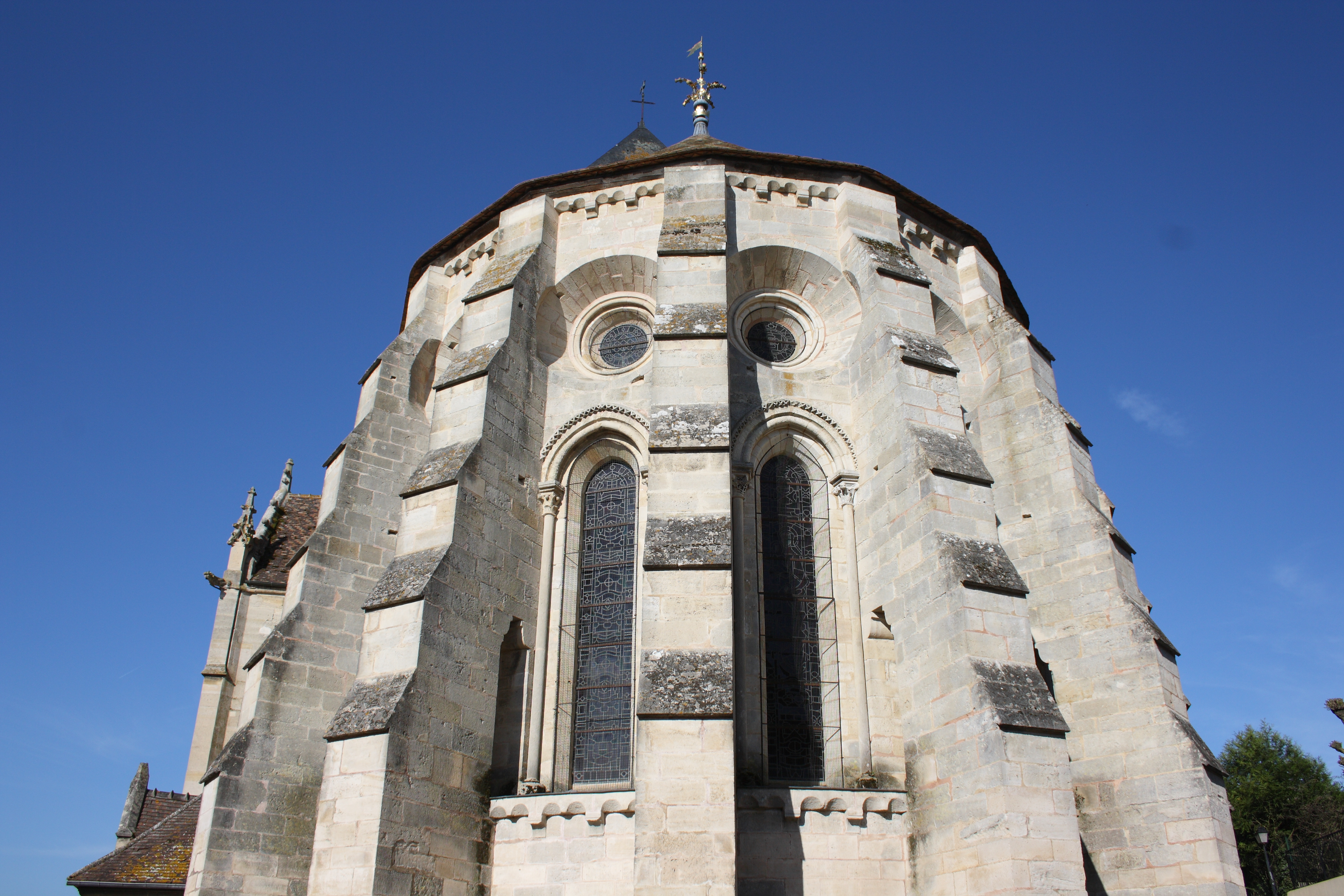
Abside, vue depuis l'est.

Le chœur de Vétheuil est d'un aspect massif, qui vient de son unique niveau d'élévation, entraînant des contreforts particulièrement saillants. Les collatéraux et déambulatoires, quand ils existent, contribuent au contrebutement du chœur et servent également d'appui aux culées des arcs-boutants, qui sont normalement jugés nécessaires pour donner assez de solidité à de hauts et larges vaisseaux voûtés d'ogives. En l'occurrence, l'abside est libre (sans tenir compte de la sacristie ajoutée à la période flamboyante et agrandie au XIXe siècle), et le maître d'œuvre n'a pas eu d'autre choix que de renforcer les contreforts au maximum. Grâce aux cinq retraites successives par des glacis formant larmier, ils donnent un rythme à l'architecture, et ne sont pas perçus comme des corps étrangers, dommageables à l'esthétique de l'édifice. Ce sont des contreforts à ressauts caractéristiques de la première période gothique. En réunion avec des absides libres à pans multiples, et sous différentes formes, on les trouve dans le Vexin français à Avernes, Gouzangrez et Us, pour ne citer que quelques exemples. En haut du soubassement des fenêtres, où le mur du chevet diminue d'épaisseur et prend du recul, une coursière fait le tour de l'abside, et les contreforts sont percés d'étroits passages. Viollet-le-Duc y a vu la préfiguration esthétique des arcs-boutants. C'est une erreur chronologique, car les travaux de Philippe Plagnieux ont démontré que le chœur de l'église de Saint-Germain-des-Prés possède des arcs-boutants proprement dits depuis sa construction entre 1145 et 1155 environ. L'abside de Marly-la-Ville, déjà mentionnée, possède par ailleurs le même type de passage. Par ses dimensions plus réduites, elle n'est pas tout à fait comparable avec Vétheuil, où l'association entre oculi et lancettes uniques est du reste un trait original. Rares sont les absides libres à pans multiples encore plus imposantes ; en Île-de-France, on ne peut guère citer que la basilique Saint-Mathurin de Larchant, où les glacis des contreforts sont moins prononcés,,.
Les pans de l'abside sont couronnés par une corniche, qui se compose de trois pierres de taille, qui sont entaillées de deux cavités concaves et qui reposent sur deux modillons seulement moulurés. Les cavités suggèrent de petites arcatures en plein cintre. La même corniche se répète encore en bas de la coursière. Comme la corniche du chœur d'Avernes, c'est une variante de la corniche beauvaisine, où chaque bloc sculpté comporte une arcature en plein cintre, qui est réséquée en deux petites arcatures. Les oculi sont profondément enfoncés dans le mur, car contrairement aux lancettes, leur ébrasement est plus faible à l'intérieur. Comme particularité, l'ébrasement se continue en partie derrière les contreforts, qui sont entaillés de cavités concaves à ce niveau, ce qui évite l'impression d'une maladresse de la part de l'architecte. Les oculi sont entourés d'un boudin et d'une gorge. Le décor des lancettes est plus élaboré. Elles sont cantonnées de deux fines colonnettes en délit, qui portent des chapiteaux bien fouillés, sculptés de feuillages, ou de crochets végétaux encadrant des fruits d'arum. Les tailloirs sont des tablettes moulurées qui se continuent jusqu'aux contreforts. Les archivoltes sont au profil d'un tore dégagé, et sont surmontées d'un cordon de fleurs de violette excavées, évoquant des étoiles. Sur les pans de l'abside, les cordons butent contre les contreforts ; au nord et au sud, ils retombent initialement sur deux modillons, qui sont à présent devenus complètement méconnaissables. Le décor architectural est complété par les losanges que les tuiles polychromes dessinent sur le toit, à l'image d'un usage répandu en Bourgogne.

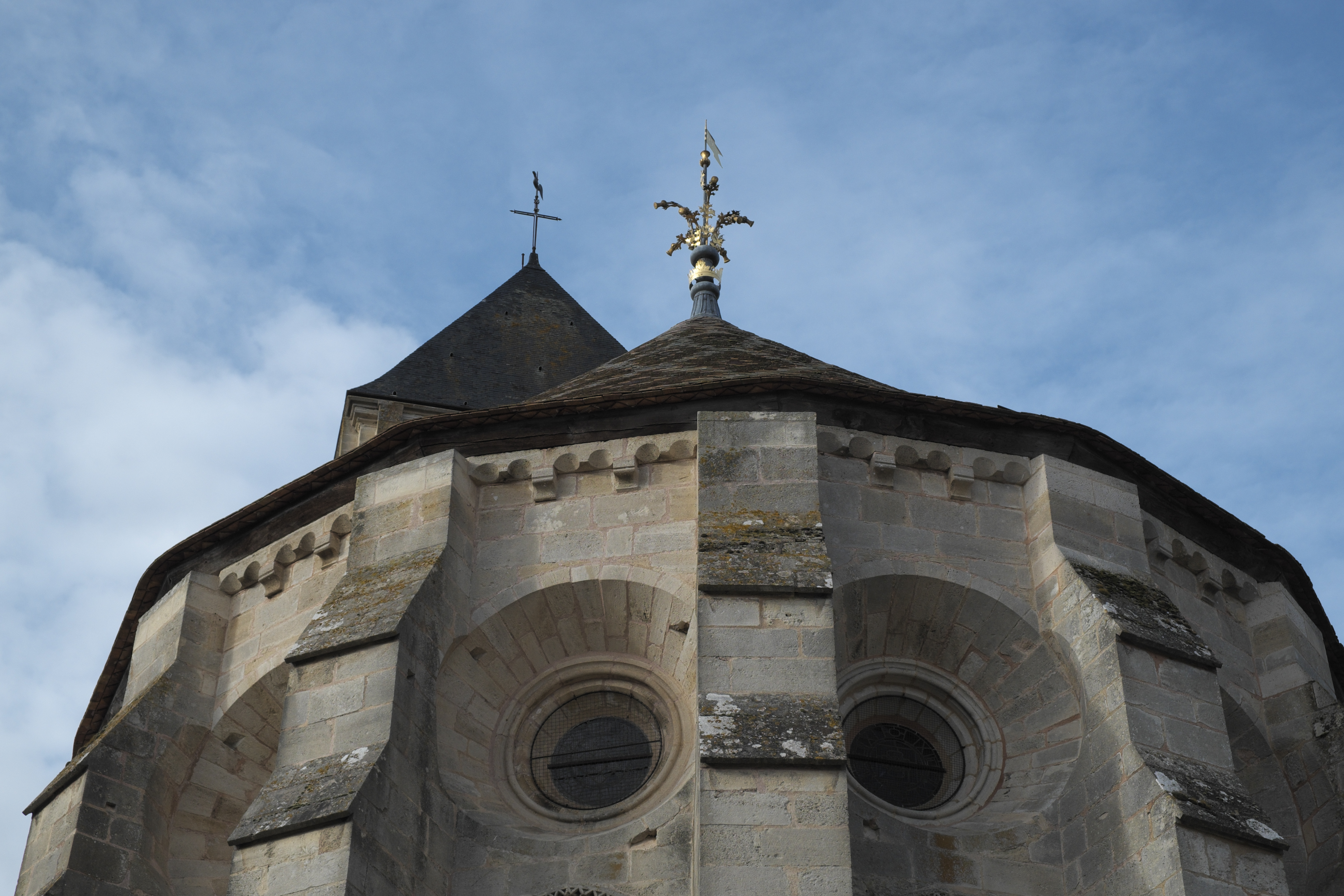
Corniche et mouluration des oculi.
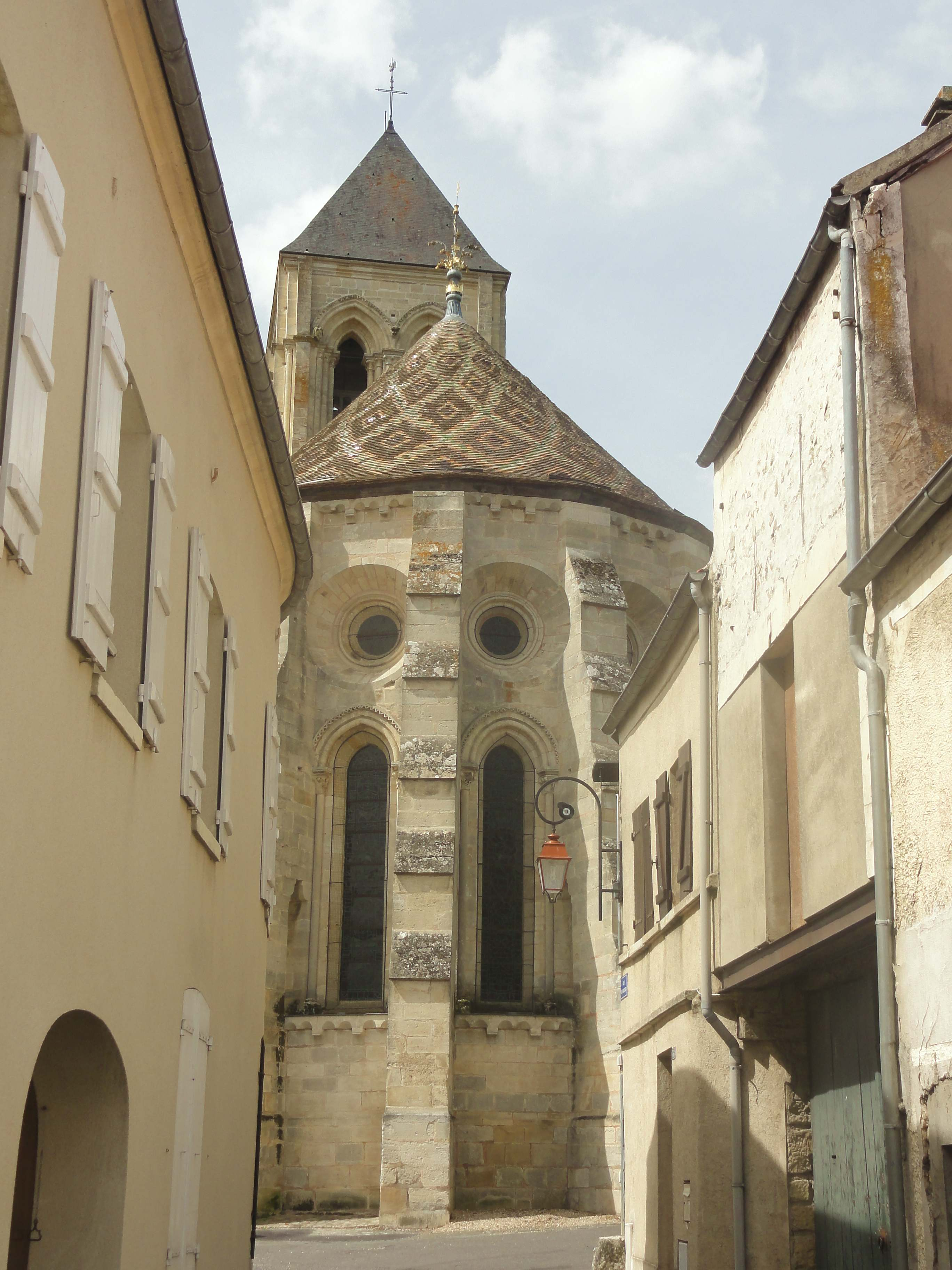
Approche depuis la rue du Moutier.
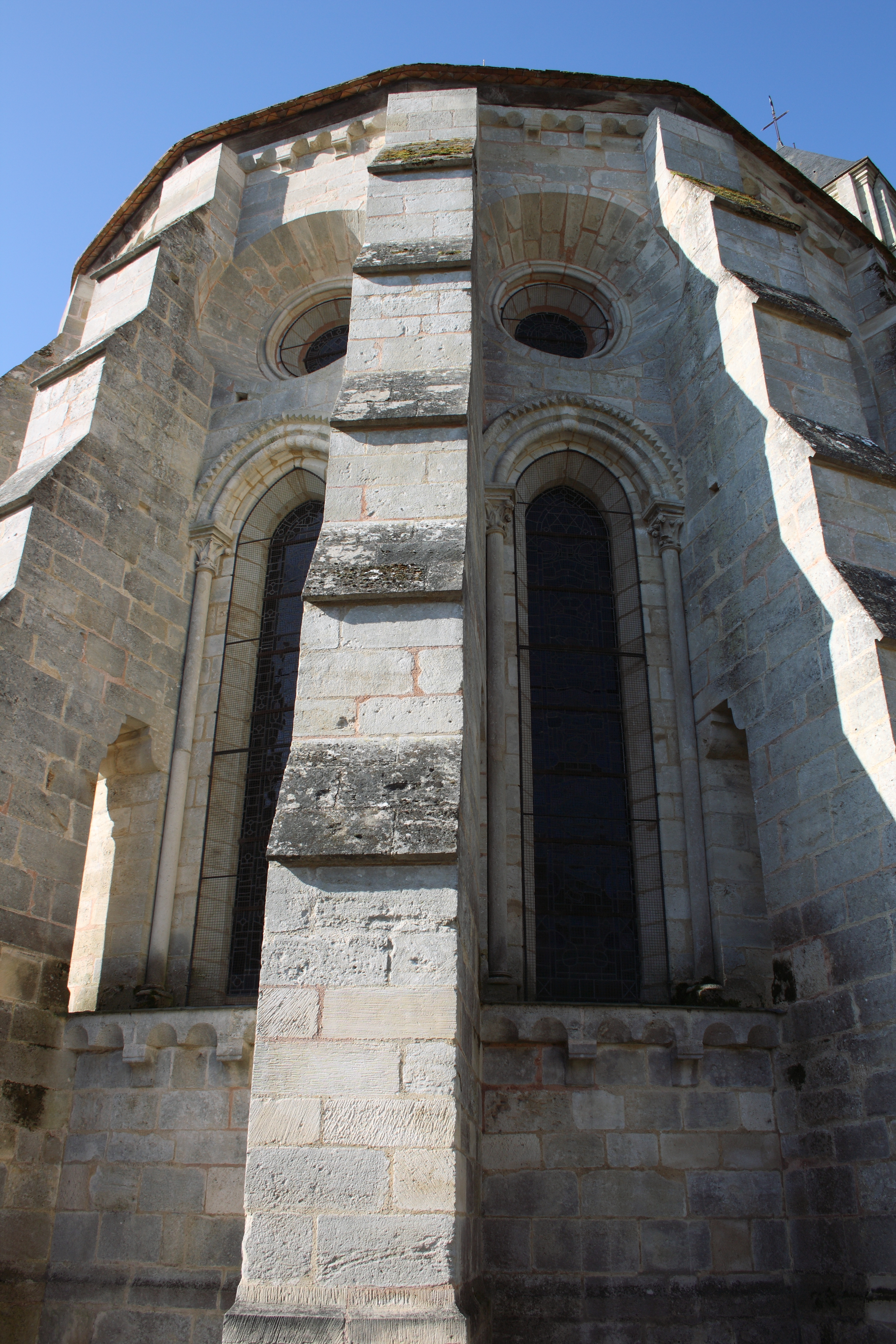
Vue rapprochée du chevet.
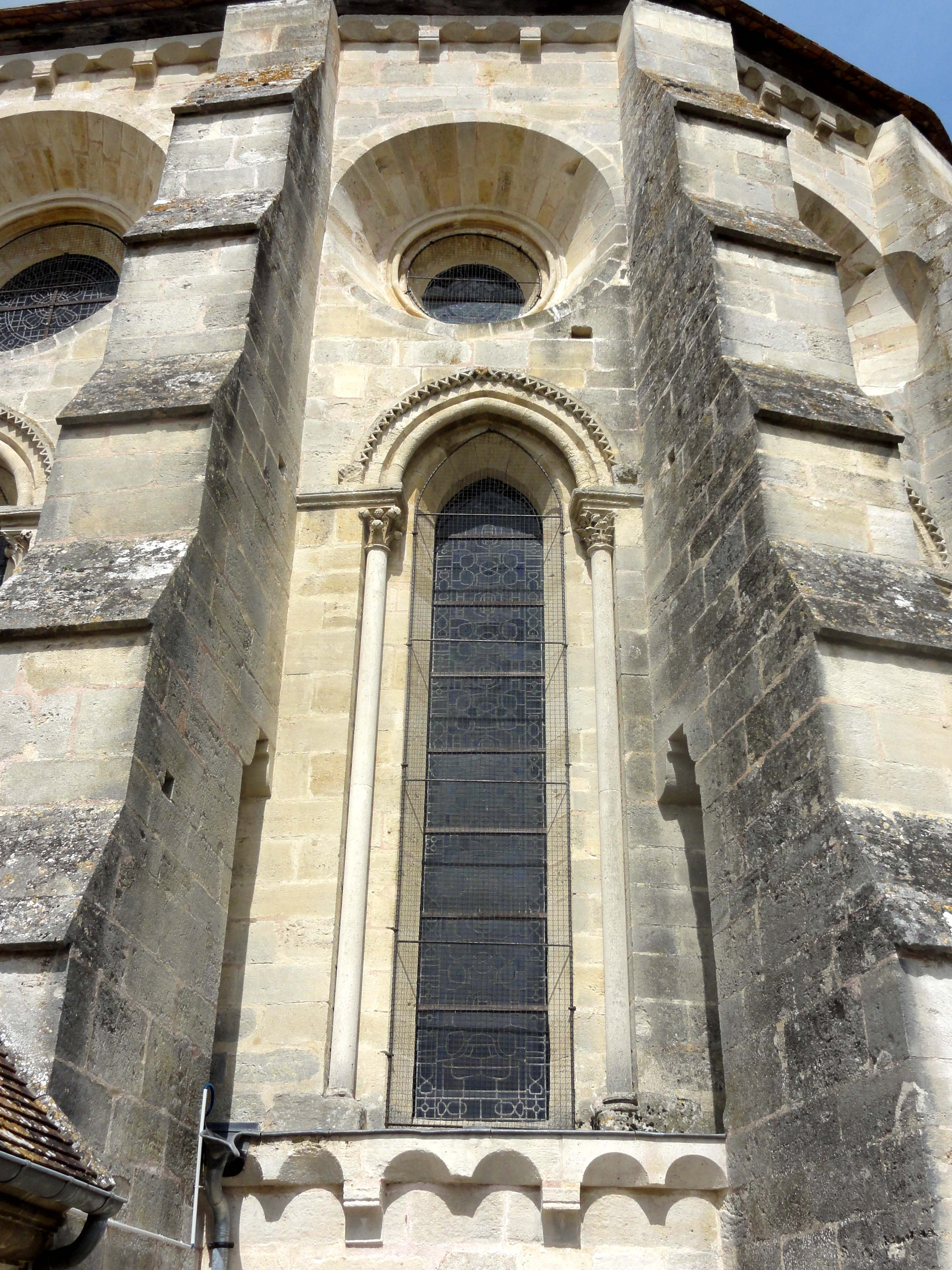
Pan sud de l'abside.
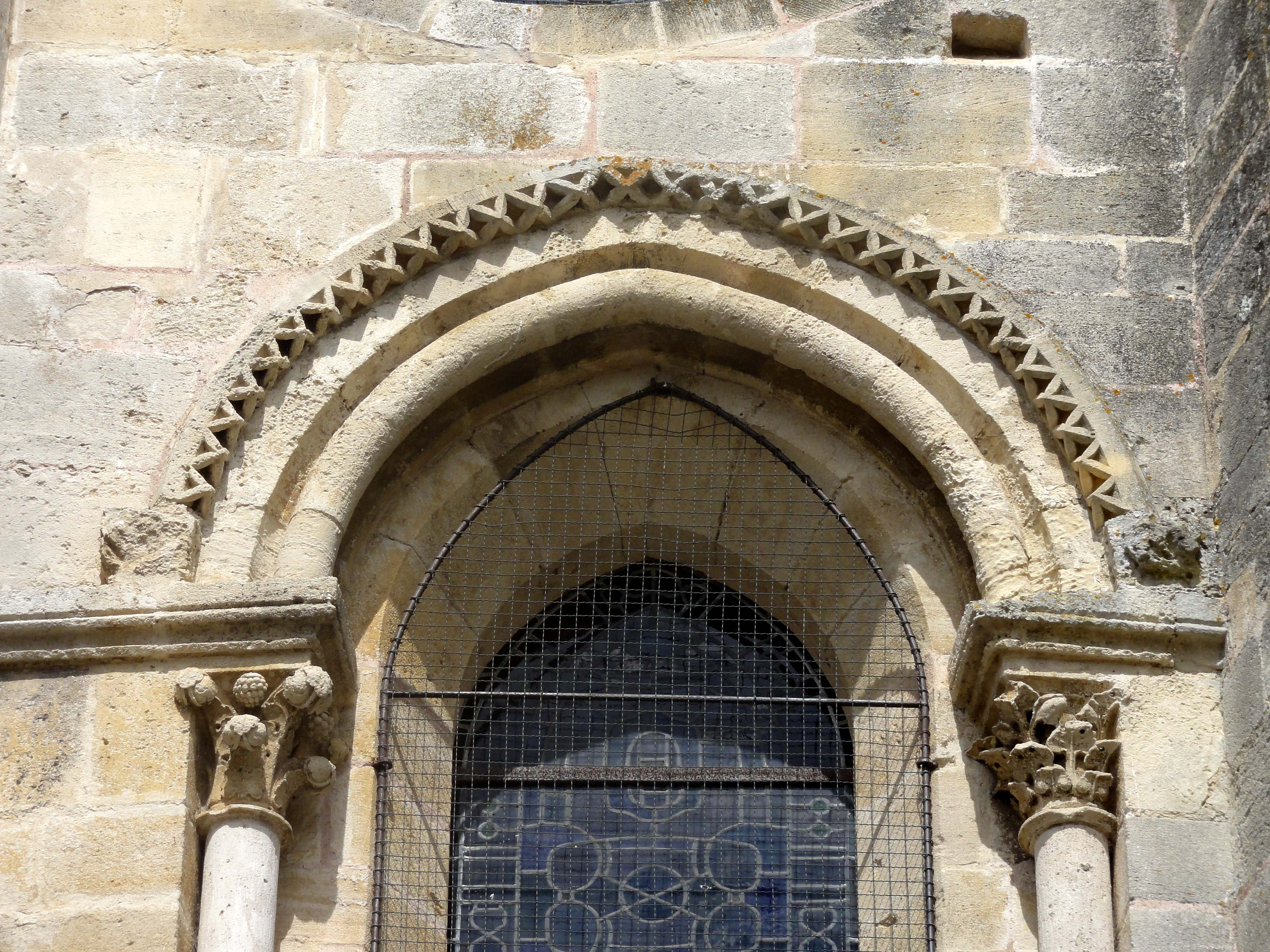
Archivolte et chapiteaux des lancettes.

#### Clocher

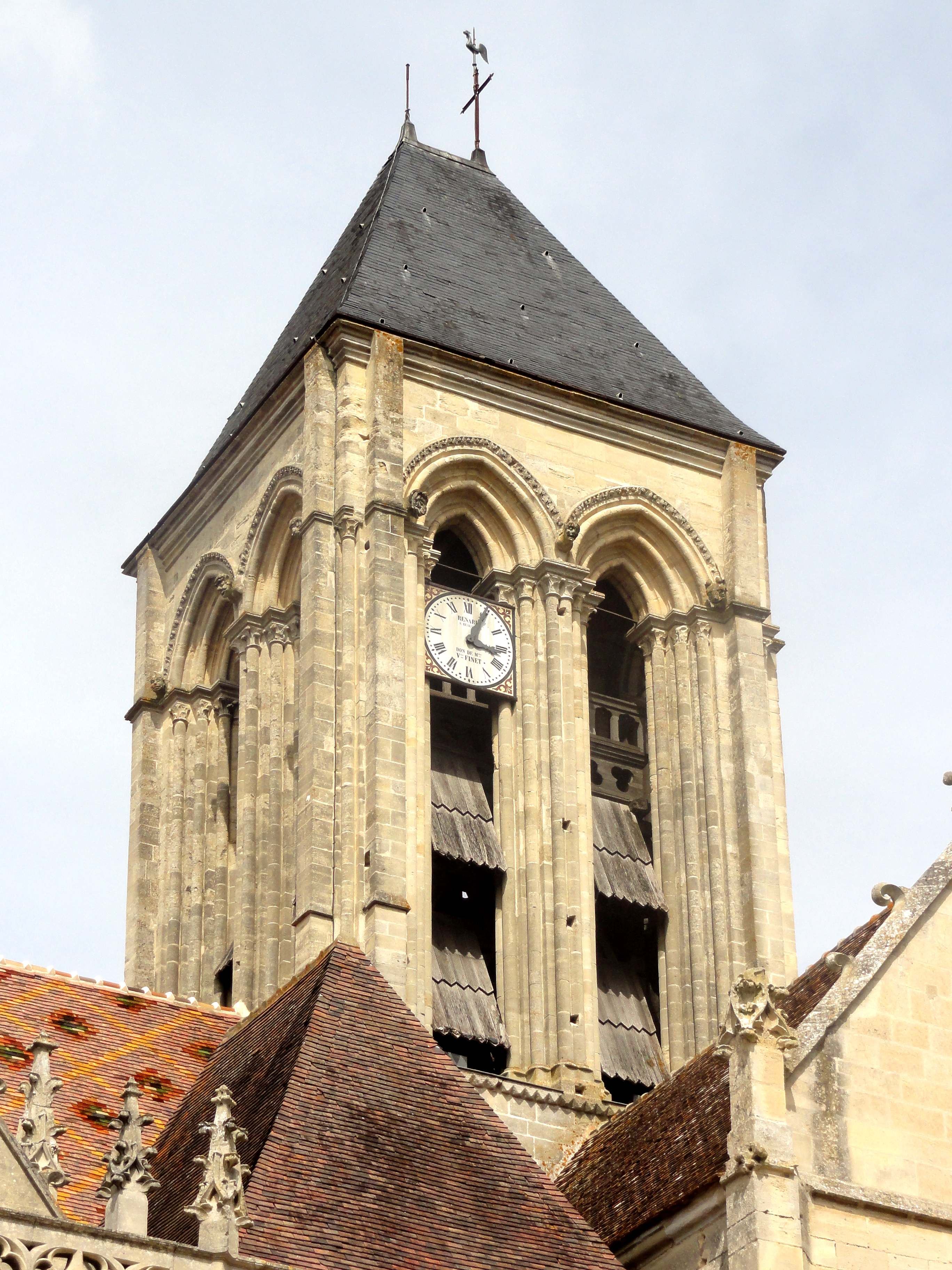
Clocher, étage de beffroi.

La tour atteint une hauteur de 34 m sans le toit à la hache couvert d'ardoise, qui mesure 8 m de haut. L'unique étage de beffroi s'appuie sur un étage intermédiaire, qui est aveugle et en grande partie caché par les toitures. Ce serait un ancien étage de baies subsistant du clocher roman. Sa fonction est aujourd'hui d'éviter que les baies du clocher ne soient obturées par les toitures. Il se termine par un cordon de têtes de clous ou de pointes-de-diamant. Par sa physionomie générale, le clocher de Vétheuil s'inscrit dans la lignée des clochers gothiques du Vexin français, qui a été inaugurée par le clocher central de Nucourt, et dont Auvers-sur-Oise est le représentant le plus célèbre, mais pas le plus abouti. D'autres exemples sont Le Bellay-en-Vexin, Champagne-sur-Oise, Cléry-en-Vexin, Grisy-les-Plâtres et Jouy-le-Comte. Selon un procédé déjà utilisé à la période romane tardive, les contreforts de l'étage de beffroi sont souvent remplacés par des colonnettes, ce qui n'est pas le cas à Vétheuil, tout comme à Jouy-le-Comte et au Bellay, où apparaissent en revanche des clochetons flamboyants. Les contreforts sont plats et assez discrets. Les angles entre deux contreforts sont occupés par une colonnette appareillée à chapiteau, dont le tailloir est une tablette moulurée, qui est partagée par les contreforts et les chapiteaux des baies abat-son. Les colonnettes d'angle sont presque systématiques sur les clochers gothiques de la région, et ne manquent guère qu'à Jouy-le-Comte. Chaque face du clocher est ajourée de deux baies en tiers-point gémelées, qui sont élevées et bien proportionnées, et confèrent au clocher une certaine élégance et légèreté. Les baies s'ouvrent entre six colonnettes appareillées aux chapiteaux de crochets, et possèdent une triple archivolte torique, qui est surmonté d'un cordon de feuillages. Les deux cordons des deux baies contigües retombent sur trois chimères saillantes, comme au Bellay-en-Vexin. Comme particularité, les baies du clocher sont également flanquées de colonnettes à chapiteaux vers l'intérieur, ce qui est rare, et les triples archivoltes au-dessus des baies d'un clocher sont également rares. En ce qui concerne la corniche moulurée, elle est certainement contemporaine du toit. Rien ne permet d'affirmer que la construction d'une flèche en pierre était initialement projetée, car dans ce cas, des trompes devraient exister dans chaque angle, à l'intérieur, et les clochers gothiques du Vexin sont généralement coiffés d'une bâtière. La fin abrupte des contreforts montre néanmoins qu'une autre forme de couverture devait être prévue au XIIIe siècle,,.

### Intérieur

#### Nef et croisée du transept

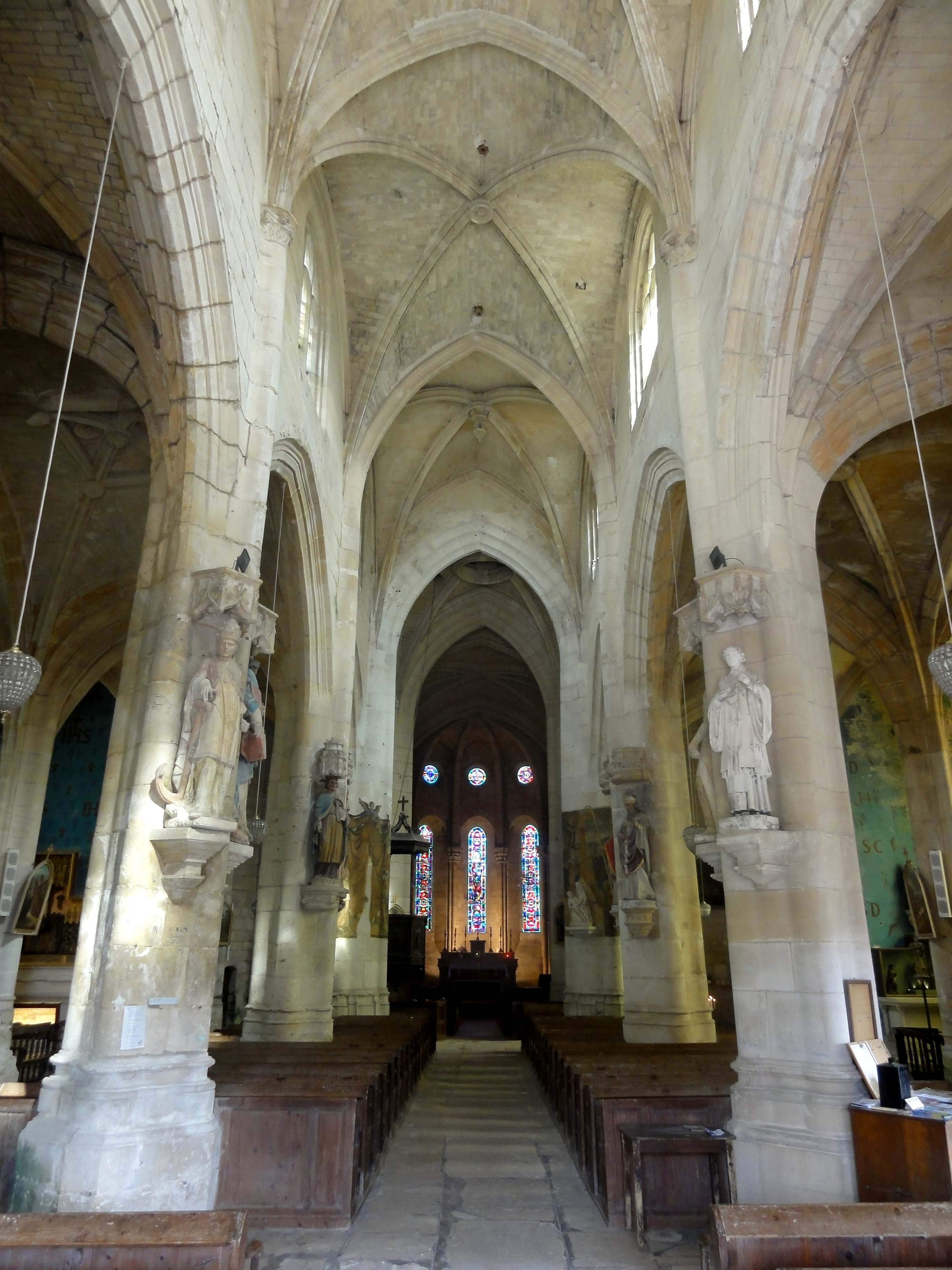
Nef, vue vers l'est.

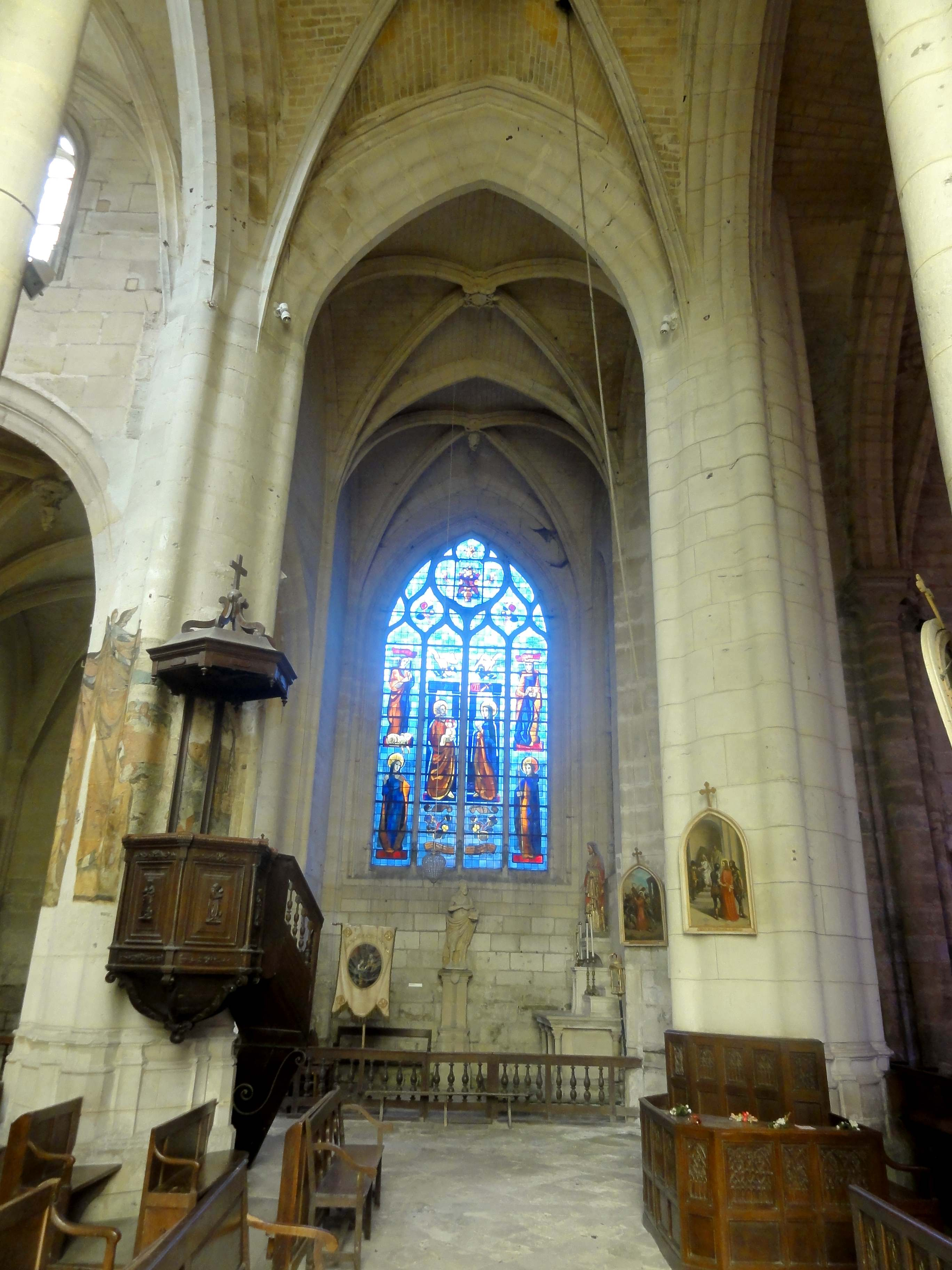
Croisée, vue vers le nord.

La nef frappe d'abord par son étroitesse, mais aussi par son élancement et son harmonie. Comme dans toutes les nefs relativement étroites, comme par exemple Chars, Magny-en-Vexin et Santeuil, le regard est naturellement guidée vers l'espace qui lui succède à l'est, en l'occurrence le chœur. La largeur réduite est commandée par la distance entre les piles du clocher, dont les noyaux datent du XIIe siècle. On aurait toutefois pu opter pour une solution de transition vers un vaisseau plus large, telle qu'on l'a adopté entre la base du clocher et le chœur. Si cela n'a pas été fait, le motif pourrait être la réutilisation des fondations des piliers de l'ancienne nef, comme à Goussainville, mais l'existence ancienne d'une nef à grandes arcades resterait à démontrer. En tout cas, on a préféré un plan à collatéraux et chapelles latérales, et l'église Notre-Dame de Vétheuil fait ainsi preuve de son ambition d'égaler les églises des villes. Dans le Vexin français, seule l'église de Magny et la cathédrale Saint-Maclou de Pontoise adoptent un tel plan à double collatéraux. Avec ce plan et sa façade somptueuse, l'église de Vétheuil affirme son caractère exceptionnel. Malgré ses qualités esthétiques certaines, l'architecture des parties flamboyantes ne mérite pas ce qualificatif. Ici l'architecte suit les tendances de son époque, et emploie des piliers ondulés, dans lesquels se fondent les grandes arcades et les nervures des voûtes. Contrairement à l'usage général, chaque pilier comporte deux niches à statues, ce qui confère un caractère particulier à la nef de Vétheuil. Sinon, les piliers comportent un renflement de chaque côté, qui correspond à la retombée des grandes arcades et des arcs-doubleaux. Le concept et le plan sont donc proches du pilier chartrain. La forme simplifié des bases indique une période de construction déjà avancée dans le XVIe siècle. Ce sont de simples plinthes galbés, délimités par des boudins en haut et en bas. En même temps, l'arc en tiers-point règne encore partout, et les profils des arcades sont prismatiques. Elles représentent deux tiers de la hauteur des élévations latérales, comme dans les nefs aveugles de la période flamboyante, où l'éclairage par la lumière naturelle est assuré indirectement, par les baies des collatéraux. L'architecte a néanmoins ménagé des fenêtres hautes, ce qui à la période flamboyante est réservé aux édifices les plus importants, comme par exemple Saint-Étienne de Beauvais ou Saint-Maclou de Pontoise. Les fenêtres sont à trois formes en plein cintre, surmontées d'une autre arcature ou de soufflets et mouchettes simplifiées, mais nettement plus étroites que les travées. Elles descendent à peine plus bas que les lunettes des voûtes, et se rapprochent d'une façon étonnante des grandes arcades. Dans le cas d'un voûtement d'ogives, ceci n'est possible que grâce à des toits en bâtière indépendants pour chacune des travées,.
En dépit d'un style flamboyant encore assez clairement affirmé, quelques détails trahissent que la nef n'a pas été entièrement achevée à la période gothique. En premier lieu, le premier et le second doubleau retombent sur les tailloirs demi-octogonaux de chapiteaux corinthiens placés en pointe. Ce constat pourrait donner raison au dessin de 1557, où les premières travées de la nef ne paraissent pas, même si le dessin pourrait suivre un croquis établi plusieurs années plus tôt, et s'il pose davantage de problèmes qu'il ne résout (Pierre Champion). En second lieu, les dais des niches à statues des troisièmes piliers au nord et au sud sont de style Renaissance, alors que les autres sont flamboyants. Vu les chapiteaux du second ordre, on se serait attendu au cas contraire, mais les socles des statues des premiers piliers au nord et au sud sont tout au moins de style Renaissance. En troisième lieu, au revers de la façade, les grandes arcades retombent sur les tailloirs carrés de gros chapiteaux Renaissance, qui ont pour supports des demi-colonnes engagées dans les murs. Chacun des tailloirs accueille également une fine colonnette à chapiteau, qui est réservé aux nervurs de la voûte. Ces différents éléments de la Renaissance sont dommageables pour les lignes claires qui caractérisent la nef, d'autant plus que l'ajout de ces quelques éléments ne suffisent pas pour en faire un édifice conforme à l'esprit de la Renaissance. L'effet général est moins maladroit qu'à Montfort-l'Amaury, où la nef flamboyante est également décorée dans le goût de la Renaissance. Les voûtes, qui sont établies sur des croisées d'ogives simples, renouent avec la sobriété du style flamboyant, et ont de fins doubleaux pas plus épais que les ogives. Les quatre doubleaux autour de la croisée du transept, en même temps base du clocher, forment bien sûr exception, et sont nettement plus forts. La mouluration se limite à trois gorges de part et d'autre du méplat de l'intrados. La voûte sous le clocher comporte en son centre un trou pour la remontée et la descente des cloches,.

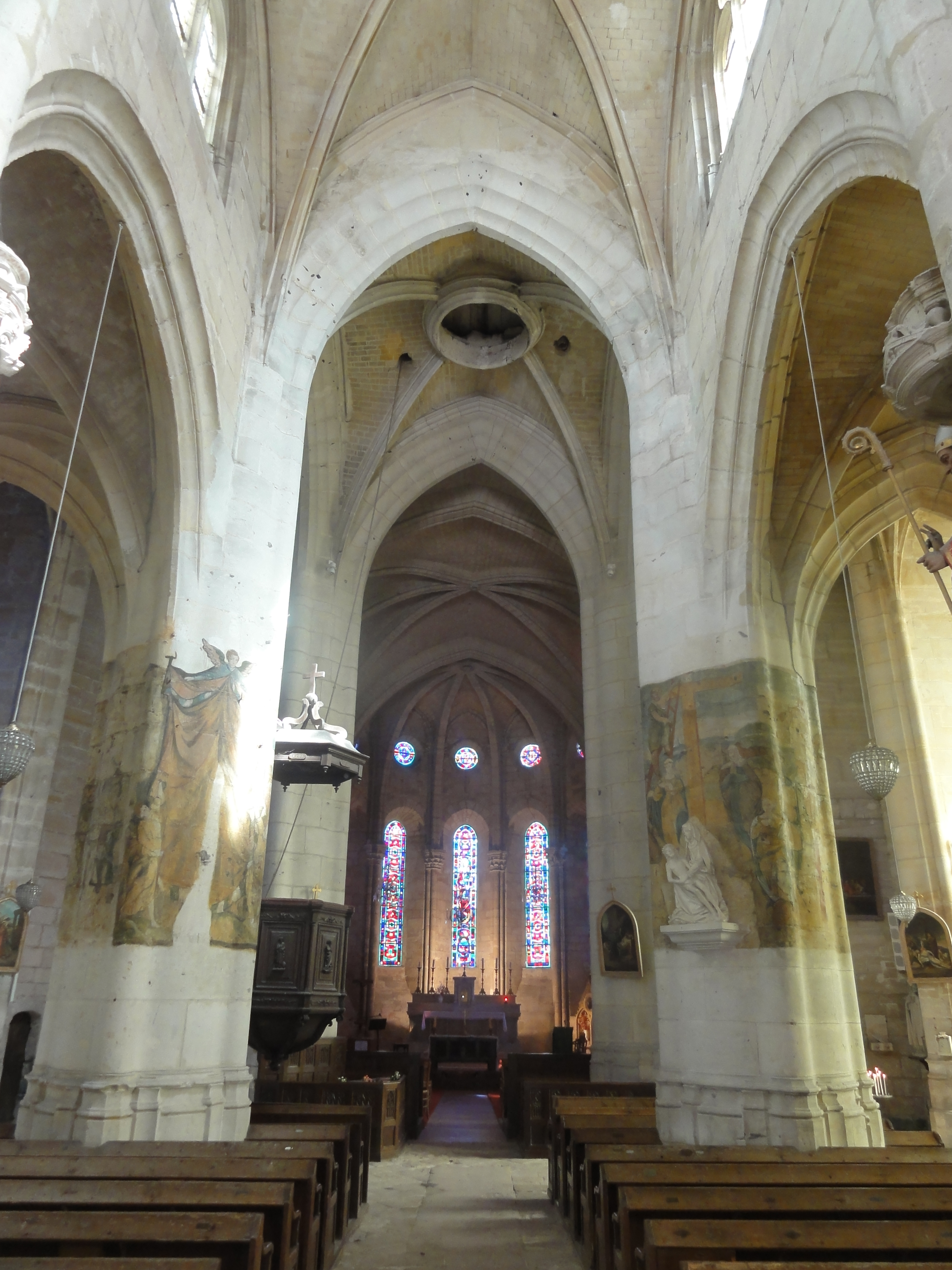
Nef, vue vers l'est.
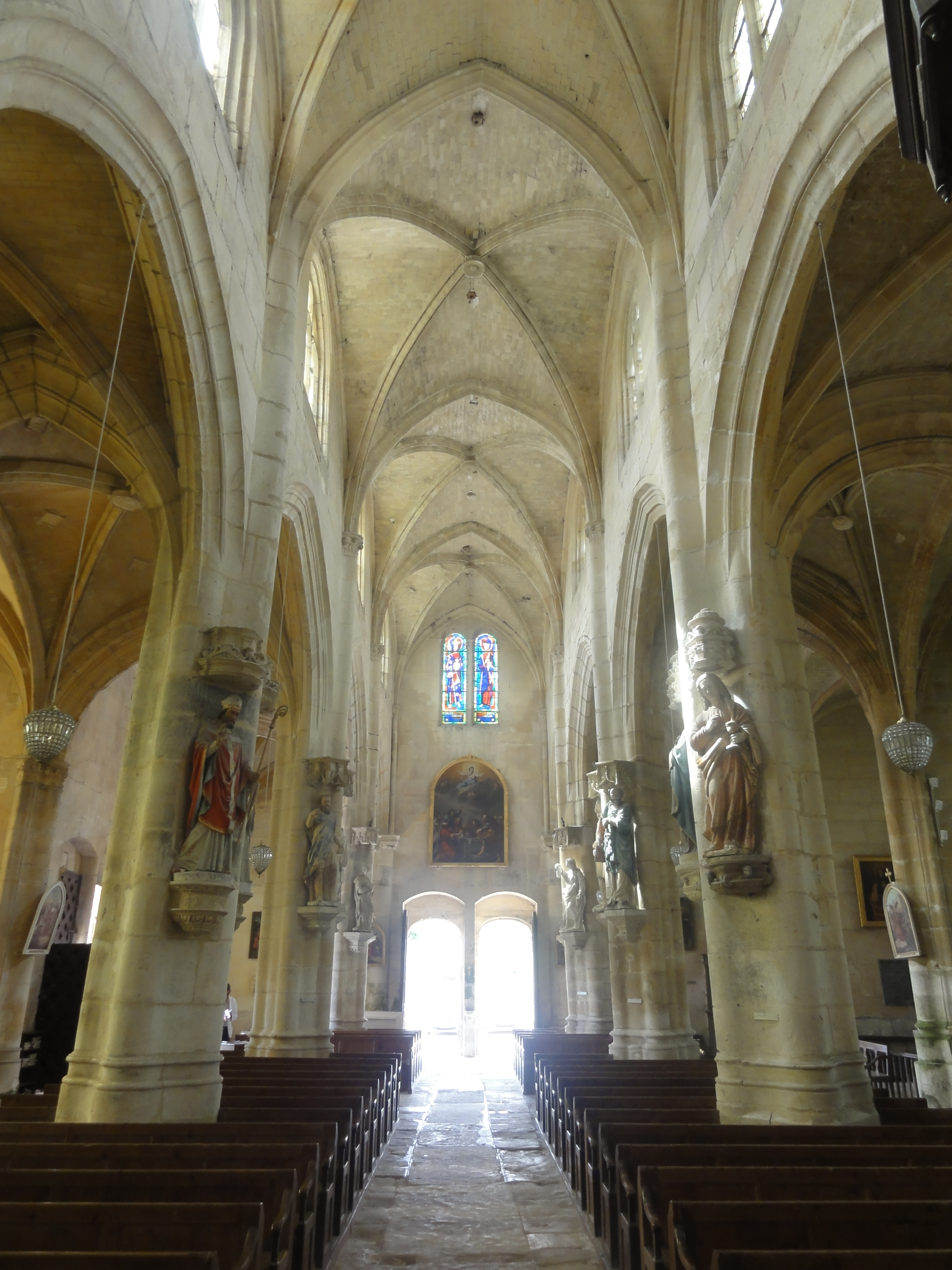
Nef, vue vers l'ouest.
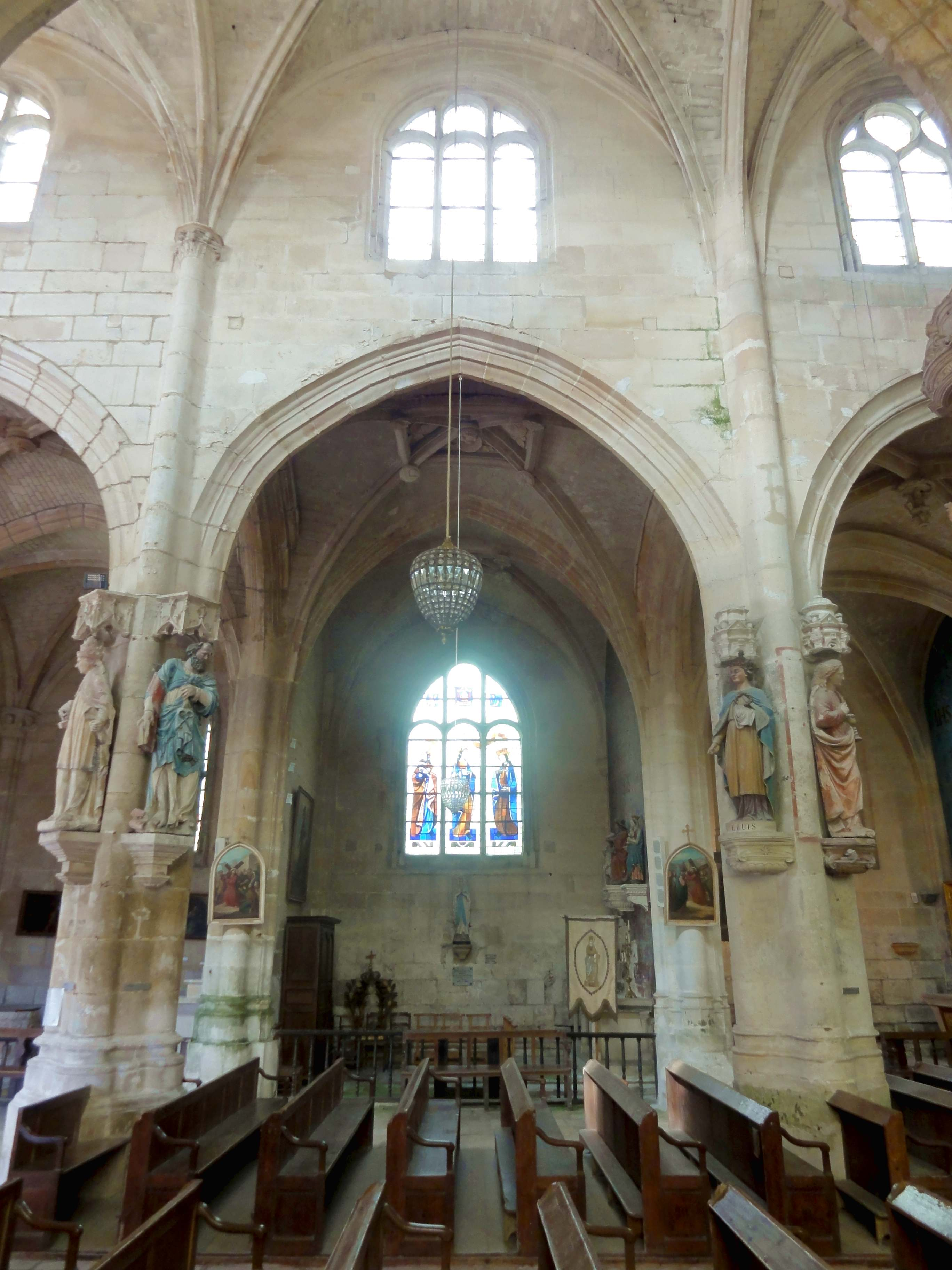
3e travée, côté nord.
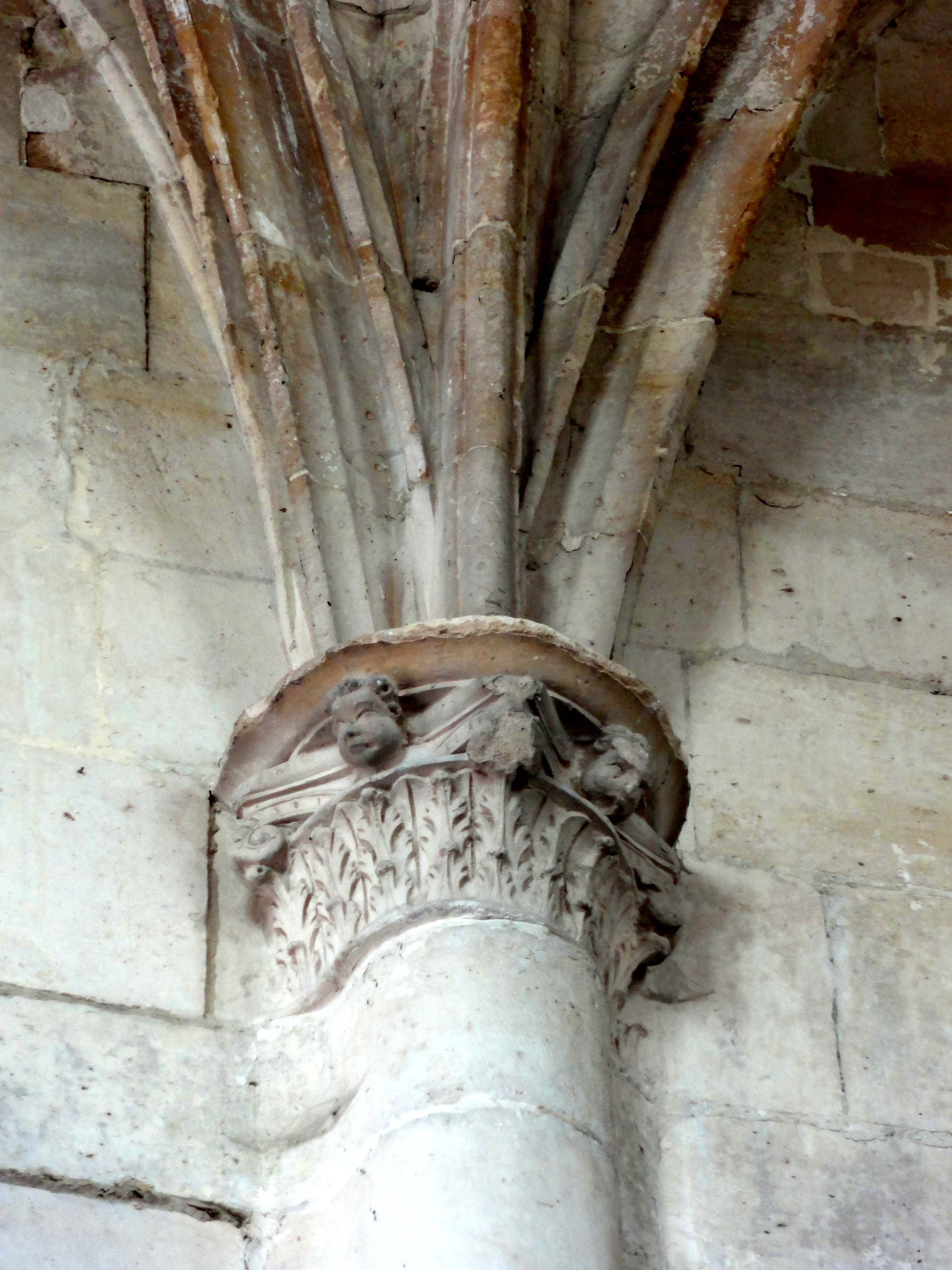
Chapiteau du 2e doubleau.
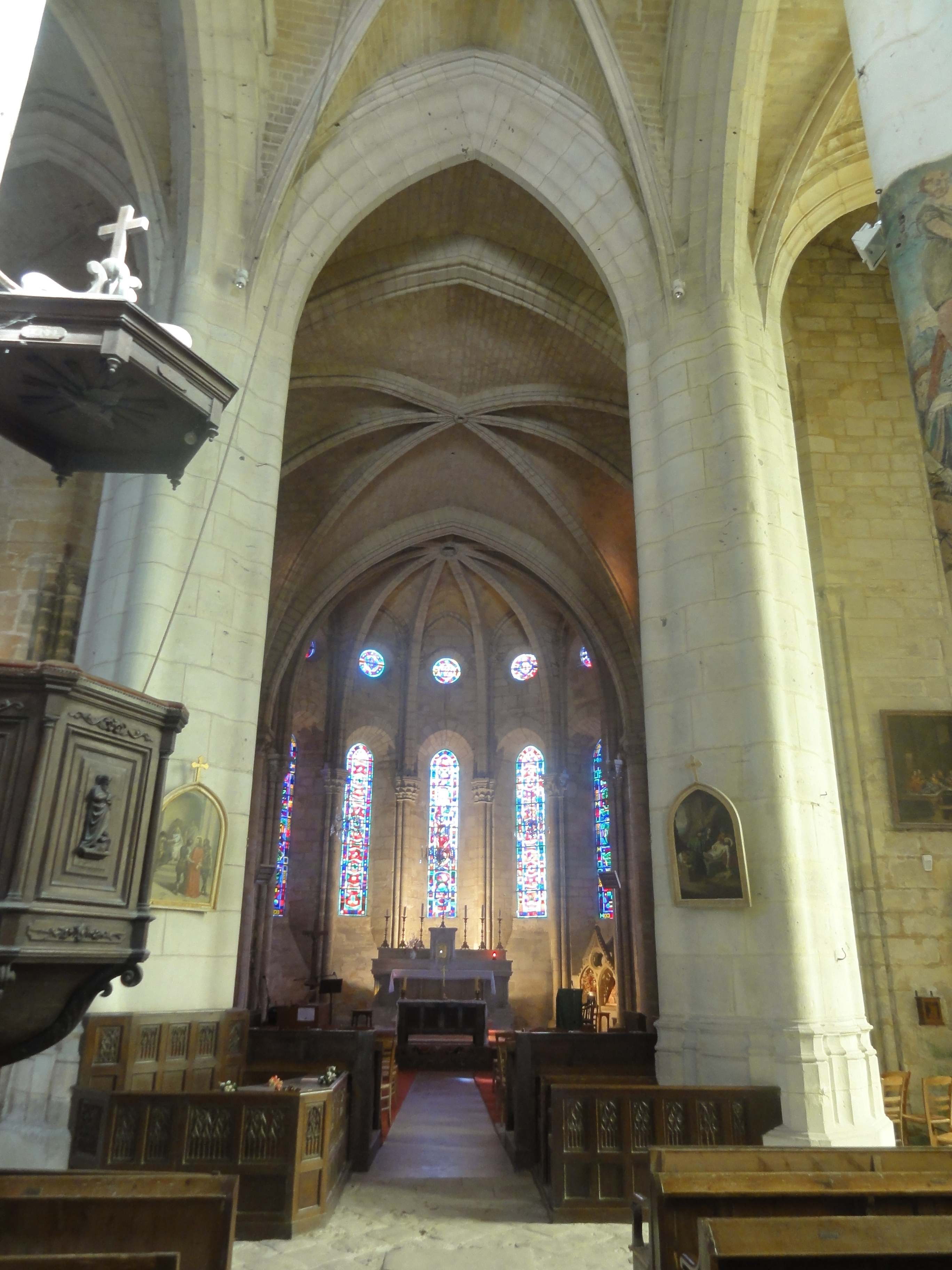
Croisée, vue vers l'est.
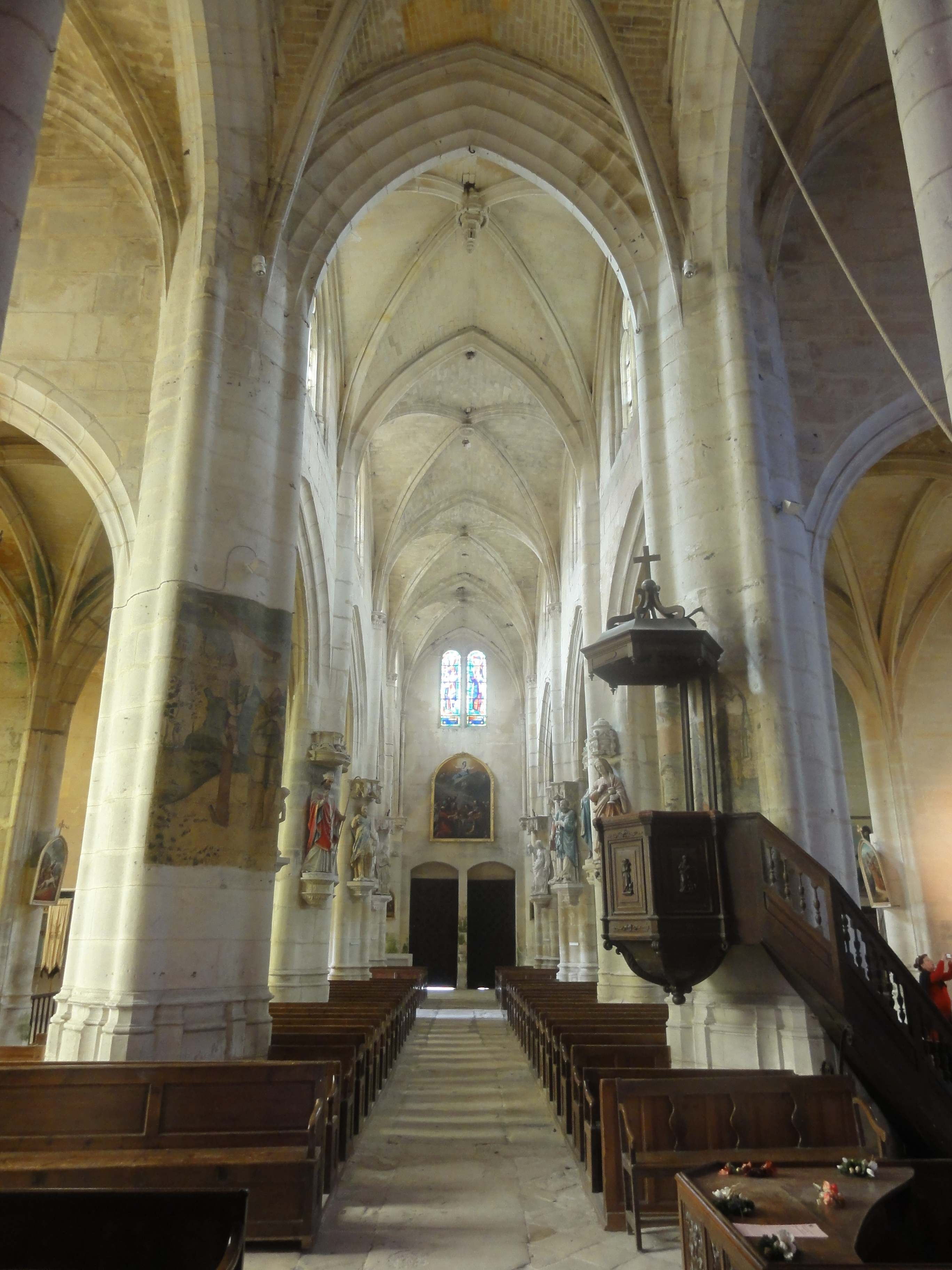
Croisée, vue vers l'ouest.

#### Collatéraux, chapelles et croisillons

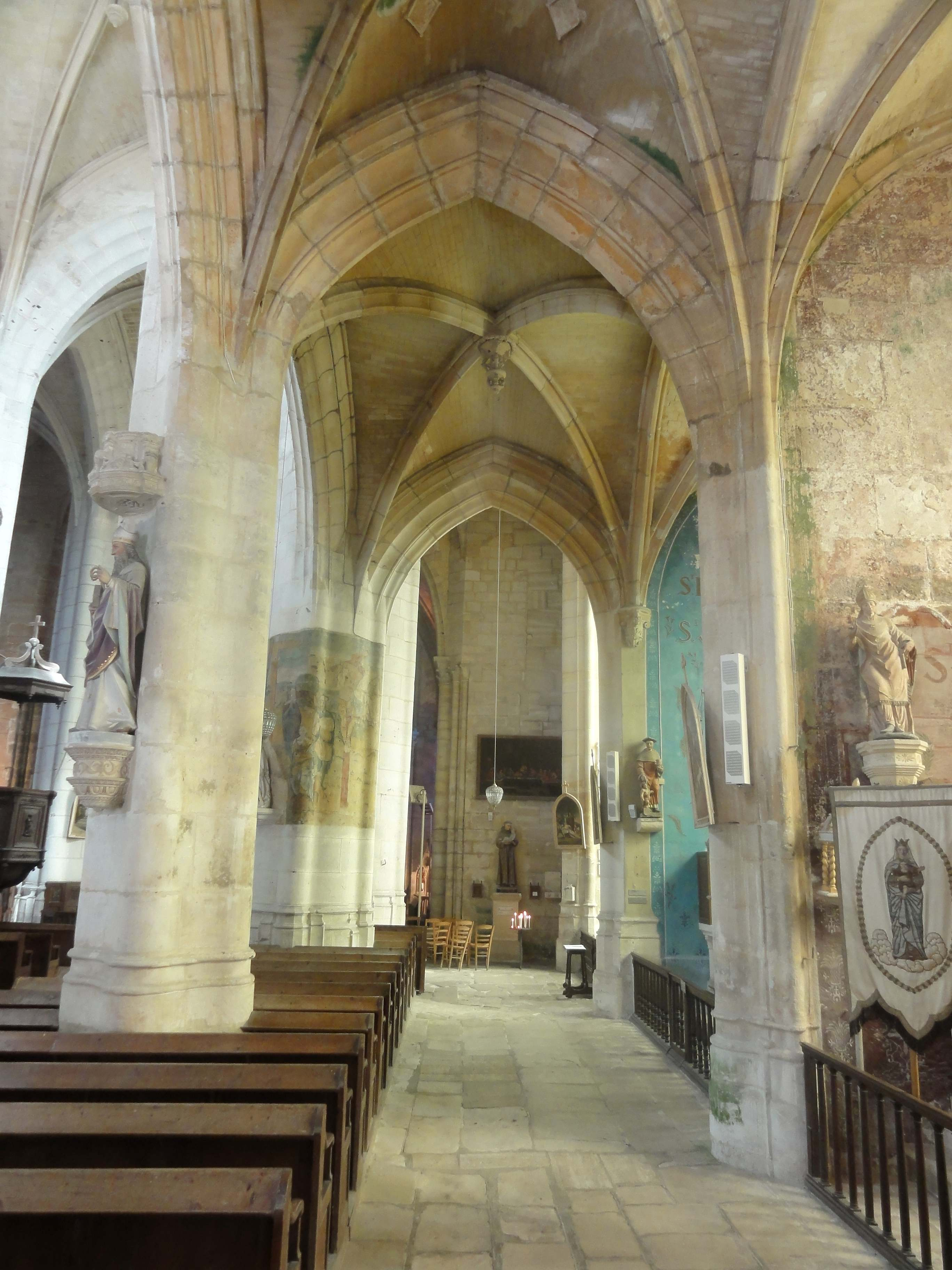
Bas-côté sud, 3e travée, vue vers l'est.

Les collatéraux ou bas-côtés sont délimités par les grandes arcades de la nef d'un côté, et par les doubleaux ouvrant dans les chapelles de l'autre côté. Ils ont donc assez peu de caractère propre, à l'exception toutefois des délicats petits portails Renaissance à l'ouest, qui permettent l'accès aux tourelles d'escalier de la façade. Les chapelles ne sont pas beaucoup plus intéressants sur le plan architectural, mais elles renferment un mobilier riche et varié, qui fait tout leur intérêt. — Les doubleaux séparant deux travées d'un collatéral sont aussi forts que les grandes arcades, contrairement aux doubleaux de la nef. En revanche, les doubleaux vers les chapelles sont plus fins. Les voûtes ne sont pas sans défauts. Plusieurs doubleaux sont déformés et loin d'être symétriques ; d'autres ne correspondent pas tout à fait à la lunette de la voûte. Les voûtes sont établies sur des croisées d'ogives simples, et ont le plus souvent des clés de voûte pendantes sans prétention, ou sinon des rosaces ou des écussons. Dans la troisième travée du collatéral nord et dans la chapelle voisine, un carré relie quatre clés secondaires entre elles. À l'instar de la nef, on observe une transition vers le recours à des supports de type Renaissance de l'est vers l'ouest. Des chapiteaux Renaissance se trouvent dans la première chapelle au nord et au sud, ainsi que dans la seconde chapelle du nord, mais côté ouest seulement. Tous ces chapiteaux sont dérivés du corinthien, et agrémentés de têtes humaines saillantes. Ce sont généralement des têtes masculines, souvent barbues, parfois réalistes, parfois caricaturales. On trouve la même fantaisie dans le collatéral nord de la cathédrale de Pontoise.
Malgré ces chapiteaux Renaissance, les piliers sont ondulés et donc flamboyants, sauf au revers de la façade. Certains piliers à l'intersection entre collatéraux et chapelles sont plus complexes, et comportent plus que les trois ondulations habituelles (quatre pour les piliers des grandes arcades, car ils sont entièrement libres). Dans l'angle nord-est de la troisième chapelle du nord, et dans l'angle sud-est de la troisième chapelle du sud, les nervures de la voûte retombe sur un cul-de-lampe. Dans l'angle sud-ouest de la même chapelle, près du porche, on trouve exceptionnellement une colonnette à chapiteau, et à l'est de la quatrième chapelle du nord, le doubleau retombe sur un chapiteau Renaissance. Toutes ces exceptions ne s'expliquent pas par une interruption du chantier. Les croisillons du transept sont beaucoup plus réguliers, et d'une facture assez simple, sans différence de caractère notable avec les collatéraux. Les clés de voûte sont ornées de découpages flamboyants et d'écussons, sauf dans la seconde travée du nord, où l'oin trouve déjà une clé pendante. Il n'y a pas de supports dans les angles près des extrémités nord et sud du transept. Les fenêtres orientales sont désaxées en raison des murs de l'avant-chœur, qui ne laissent pas les chevets des croisillons entièrement libres. Les réseaux des fenêtres sont purement flamboyants, mais les formes sont déjà très assagies au nord. Avec les clés de voûte, cette différence montre que le croisillon sud a été achevé le premier.

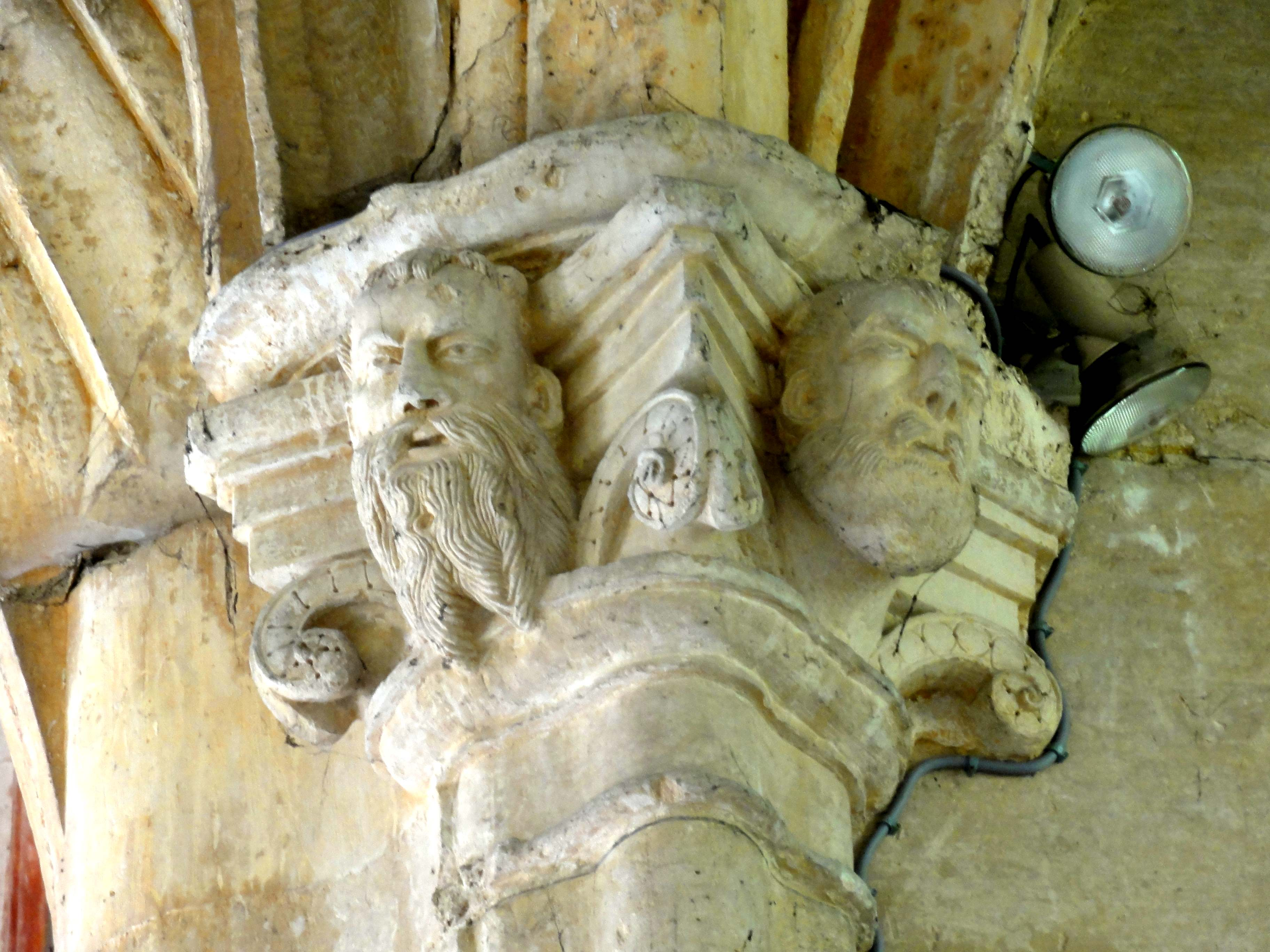
Chapiteaux Renaissance.
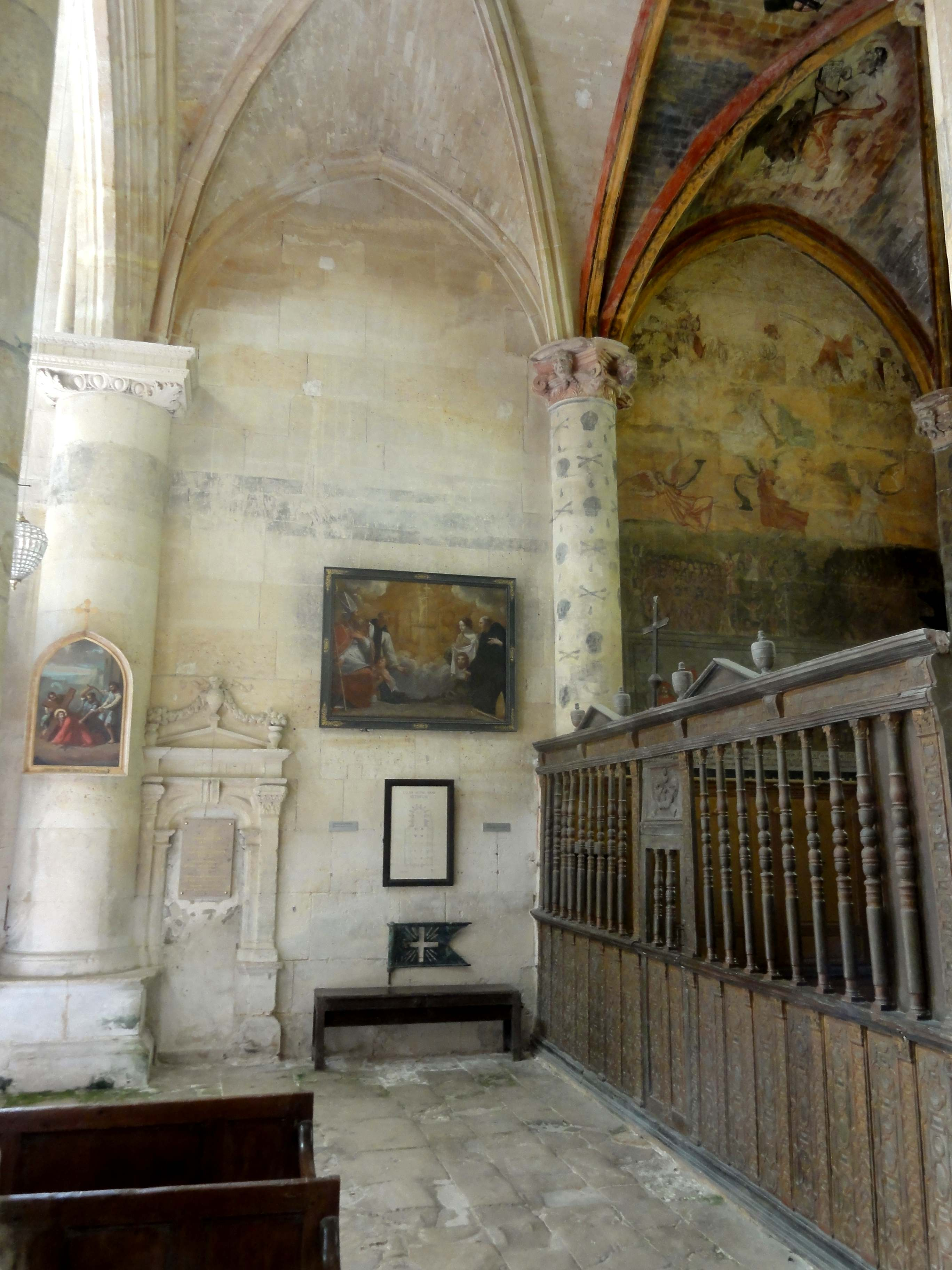
Début du collatéral nord.
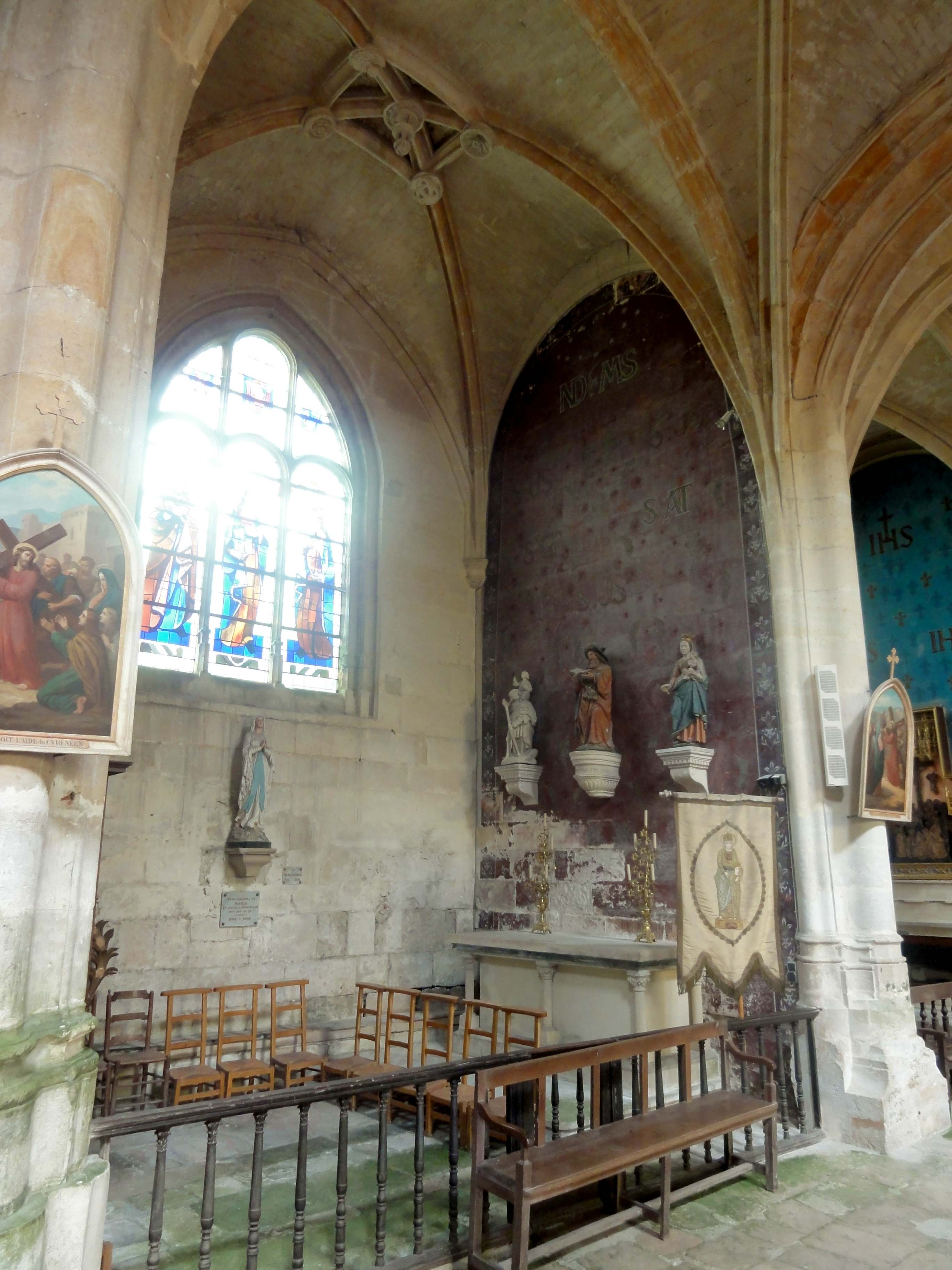
3e chapelle du nord.
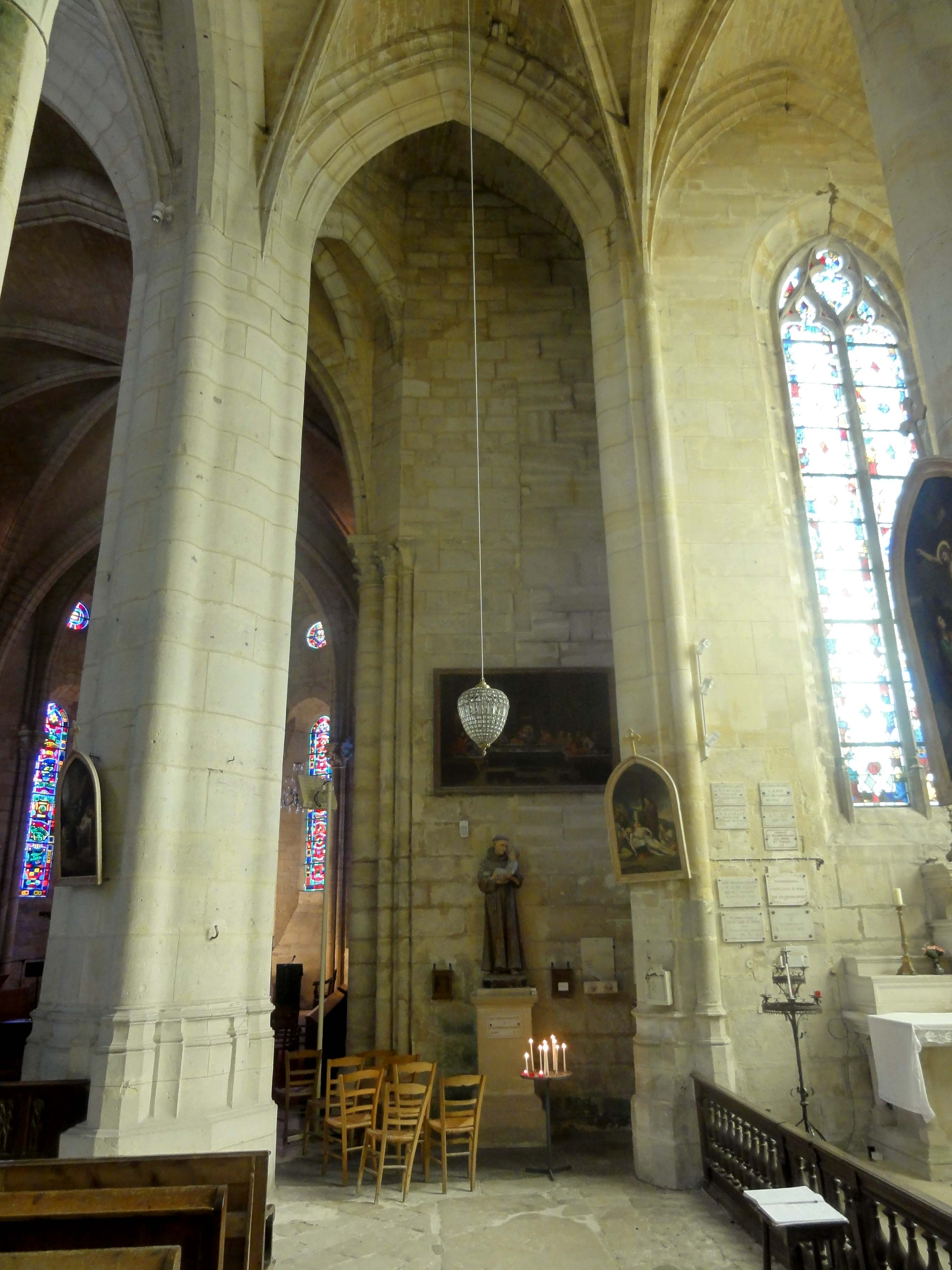
Croisillon sud, vue vers l'est.
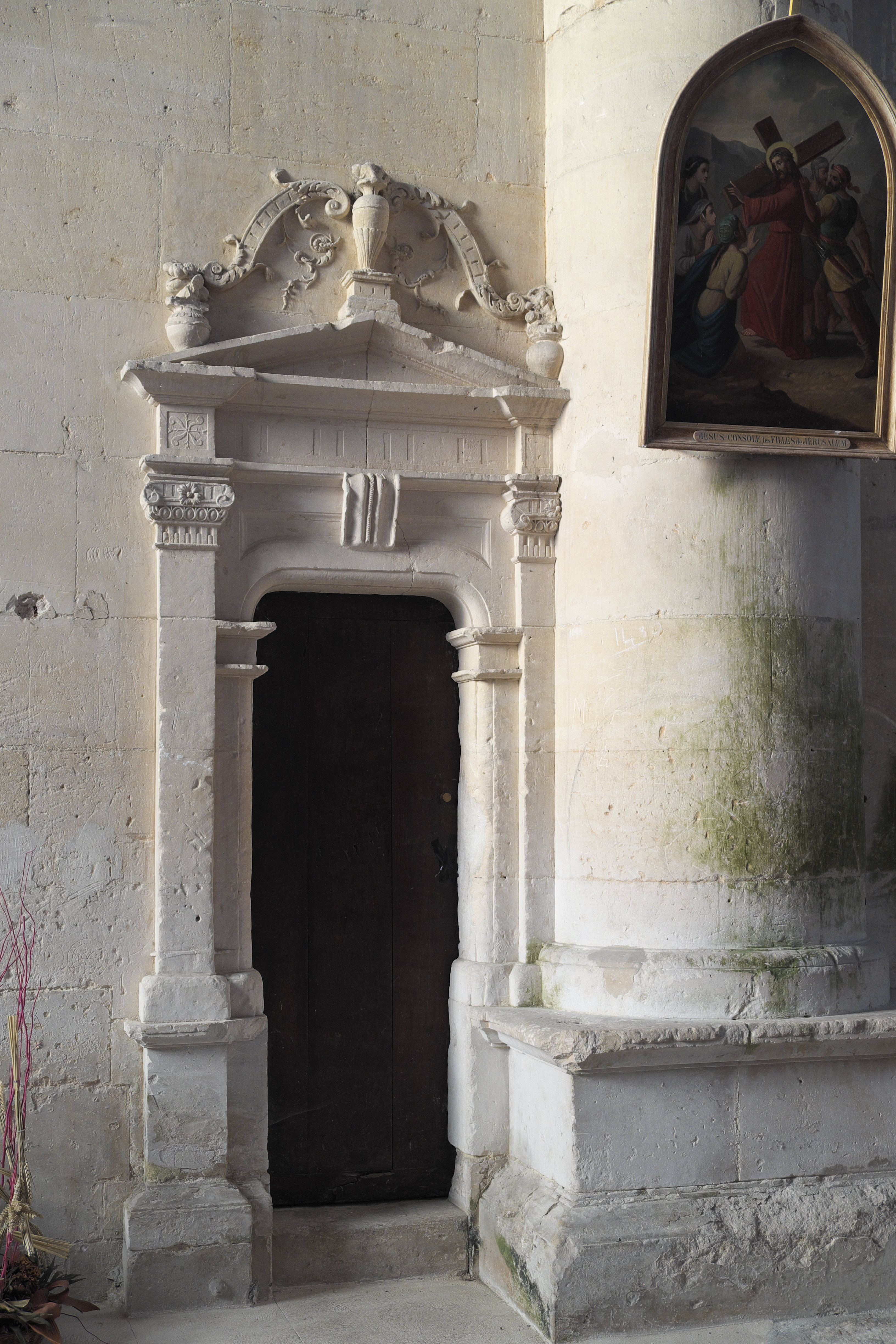
Porte d'escalier au début du bas-côté sud.
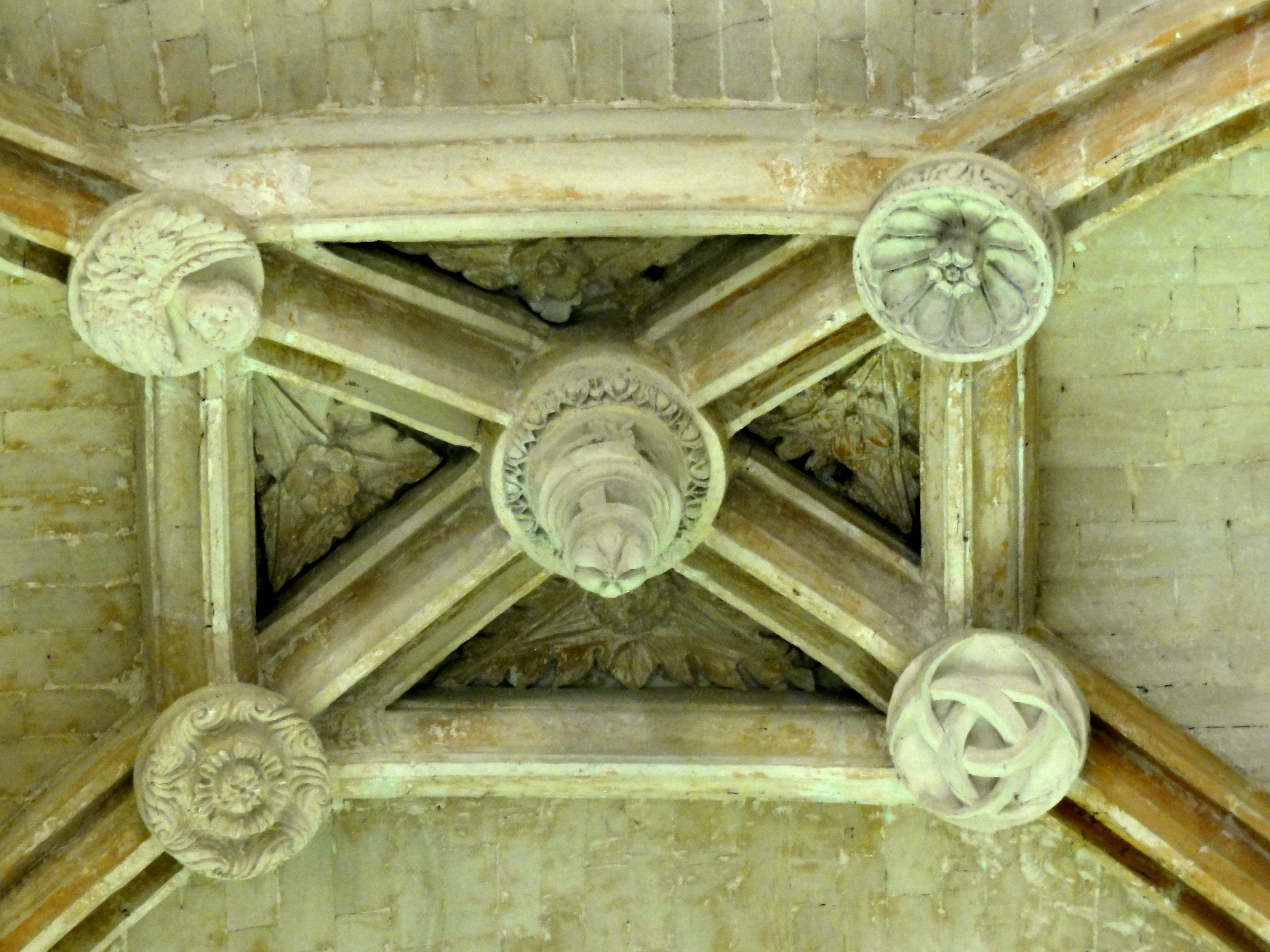
Clés de la 3e travée du nord.

#### Chœur

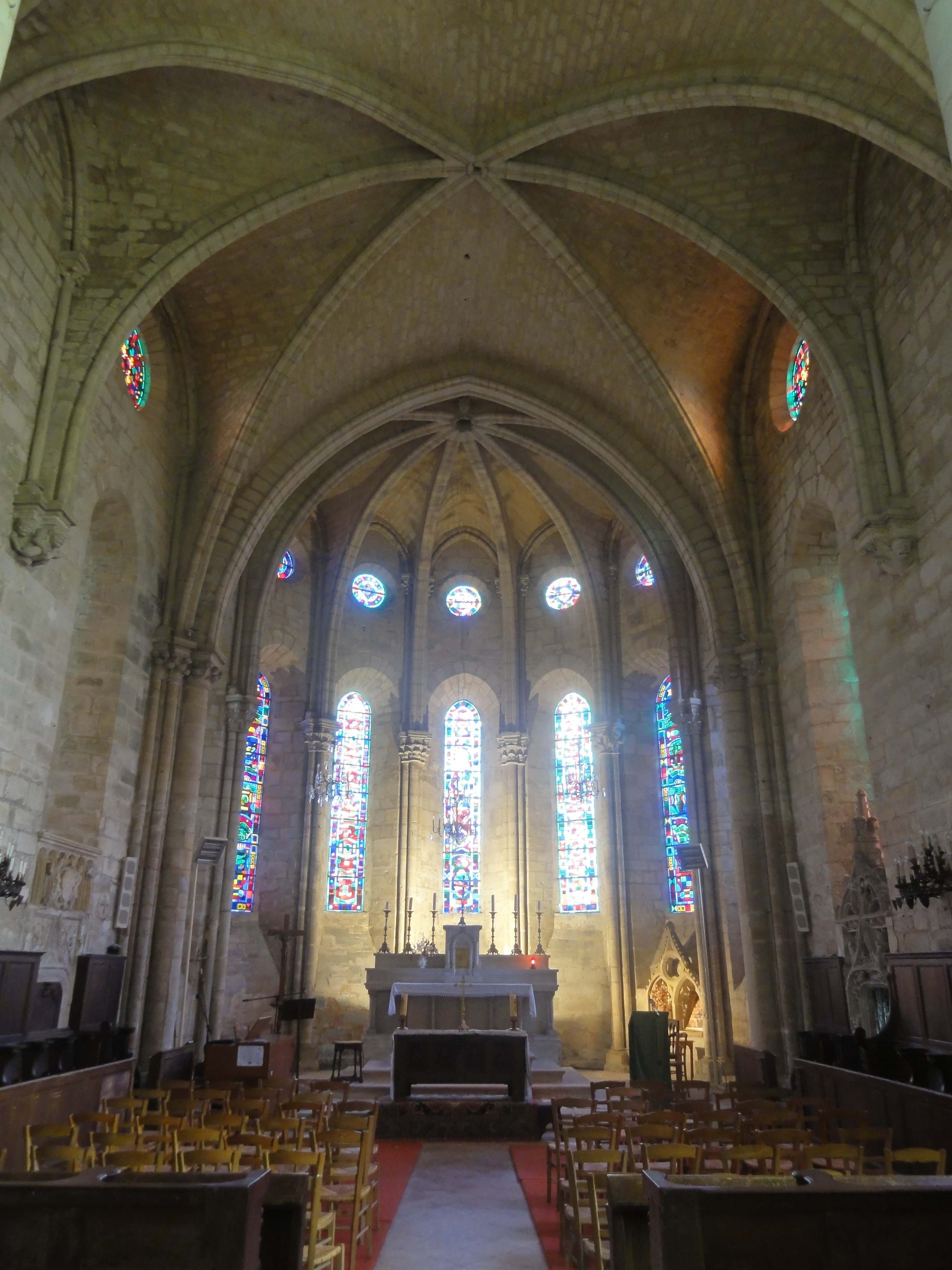
Chœur, vue vers l'est.

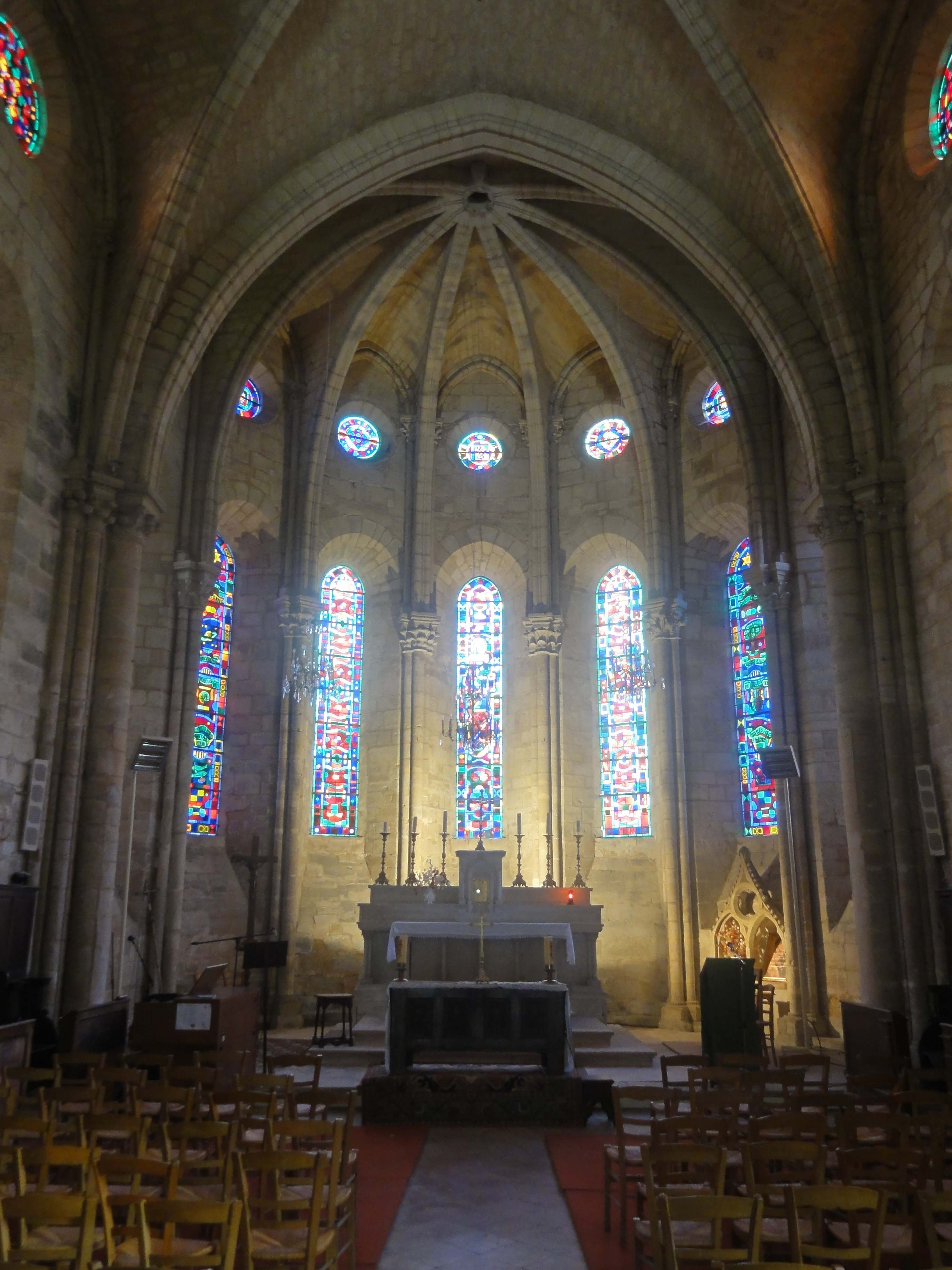
Chœur, vue vers l'est.

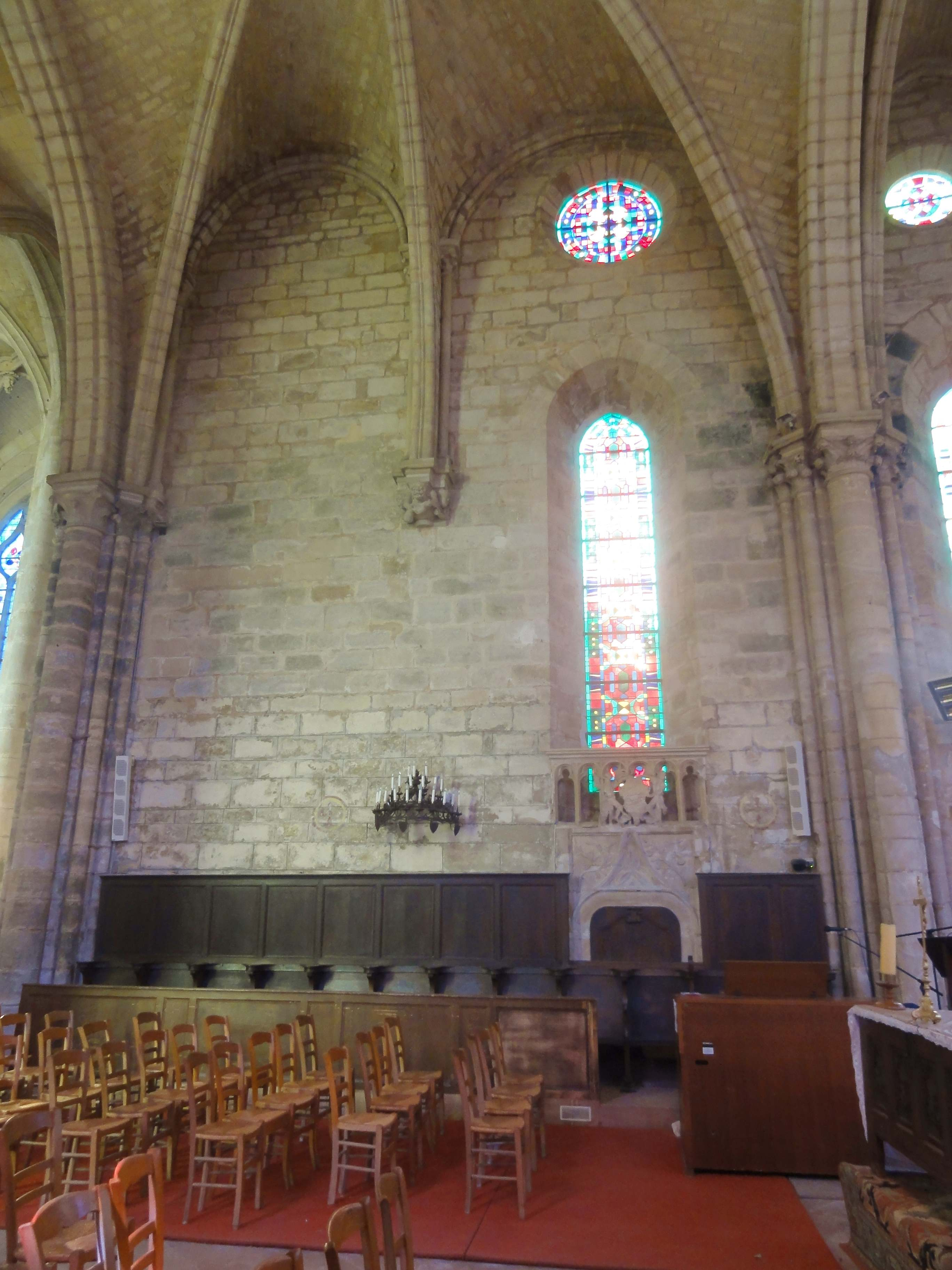
1ère travée, élévation nord.

Le chœur est précédé par les trois travées de l'arrière-transept ou avant-chœur, qui permettent la transition des trois travées du transept vers le vaisseau unique du chœur. La travée d'axe est de plan trapézoïdal, et elle s'élargit successivement vers l'est. Elle est séparée des deux petites travées par deux doubleaux successifs. Le plafond est une sorte de voûte en berceau très surbaissé, sans la moindre nervure. Les petites travées sont dénuées de caractère. Elles n'ont pas de fenêtres, et leurs voûtes en berceau, orientées dans le sens est-ouest, sont dépourvues de formerets. Les colonnettes qui flanquent l'arc triomphal côté avant-chœur restent sans emploi, mais le mur au-dessus prend appui sur les tailloirs de leurs chapiteaux. Plus que les arcades reliant le chœur au clocher, qui selon Pierre Champion auraient été abattues après leur construction, puis remplacées, cette anomalie prouve que le sort du clocher était encore en suspens au moment de l'achèvement du chœur. Dans l'église de Rully, on a résolu le même problème à l'intersection entre nef et base du clocher d'une façon similaire, mais beaucoup plus élégante.
Le chœur étonne par sa grande profondeur, et séduit par le bel effet graphique des oculi et fenêtres des nombreux pans de son abside, sept au total. La première demi-travée est aveugle, et augmente donc visuellement la distance du chevet ; la diminution progressive de la largeur va dans le même sens. La seconde demi-travée est éclairée par un oculus et une fenêtre à lancette simple, tout comme les pans de l'abside. Avec neuf fenêtres et autant d'oculi, les ouvertures sont nombreuses, mais la surface vitrée est globalement assez peu importante, car le fort ébrasement des lancettes réduit leur largeur effectif ; les soubassements des fenêtres sont élevés ; une portion de murs nus s'interpose entre les fenêtres et les oculi ; et ces dernières ne s'inscrivent pas directement dans les formerets de la voûte. En plus, les baies sont pourvues de vitraux polychromes, qui tamisent la lumière. Le chœur est donc bien plus sombre que la nef, mais le fond de l'abside est néanmoins plus généreusement éclairé par le jour entrant, et l'espace au-dessus de l'ancien maître-autel est naturellement illuminé par le soleil. Ce phénomène s'observe déjà depuis le milieu de la nef, et confère au chœur une aura mystérieuse. Les nervures des voûtes, nettement proéminentes par rapport aux voûtains, sont mises en exergue par une meilleure exposition à la lumière, et se détachent devant les surfaces des voûtains, qui sont plongées dans l'ombre paraissent presque noires. Le maître d'œuvre de la fin du XIIe siècle a ainsi mis en place un savant jeu d'ombre et de lumière. En réunion avec l'effet graphique, il fait un peu oublier l'austérité de cette partie de l'édifice,,.
Le riche décor flamboyant de la porte de la sacristie et de la porte qui lui fait face au nord serait rapporté, d'après Pierre Champion. L'auteur ne donne pas son avis sur la baie gothique qui encadre la piscine liturgique au sud-est. Hormis ces éléments remarquables, le décor est en effet presque entièrement absent dans le chœur : il se limite aux chapiteaux, culs-de-lampe et clés de voûte, mais les colonnettes, ogives, formerets et doubleaux sont bien sûr utilisés de sorte à produire eux aussi un effet décoratif. Ceci se voit notamment entre les pans de l'abside, dont l'étroitesse permet de faire retomber les formerets sur de fines colonnettes à chapiteaux, qui accostent les ogives, et reposent par leurs bases sur les mêmes tailloirs que les ogives. Ces tailloirs se situent aux niveaux des impostes des lancettes. Leur plan équivaut à trois tailloirs carrés fusionnés, et ils sont portés par trois chapiteaux de crochets également fusionnés, sculptés dans un seul bloc. Ainsi, des faisceaux de trois colonnettes appareillées séparent les pans de l'abside. Les ébrasements des fenêtres commencent déjà derrière les tailloirs, et touchent presque aux colonnettes, ce qui évite des espaces nus entre les supports et les fenêtres. Les colonnettes peuvent donc être perçues comme encadrement des fenêtres, d'autant plus que les tailloirs concordent avec leurs impostes. Mais l'importance des ébrasements fait que la largeur réelle des vitraux ne représente que la moitié de la distance entre deux faisceaux de colonnettes,,.
La situation est différente dans la partie droite du chœur, où l'architecte n'a pas craint les murs nus. La partie droite est subdivisée en deux demi-travées, qui sont recouvertes ensemble par une voûte sexpartite. C'est une disposition courante à la première période gothique, qui est plus couramment utilisée dans les églises importantes, mais aussi dans les nefs d'Angicourt, Nesles-la-Vallée et Saint-Frambourg de Senlis, ou dans les chœurs d'Avernes, Fontenay-en-Parisis et Gonesse. Les deux branches d'ogives supplémentaires retombent sur des culs-de-lampe, qui accueillent également les colonnettes des formerets. C'est le niveau des chapiteaux de ces colonnettes, qui est le même que dans l'abside, et la largeur plus importante par rapport aux pans de l'abside, qui explique l'arc en plein cintre décrit par les formerets : contrairement à ce que croit Pierre Champion, ce n'est pas une reminiscence de l'architecture romane. Les culs de lampe sont sculptés de têtes humaines à l'expression malheureuse. Au nord, le personnage au milieu tient une bourse ; au sud, un décor de chapiteau occupe le centre. Les ogives sont au profil d'une arête entre deux tores. L'arc triomphal et le doubleau intermédiaire sont au profil très répandu d'une plate-bande entre deux tores dégagés. Leurs fûts sont nettement plus forts que ceux des ogives et formerets qui les accostent. Les tailloirs et chapiteaux des ogives sont ici plantés de biais, face aux ogives. Les clés de voûte sont décorées de discrètes couronnes de feuillages. Une tête humaine se profile devant la clé de l'abside,,.
D'une façon ou d'une autre, de nombreux architectes de la première période gothique ont utilisé des éléments à vocation fonctionnelle pour atténuer la sobriété de l'architecture. Ce qui fait l'originalité de l'abside de Vétheuil, sont les oculi au-dessus des lancettes. Ils existent également dans le chœur de la collégiale Notre-Dame de Mantes-la-Jolie, où ils éclairent seulement les tribunes, et dans le chœur de Jouy-le-Moutier, où ils servent de fenêtres hautes, et n'apparaissent pas au chevet. Les fenêtres hautes des nefs sont leur emploi le plus fréquent (Grisy-les-Plâtres, Marly-la-Ville, Saint-Ouen-l'Aumône, Vallangoujard, etc.). Rares sont les absides à pans multiples qui présentent deux niveaux de fenêtres superposées, mais ne possèdent pas de déambulatoire. Dans ce sens, c'est l'abside de Marly-la-Ville qui se rapproche le plus de Vétheuil. Ici, chaque pan est percé de deux lancettes superposées.

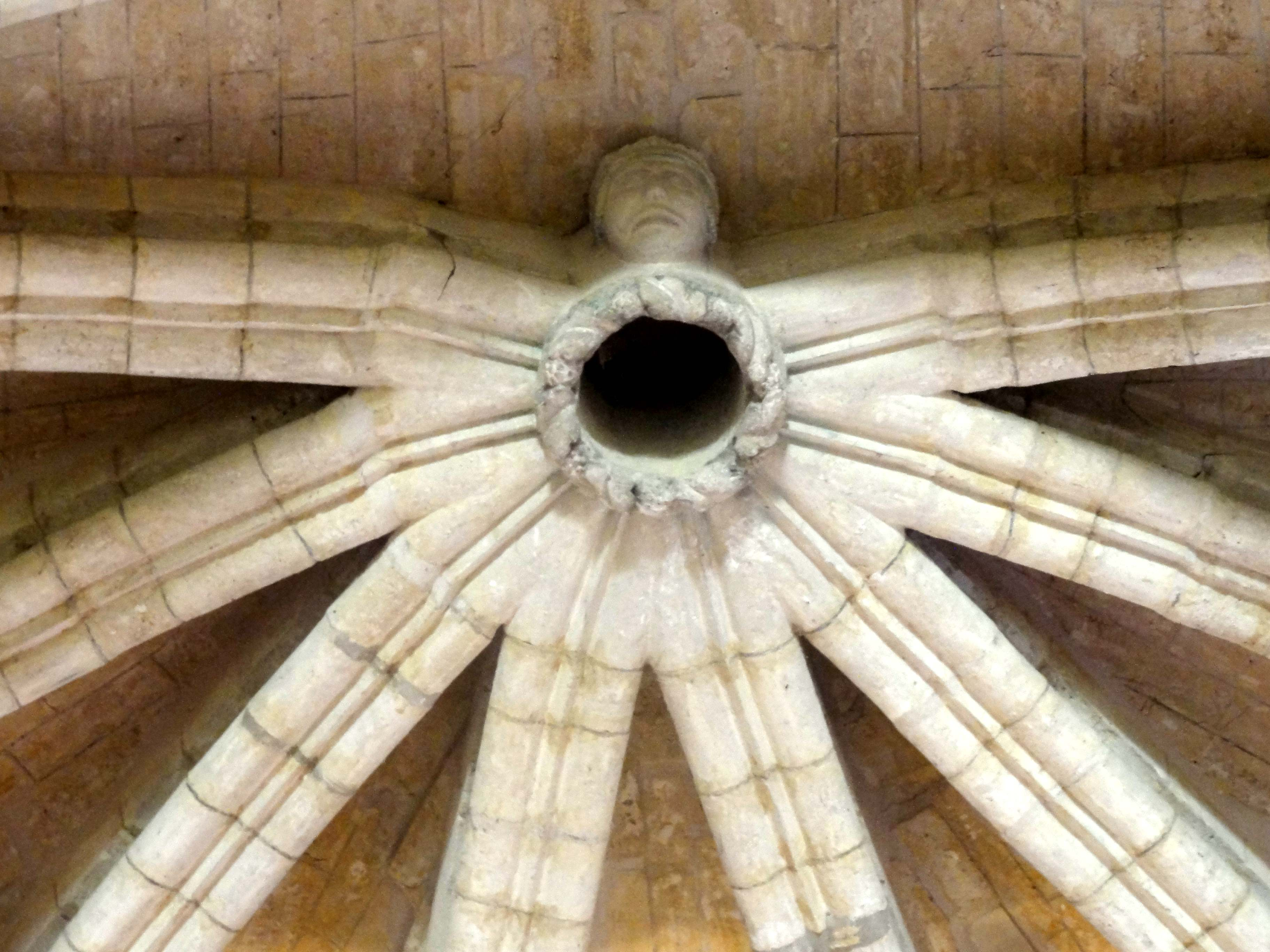
Clé de voûte de l'abside.
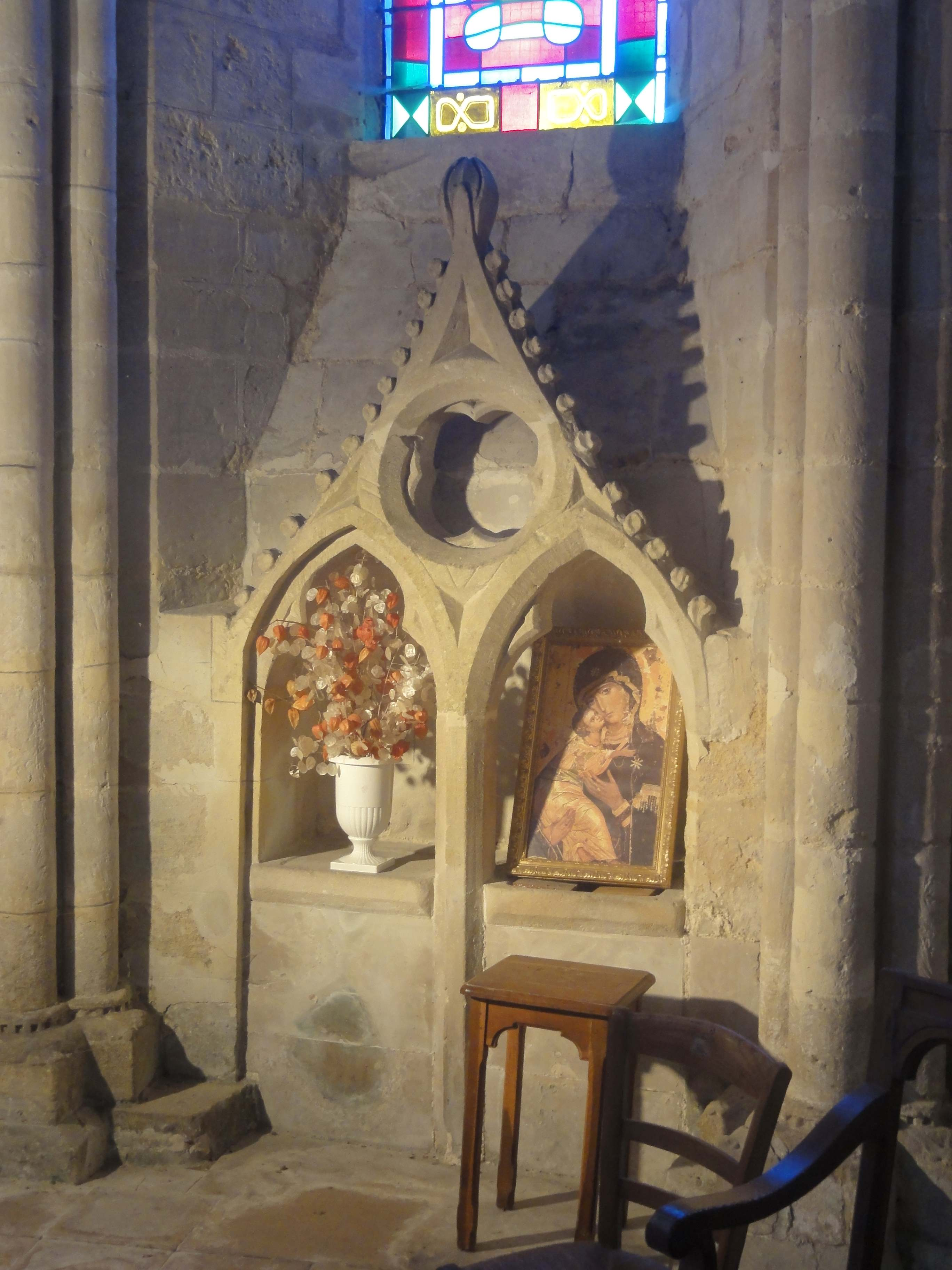
Piscine liturgique.
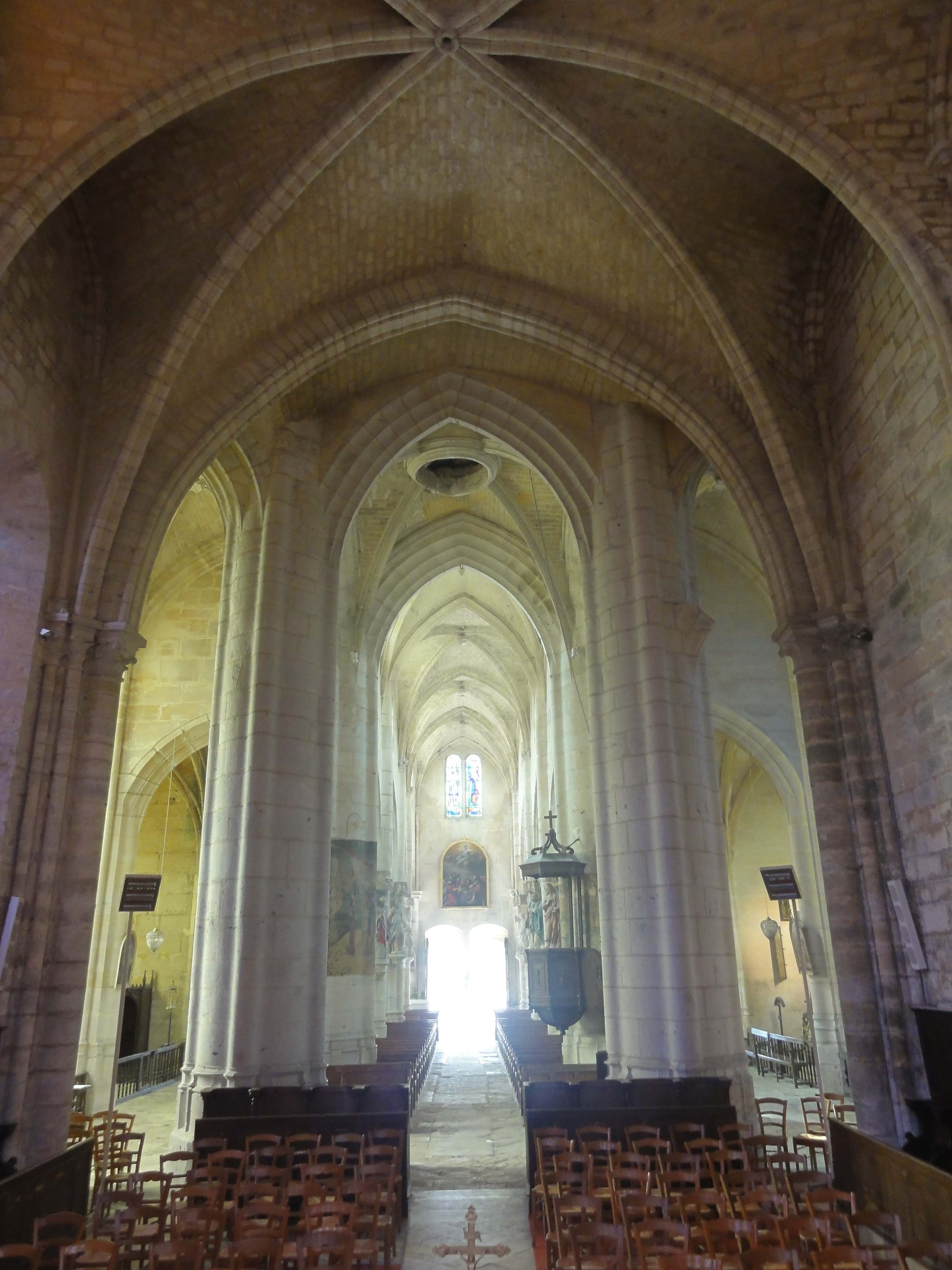
Chœur, vue vers l'ouest.
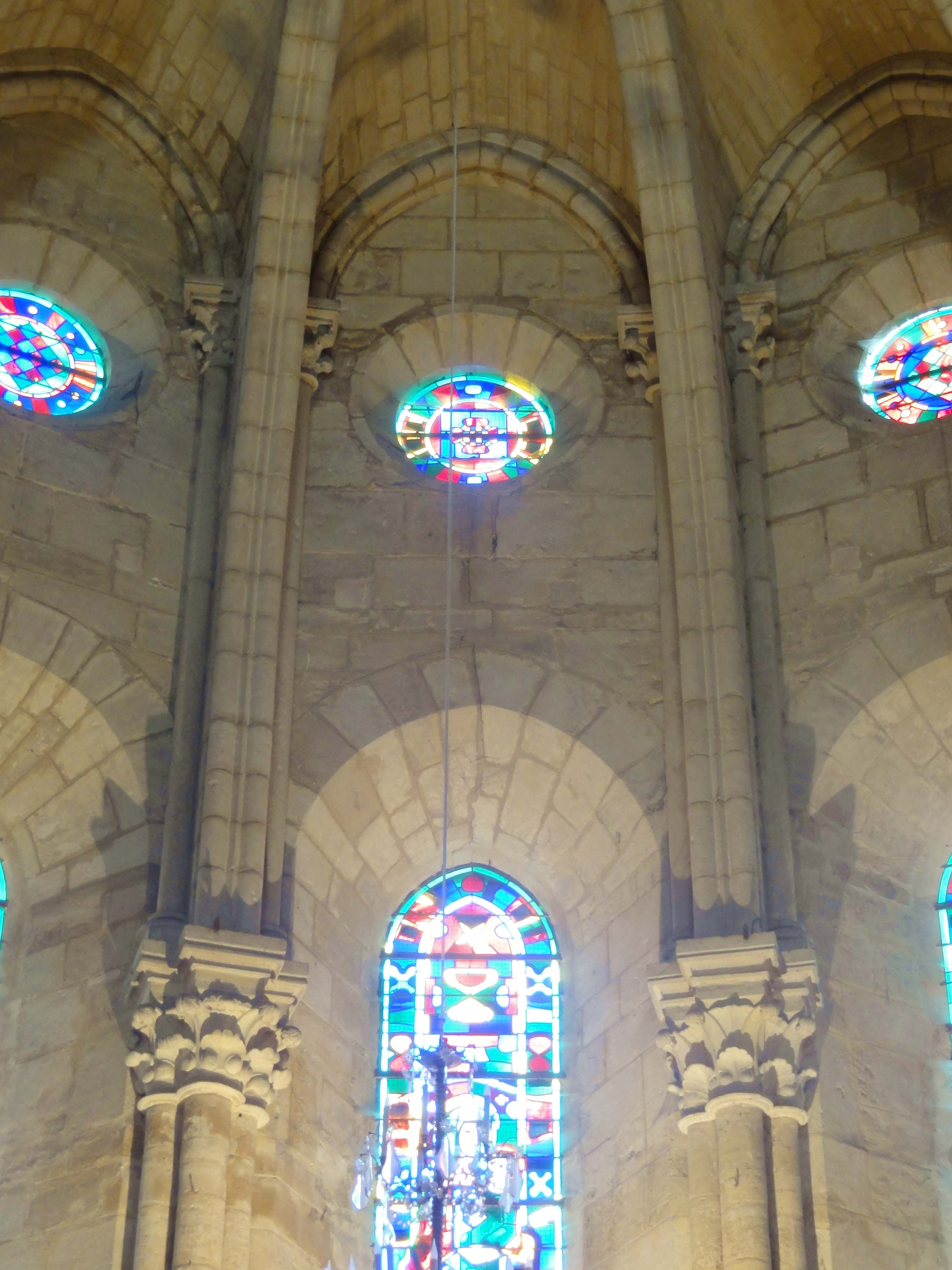
Détail de l'abside.
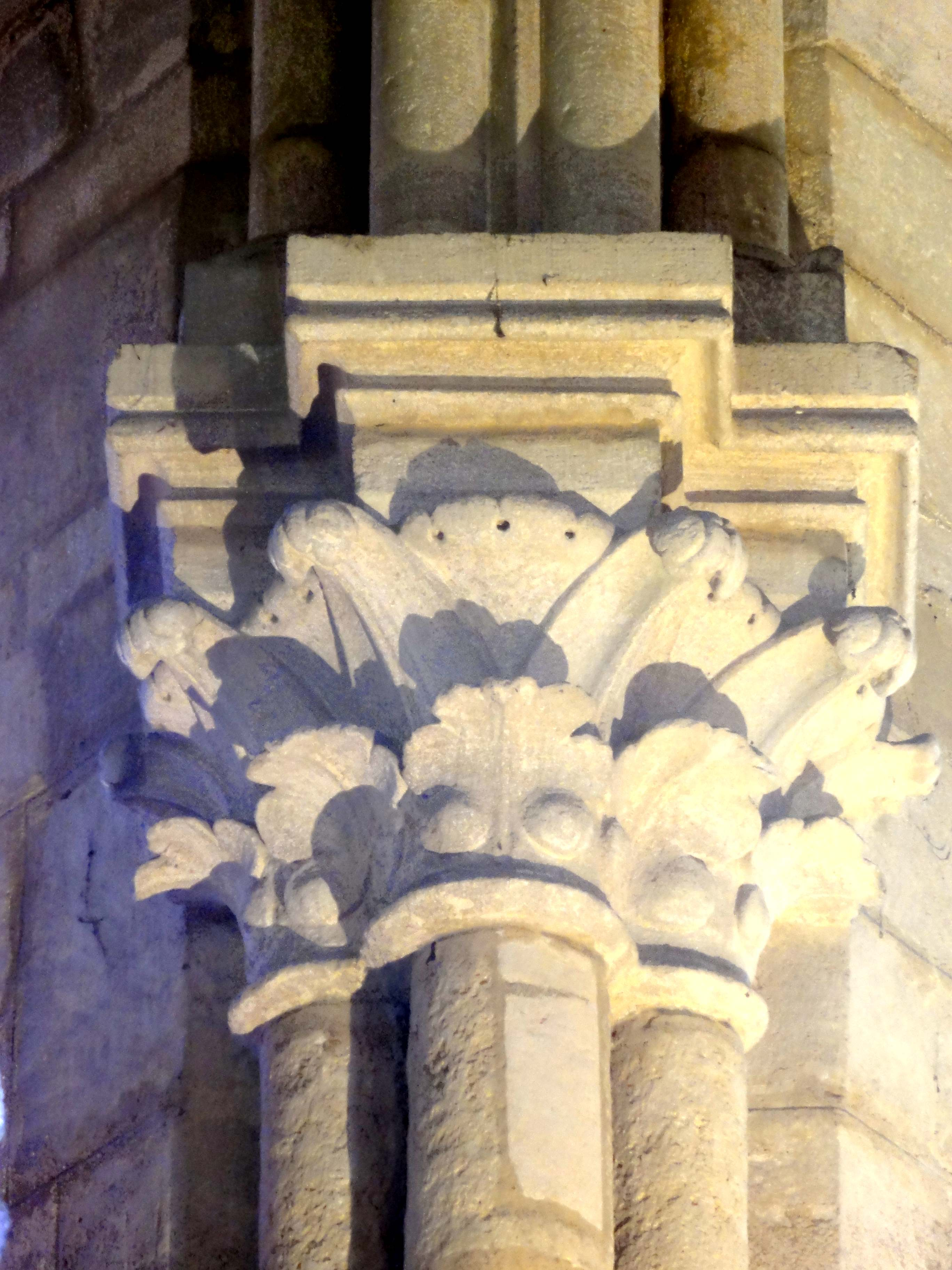
Chapiteaux de l'abside.
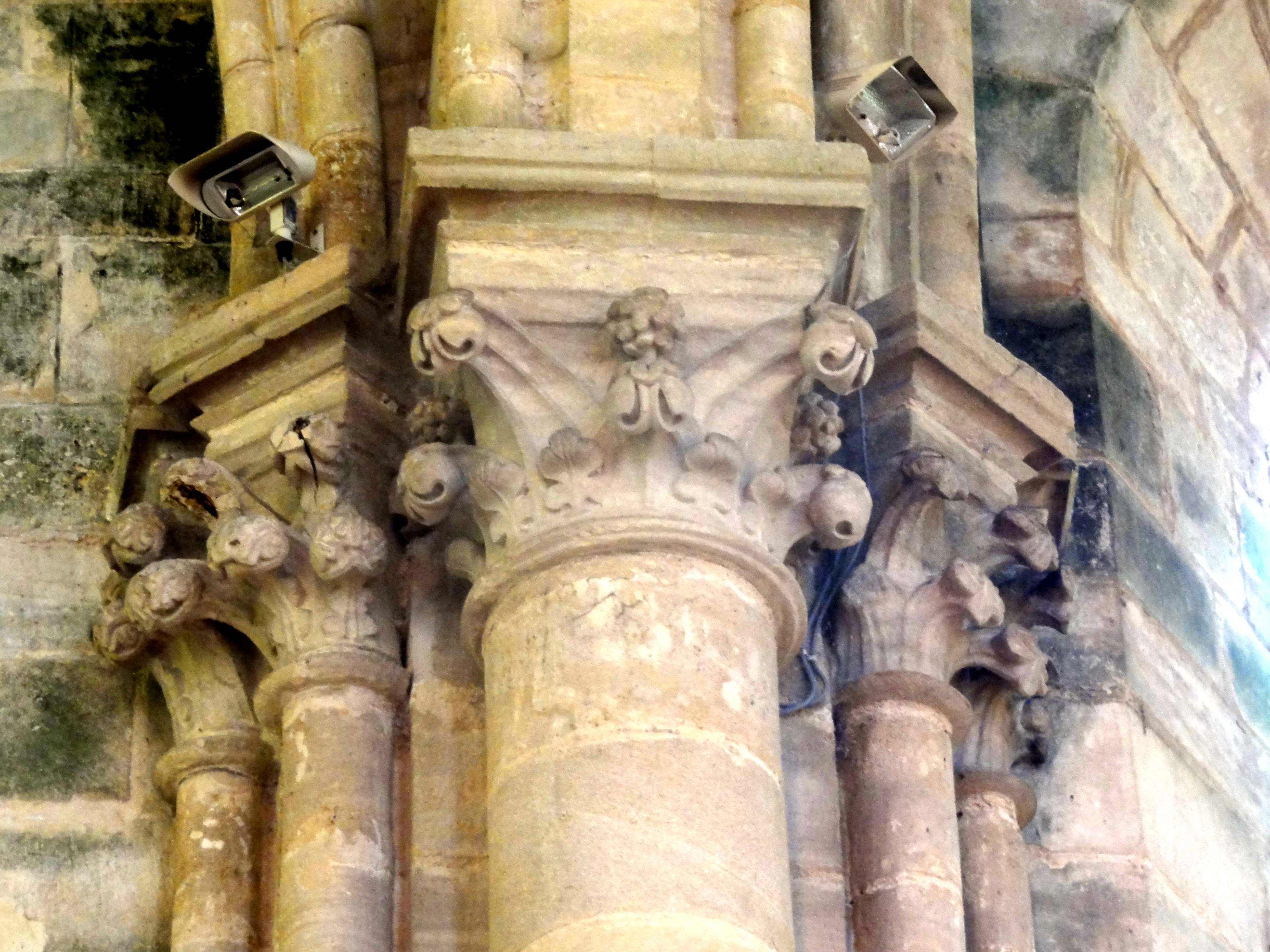
Chapiteaux du doubleau intermédiaire.

## Mobilier
Malgré les pertes au XVIIIe siècle et sous la Révolution française, l'église Notre-Dame possède toujours un mobilier riche et varié. Selon la formule employée par Louis Régnier, il fait de l'église un véritable musée, et elle occupe à ce titre une place spéciale parmi les églises du canton de Magny-en-Vexin. À l'intérieur de l'église, quatorze statues sont classées monument historique au titre objet, ce qui est loin de représenter la totalité des statues. Sont également classées au titre objet, la Vierge à l'Enfant sur le trumeau du portail sud ; le groupe sculpté représentant la Charité sur le trumeau du portail ouest. En dehors du statuaire, six autres éléments du mobilier sont classés au titre objet, dont le bâton de la confrérie Saint-Vincent, qui a déjà été signalé. Enfin, les vantaux en bois taillé des deux portails sont classés au titre immeuble,.

### Statues
Quatorze statues à l'intérieur de l'église, ainsi que deux statues placées à l'extérieur, sont classées monument historique au titre objet. D'autres ont une certaine qualité artistique et son mentionnées par les auteurs. Plusieurs parmi elles sont désignées comme étant classées par des écriteaux dans l'église, mais ne sont pas répertoriées dans la base Palissy. Les statues sont présentées dans le sens des aiguilles de l'horloge : d'abord les statues placées dans les niches des piliers de la nef, en commençant avec le premier pilier du nord, puis celles qui se trouvent dans les chapelles.
- La statue de sainte Marguerite d'Antioche (non classée) mesure 100 cm de haut, et date du XVIe siècle. Elle est qualifiée par Pierre Champion comme l'une des œuvres remarquables de Vétheuil. Son attitude paraît élégante, et sa posture, avec les mains rejointes pour la prière, est bien rendue. Le regard de la sainte exprime la foi et la sérénité. Le monstre qui l'avait dévorée n'a pas encore lâché un bout de son manteau, qu'il lui a arraché. Sa figure est amusante[70],[71].
- La statue en pierre de la Prudence (classée[72]) mesure 152 cm de haut, et date de la seconde moitié du XVIe siècle. Elle est également appelée la Sagesse, vertu synonyme, ou l'Astronomie. Avec la Charité sur le trumeau du portail occidental et d'autres statues qui restent à identifier, la statue devait faire partie d'un ensemble, qui pourrait provenir du parc d'un château. Dans sa main gauche, la Prudence tient un livre fermé que remplit l'expérience du passé ; dans sa main droite, elle tient une sphère armillaire pour lire l'avenir à travers l'étude des astres. Cette œuvre est caractéristique de la Renaissance, tant par son style que par son sujet inspiré de la mythologie antique. Le profil semble grec, et les vêtements évoquent l'Antiquité, tandis que les attributs symbolisent la recherche scientifique, qui connaît un essor au XVIe siècle. Louis Régnier pense que la sculpture est l'œuvre du même artiste que la Charité au trumeau du portail occidental, la sainte femme au tombeau et sainte Barbe[70],[73],[74].
- La statue en pierre polychrome de saint Clément pape et martyr (classée[75]) mesure 175 cm de haut, et date de la seconde moitié du XVIe siècle. Elle est très expressive ; la tête traduit un caractère énergique et volontaire, et est très individualisée, comme si le sculpteur avait exécuté un portrait (sachant que le saint est mort vers 99, aucune représentation iconographique authentique n'en est connue). L'ancre, attribut du saint, est aujourd'hui fort incomplète[63],[76],[77].
- La statue en pierre polychrome de saint Pierre (classée[78]) mesure 181 cm de haut, date de la même époque, et montre la même expressivité. D'une facture très réaliste, elle se distingue par l'énergie et la rigueur qui se dégagent de la physionomie, le visage tourmenté et le regard méfiant. Gardien du paradis, le saint tient le livre avec les noms des personnes qui y sont admises, et la clé de sa porte. Pierre Champion écrit qu'« on peut être sûr qu'avant de l'ouvrir, il va s'assurer que le candidat est bien mentionné dans le livre des élus qu'il tient de la main droite : il a déjà passé le doigt entre deux pages : est-ce à la lettre de notre nom ? » Selon le même auteur, la statue se rattache davantage à la tradition populaire que ses voisins. Louis Régnier observe que le musée de Chartres possède un saint Paul de la même facture, qui a été sculpté en 1543 par François Marchand pour le jubé de l'abbaye Saint-Père-en-Vallée. Malgré des différences dans le traitement, Régnier pense que le saint Pierre sort du même atelier que saint Clément[63],[76],[79]. La statue de saint Louis qui vient ensuite est sans intérêt.
- La statue en pierre polychrome de saint Jean l'Évangéliste (classée[80]) mesure 162 cm de haut, et date du dernier quart du XVIe siècle. Elle est d'inspiration nettement antique, tout comme la Prudence. Le calice, sur lequel il fait le signe de la croix, ne contient pas le Sang du Christ, mais un poison, et en regardant de près, on voit qu'une tête démoniaque s'en échappe. Pour Louis Régnier, il est à peu près certain que la sculpture sort du même atelier que la Vierge à l'Enfant au trumeau du portail sud[63],[81]. Les statues de saint Nicaise et de saint Denis qui se trouvent sur le pilier en face, au sud, sont sans intérêt.
- La statue en pierre polychrome de saint Paul apôtre (classée[82]) date de la seconde moitié du XVIe siècle, et mesure 161 cm ou 185 cm de haut selon les auteurs. Elle fait évidemment face à saint Pierre, et la différence du traitement des drapées et la sécheresse de l'œuvre contrastent avec la qualité exquise de ce dernier. Louis Régnier suppose toutefois que les deux sculptures, ainsi que saint Clément, sortent du même atelier. L'auteur imagine que saint Paul maintenait par sa main gauche un pan de son manteau, dont l'extrémité inférieure aurait été brisée. C'est difficilement concevable en regardant la nature du vestige et la composition de la tenue vestimentaire. Dans l'autre main, l'apôtre tenait en tout cas une épée, son attribut ; on en voit encore une partie du manche[63],[81]. La statue du côté ouest du même pilier est sans intérêt.

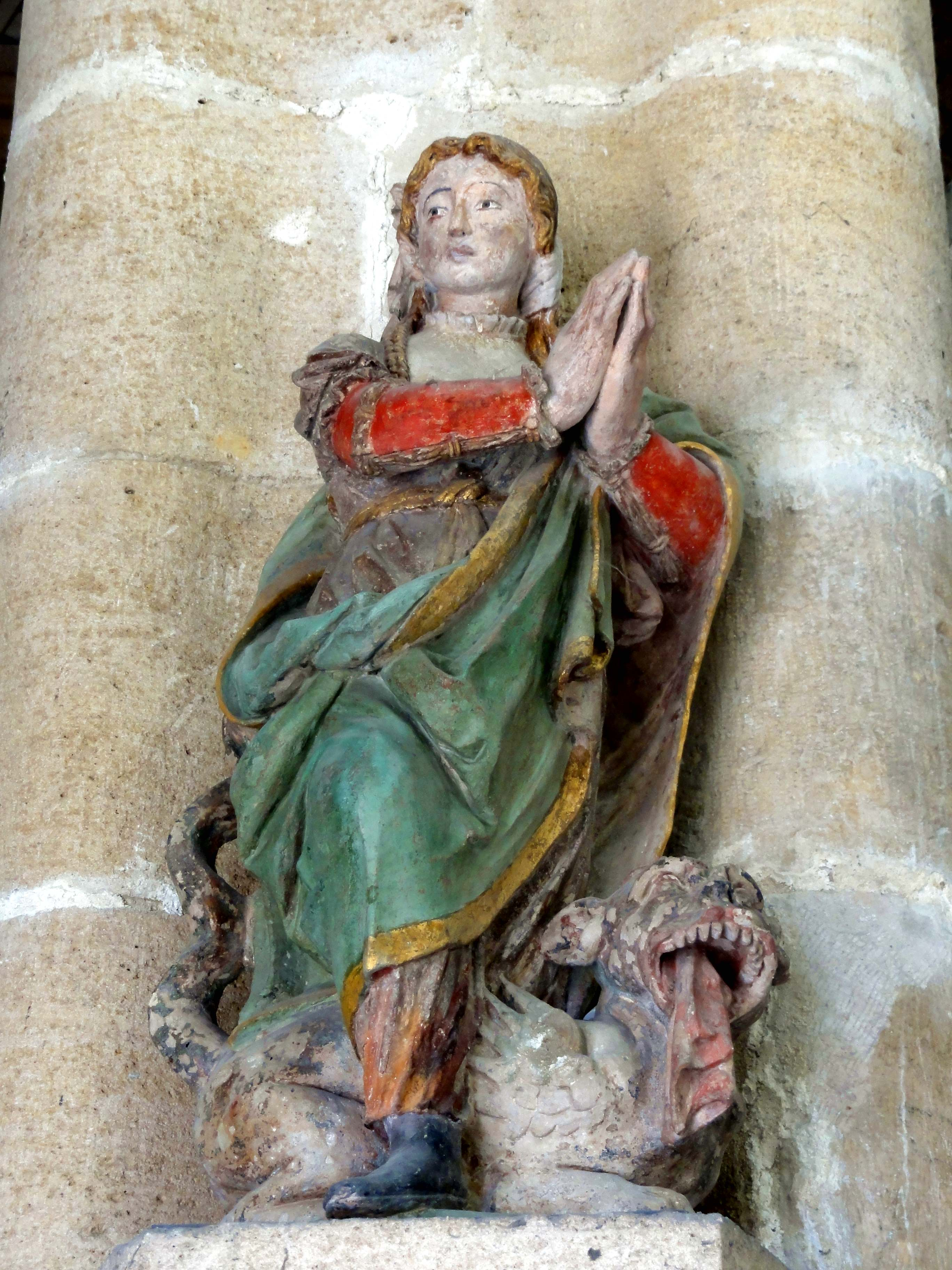
Sainte Marguerite.
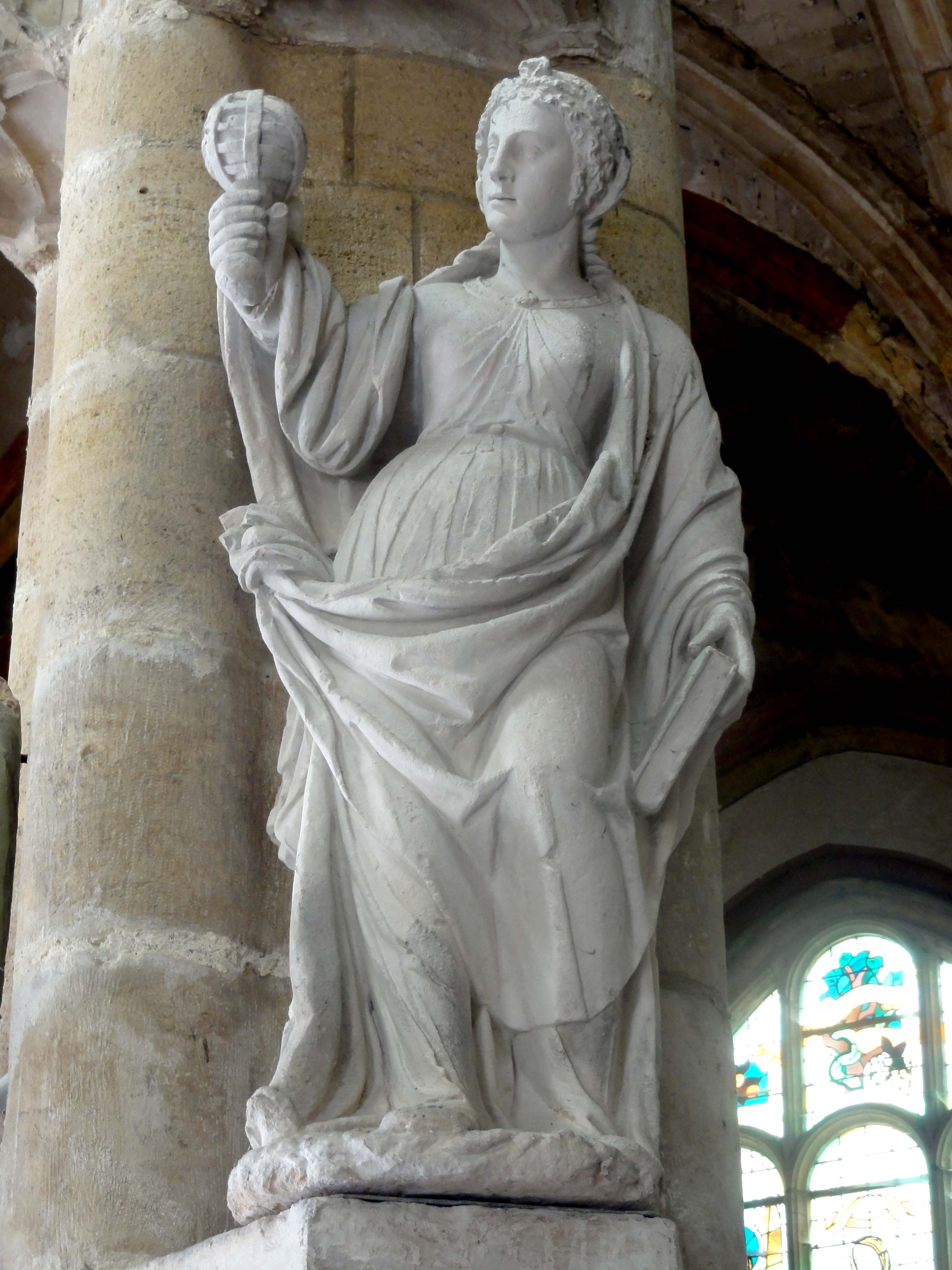
La Prudence.
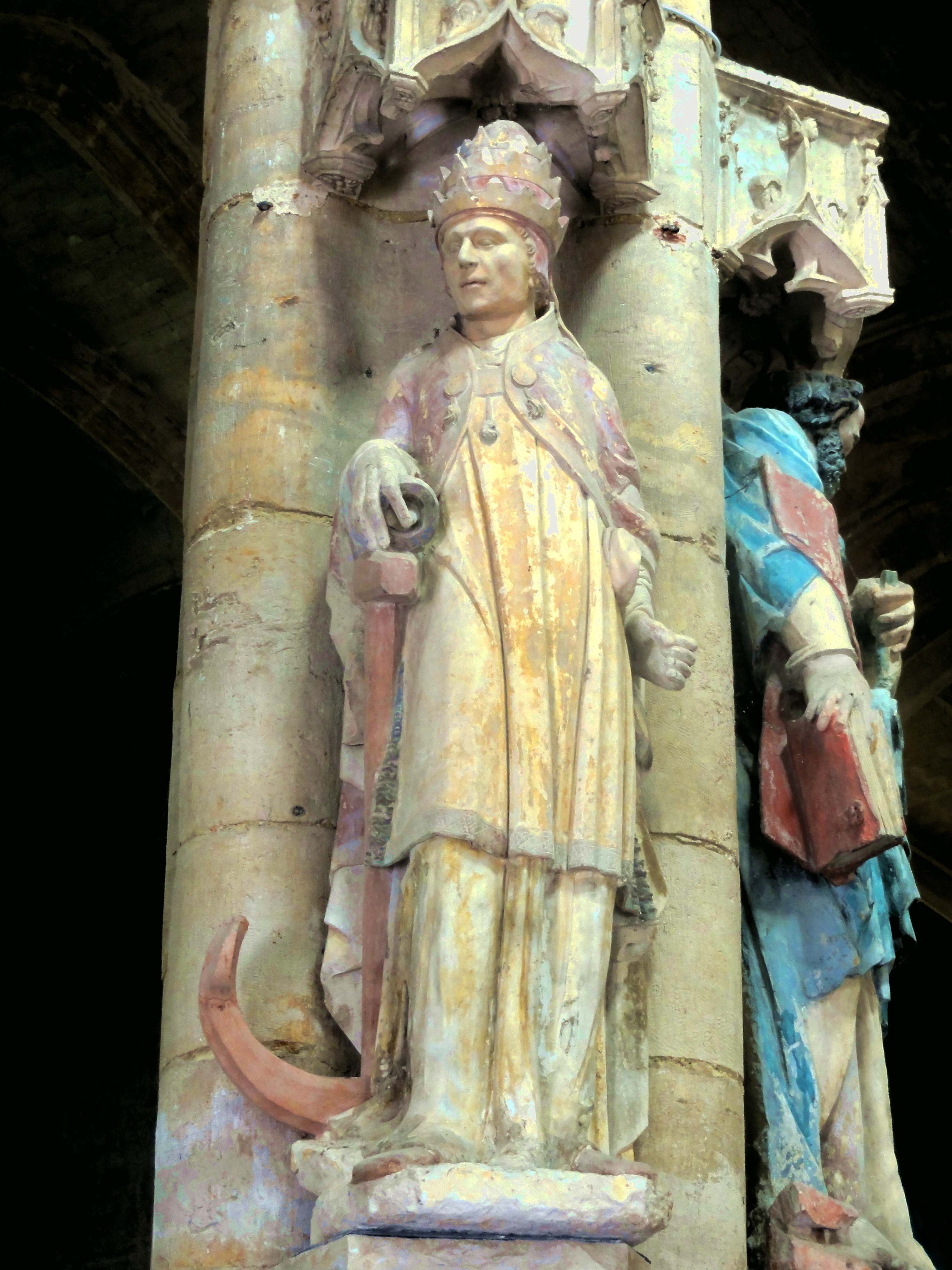
Saint Clément pape.
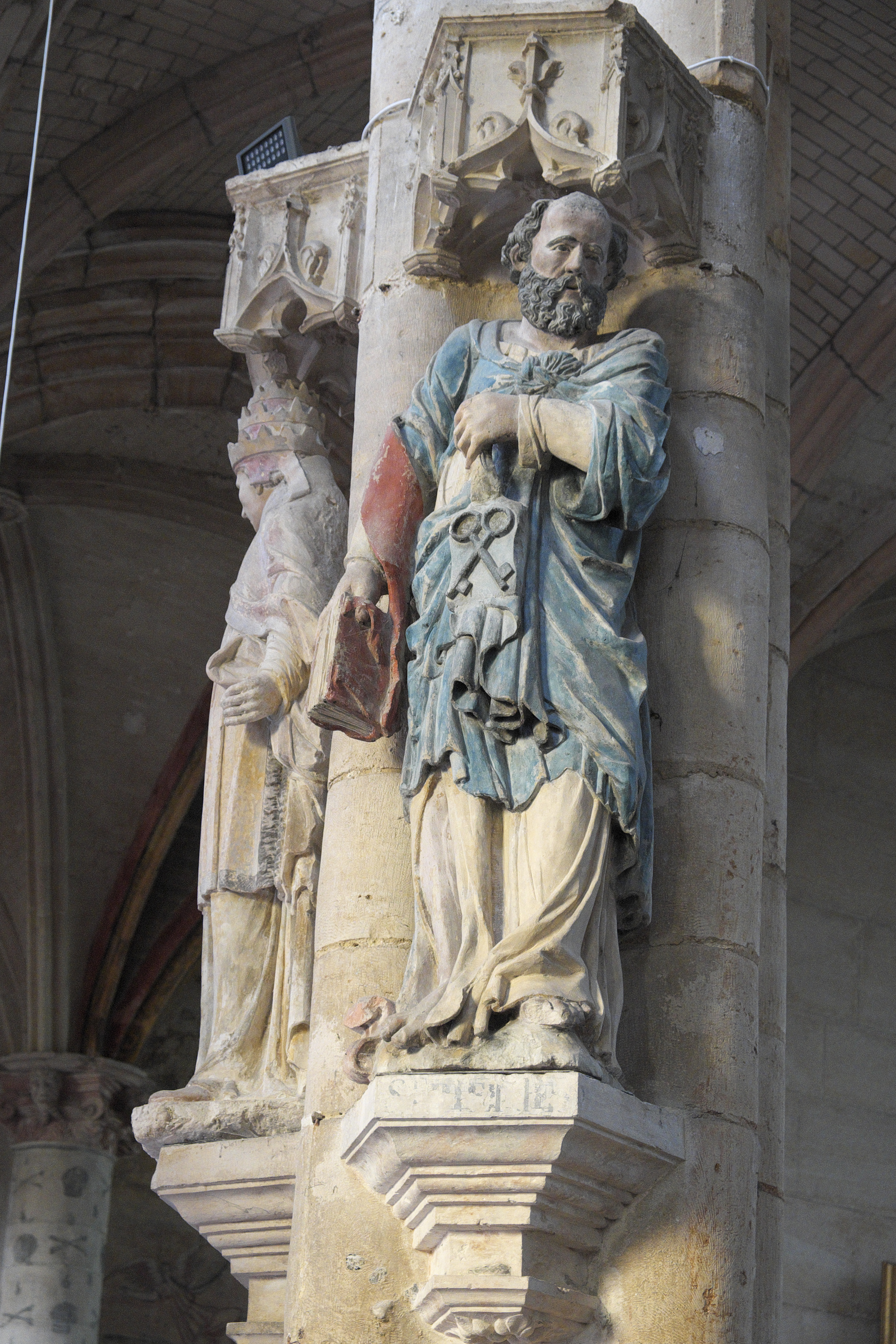
Saint Pierre.
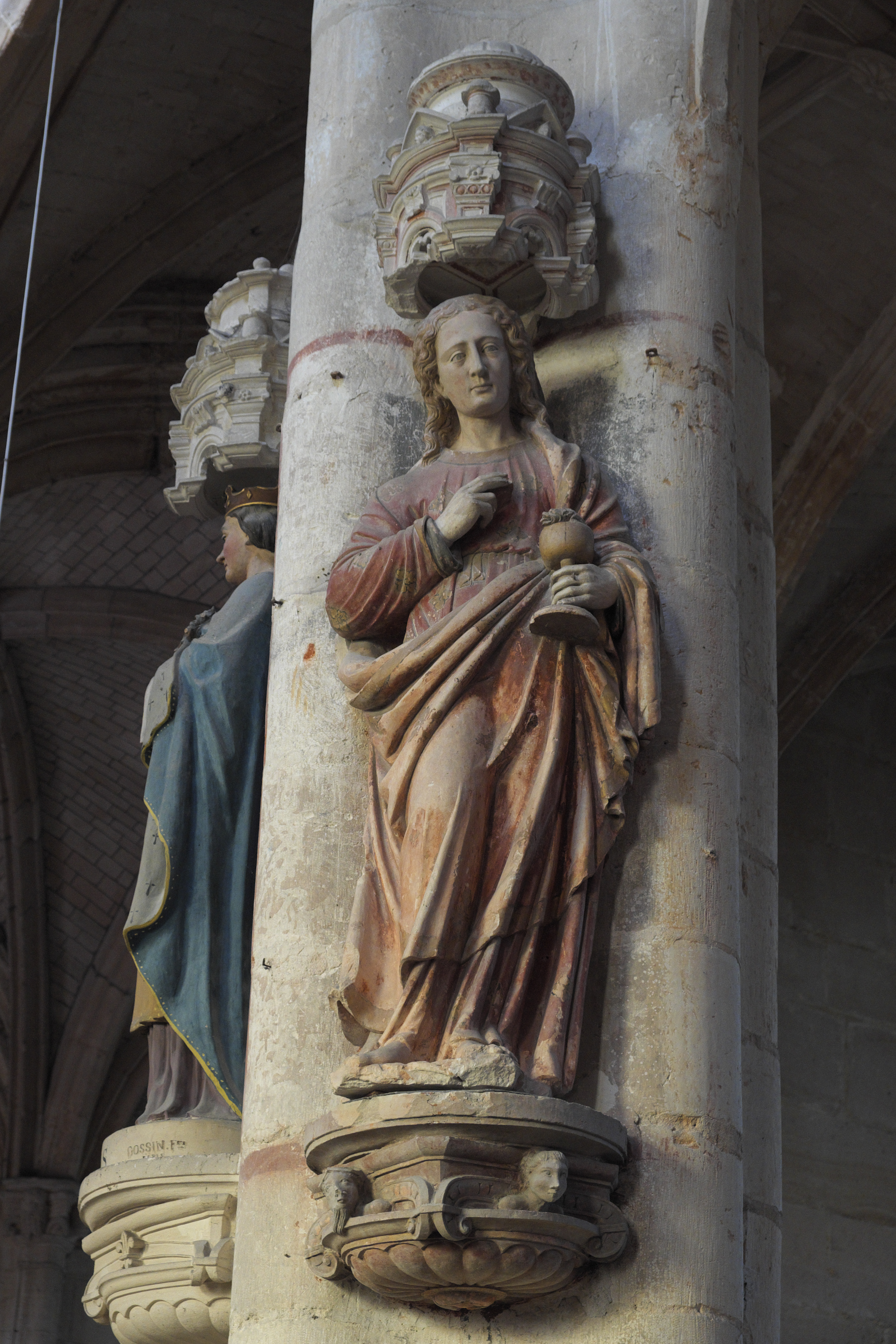
Saint Jean l'Évangéliste.
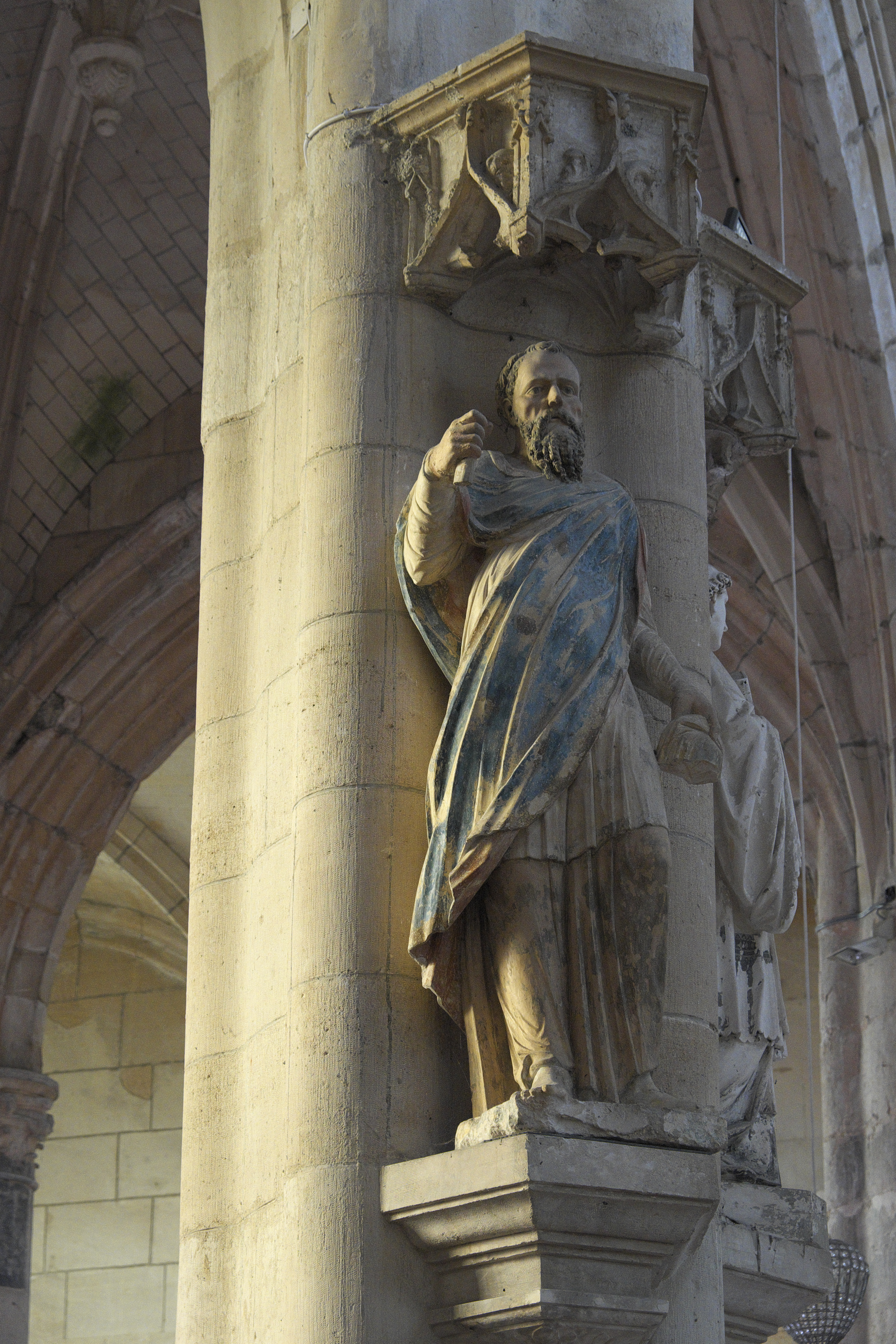
Saint Paul apôtre.

- La statue en pierre de sainte Marie l'Égyptienne, d'une orante ou d'une sainte femme au Tombeau (non classée) mesure 139 cm de haut, et a souvent été considérée comme une image de la Foi, et c'est sans doute pour cette raison qu'elle a été placée face à la Prudence, une autre vertu cardinale. Mais le style est différent, le niveau artistique largement inférieur, et le visage, inexpressif, manque de féminité, ce qui exclut que la statue appartient au même ensemble que la Charité et la Prudence. Louis Régnier estime toutefois qu'elle a été confectionnée par le même atelier, qui aurait également fabriqué la statue de sainte Barbe. Il y a également un lien de parenté évident avec les statuettes des vertus qui surmontent le baptistère de Magny-en-Vexin. Une main est posée sur l'épaule gauche, ce qui donne à penser que la statue a été détachée d'un groupe de Mise au tombeau[70],[83].
- La statue en pierre polychrome de sainte Jeanne (non classée) mesure 103 cm de haut, et date du XVIe siècle. Elle devrait sortir du même atelier que sainte Marguerite, en face, et saint Blaise. L'inscription du nom de la sainte sur le socle est moderne, et sans doute erronée, car la statue n'est accompagnée d'aucun attribut d'une sainte nommée Jeanne[70],[71]. Les trois statues suivantes se trouvent dans la troisième chapelle du nord.
- La statue en pierre polychrome de saint Jacques le Majeur (classée[84]) date du XVe siècle et mesure 107 cm ou 125 cm de haut selon les auteurs. Elle a été identifiée comme représentant saint Jacques le Mineur au moment de son classement en 1908, mais le manteau de pèlerin et la besace parlent en faveur de saint Jacques de Compostelle, même si un livre remplace l'attribut habituel, le bâton de pèlerin. Apparemment le saint vient de lire un texte sacré dans son livre, et il ferme à moitié les yeux pour méditer son contenu. La fatigue du pèlerin se lit dans sa figure. Cette œuvre est remarquable par la physionomie pleine de vie, le bon rendu des plis lourds du manteau, et la beauté sobre de l'ensemble. La statue se rattache incontestablement à l'école bourguignonne, mais l'attribution à Claus Sluter reste de la spéculation[85],[86],[87].
- La statue badigeonnée de saint Christophe (non classée) date du XVIe siècle et semble de qualité moindre. Pierre Champion dit qu'elle a été placée à cet endroit pour mettre en valeur la statue saint Jacques[63], mais un débadigeonnage et une restauration pourraient révéler une œuvre plus attachante qu'il ne paraît.
- La statue en pierre polychrome de la Vierge à l'Enfant (classée[88]) mesure 102 cm de haut, et date également du XVIe siècle. Sa polychromie d'origine a été justement remise au jour lors d'une restauration habile[63]. Jusqu'à la restauration, la statue a été considérée comme étant en bois. La grâce et la sérénité du regard de Marie sont remarquables. Dans sa main droite, elle devait tenir un sceptre, qui s'est cassé. L'Enfant Jésus joue avec une grappe de raisin, qui préfigure son sacrifice sur la Croix[71].
- La statue polychrome en pierre cuite du Christ au tombeau (classée[89]), sous l'autel de la chapelle de la Passion, date de la seconde moitié du XVIe siècle, et mesure 150 cm de long. Elle est saisissante par son réalisme. Depuis sa restauration, cette œuvre remarquable est mise en valeur par un éclairage indirect, qui lui confère une aura mystérieuse. Des sculptures similaires existent dans plusieurs régions de la France, dont le plus grand nombre en Alsace, et en Italie du nord[63],[90].

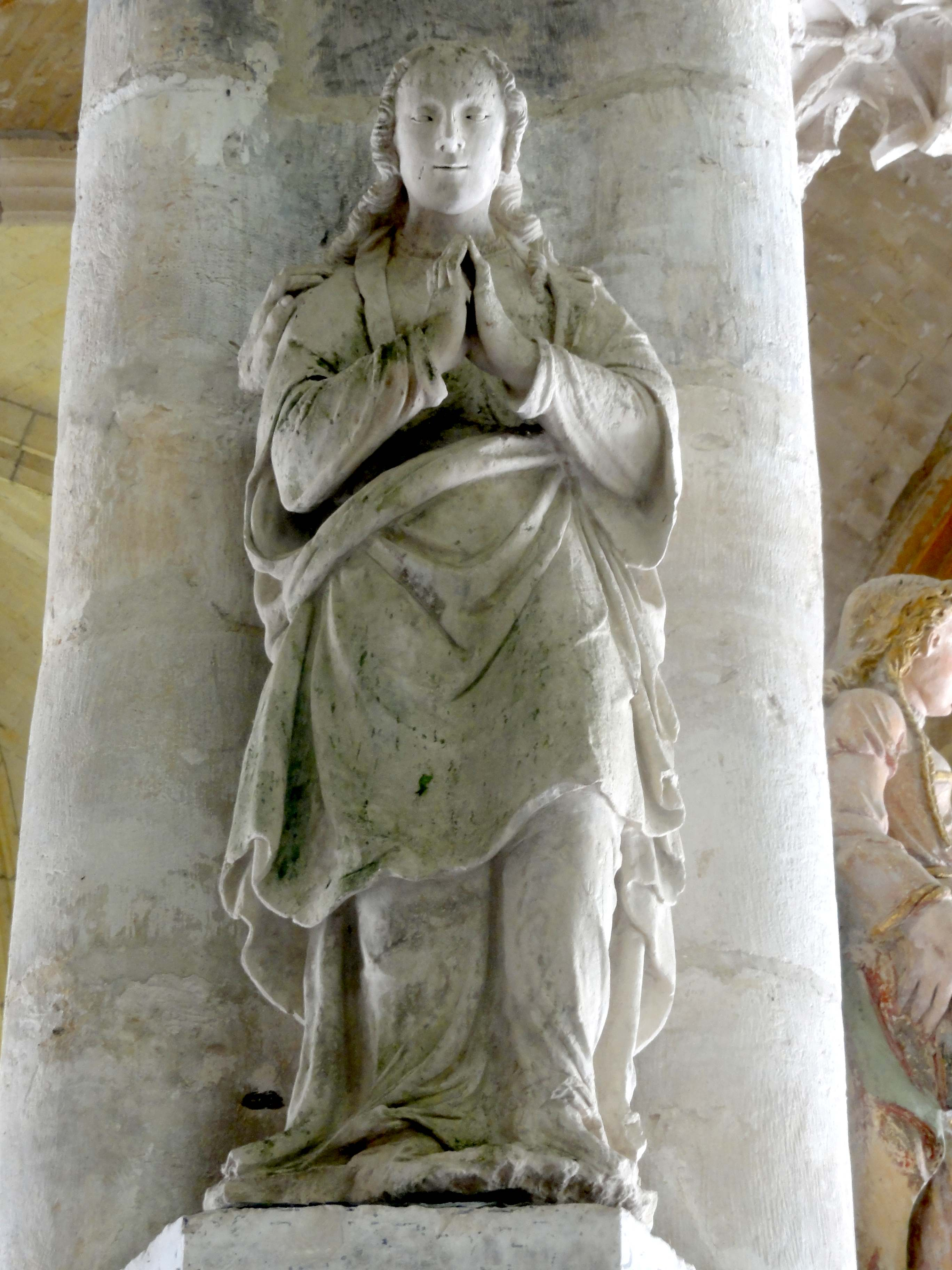
Femme au tombeau.
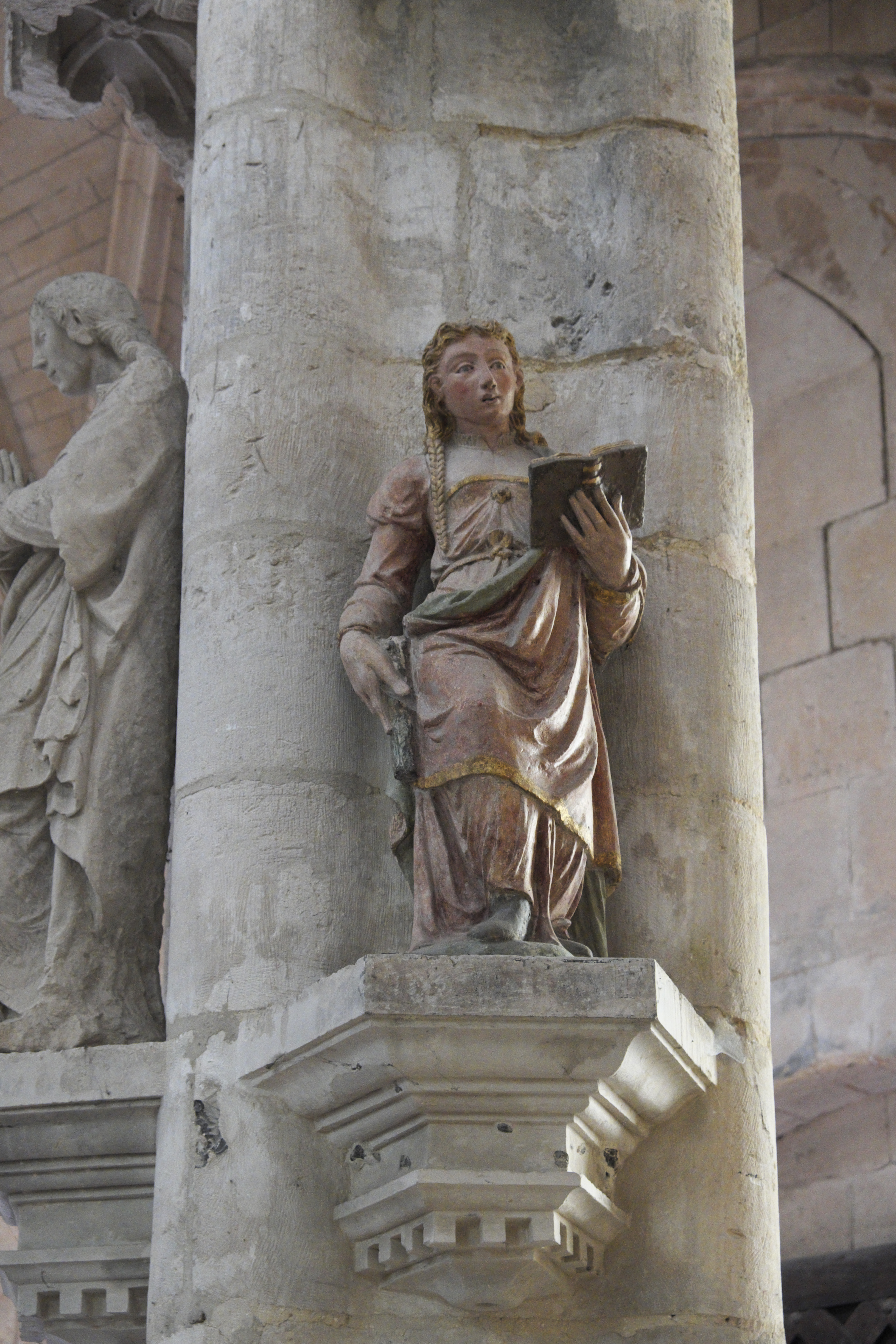
Sainte Jeanne.
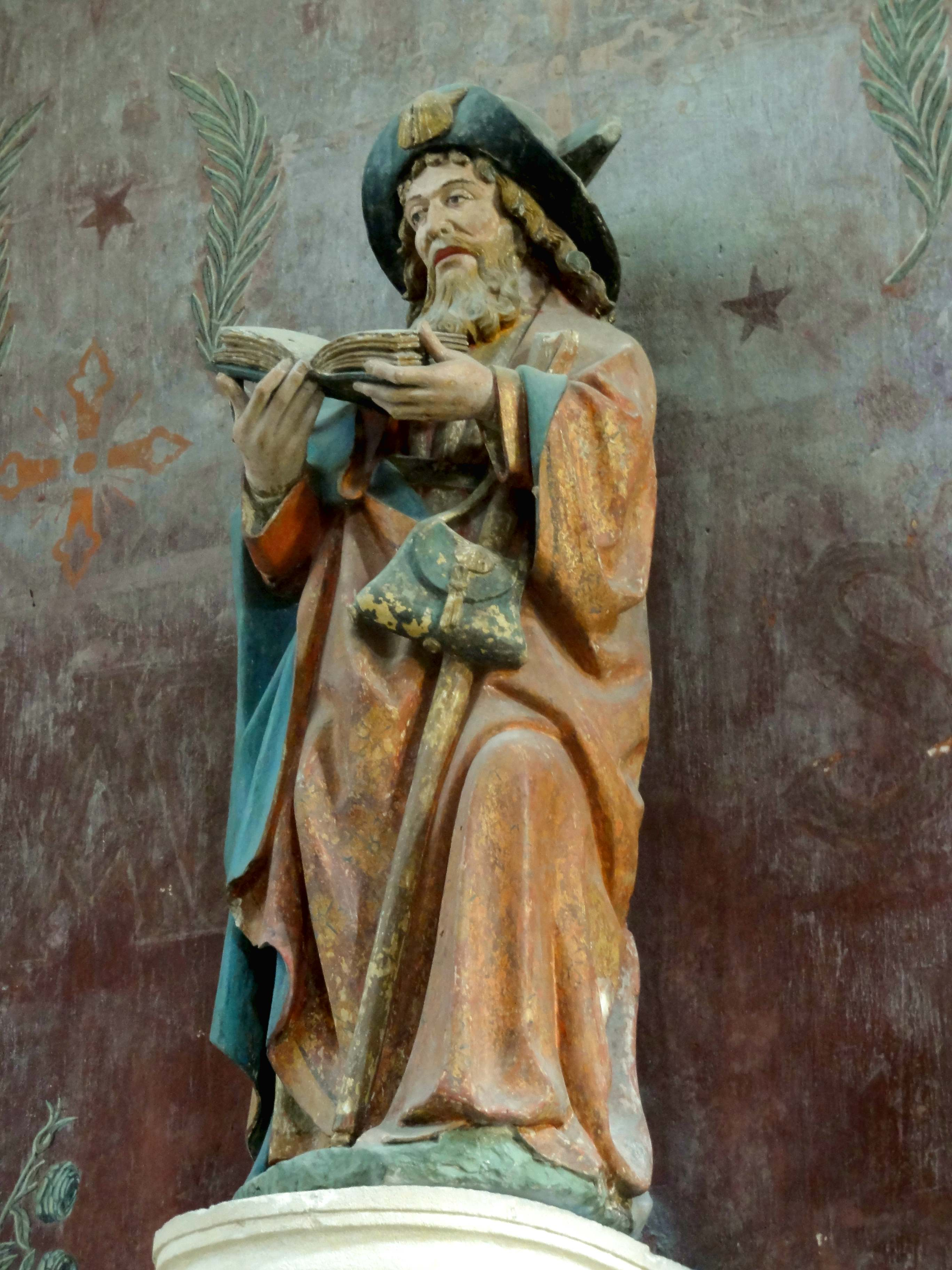
Saint Jacques le Majeur.
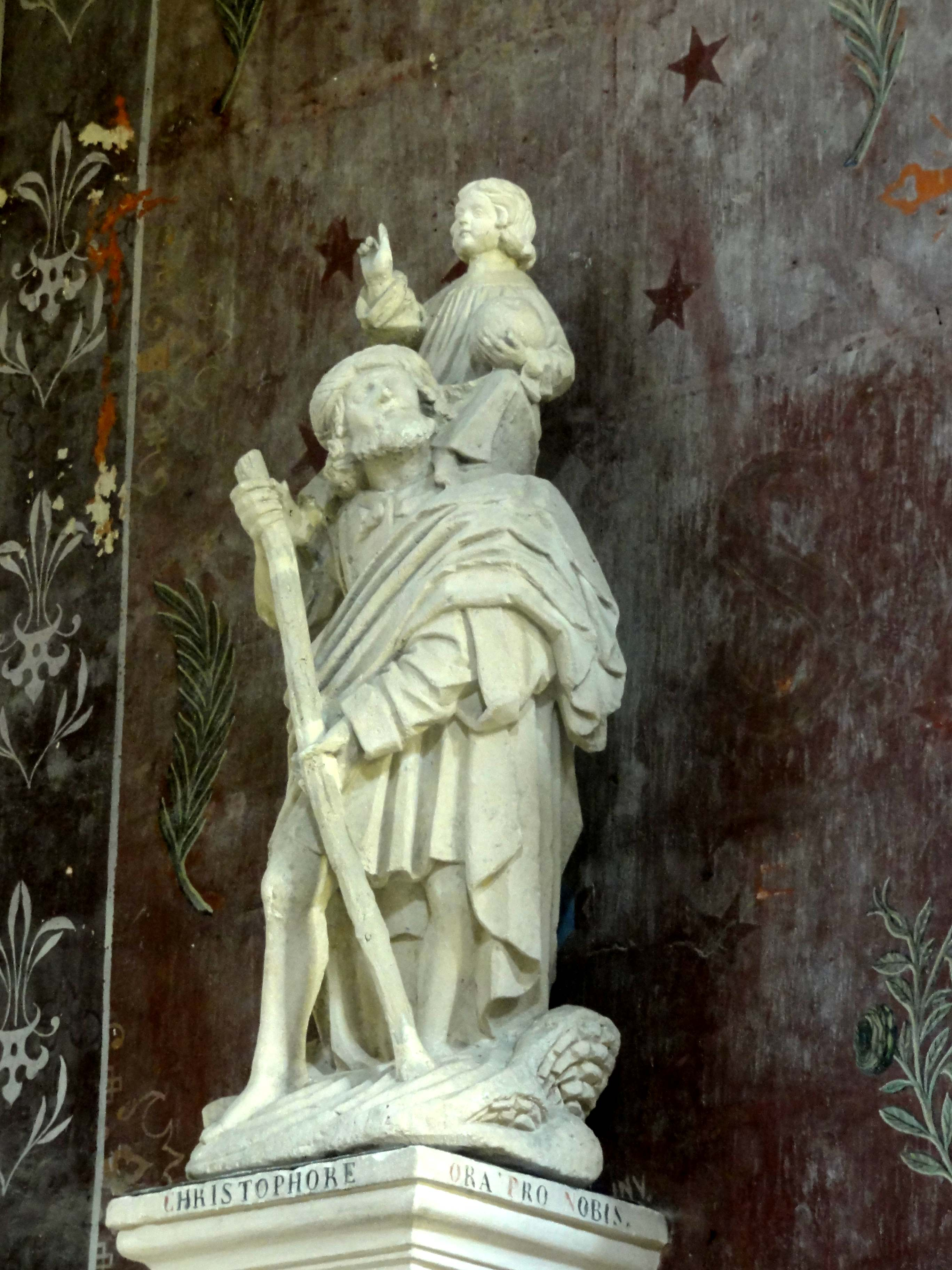
Saint Christophe.
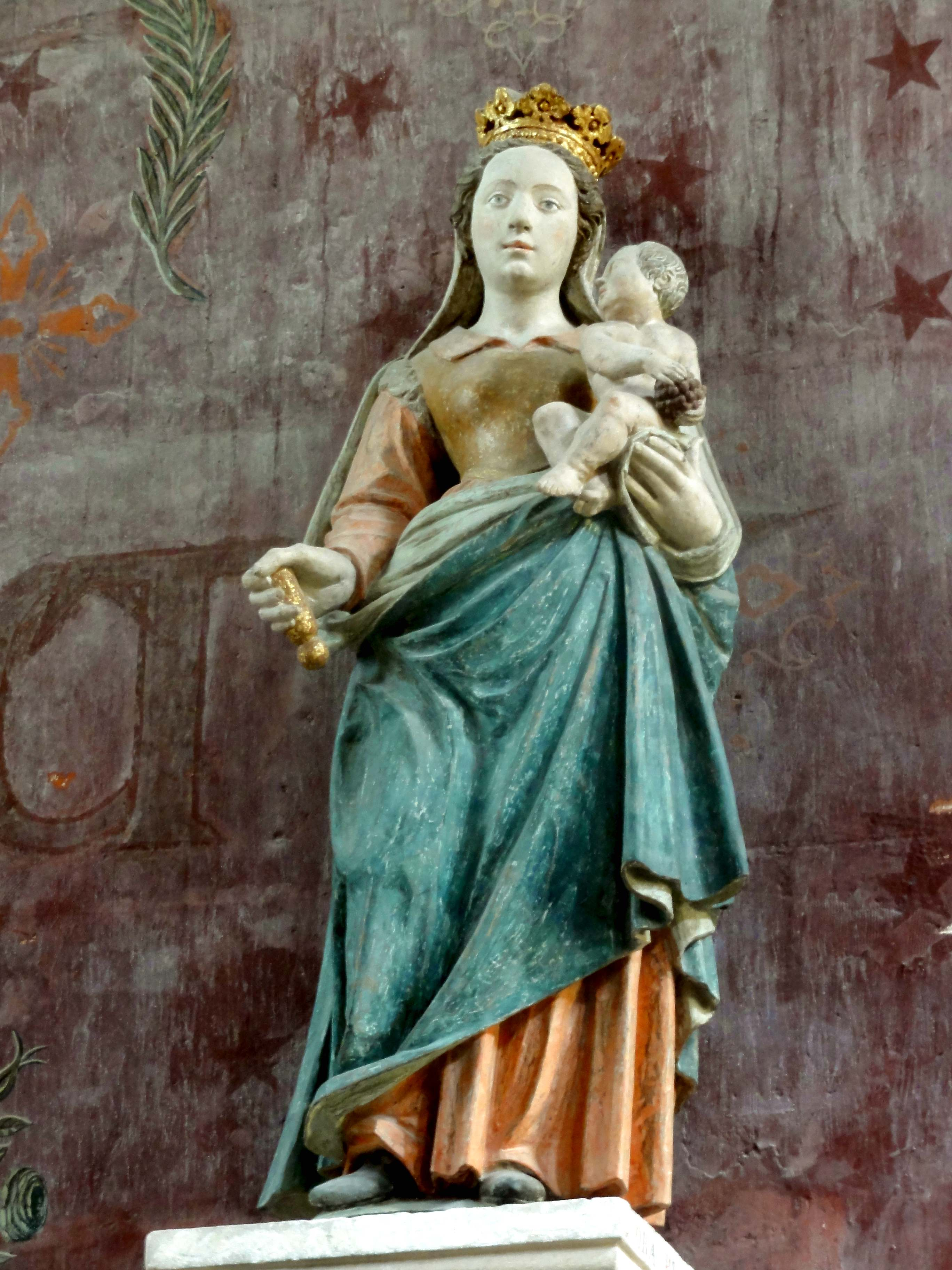
Vierge à l'Enfant.
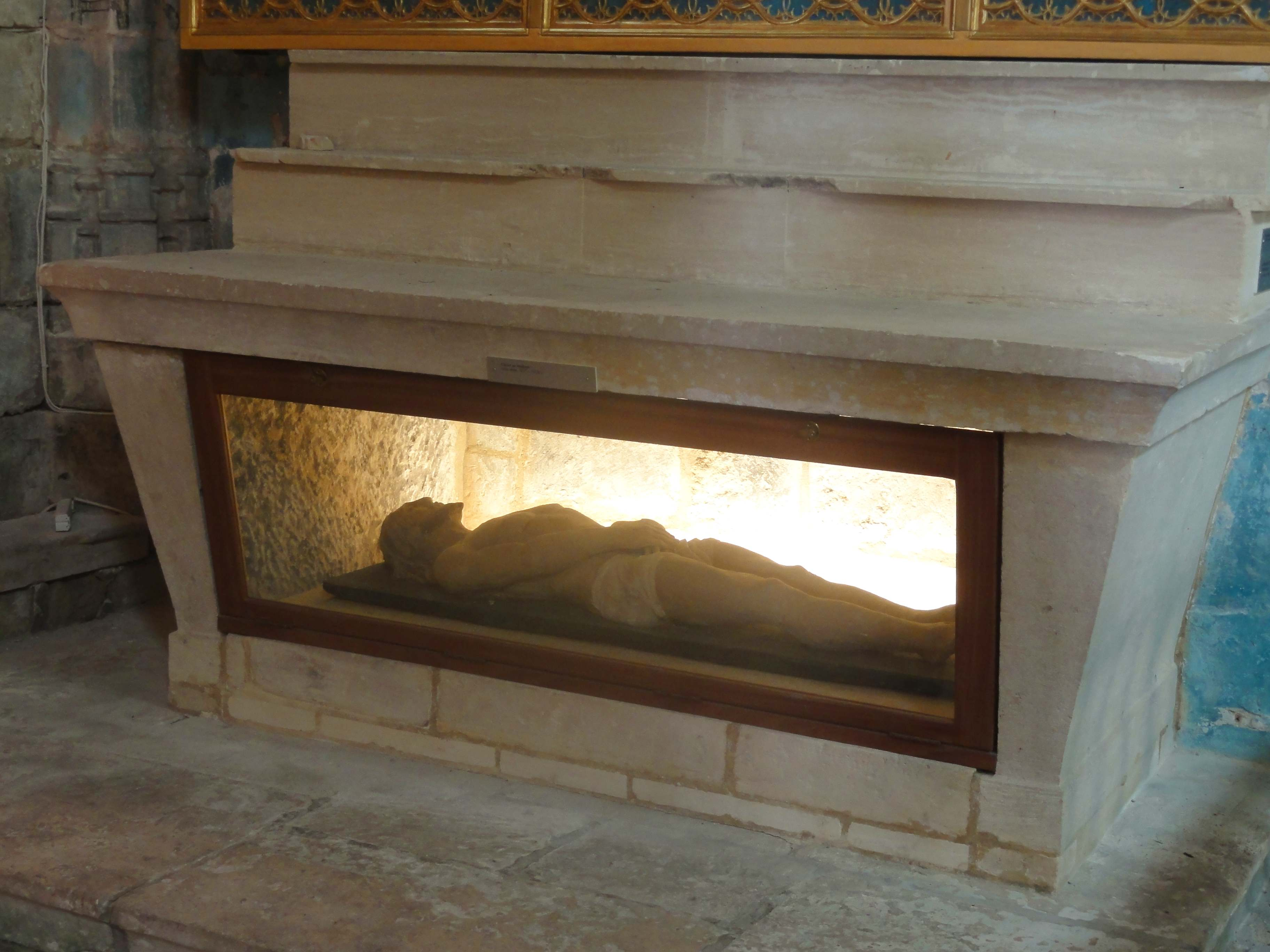
Christ au tombeau.

- La statue en pierre de saint Jean-Baptiste dans le croisillon nord (non classée) mesure 145 cm de haut et date du XVIe siècle. L'artiste lui a donné les traits d'Henri II. La sculpture portes les traces d'un long séjour à l'extérieur[63],[91].
- La statue en pierre polychrome de l'Ecce homo ou Christ de pitié (classée[92]) mesure 160 cm ou 180 cm de haut selon les auteurs, et date du XVIIe siècle. Elle est impressionnante par la douleur et la douceur que le visage du Christ exprime à la fois. Le sculpteur veut montrer un Christ qui accepte son sacrifice, et fait face à l'accomplissement de son destin avec fatalisme. Louis Régnier rapproche la statue du saint Jean dans la nef (et donc aussi de la Vierge à l'Enfant au trumeau du portail sud)[63],[91].
- La statue en pierre polychrome de la Vierge à l'Enfant assise, dite Notre-Dame de Grâce de Vétheuil (classée[93]) mesure 132 cm de haut, et date du milieu du XIVe siècle. Pas plus d'un millier de statues de la Vierge du XIVe siècle ont été conservées en France. Assez raffinée, Notre-Dame de Grâce est représentative de la sculpture d'Île-de-France à cette époque. Le voile et les plis de la robe forment une courbe harmonieuse, qui souligne le lien entre mère et enfant, tout comme le geste très maternel par lequel la mère tient son enfant sur son genou gauche. La physionomie montre toutefois des faiblesses : la tête et les mains sont trop grandes, et le cou est trop long, mais ce pouvait être intentionnel, car l'artiste estimait sans doute qu'il fallait apporter ces exagérations pour une statue destinée à être vue de loin. Son emplacement initial devait être au-dessus du maître-autel ; à présent, elle se trouve dans le croisillon sud. Sa tête se superpose à la grande verrière du sud. Pierre Champion observe que cette position est absurde, car on voit la Vierge à contre-jour, ce qui ne la met guère en valeur. La statue fait l'objet d'une vénération séculière, et était jadis le but d'un pèlerinage. En 1980 / 81, elle a été exposée au Petit Palais dans le cadre d'une exposition au sujet de la Vierge dans l'art français[94],[95],[96].
- La statuette en pierre polychrome de sainte Marie Madeleine (classée[97]) mesure 75 cm ou 98 cm de haut selon les auteurs, et date du XVIIe siècle. Au moment du classement, elle a été considérée comme datant du XVIe siècle, et comme étant en bois doré et peint. Le regard modeste et les pieds nus contrastent avec la coiffure très recherchée et la splendeur des vêtements. C'est la coiffure, avec un cordon qui traverse le front, qui a suscité la comparaison avec une série de tableaux de femmes de la cour de François Ier se trouvant au musée du Louvre, dont La Belle Ferronnière, et donné lieu à une datation plus haute. Avec sa posture hanchée, ses cheveux tombant au-dessus de la robe qu'elle retient par la main droite, et son regard porté sur le vase qu'elle porte avec la main gauche, l'ensemble paraît extrêmement gracieux. C'est l'un des chefs-d'œuvre parmi le statuaire de l'église Notre-Dame. À l'instar de la Prudence, son caractère n'est pas réellement religieux[98],[99].
- Les deux statues en pierre polychrome des saints Côme et Damien (classées[100]) mesurent environ 103 cm de haut, et datent du premier quart du XVIe siècle. La datation se fonde sur les chaussures et sur les pots à médicaments. Les visages manquent un peu d'accent, mais montrent des ressemblances qui permettent de reconnaître deux frères. Souvent on ne peut pas distinguer les deux frères, mais saint Côme en particulier est considéré comme le protecteur des enfants faibles, et il est représenté ici avec un jeune enfant malade appuyée sur des béquilles, et dont le visage exprime la souffrance. Le médecin lui applique de l'onguent sur la tempe, avec l'aide d'une spatule. Saint Damien porte un livre et un pot de médicaments. Les inscriptions des noms sur les socles sont modernes[101],[102].

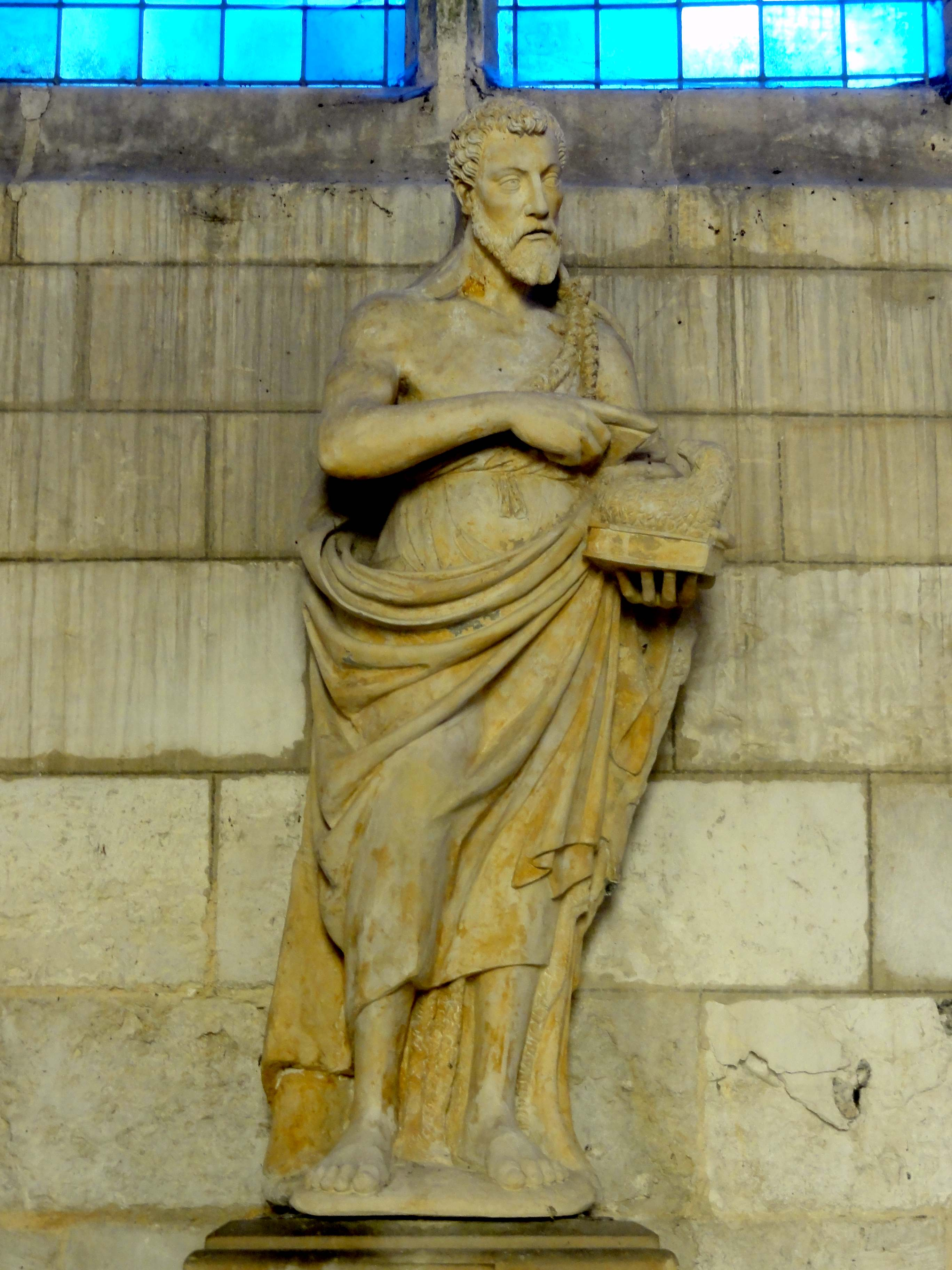
Saint Jean-Baptiste.
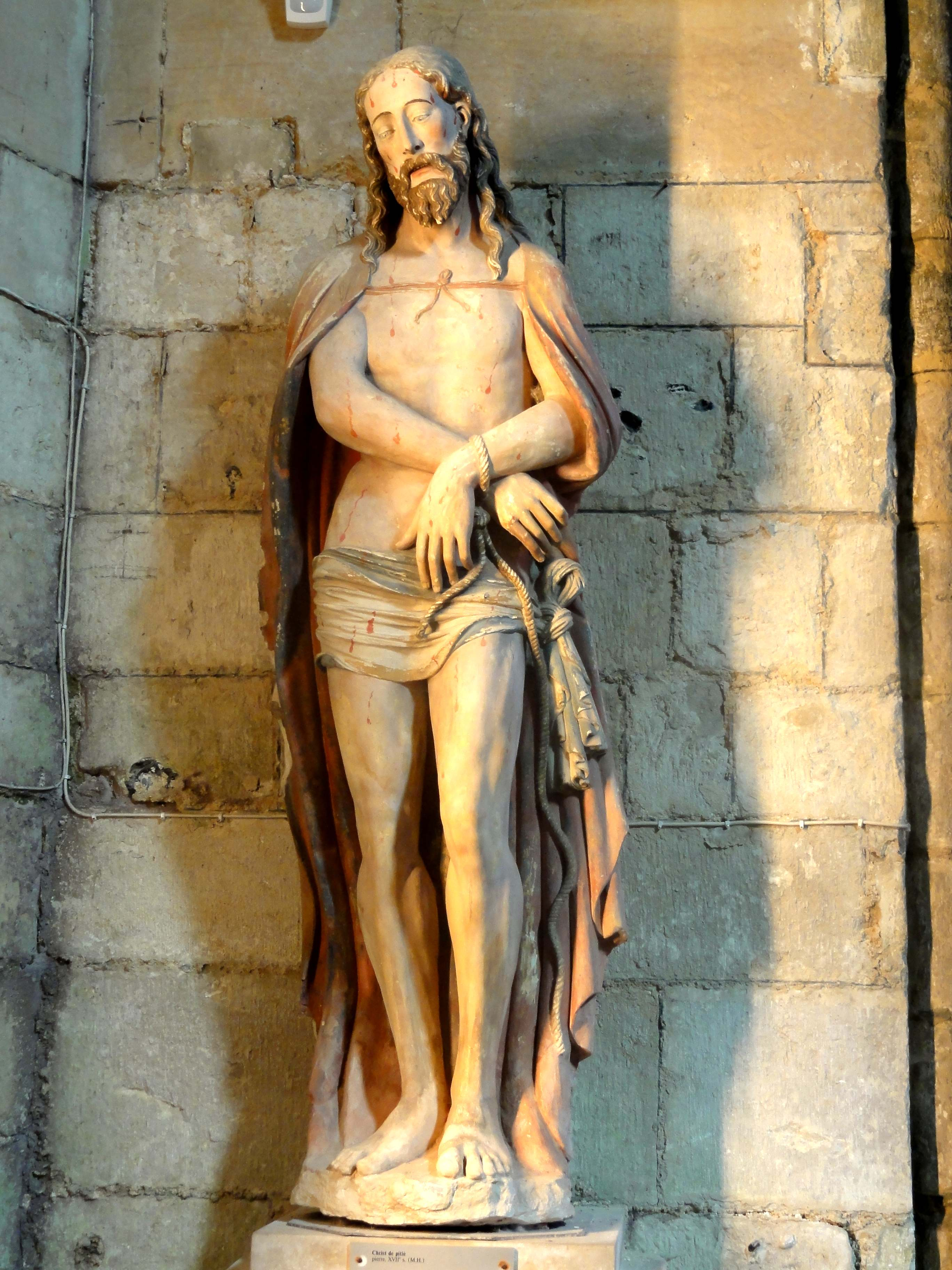
Christ de pitié.
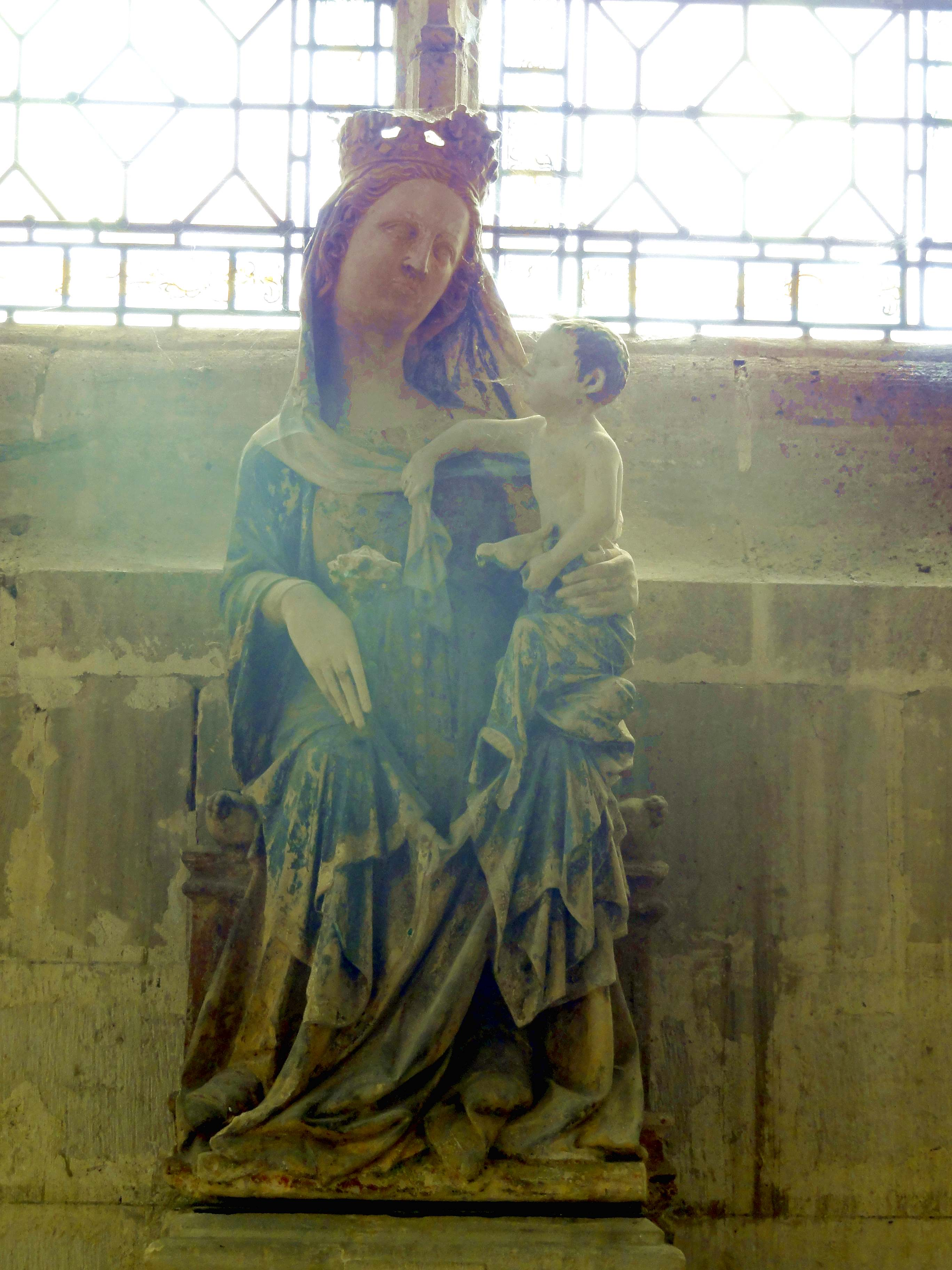
Notre-Dame de Grâce.
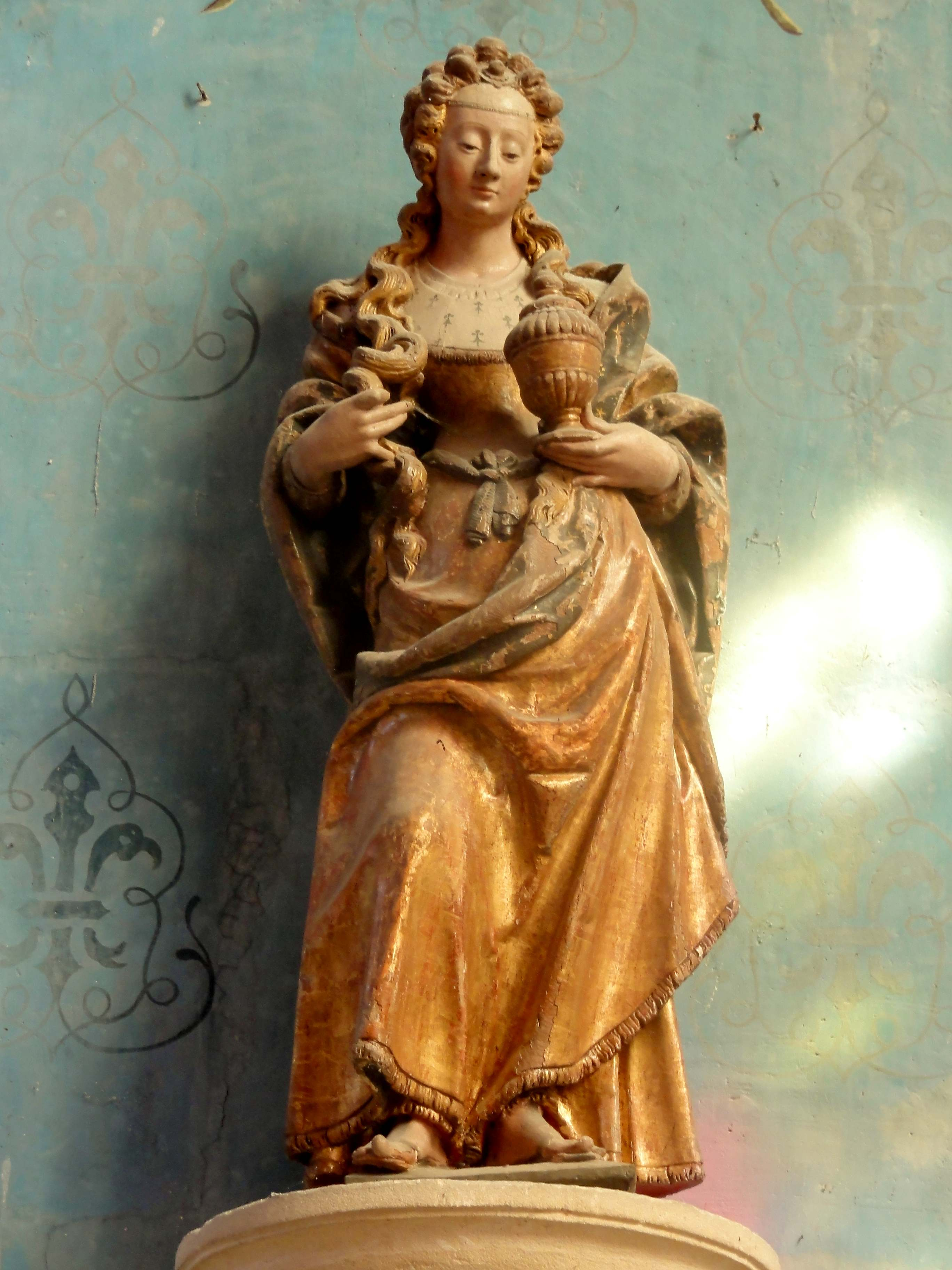
Sainte Marie-Madeleine.
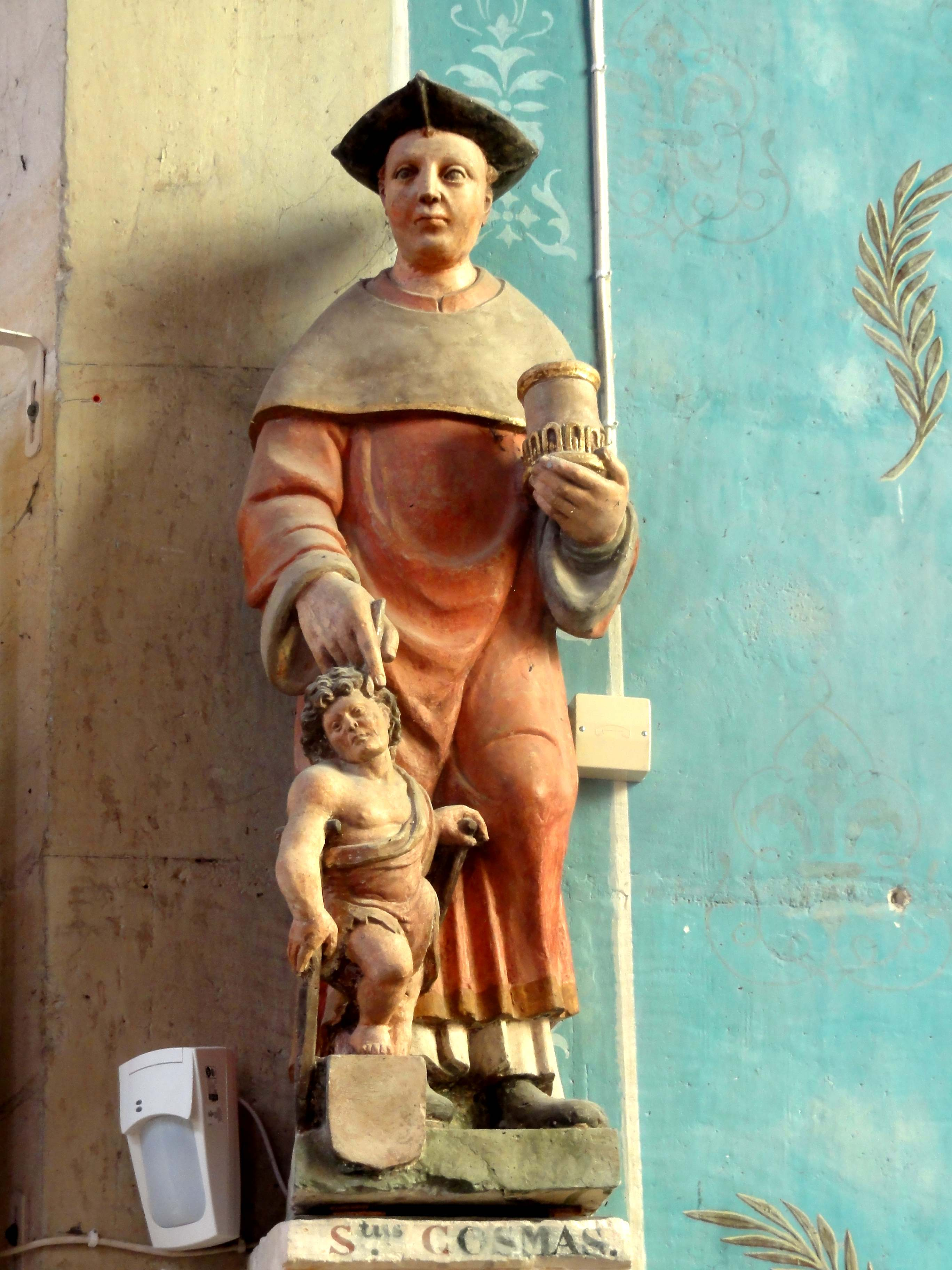
Saint Côme.
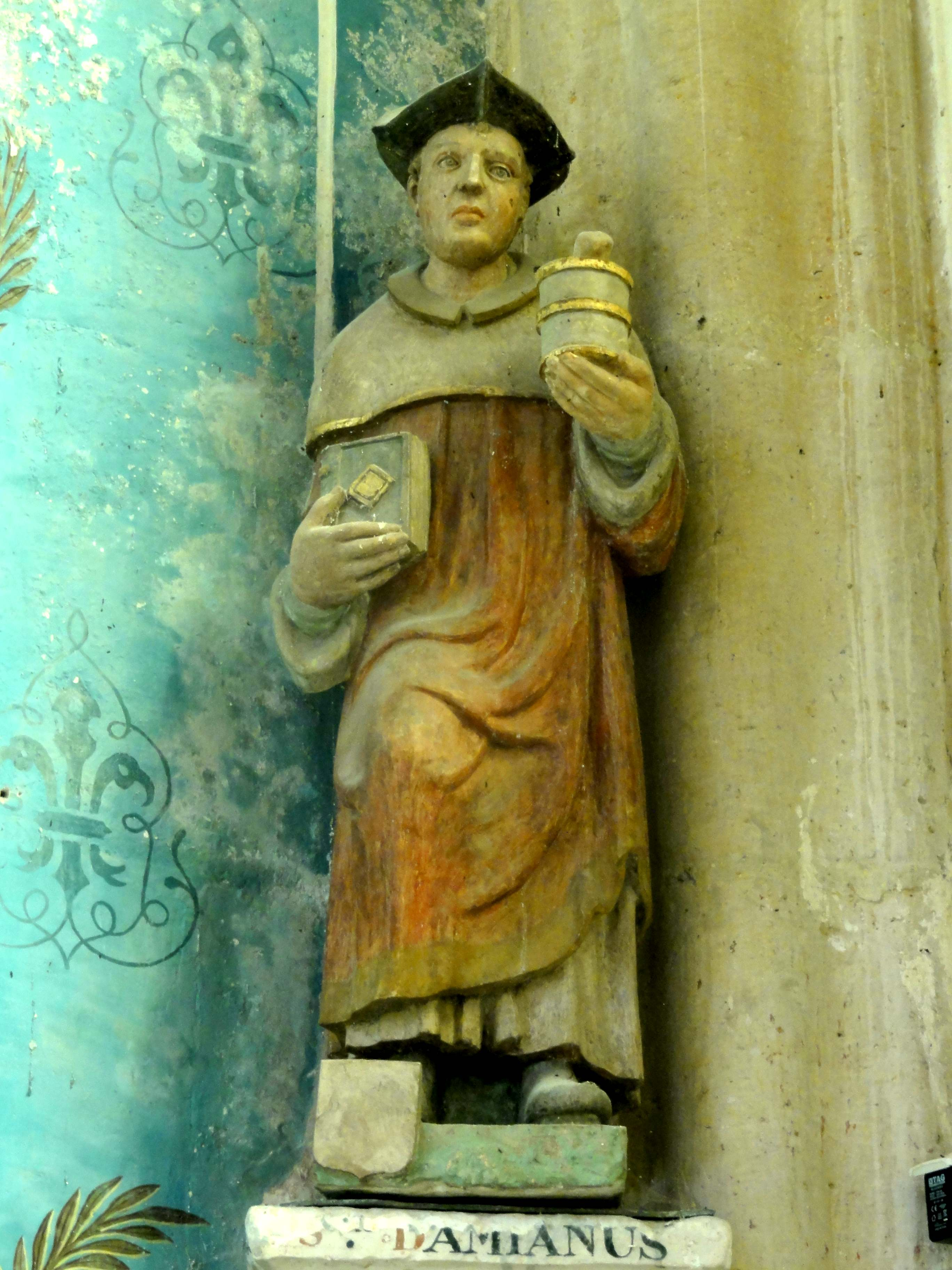
Saint Damien.

- Quatre statuettes (non classées) ont été placées dans une vitrine, qui était initialement destinée à accueillir la superstructure en bois doré qui surplombe maintenant de nouveau le retable de la Passion. À gauche, on voit un diacre agenouillé en bois, qui frappe par ses mains surdimensionnées, rejointes pour la prière. Les statuettes suivantes représentent un autre diacre et sainte Marie-Madeleine. Ces trois statuettes datent du XVIe siècle. À droite, on voit une sainte Véronique en pierre. C'est une œuvre d'art populaire du XIVe siècle, qui est précieuse pour sa rareté, et touchante par sa simplicité[70]. Avec saint Jacques et Notre-Dame de Grâce, c'est l'une des trois sculptures les plus anciennes de l'église[103].
- La statue de saint Blaise en tenue épiscopale (non classée) mesure 107 cm de haut, et date du XVIe siècle. Elle devrait sortir du même atelier que sainte Marguerite et la supposée sainte Jeanne[70],[71].
- La statue en pierre de saint Vincent en costume de diacre (non classée) mesure 139 cm de haut, et date de la fin du XVe ou du XVIe siècle. Assez fruste, son intérêt réside dans le fait que c'est la seule grande statue d'art populaire de l'église, et que les statues anciennes représentant le patron des vignerons ne sont pas très nombreuses, car elles ont souvent été jetées au feu lors de mauvaises vendanges. La statue appartenait à la confrérie de Saint-Vincent[70],[104].

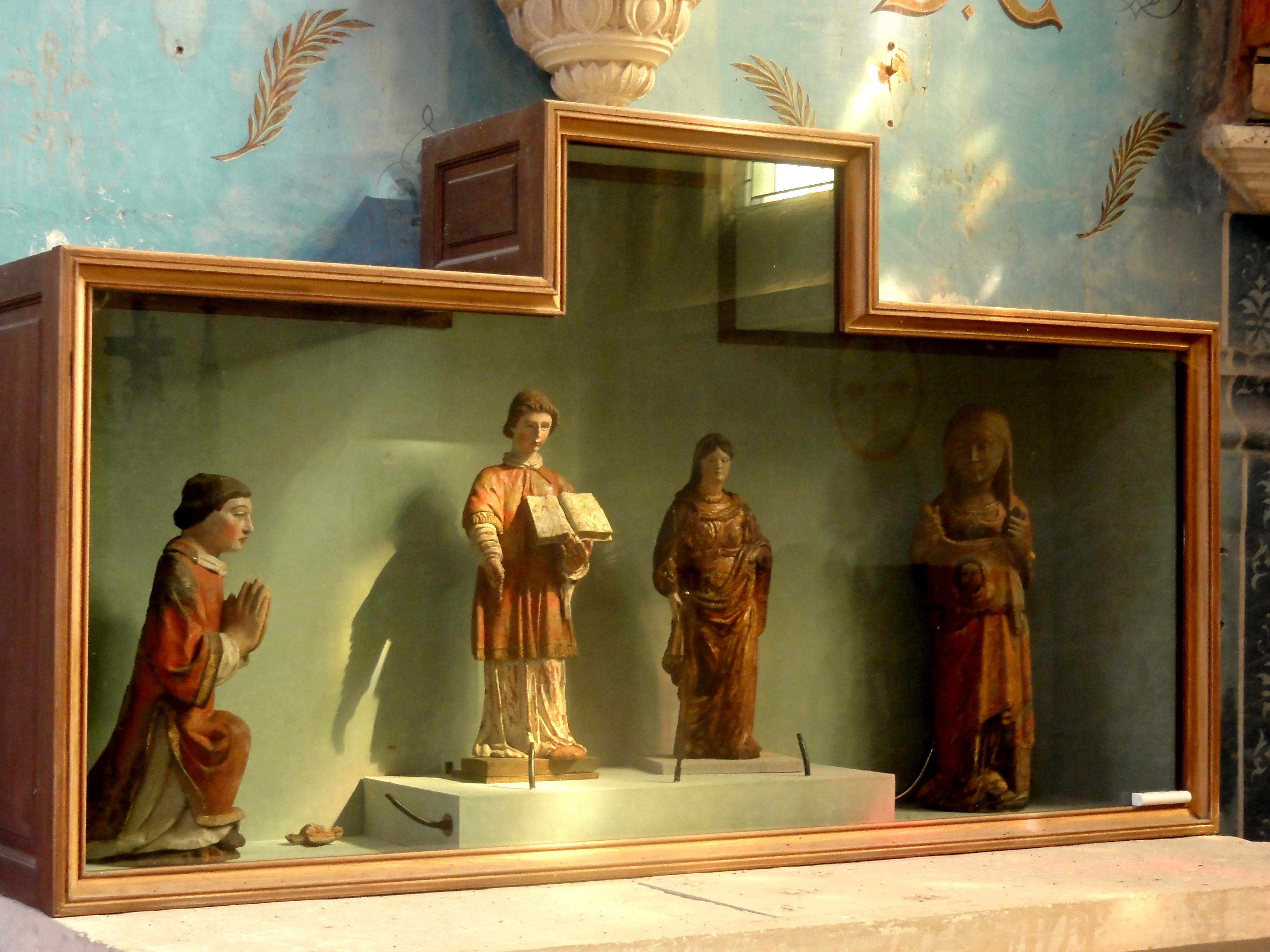
Vitrine avec 4 statuettes.
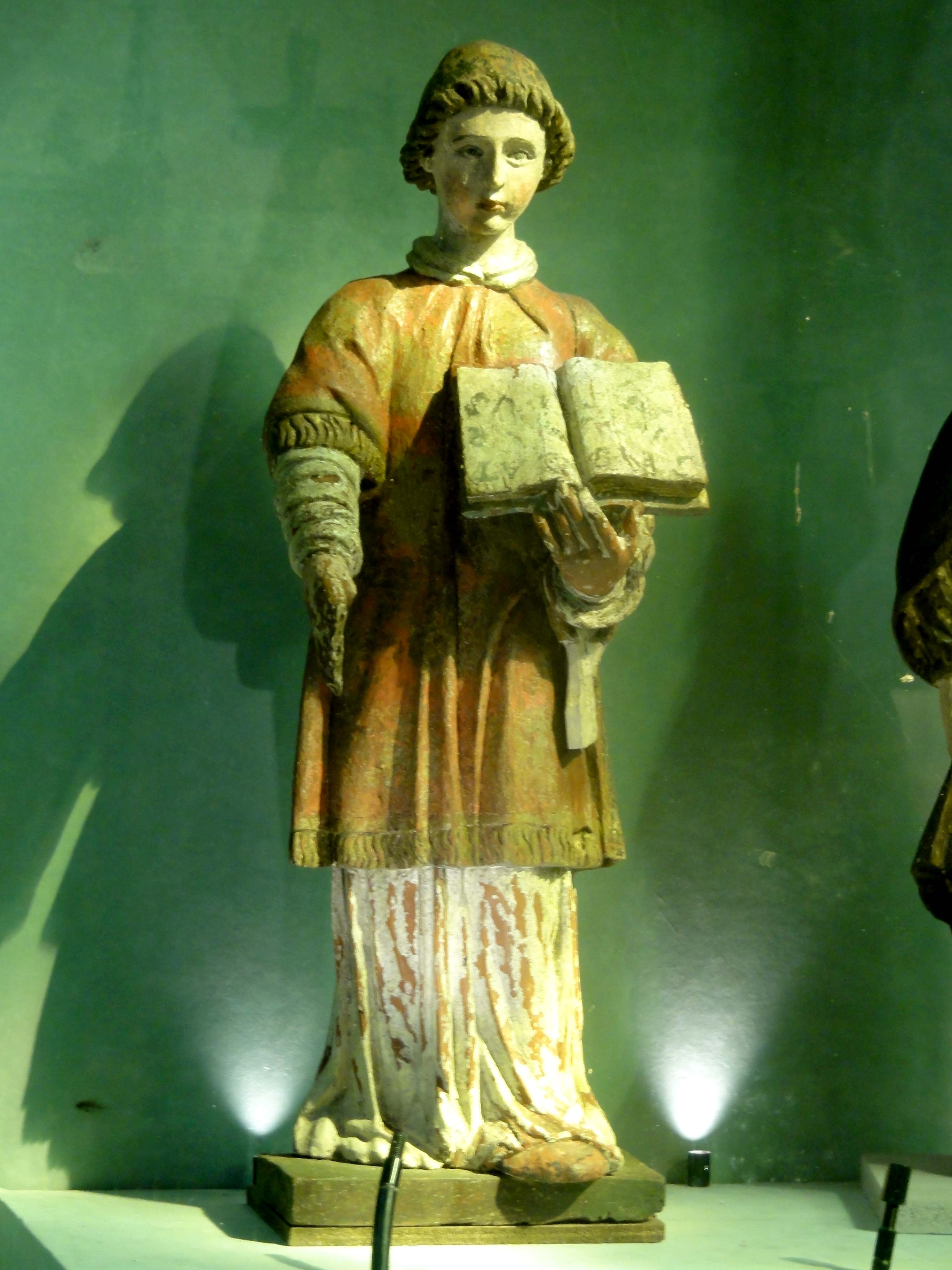
Un diacre.
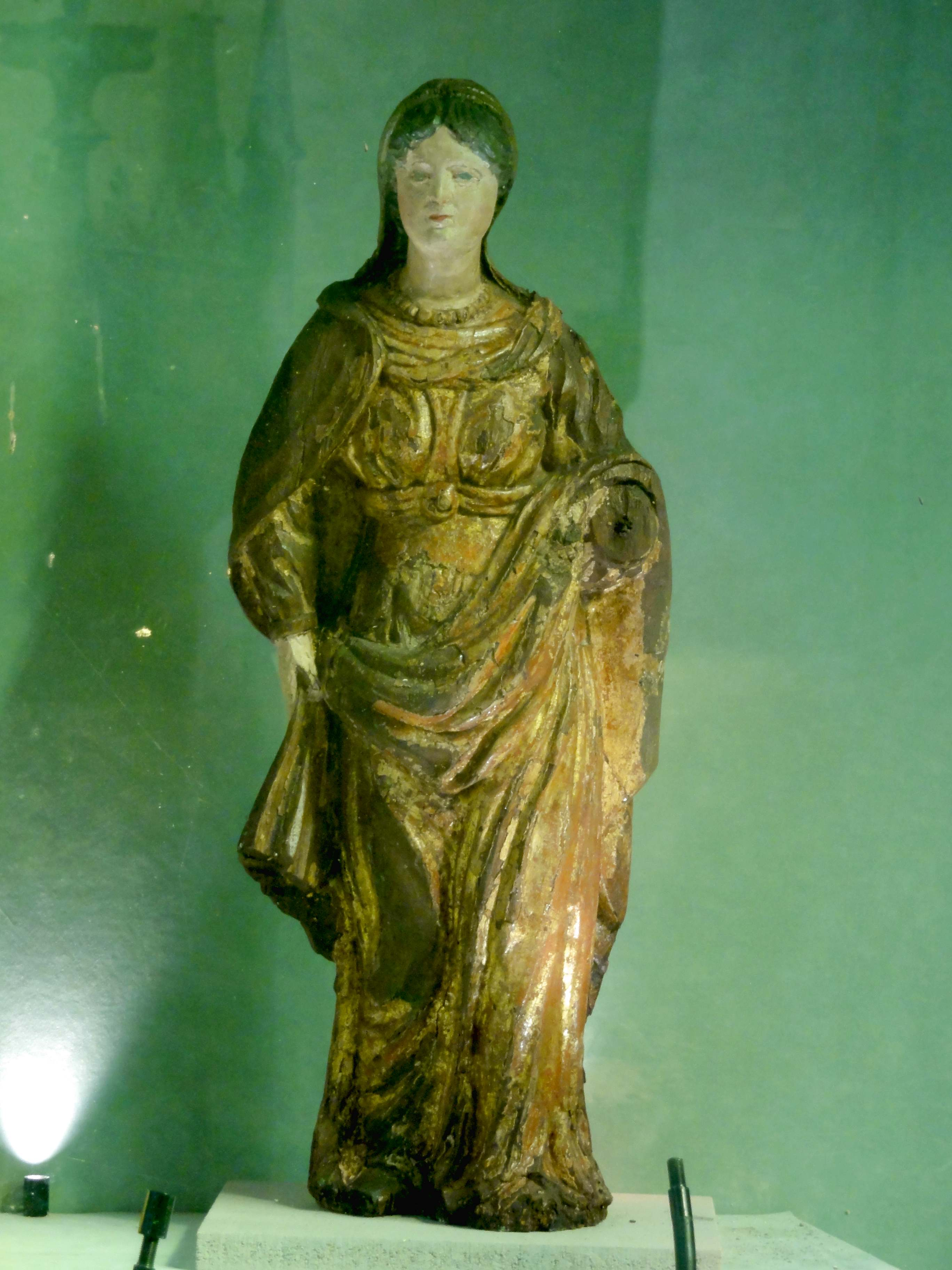
Sainte Marie-Madeleine.
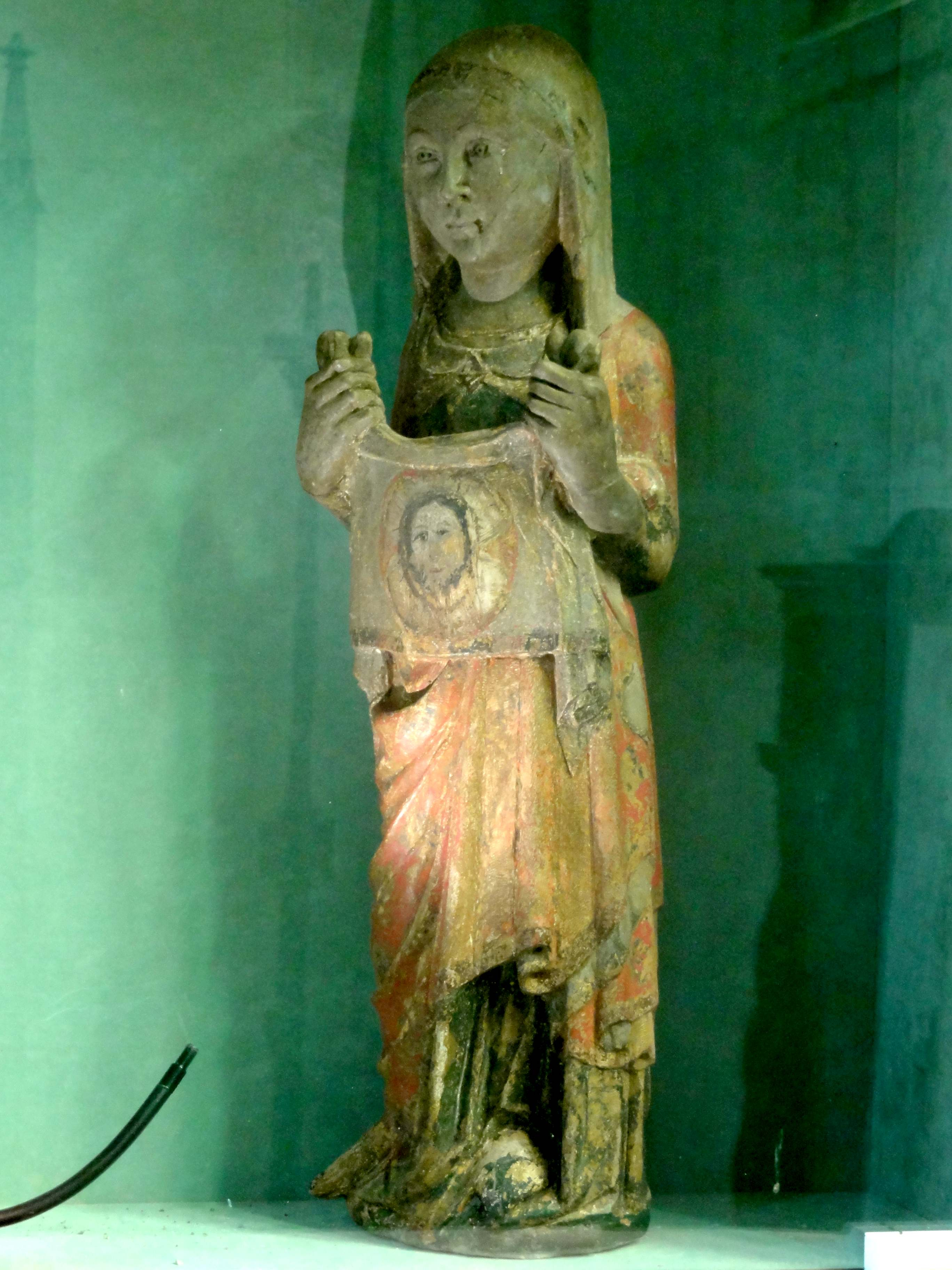
Sainte Véronique.
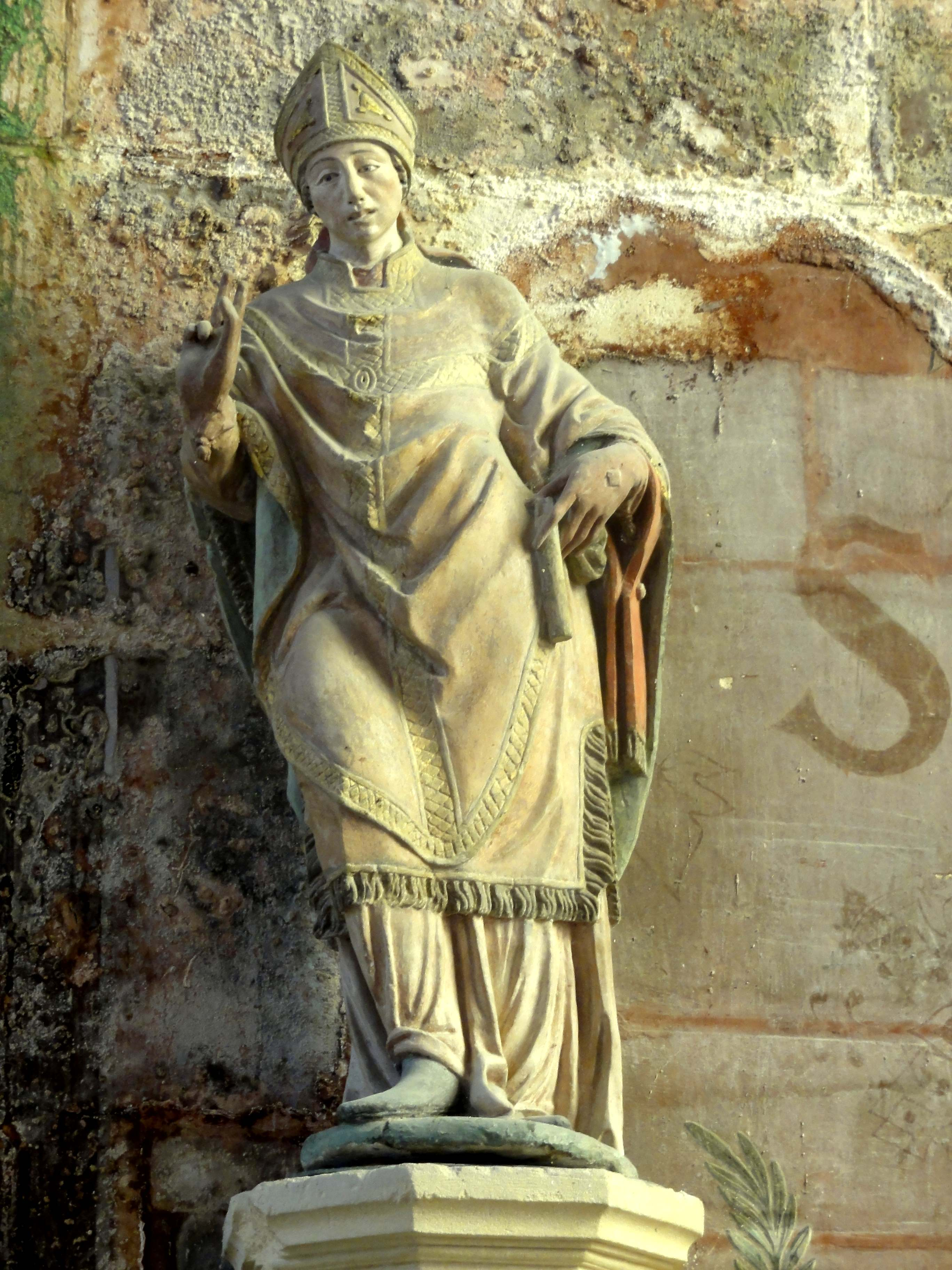
Saint Blaise.
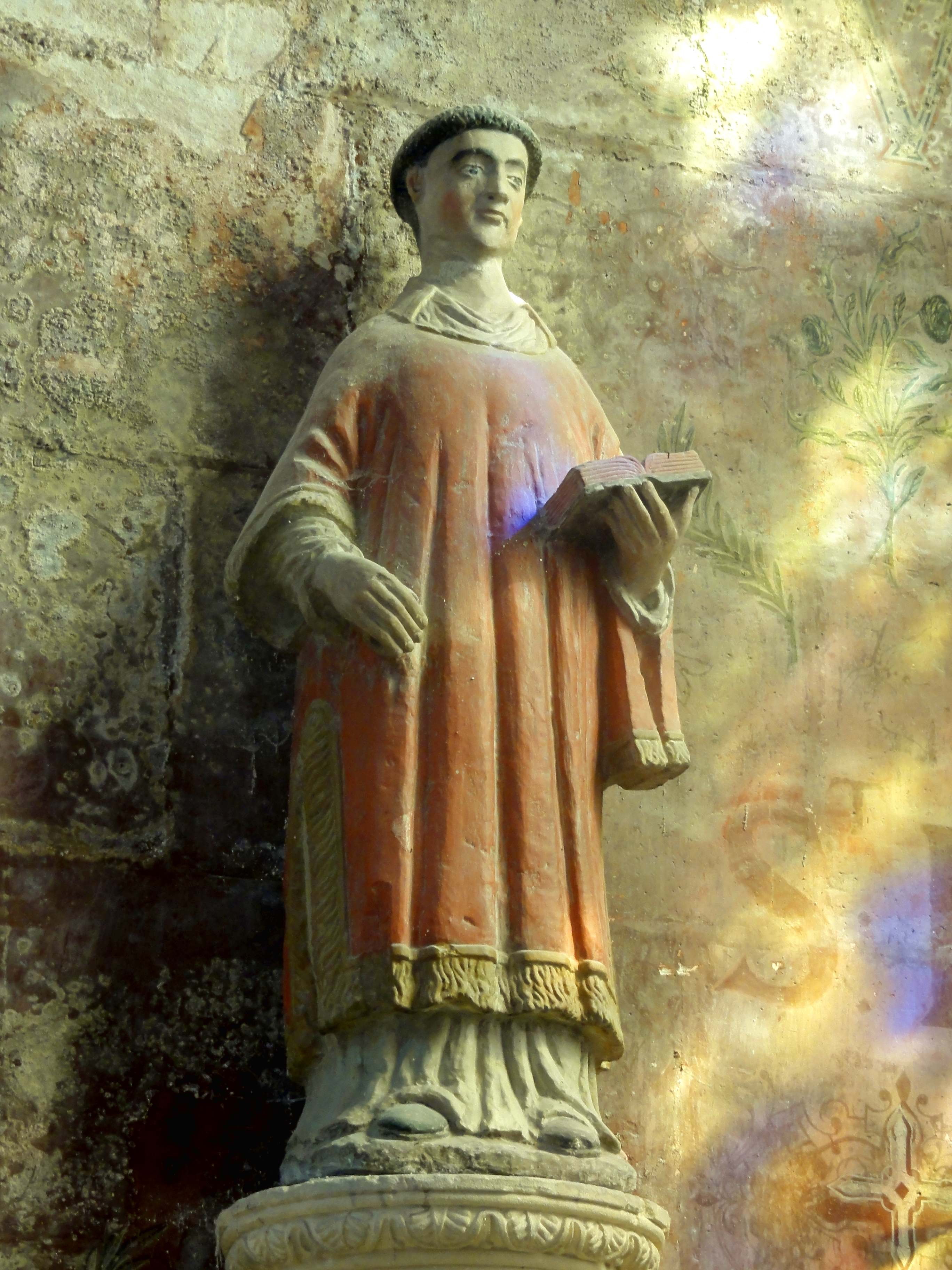
Saint Vincent.

- La statue en pierre de saint Sébastien (non classée) mesure 128 cm de haut, et date de la fin du XVe siècle, sauf les flèches, qui ont été refaites. Le martyr est coiffé à la mode de l'époque, et son visage est agréable. Il frappe par son regard à la fois triste et indifférent à son supplice. L'anatomie comporte quelques défauts, mais Louis Régnier estime que l'aspect général de la sculpture plaît par un caractère de simplicité, qui n'exclut pas le sentiment artistique[70],[105].
- La statue de saint Maurice d'Agaune, patron du Valais (non classée) date du XVIe siècle[70].
- La statue de saint Maclou (non classée) date de la fin du XVIe ou du début du XVIIe siècle. Elle montre le saint en tenue épiscopale et comme protecteur des enfants faibles et rachitiques[70].
- La statue en pierre de sainte Barbe (non classée) mesure 100 cm de haut, et date du second quart du XVIe siècle. Elle montre la sainte appuyée à la tour où elle fut enfermée, et qui est son principal attribut. Elle tient la palme du martyre. Louis Régnier voit la même signature artistique que sur la Prudence, la Charité et la sainte femme au tombeau[70],[83].
- La statue en pierre de la Vierge à l'Enfant sur le trumeau du portail méridional (classée[66]) est datée de la seconde moitié du XVIe siècle dans le dossier de protection, mais selon Pierre Champion, on la considère généralement comme antérieure au porche, donc de la première moitié du XVIe siècle. C'est la seule statue du porche qui a survécu à la Révolution française et aux guerres de religion de la fin du XVIe siècle : les quatre niches de chaque côté sont depuis longtemps vides. On pense que le porche était prévu comme une sorte de chapelle, où les pèlerins arrivant à Vétheuil en pleine nuit pouvaient prier devant la Vierge Marie. Sa statue est simple et gracieuse, mais de qualité inférieure que la statue de saint Jean, qui selon Louis Régnier sort du même atelier[56],[81].
- La statue en pierre de la Charité (classée[67]) date du troisième quart du XVIe siècle, mais comme déjà évoqué, il est probable qu'elle a été rapportée d'ailleurs. Elle devait appartenir à un ensemble représentant les quatre vertus cardinales, dont la statue de la Prudence, au début de la nef, fait également partie. Ce n'est pas une œuvre d'art sacré à proprement parler, bien que son sujet convient tout à fait à une église. Toutes les statues qui peuplaient initialement les niches de la façade, et qui sont visibles sur une gravure d'Israël Silvestre, ont disparu[56]. Louis Régnier ne s'explique pas les circonstances qui ont protégé cette statue et la précédente du vandalisme révolutionnaire de l'automne 1793[65]. Comme déjà signalé, elle a peut-être été confectionnée par le même atelier que la sainte femme au tombeau et sainte Barbe.

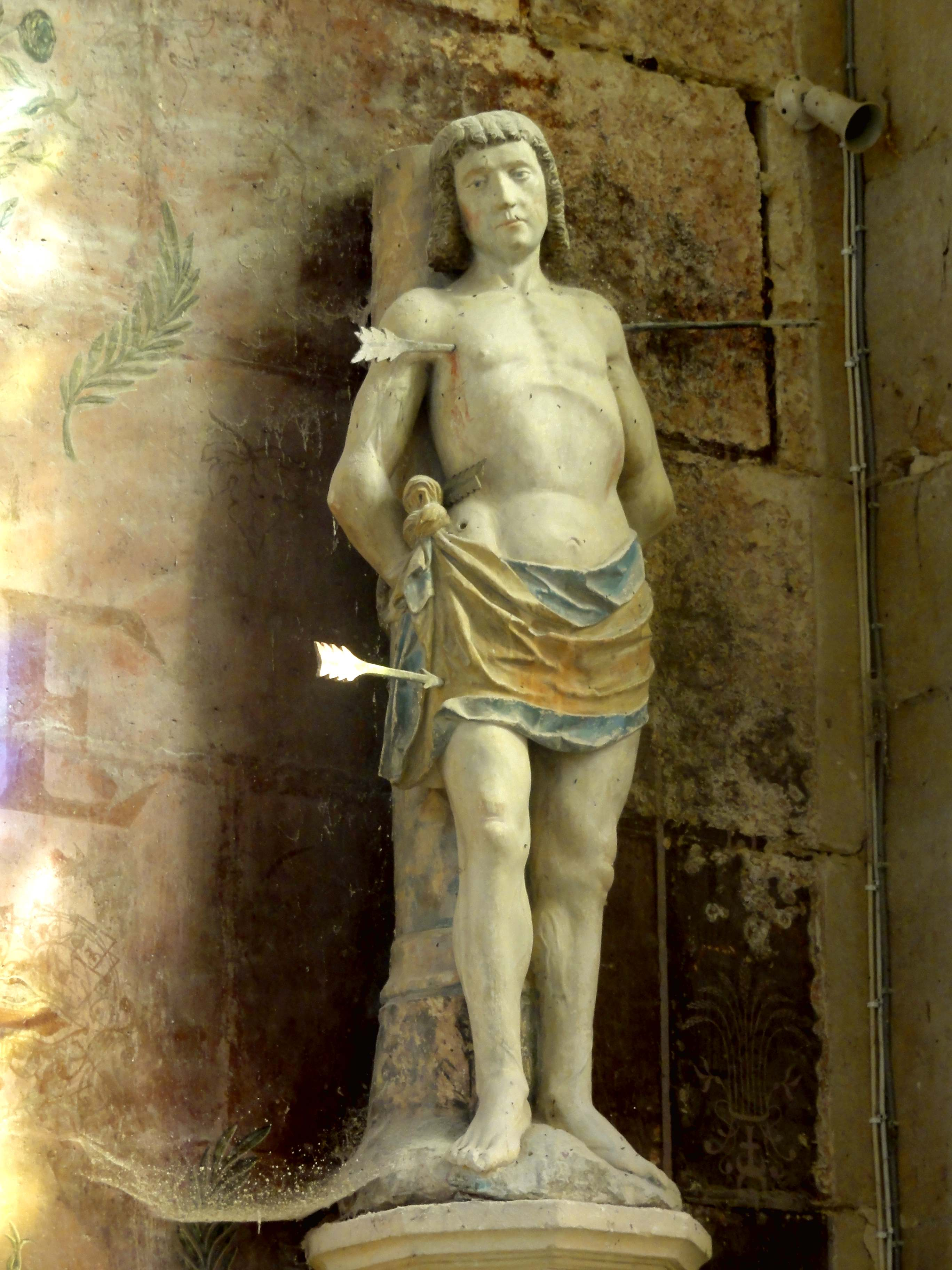
Saint Sébastien.
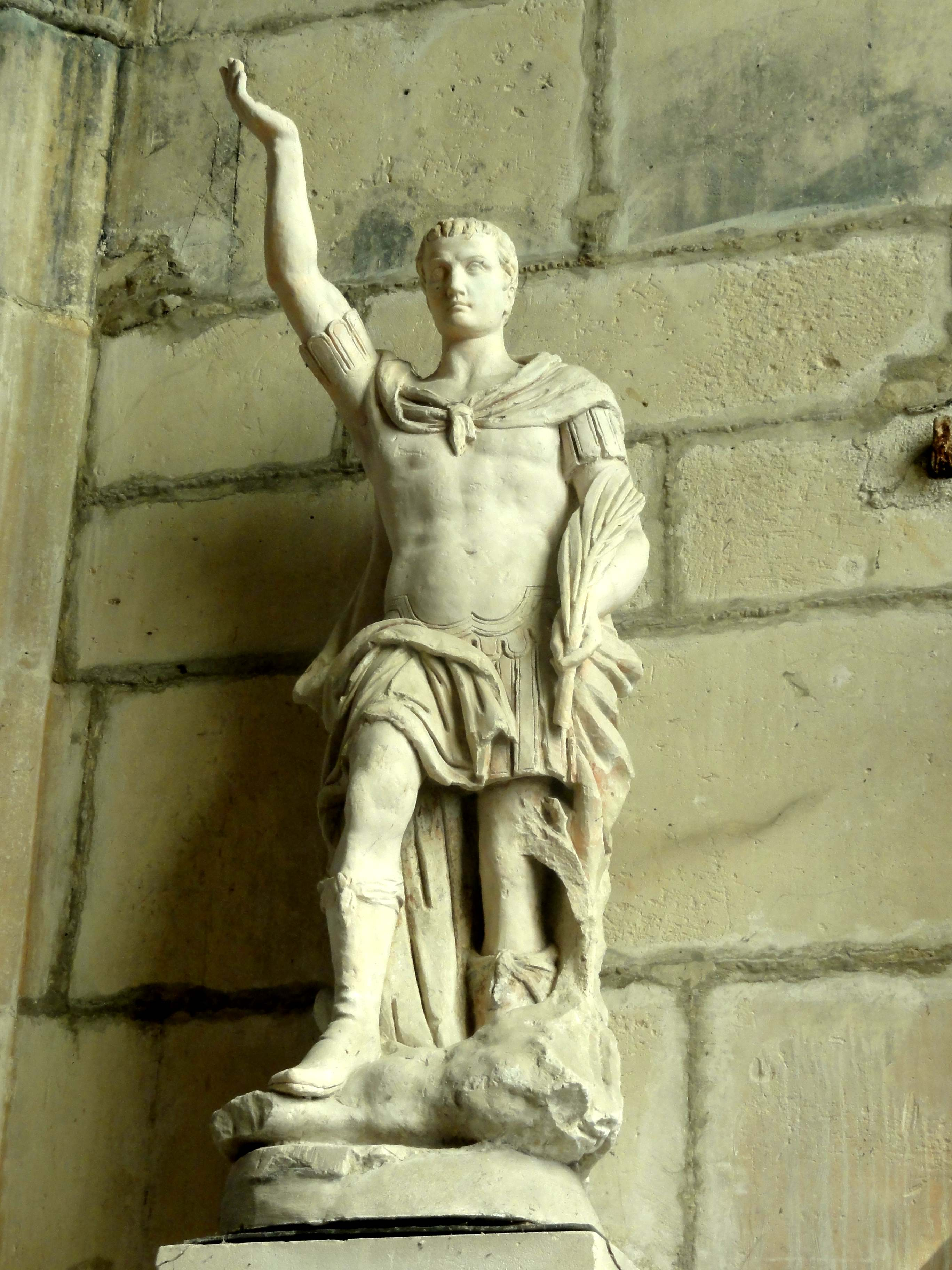
Saint Maurice.
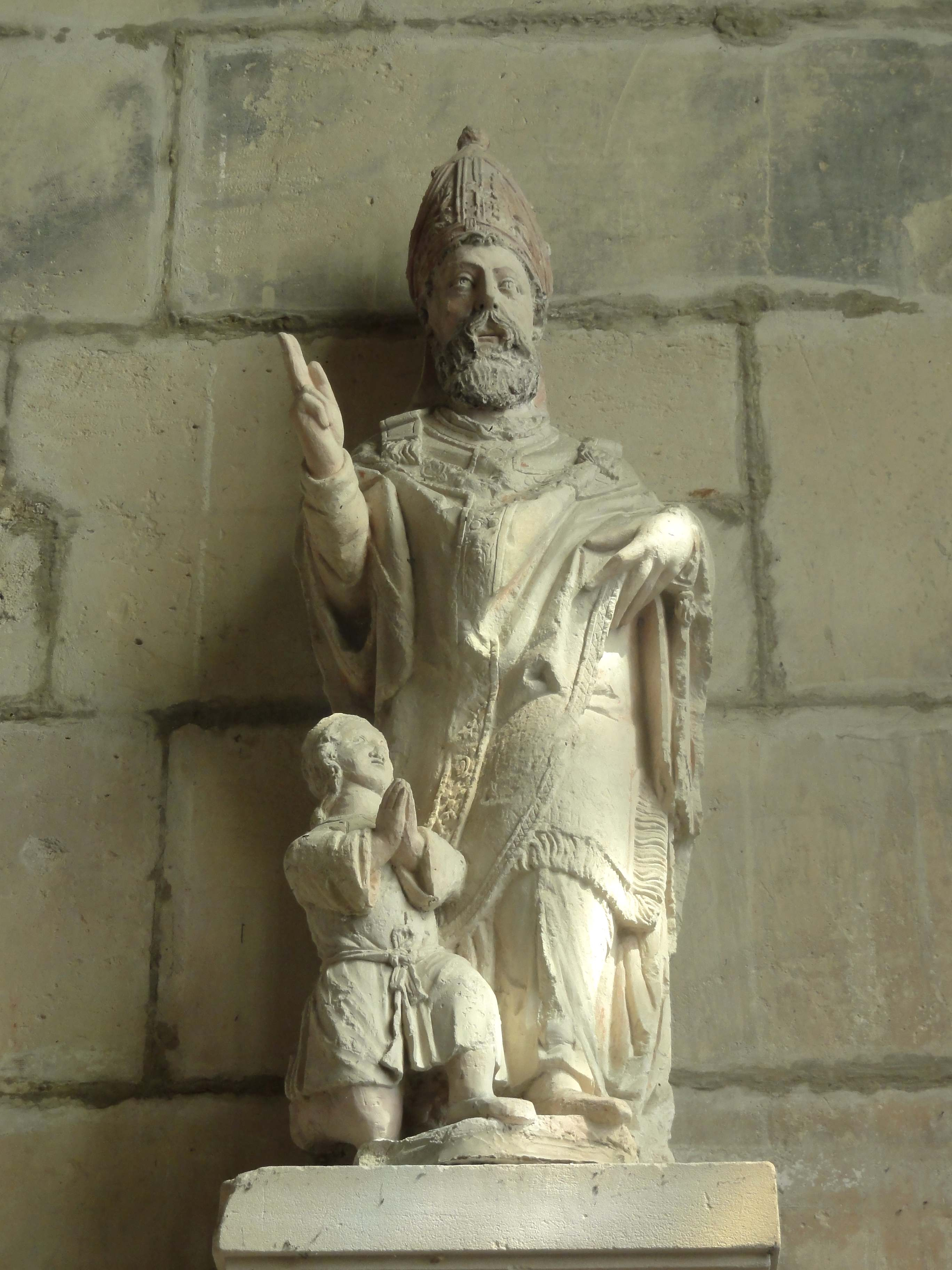
Saint Maclou.
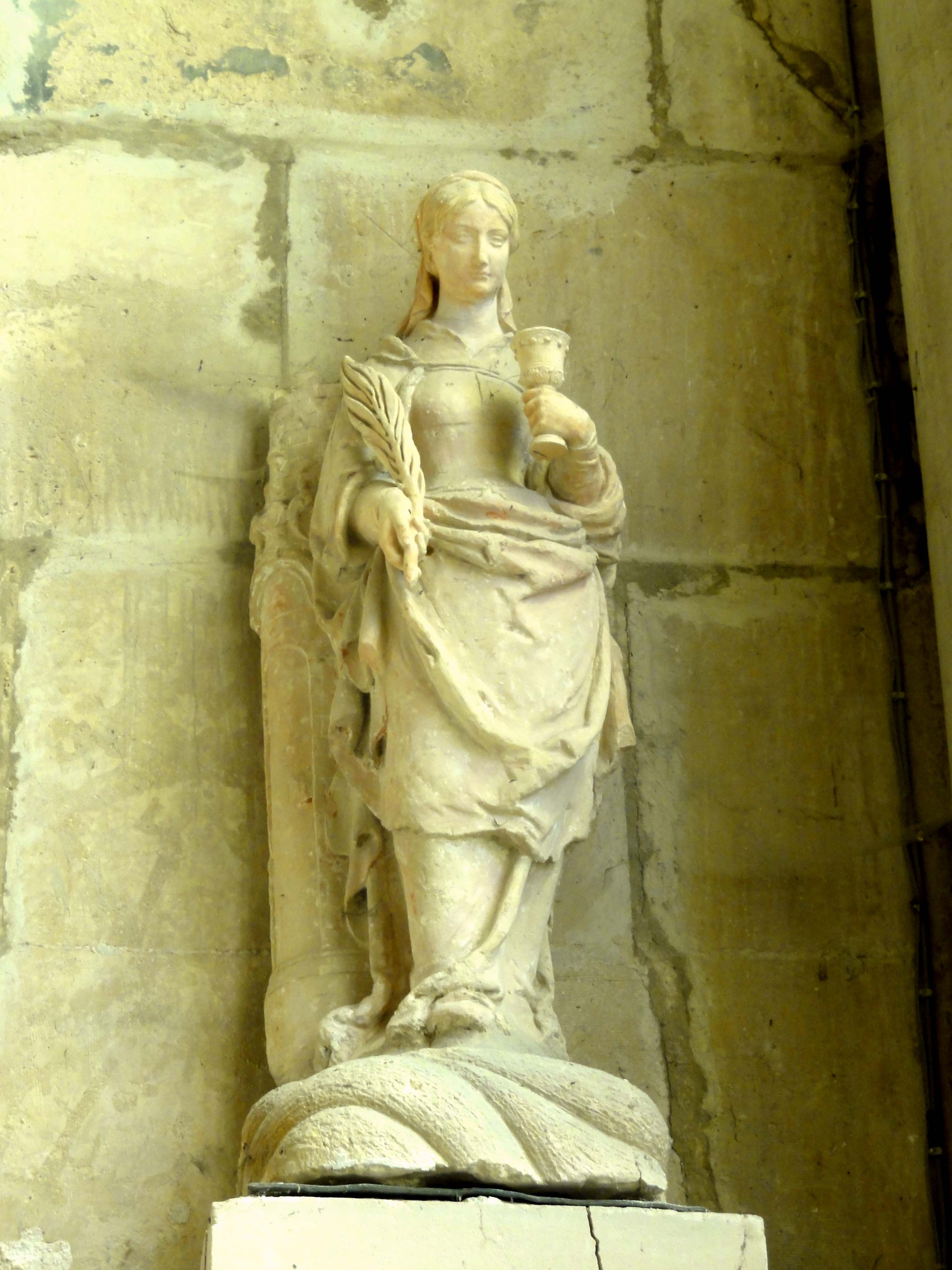
Sainte Barbe.
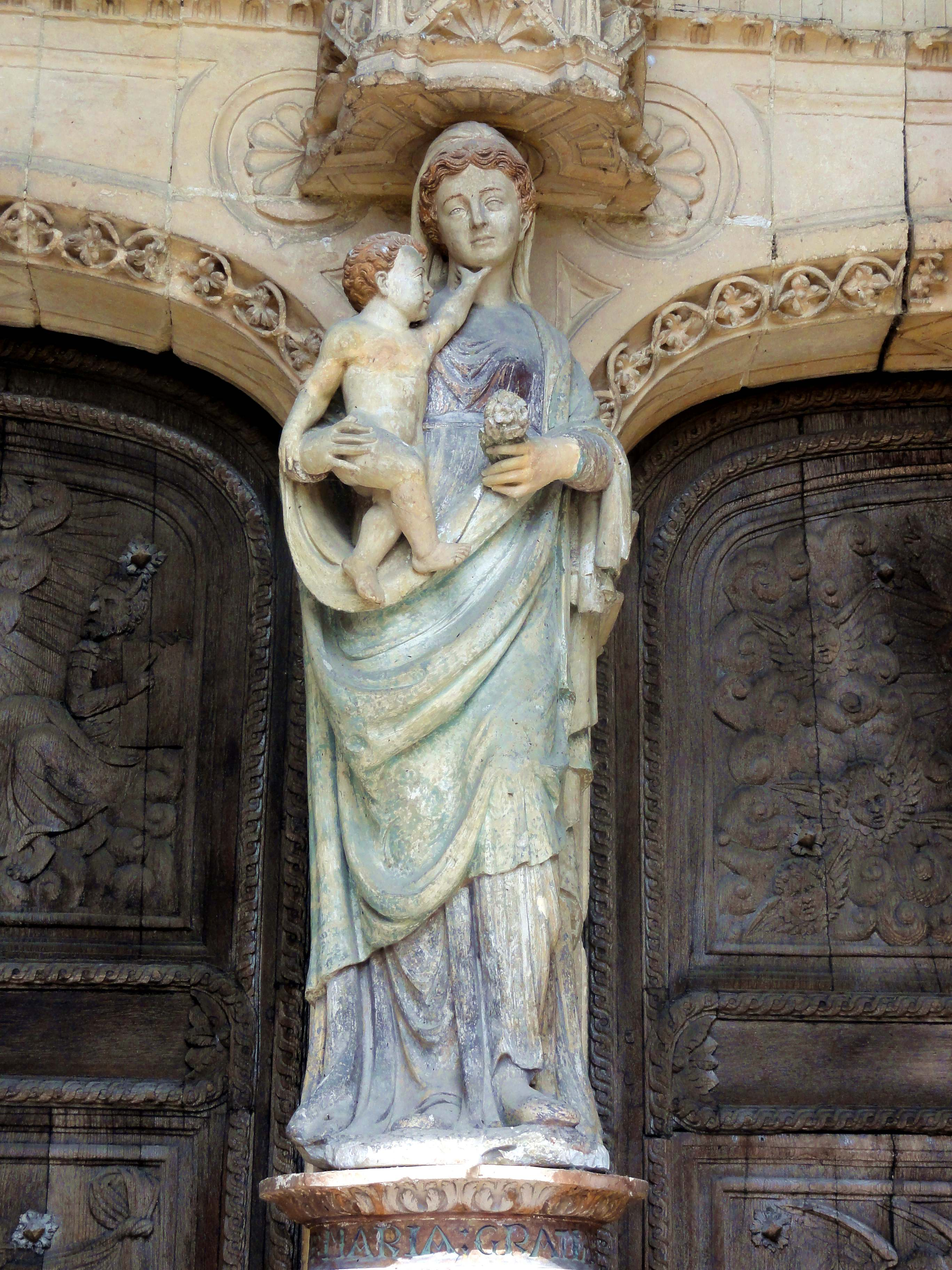
Vierge à l'Enfant.
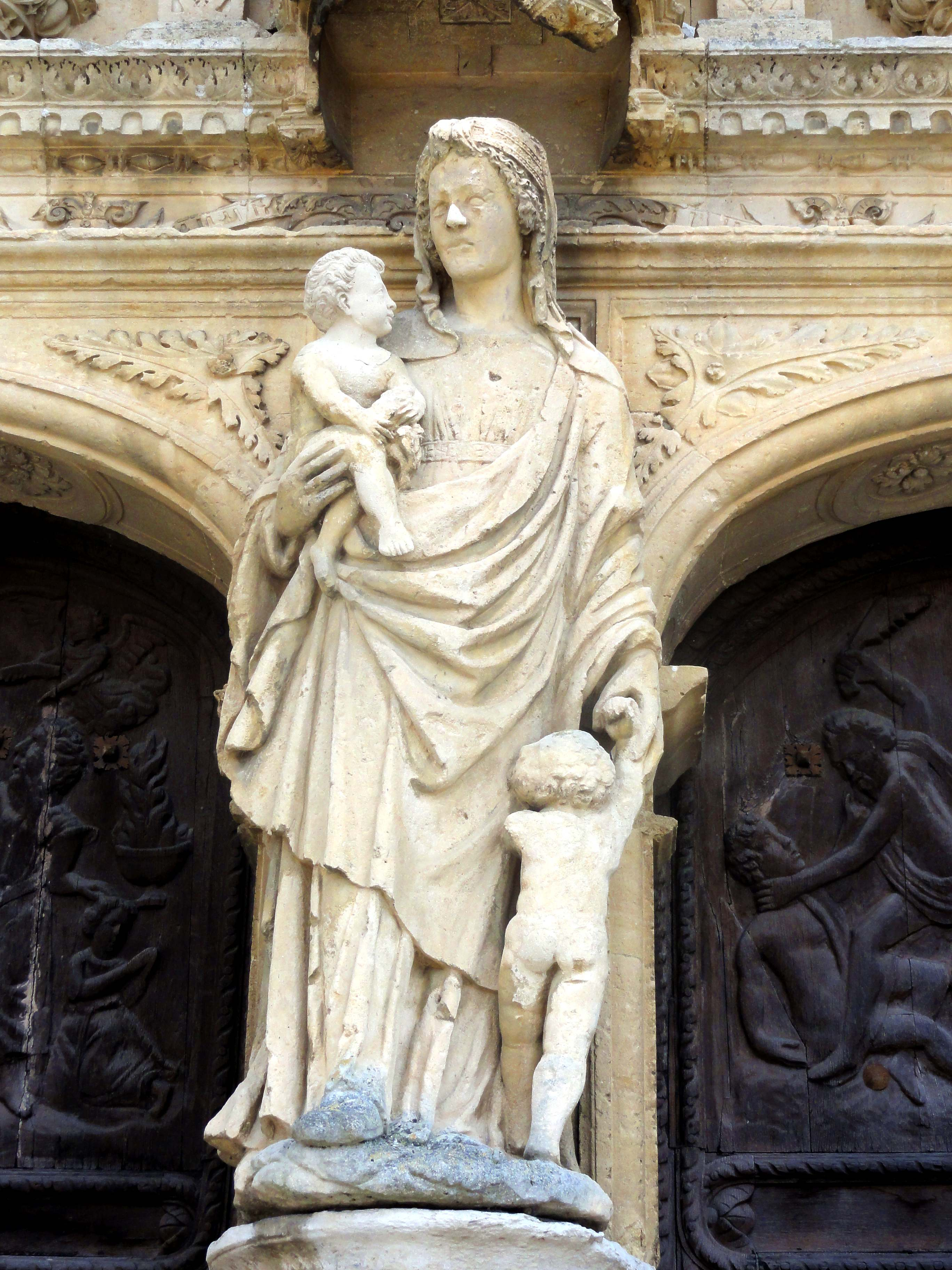
La Charité.

### Retable de la Passion

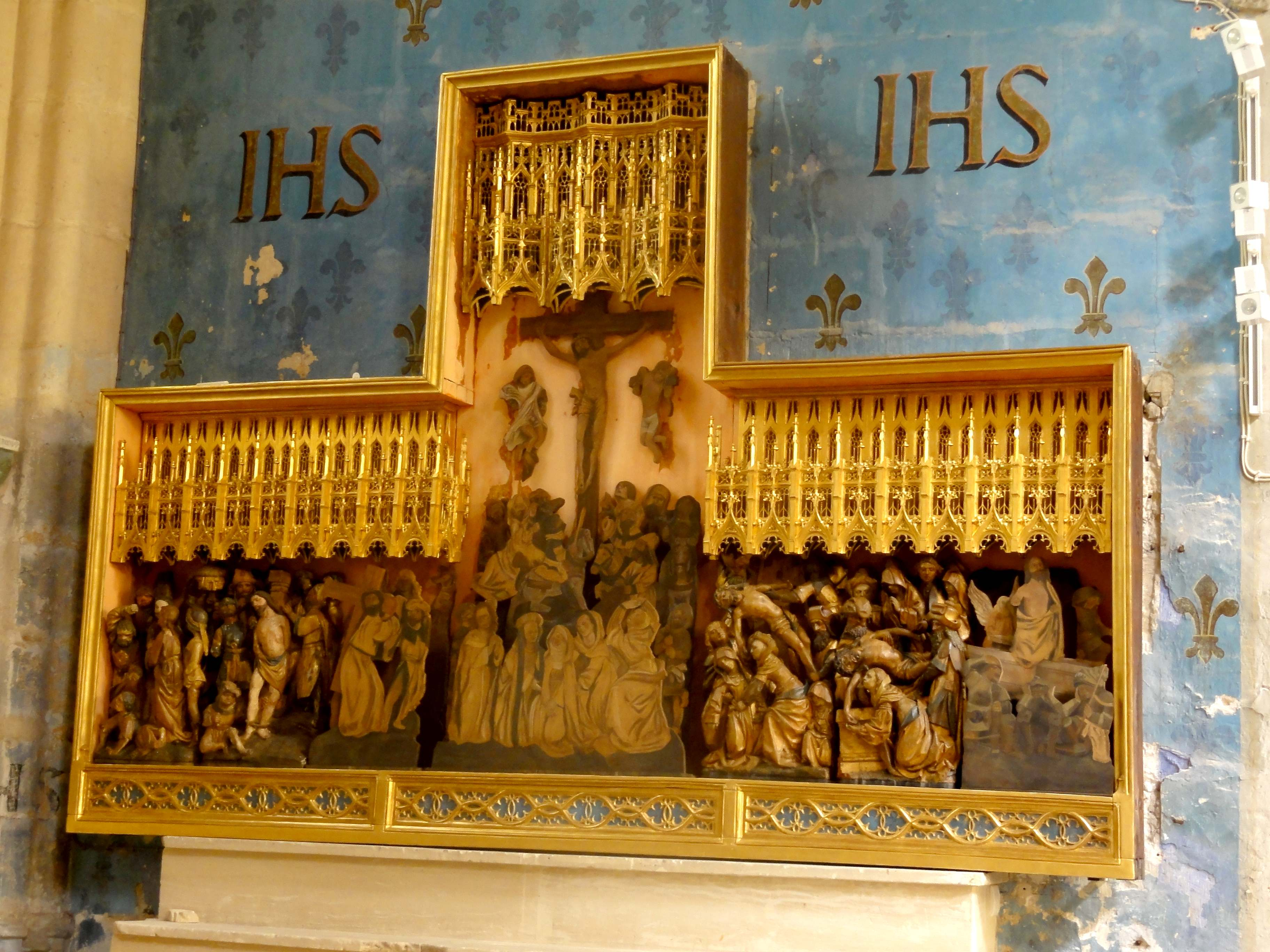
Retable de la Passion.

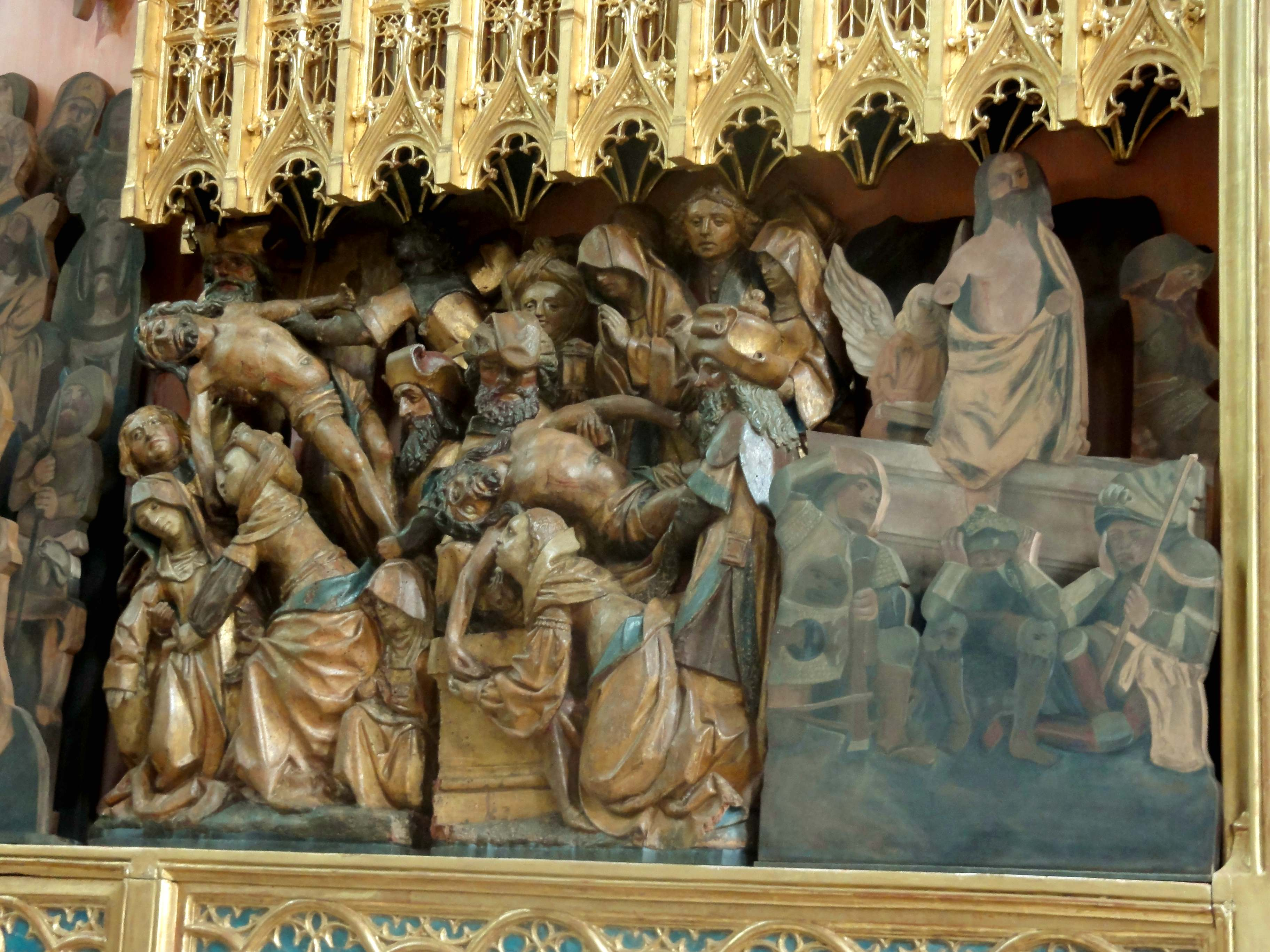
Vue rapprochée : Descente de croix et Mise au tombeau.

Le retable de la Passion du Christ, en bois taillé peint et doré (classé) date du premier quart du XVIe siècle, et a été confectionné par une manufacture aux Pays-Bas. Il présente l'organisation habituel de ce type de retable, qui datent tous de la seconde moitié du XVe et de la première moitié du XVIe siècle : un compartiment central, qui mesure 92 cm de large et 225 cm de haut, est réservé à la scène de la Crucifixion, et est flanqué de deux compartiments plus basses, qui mesurent seulement 130 cm de haut. Dans le compartiment central, les deux larrons sont visibles de part et d'autre de Jésus-Christ. En bas, la Vierge Marie défaille entre les bras des Saintes Femmes. Les ailes latérales contiennent chacune trois scènes différentes, à savoir le baiser de Judas ainsi que Malchus terrassé par saint Pierre au premier plan ; la flagellation du Christ ; le Portement de Croix, où Simon de Cyrène aide Jésus tandis que les Saintes Femmes et saint Jean suivent au second plan ; la Descente de croix, où la sainte Marie s'évanouit pour une seconde fois au premier plan ; la Mise au tombeau ; et la Résurrection de Jésus. La partie supérieure de chaque compartiment est occupé par des dais flamboyants finement ciselés et dorés, et par des arcatures aux réseaux flamboyants à l'arrière-plan des dais. À l'exception de ce décor, le retable a été dépecé et volé en deux étapes, en 1966 et 1973. Beaucoup de retables ont connu le même destin, dont la totalité des quinze retables de ce type qui existaient dans le département de l'Oise. En 1999 et 2007, les deux premières scènes ont été retrouvées dans le commerce d'antiquités en Belgique. Plus récemment, la cinquième et la sixième scène ont également pu être récupérées. La scène centrale et deux petites scènes sont encore provisoirement remplacées par des panneaux peints. Louis Régnier souligne que les costumes des personnages sont volontairement pittoresques et variées, et « que les physionomies de Marie, de saint Jean et des Saintes Femmes sont agréables et d'une expression simple et vraie, en quoi elles contrastent avec celles des bourreaux et de la soldatesque, bestiale à souhait ».
Quatre panneaux de retable peints à l'huile sur bois sur leurs deux faces devaient servir de volets au retable de la Passion. Ils sont apparemment classés avec le retable. Les deux petits panneaux mesurent 80 cm de haut sur 32 cm de large, sans les cadres ; les grands panneaux mesurent 130 cm de haut sur 115 cm de large, également sans les cadres. Les peintures sont d'école flamande et datent de la fin du XVe ou du XVIe siècle. Les faces principales sont polychromes et ont été nettoyées en 1830 et en 1859. Les revers, que l'on voyait lorsque les volets étaient fermés sur le retable de la Passion, les jours ordinaires de la semaine, sont peintes en grisaille, et en trompe-l'œil. Ces grisailles ont longtemps été négligées. D'après Pierre Champion, elles auraient même été recouvertes d'une grossière couche de badigeon vers 1970 / 1980, ce qui devrait être une erreur, car Louis Régnier les a décrites en 1910, et attiré l'attention sur la valeur de ces œuvres. La décoration des revers par des grisailles était un usage courant aux Pays-Bas à l'époque de la réalisation du retable. Sur les petits panneaux, les peintures polychromes représentent le Couronnement de la Vierge : Dieu le père est visible sur le panneau de droite, et la Vierge Marie assise sur le panneau de gauche. Il est plus courant que la Vierge soit couronnée par les trois personnes de la sainte Trinité, mais une composition semblable à celle de Vétheuil se trouve, par exemple, sur le tympan du portail de la Vierge de la cathédrale Notre-Dame de Paris. Les grisailles représentent respectivement sainte Catherine et sainte Barbe, qui sont fréquemment réunies par les peintres néerlandais. Elles ne sont normalement pas visibles. Sur les grands panneaux, les scènes représentées en couleurs sont la Mise au tombeau et l'entrée à Jérusalem. En haut, l'apparition de Jésus à Marie-Madeleine est représentée en miniature. Les grisailles représentent respectivement saint Jean l'Évangéliste et la Vierge Marie dans son oratoire, mais le texte apparaissant sur le phylactère, qui est une citation de l'Évangile selon Luc (1, 38), indique qu'il s'agissait initialement d'une Annonciation. La colombe de l'Esprit Saint parle également dans ce sens. L'archange Gabriel a dû disparaître. Il est à noter que le panneau de la Mise au tombeau est accroché au revers de la façade, et non dans la chapelle, interdite d'accès, où sa place est occupé par un panneau différent, dont le sujet n'est pas visible depuis le collatéral. Pour la même raison, le petit panneau avec la Vierge Marie n'est pas non plus visible au public.

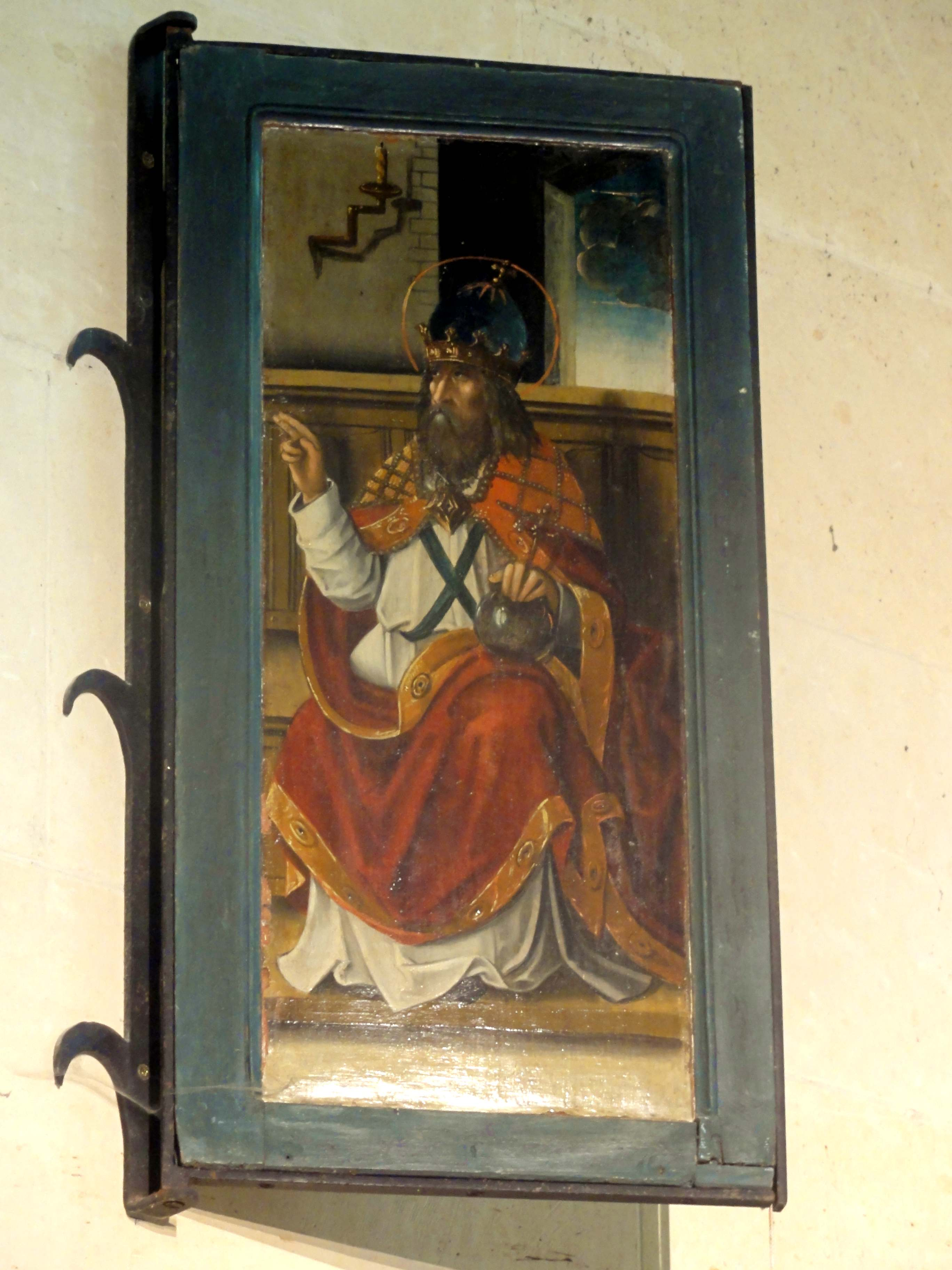
Dieu le père.
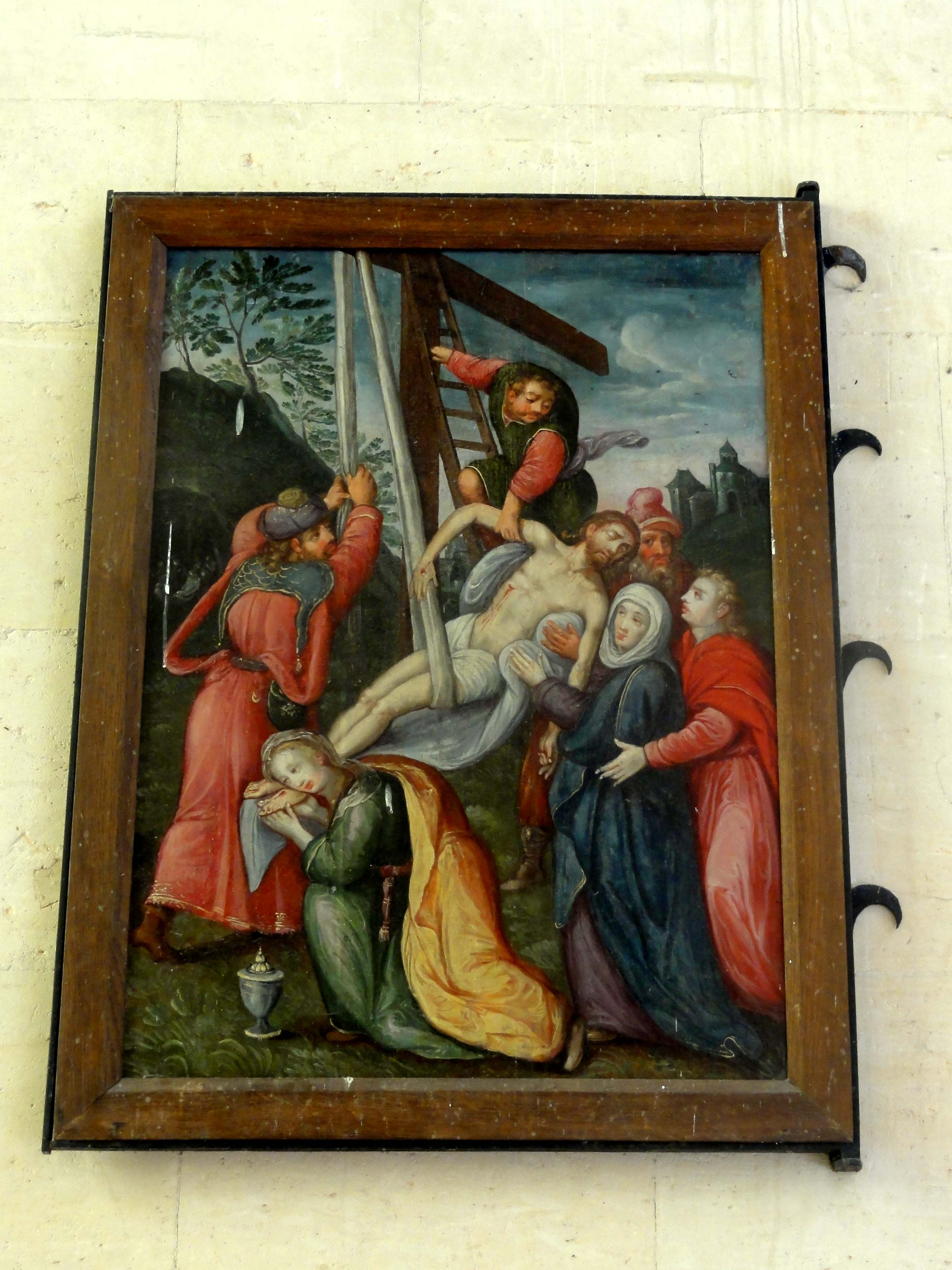
Mise au tombeau.
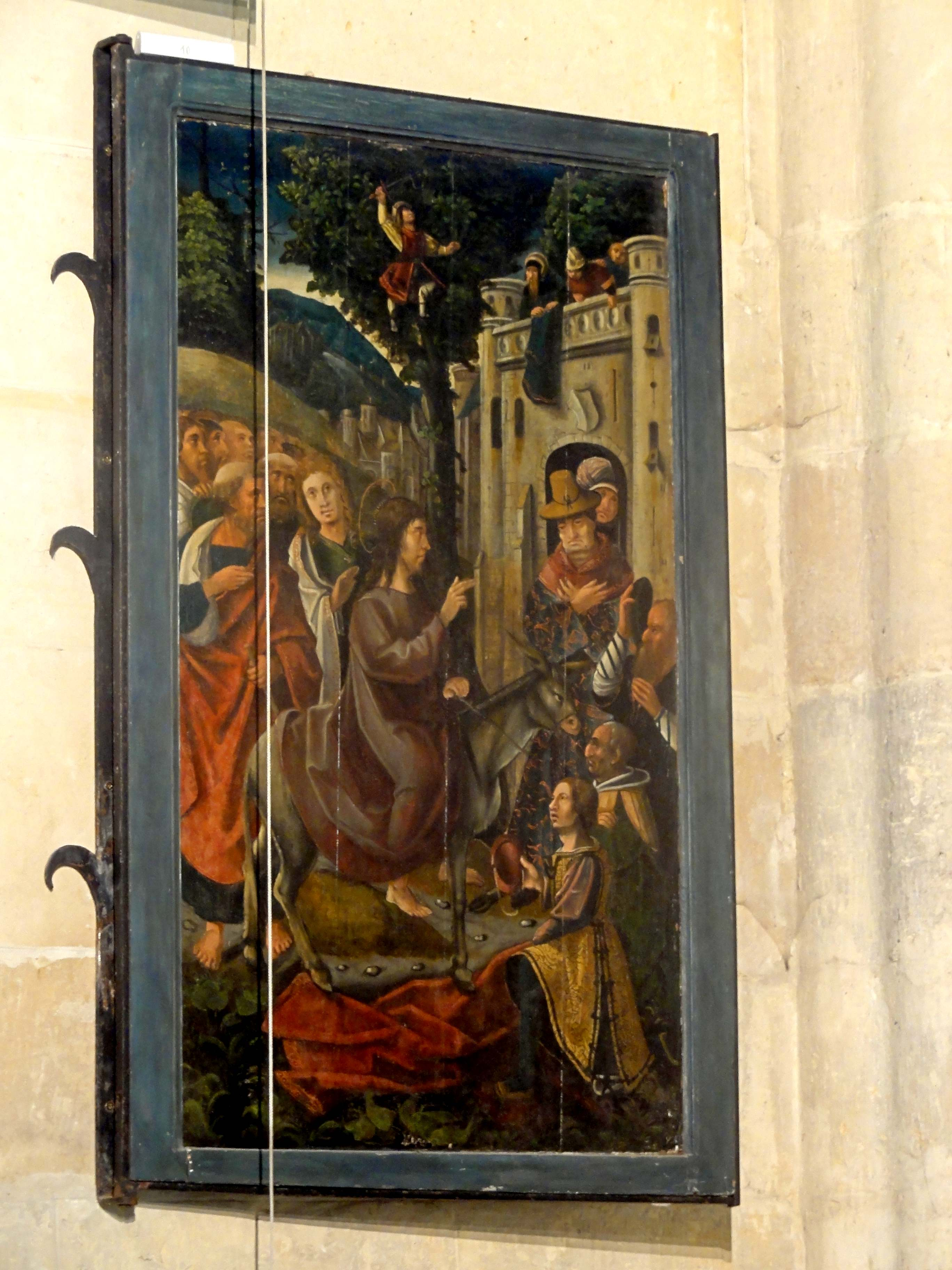
Entrée à Jérusalem.

### Tableaux

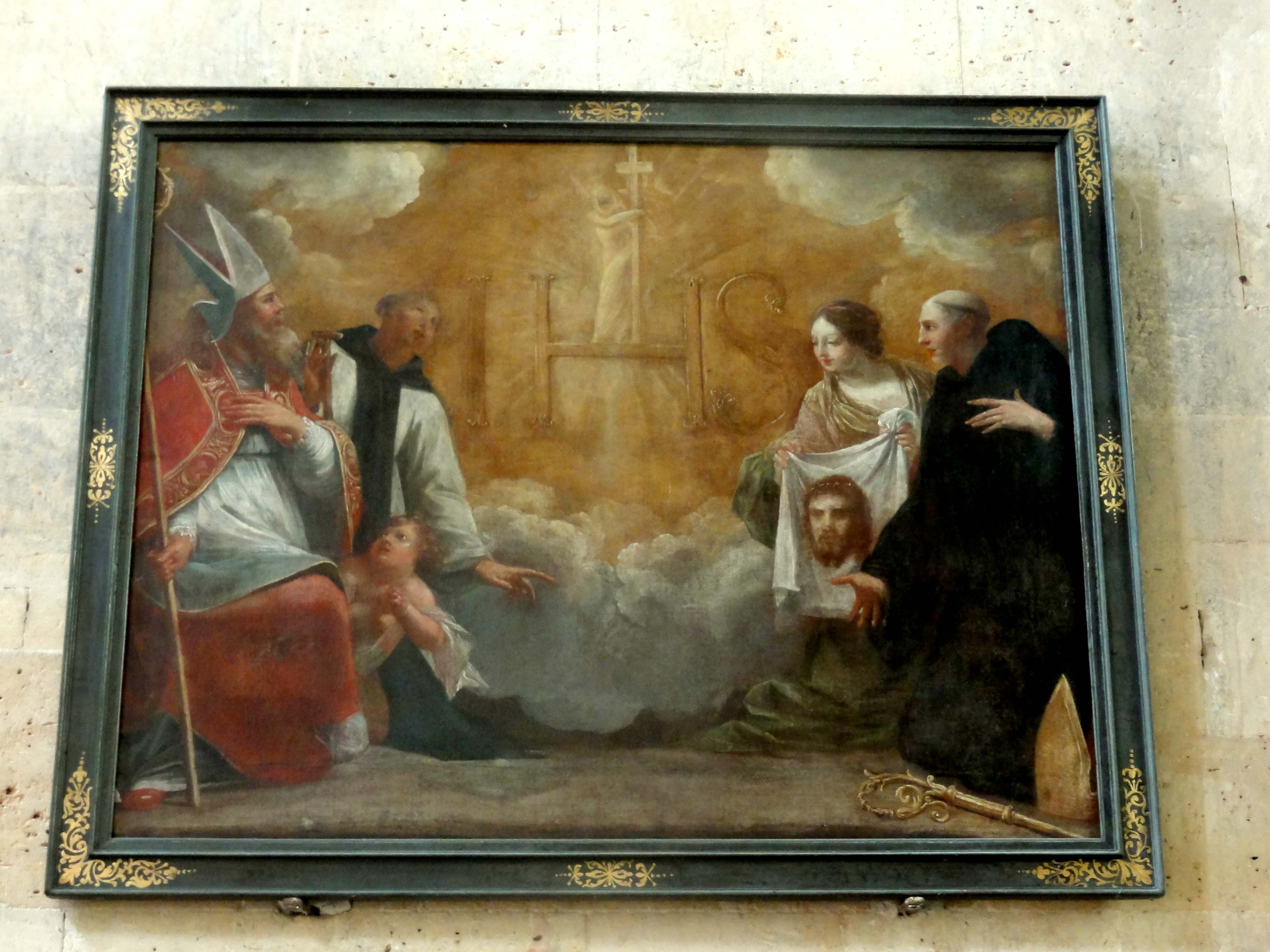
L'Adoration du saint nom de Jésus.

Un unique tableau est classé monument historique au titre objet.
- Le tableau peint à l'huile sur toile et représentant L'adoration du Saint-Nom du Christ par quatre saints (classé en 2010[109]) mesure 120 cm de haut et 140 cm de large, et a été peint vers 1650. Il a longtemps été attribué à Eustache Le Sueur ou l'un de ses élèves, mais a finalement pu être attribué à Jean Senelle par Sylvain Kerspern. Il a pu être restauré en 1986 aux frais d'un mécène, M. Cros, et est accroché au revers du mur occidental du bas-côté nord. — En haut au milieu, le monogramme IHS apparaît entre deux nuages, avec une figure tenant une croix sur la barre du H. Le premier plan est également occupé par un nuage au milieu de la composition. À gauche, on voit un saint évêque, qui pourrait être saint Martin, saint Nicolas ou saint Maclou, et un moine qui pourrait être saint Benoît. À droite, on voit sainte Véronique tenant un linge où apparaît la Sainte Face, ainsi que saint Fiacre[70].
- Le tableau peint à l'huile sur toile et représentant l'Assomption de la Sainte-Vierge (non classé) mesure approximativement 350 cm de haut pour 200 cm de large, et date de la première moitié du XVIIIe siècle. C'est l'ancien tableau du retable majeur, et se trouvait encore dans le chœur en 1863. Il s'agit d'une copie inversée (donc copiée d'après la gravure) de L'Assomption de la Vierge de Laurent de La Hyre conservée au musée du Louvre.
- Le tableau peint à l'huile sur toile et représentant l'Agonie dans le jardin des oliviers est de grandes dimensions, et a été peint par Pierre Marie Gabriel Bouret. Il a été exposé au Salon de 1869, et a été offert à l'église par Mlle Jeanne Bouret, « en souvenir de son père »[110].
- Le tableau peint à l'huile sur bois et représentant la Descente de croix (non classé) mesure 105 cm de large pour 79 cm de haut sans le cadre, et date probablement du début du XVIIe siècle[111] (sans illustration).
- Le tableau peint à l'huile sur toile et représentant la Cène (non classé) mesure 188 cm de large pour 126 cm de haut sans le cadre, et date du XVIIe siècle. Ce n'est pas une copie d'après Nicolas Poussin[112] (sans illustration).
- Le tableau peint à l'huile sur toile et représentant la Fuite en Égypte (non classé) est de petites dimensions, et date du XVIIe siècle. Il est d'une certaine valeur artistique[112] (sans illustration).
- Une copie ancienne du Saint Jacques Le Majeur (et non le Christ) de Guido Reni (l'original est conservé au musée du Prado, à Madrid)
- Un Christ en Croix attribuable à l'école flamande du XVIIe siècle
- Un Portrait d'homme en Saint Jacques le Majeur, de l'école française du début du XIXe siècle.
- Une Assomption de la Vierge, de l'école française du XVIIe siècle, peut-être de l'entourage de Claude Deruet.

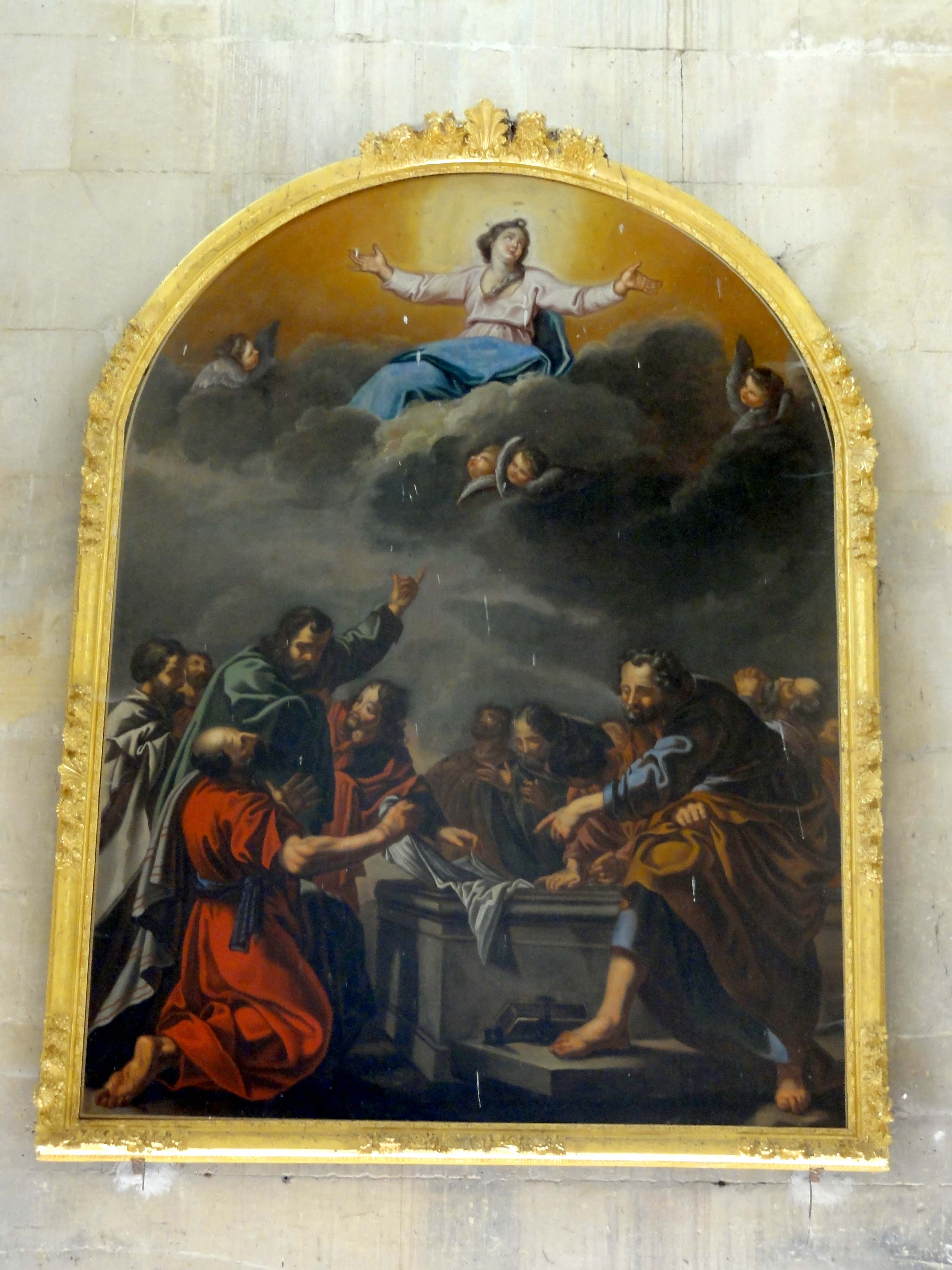
L'Assomption, d'après Laurent de La Hyre.
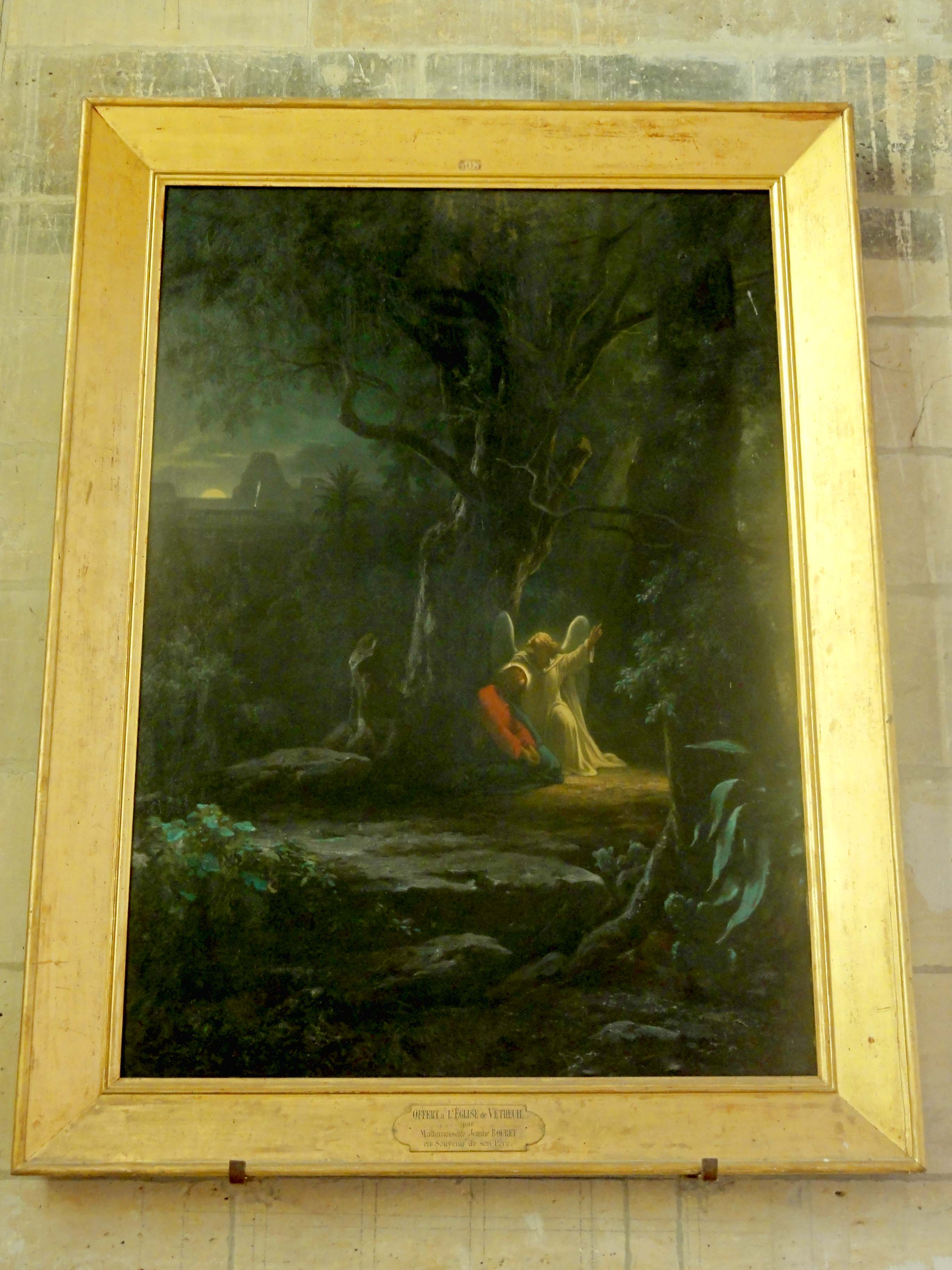
Agonie au jardin des Oliviers, par Pierre-Marie-Gabriel Bouret.
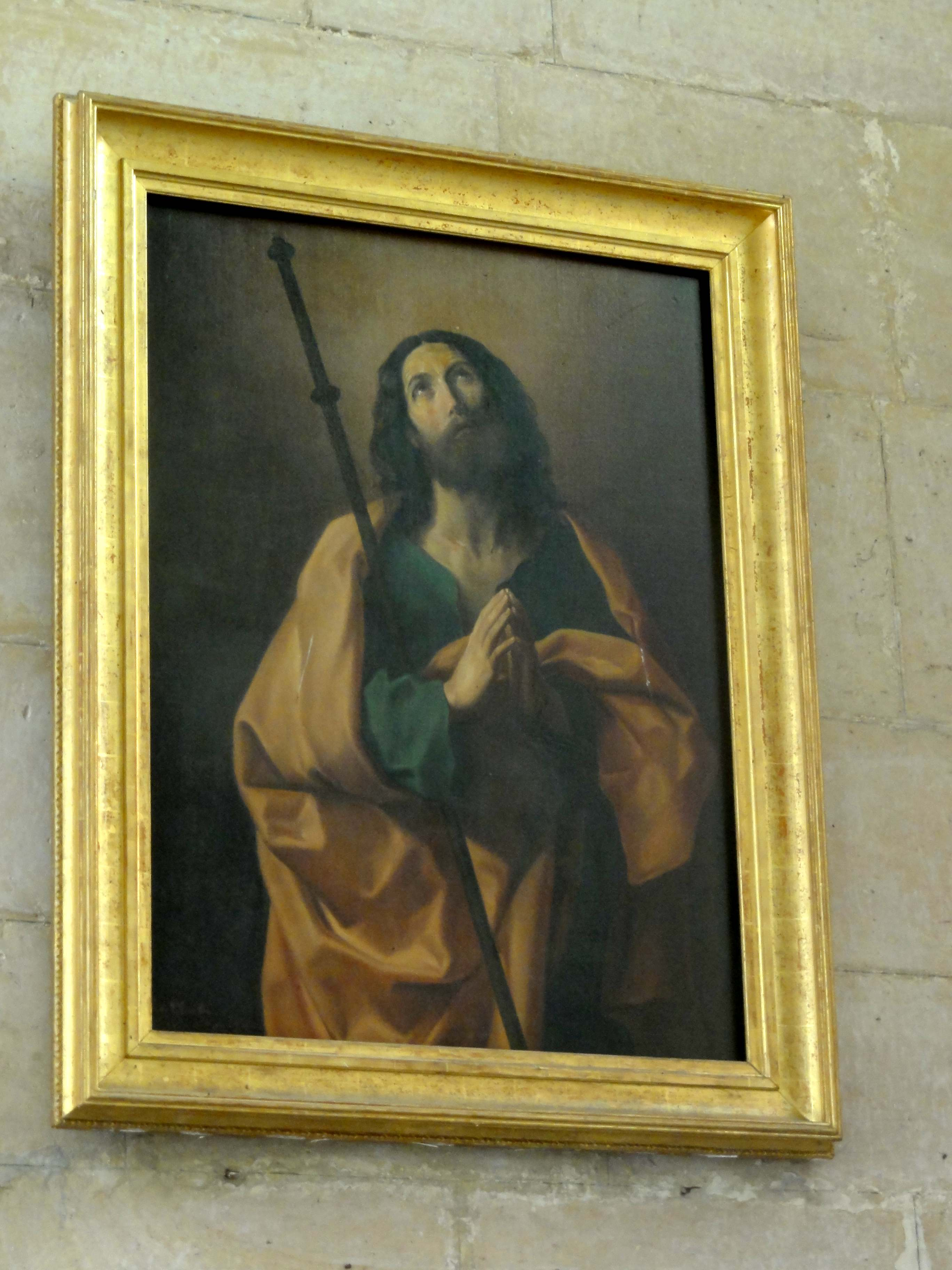
Saint Jacques le Majeur, d'après Guido Reni.
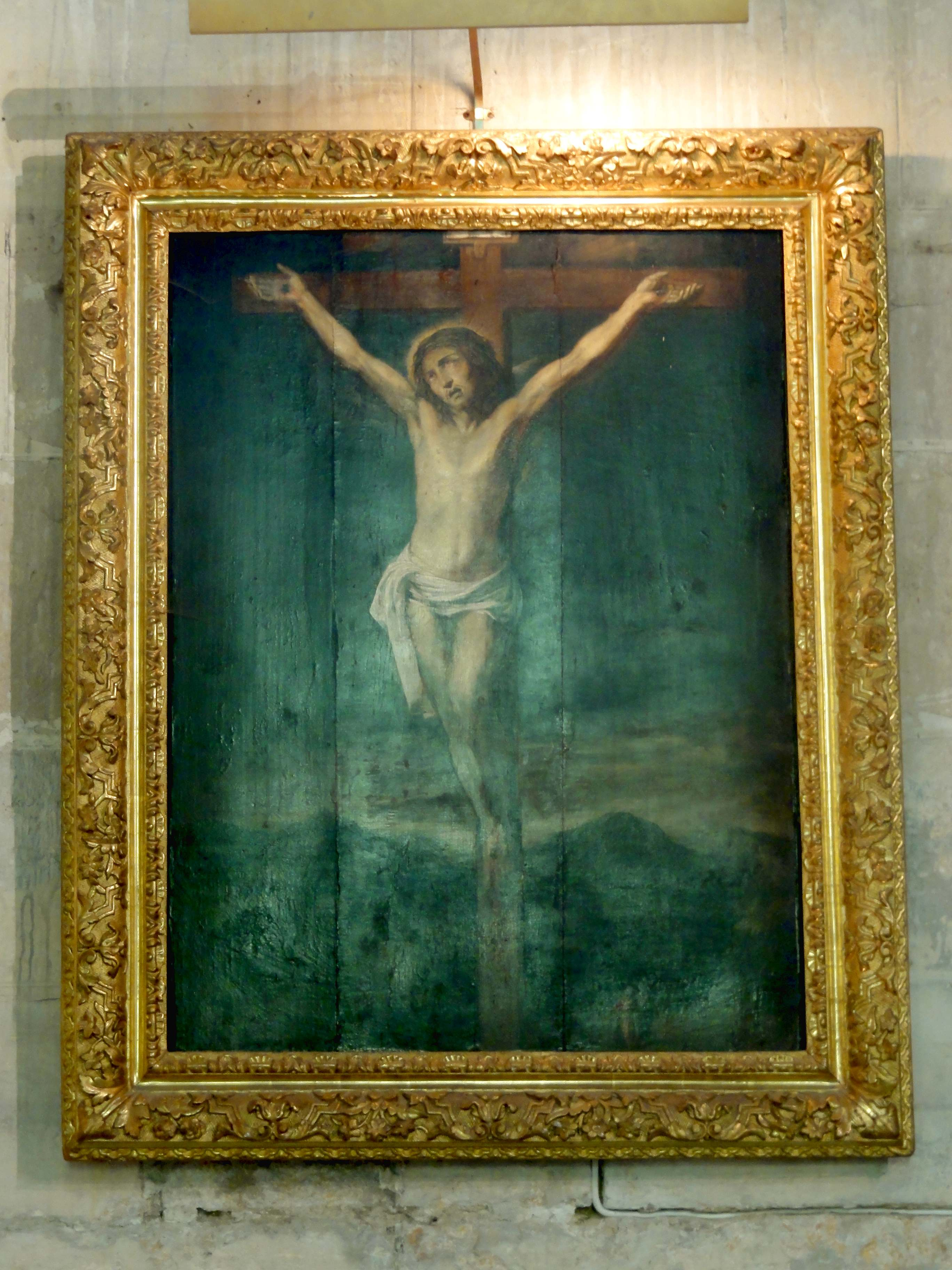
Christ en croix.
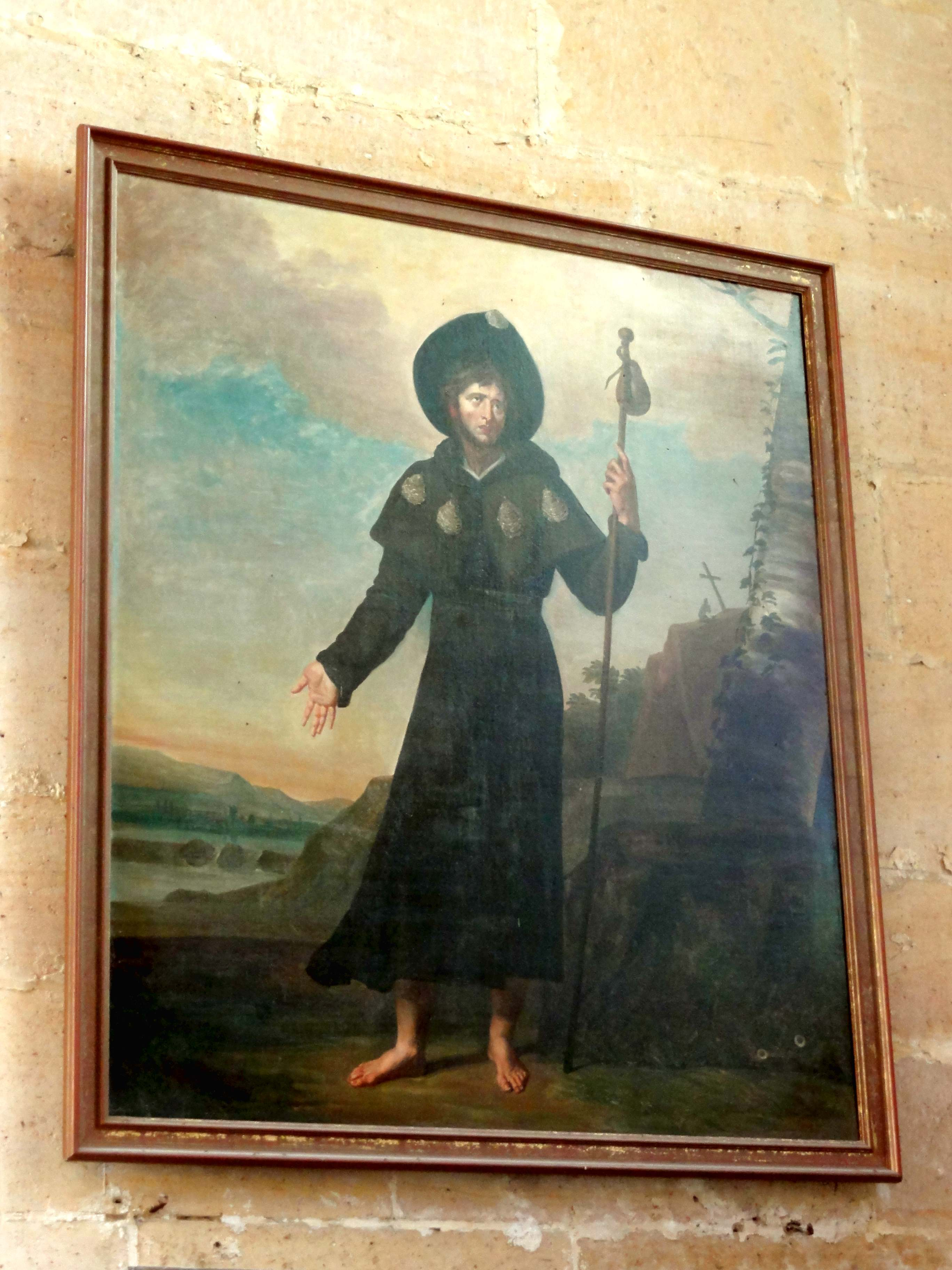
Saint Jacques le Majeur.
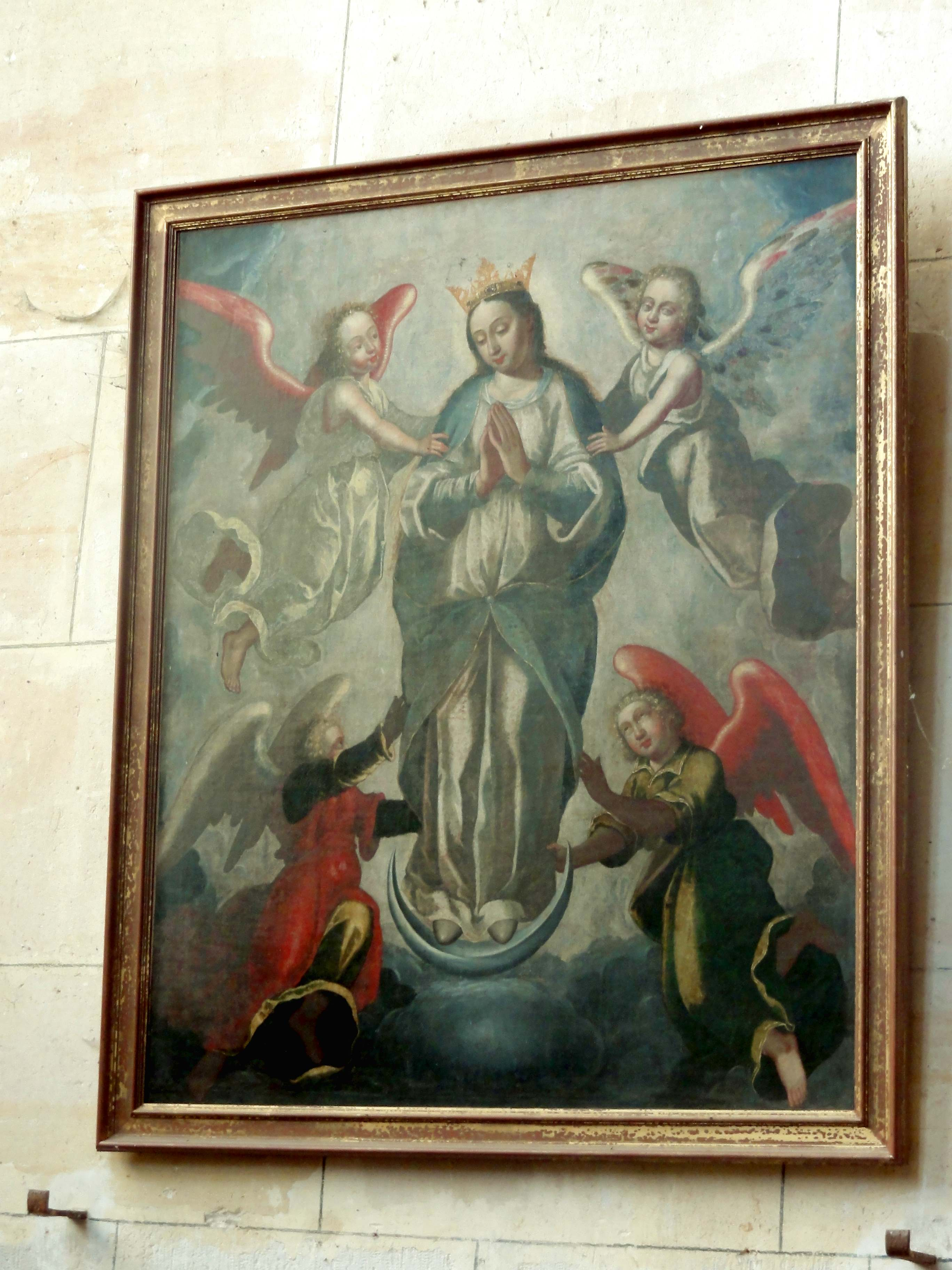
L'Assomption.

### Peintures murales

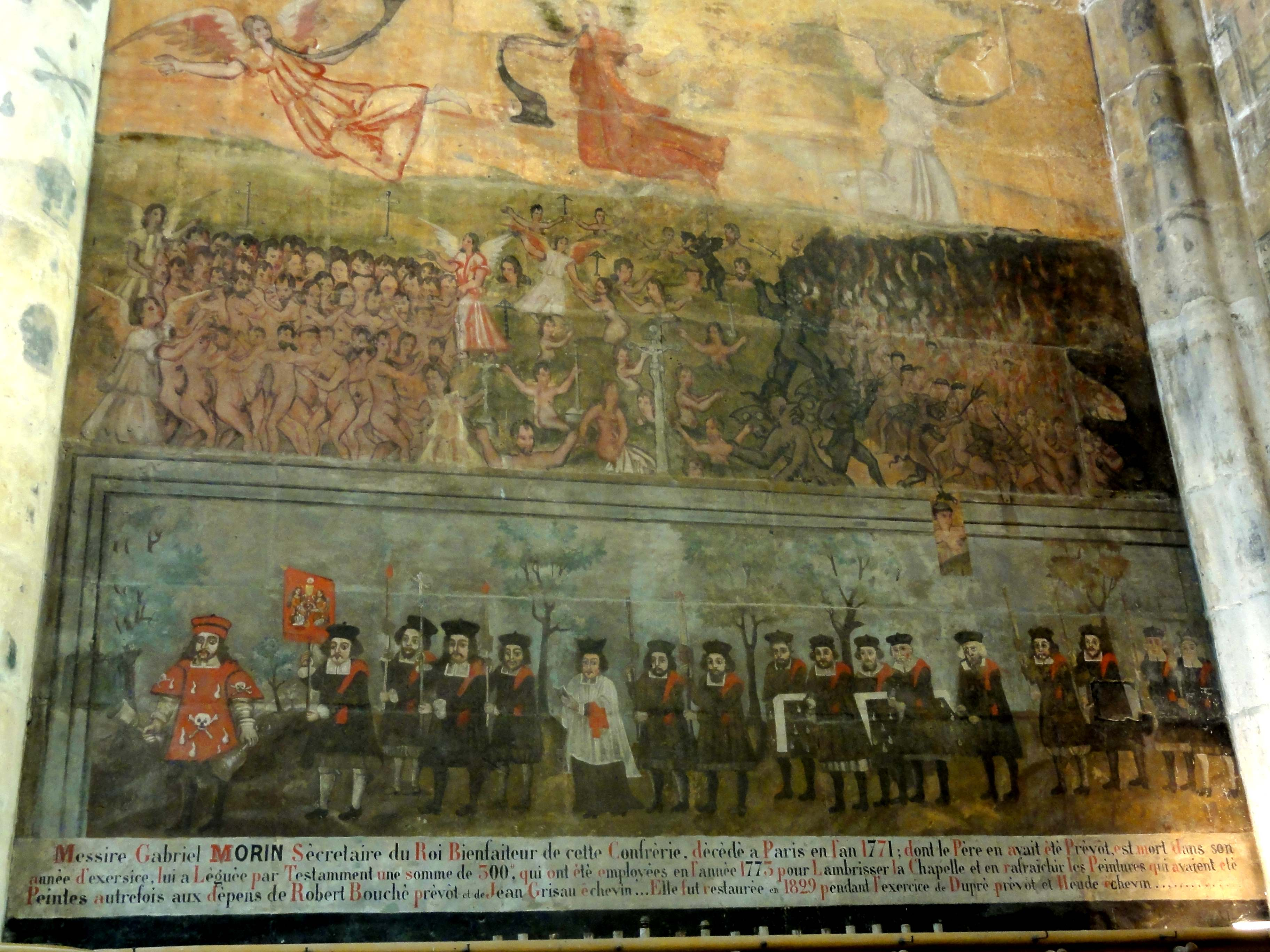
Chapelle de la Charité, peintures murales côté ouest.

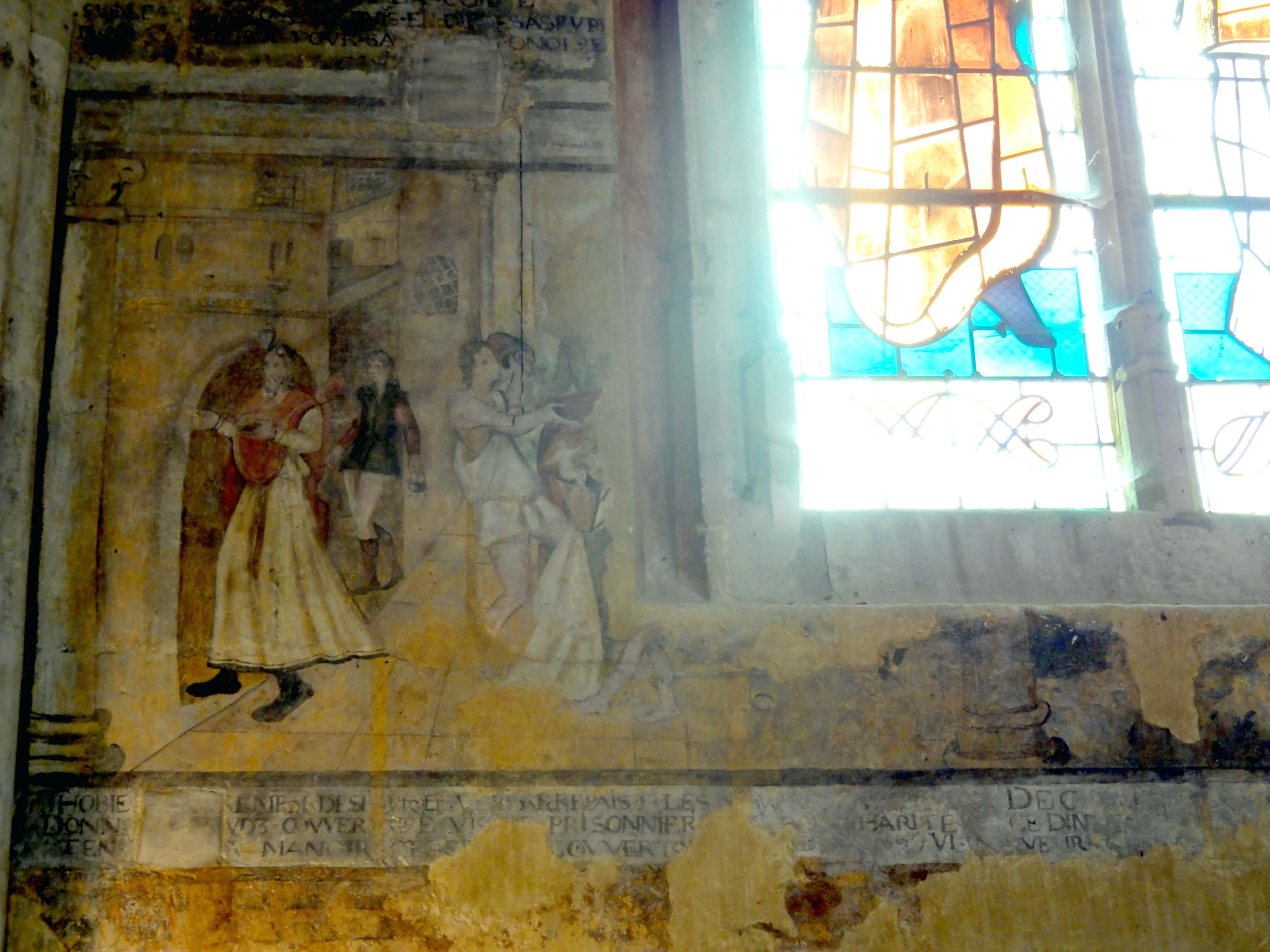
Chapelle de la charité, peinture côté nord - histoire de Tobit ?

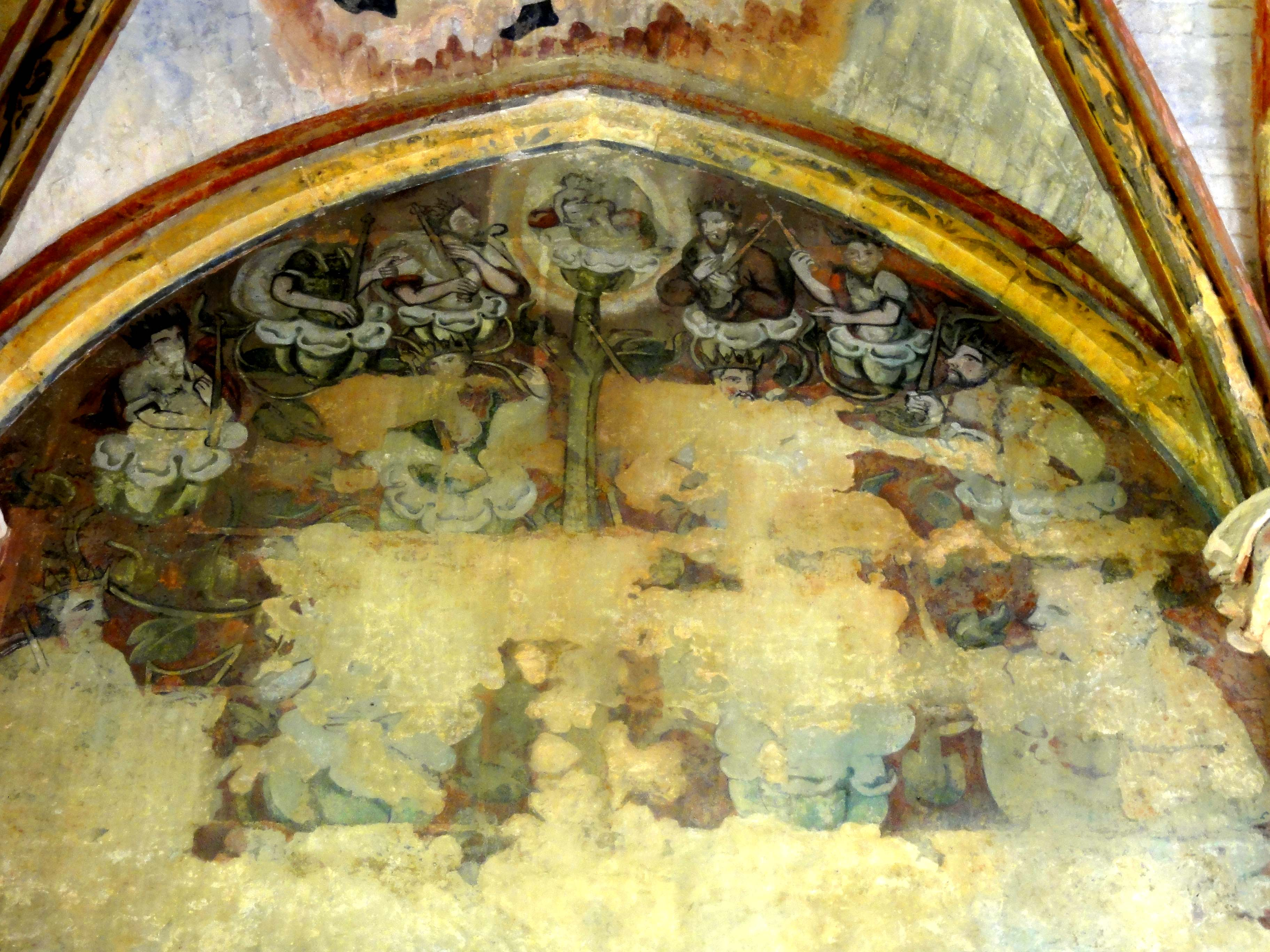
Les dix vieillards de l'Apocalypse.

Les surfaces murales et la voûte de la chapelle de la Charité sont entièrement recouvertes de peintures murales à partir du soubassement des fenêtres. Celles sous la voûte, qui représentent le Tétramorphe, et celles en haut du mur occidental, qui représentent probablement les dix vieillards de l'Apocalypse qui adorent Jésus-Christ, ont été complètement dénaturées par un « rafraichissement » en 1773. Elles ont été repeintes sans tenir compte des teintes et des détails de l'iconographie d'origine, et au nord, une Pietà en miniature remplace ainsi l'Agnus Dei. La date de la mauvaise restauration est indiquée sur une inscription en bas des tableaux du mur occidental, qui restent les plus intéressants : « Messire Gabriel MORIN Secrétaire du Roi Bienfaiteur de cette confrérie décédé à Paris en l'an 1771 ; dont le Père avait été Prévôt, est mort dans son année d'exersice [sic], lui a Léguée par Testamment une somme de 300" qui ont été employées en l'année 1773 pour Lambrisser la Chapelle et en rafraîchir les Peintures, qui avaient été Peintes autrefois aux dépens de Robert Bouché prévôt, et de Jean Grisau échevin... Elle fut restaurée en 1829 pendant l'exercice de Dupré prévôt et Heudé échevin..........[sic] ». Le tableau supérieur montre au centre la résurrection des morts le jour du Jugement dernier ; à gauche, la foule de ceux qui ont été admis au paradis, protégés par les anges ; et à droite, ceux qui ont été envoyés en enfer, retenus par des diables. Le tableau inférieur montre une procession funéraire des membres de la confrérie de la Charité, qui enterrent l'un de leurs confrères, et sont vêtus de leurs habits spécifiques, que l'on voit également sur des photos prises à la fin du XIXe siècle. La personne en tête de cortège est le tintelier, dont le tabard de couleur rouge, est semé de larmes et de motifs funèbres. L'officier suivant est le porte-bannière, dont la bannière rouge arbore le même emblème qui se voit également au-dessus de la porte de la chapelle. Viennent ensuite le porte-croix et deux porte-torches, puis le chapelain particulier de la confrérie en surplis. Le cercueil est porté par quatre frères, qui sont entourés d'autres porte-torches. Tous les confrères sont vêtus d'une courte robe noire et d'une écharpe rouge, dite chaperon. Cette représentation est d'un grand intérêt historique. Les peintures autour de la fenêtre, au nord, sont également liées à la confrérie. Elles illustrent apparemment le livre de Tobit, qui est à l'origine de la piété envers les morts, mais les quatre tableaux sont devenus mal déchiffrables, car des fragments de deux époques différentes se superposent ici. Les peintures d'origine reviennent donc à la surface sous les couches de peinture de 1773. À gauche, les habitants de Vétheuil présentent à un haut dignitaire ecclésiastique, à fin d'approbation, les statuts de la société.
Des peintures murales enveloppent les trois quarts des deux piles occidentales de la croisée du transept. Celles sur la pile sud-ouest représentent apparemment le bon larron et le mauvais larron, qui ont été crucifiés aux côtés de Jésus-Christ. Ces peintures, que Pierre Champion passe sous silence, n'ont rien d'authentique. Au début du XXe siècle, on n'y voyait plus que l'inscription INRI, et en 1854, le baron Ferdinand de Guilhermy pouvait encore y identifier les vestiges d'une Descente de croix. En revanche, les peintures sur la pile nord-ouest datent en partie d'origine, et le reste a été restitué en tenant compte des traces encore présentes sur place au moment de la restauration. Cependant, le motif principal, à savoir le Christ en croix entre la Vierge Marie et saint Jean, manque aujourd'hui. Ce que l'on voit actuellement sur la face sud-ouest de la pile correspond à l'observation de Louis Régnier, qui dit que les restes de peintures produisent l'effet de tapisseries, qui épousent la forme du pilier. Elles sont portées par de petits anges à gauche, en haut et à droite. Sur la face nord-ouest, trois grands personnages et une petite figure ont seulement été ébauchés, ou datent d'origine, c'est-à-dire de la seconde moitié du XVIe siècle selon Louis Régnier. Les vestiges sur la face sud-est, qui comportent des phylactères en caractères gothiques, sont malheureusement en partie cachés par la chaire à prêcher.

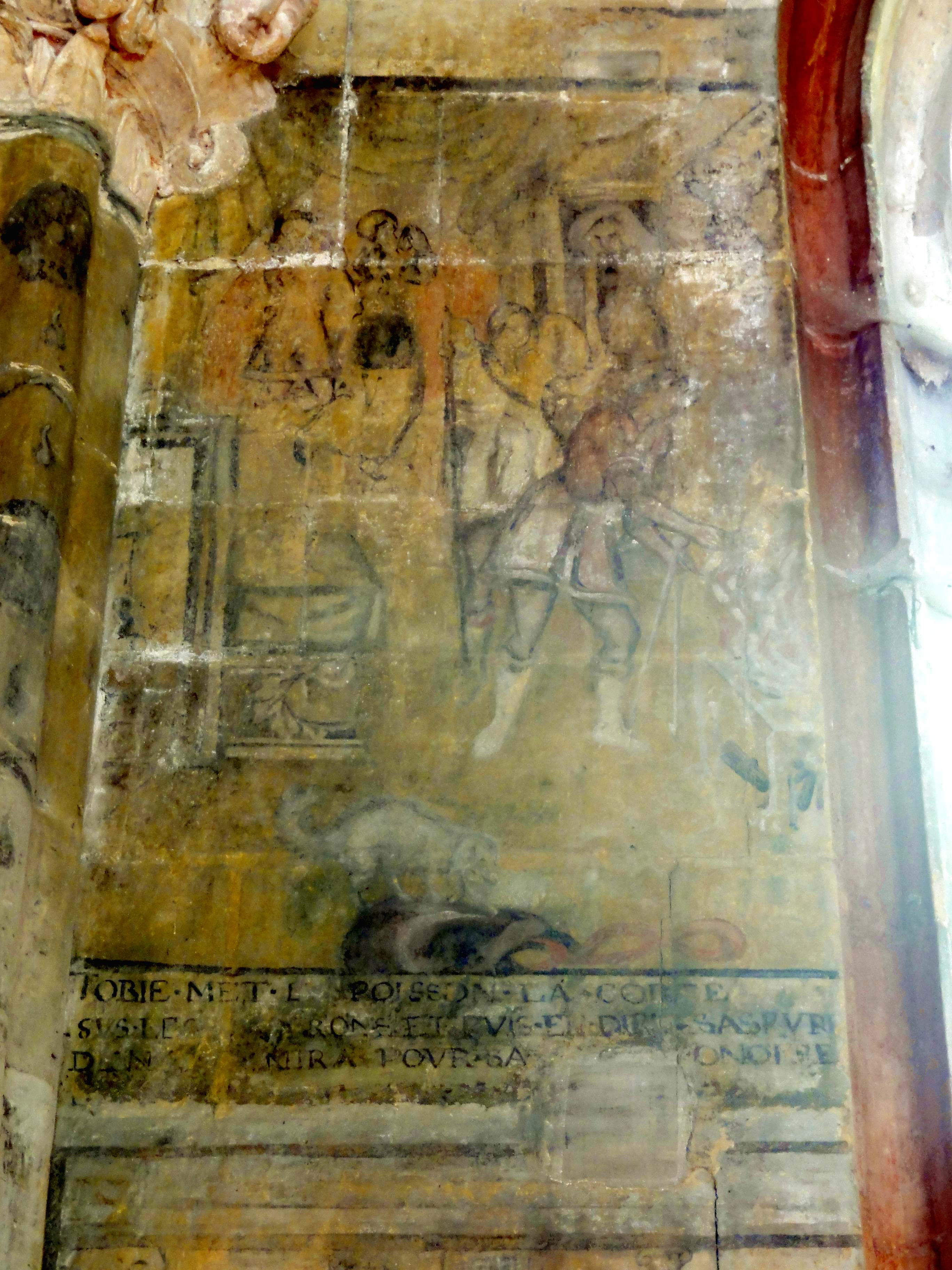
Chapelle de la Charité, peintures côté nord.
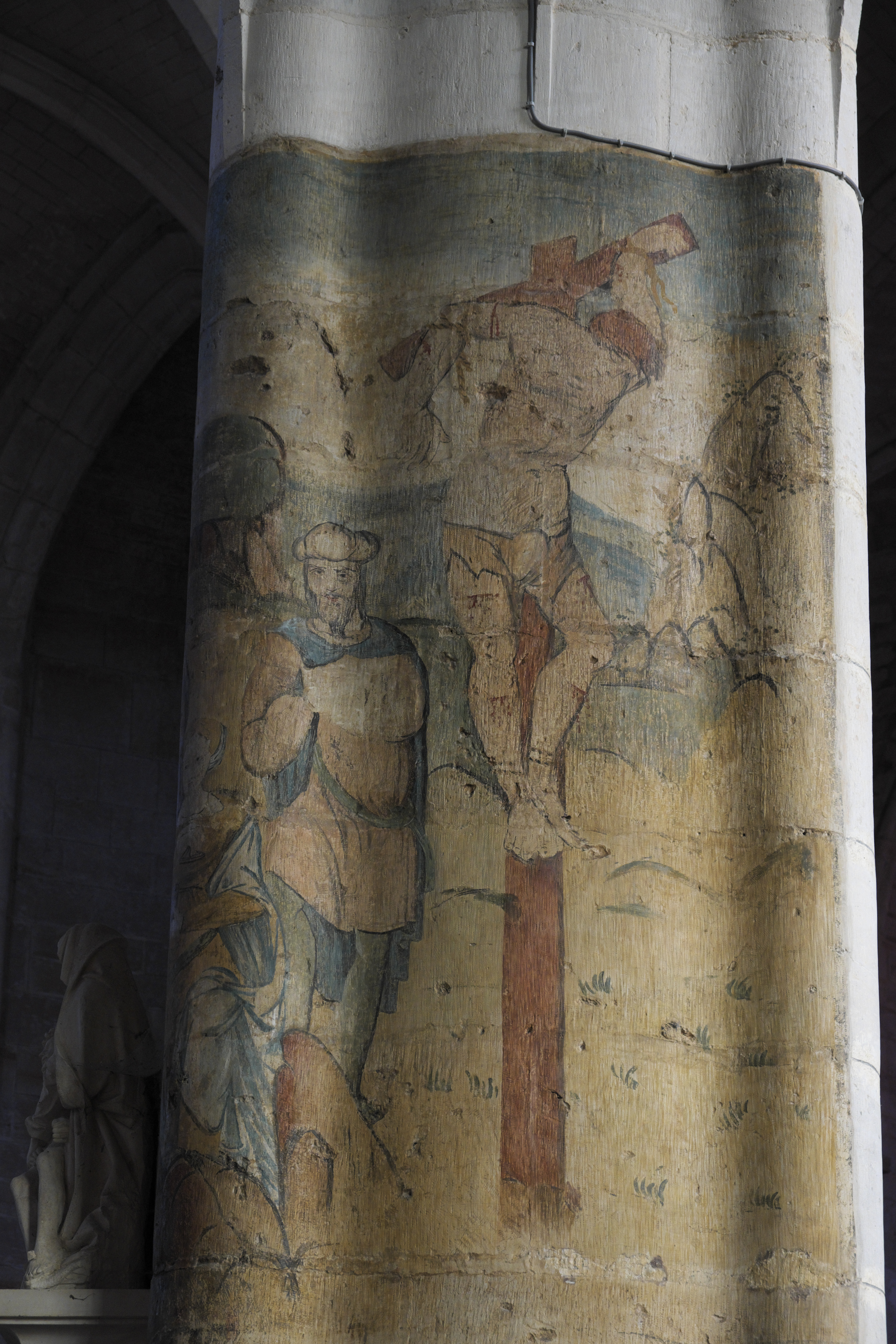
Pile sud-ouest de la croisée, face nord-est.
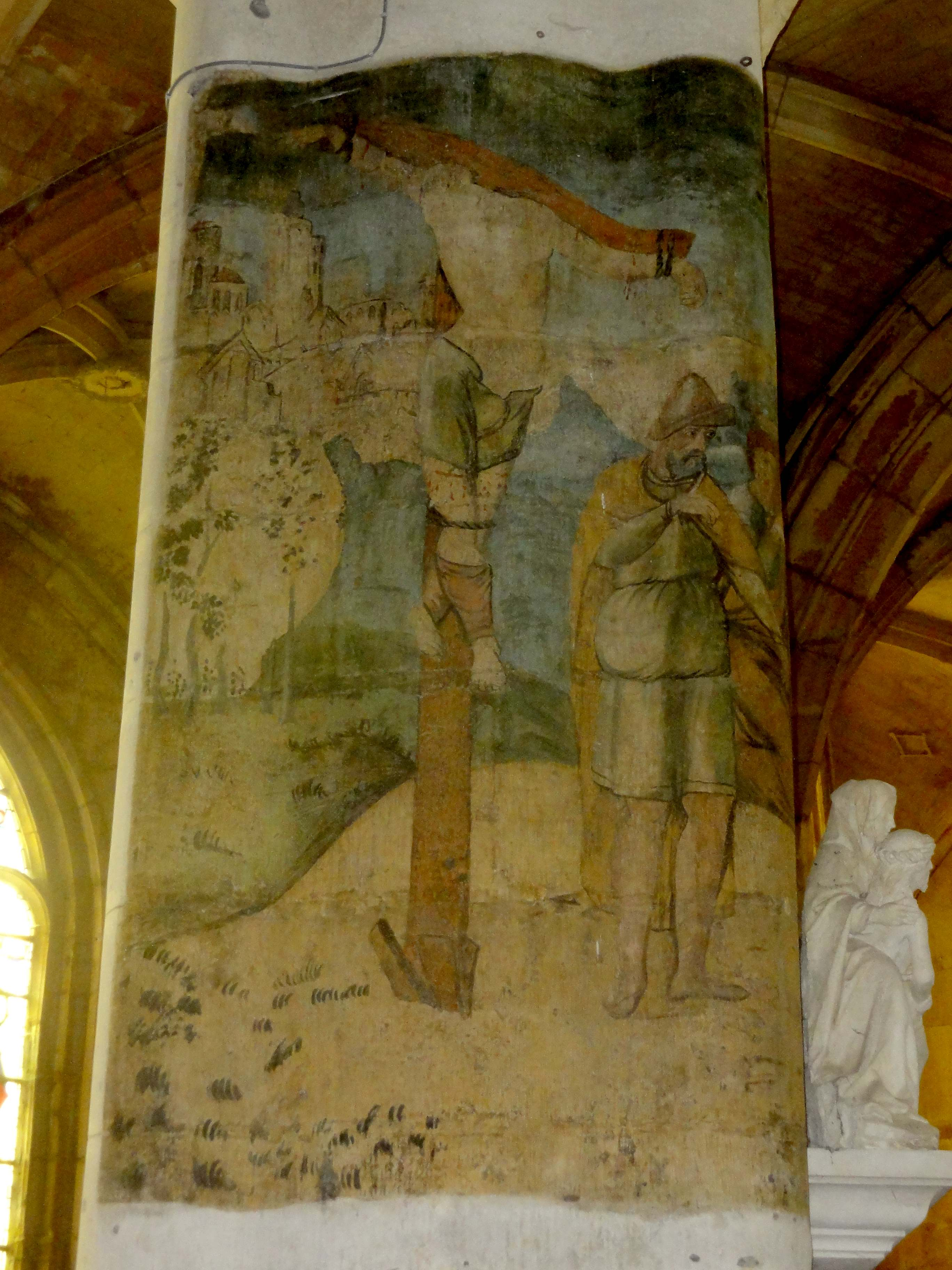
Pile sud-ouest de la croisée, face nord-ouest.
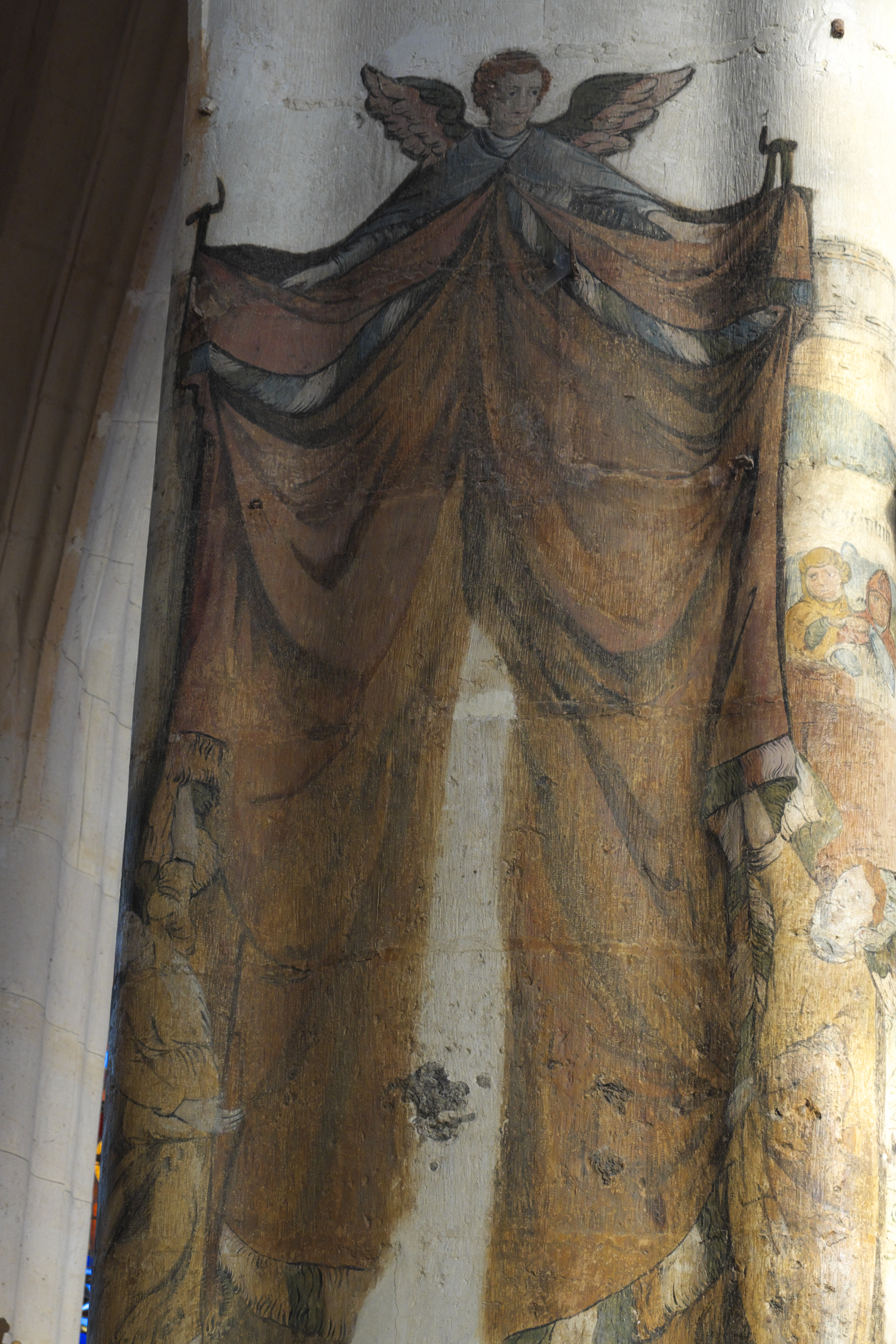
Pile nord-ouest de la croisée, face sud-ouest.
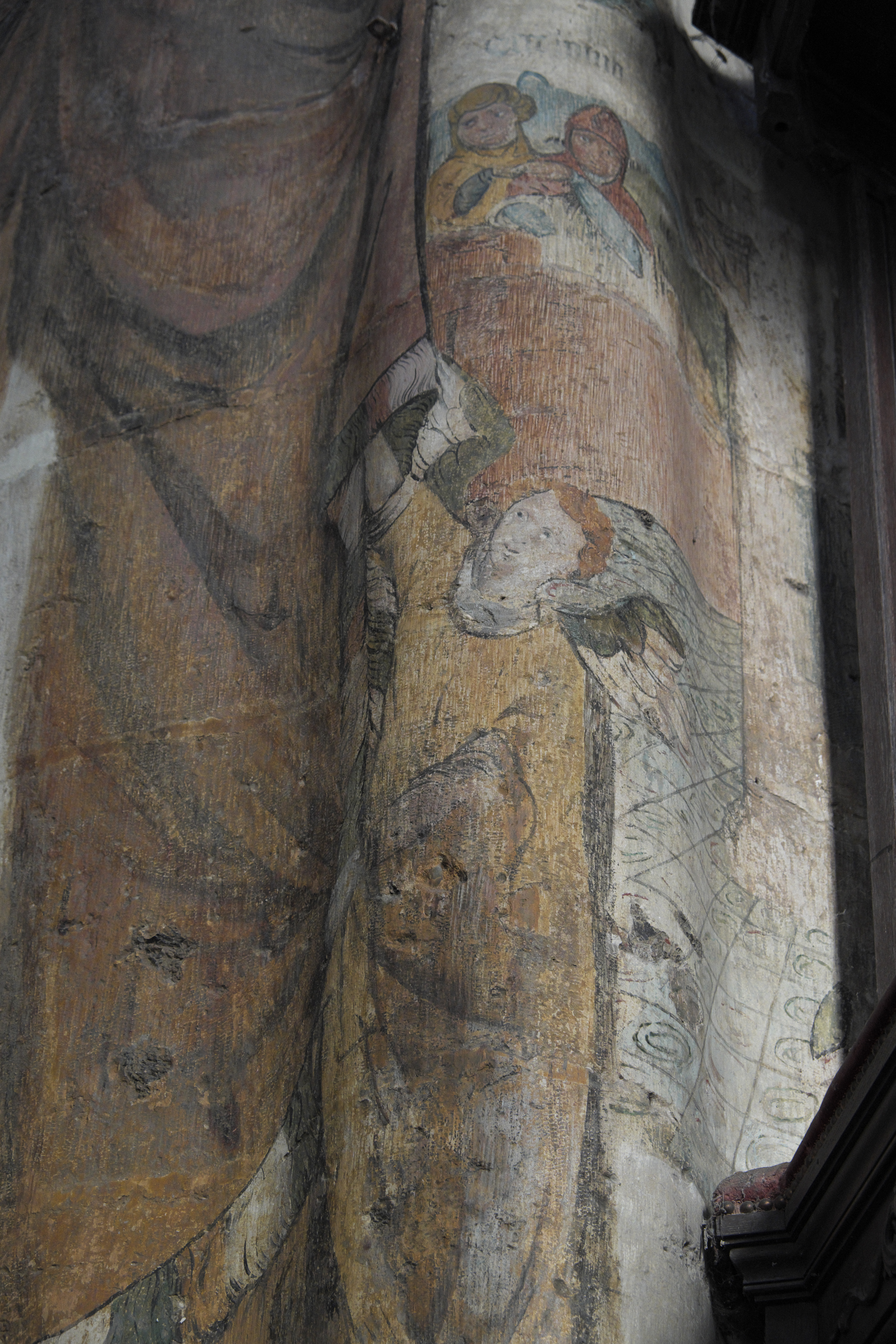
Détail du motif précédent (en bas à droite).
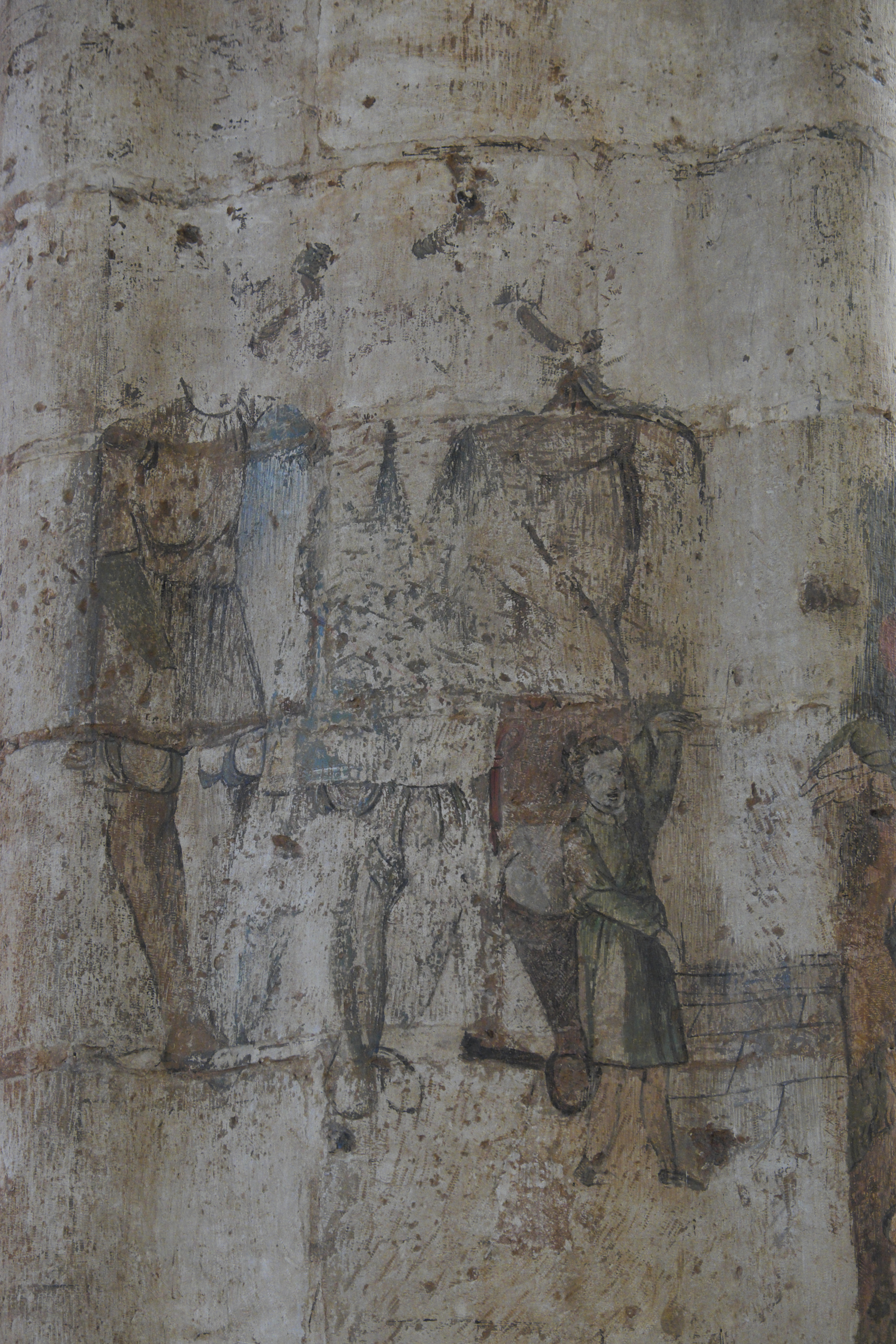
Pile nord-ouest de la croisée, face nord-ouest.

### Mobilier liturgique

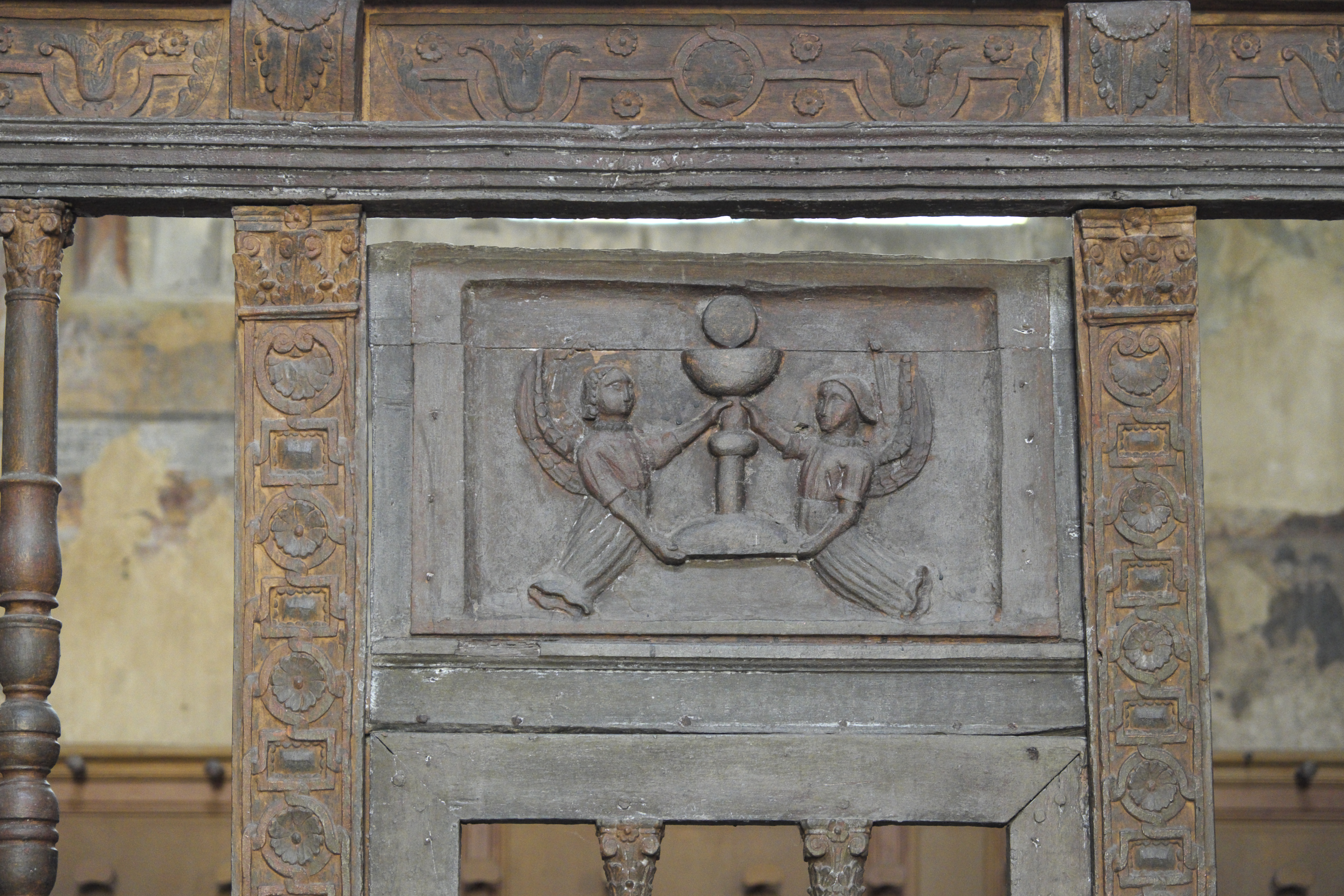
Clôture de chapelle, détail.

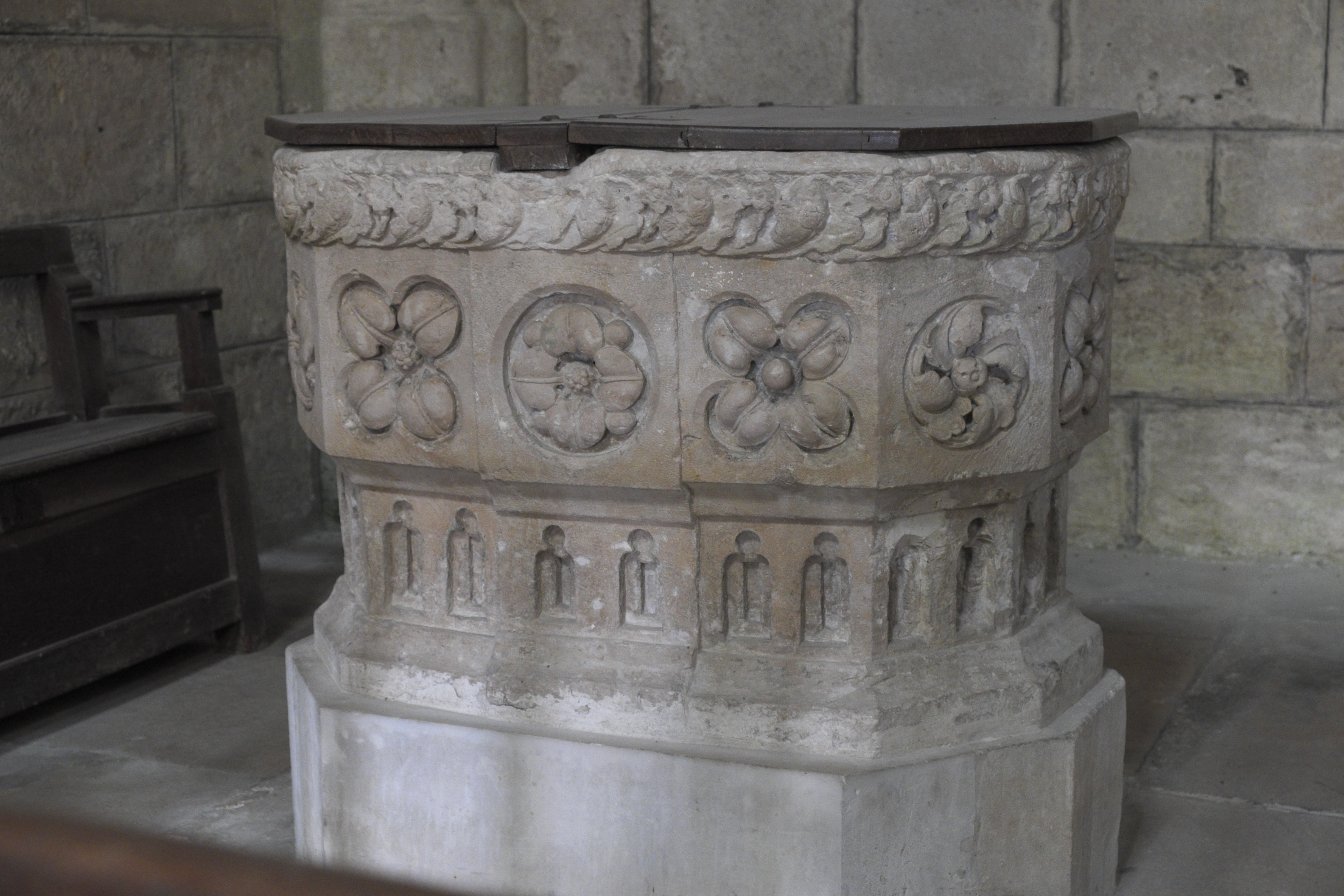
Fonts baptismaux.

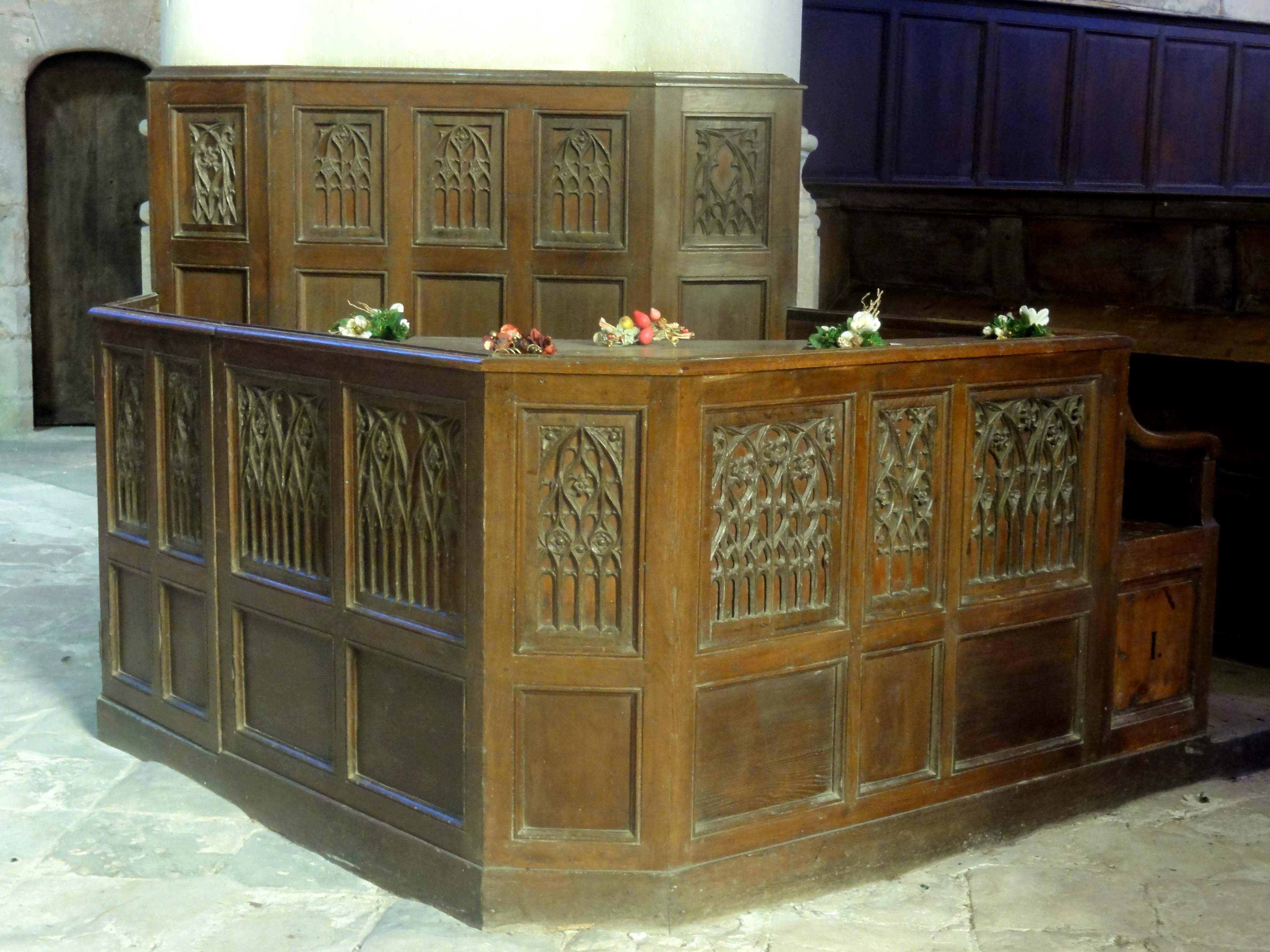
Banc d'œuvre.

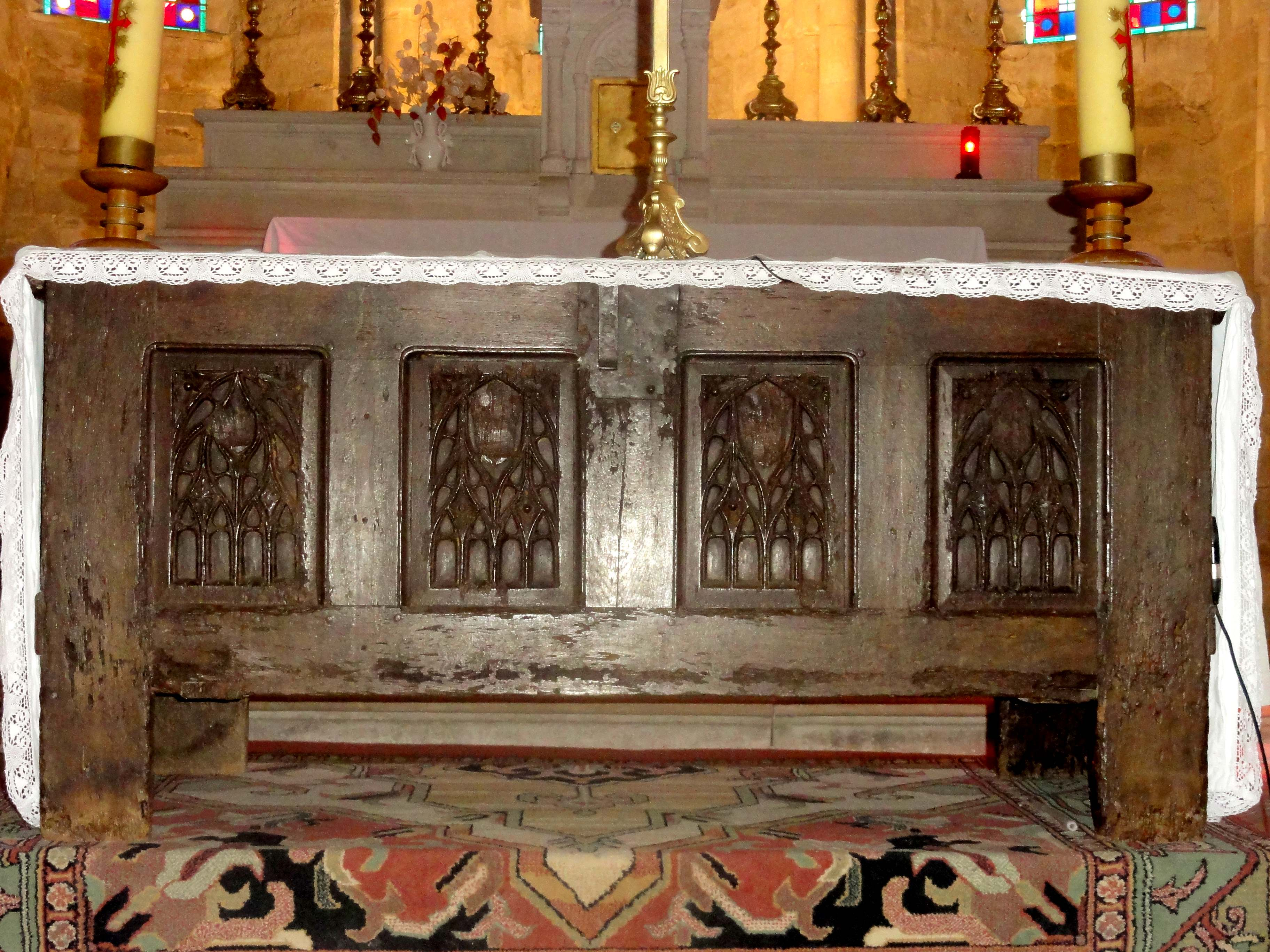
Coffre (actuellement autel).

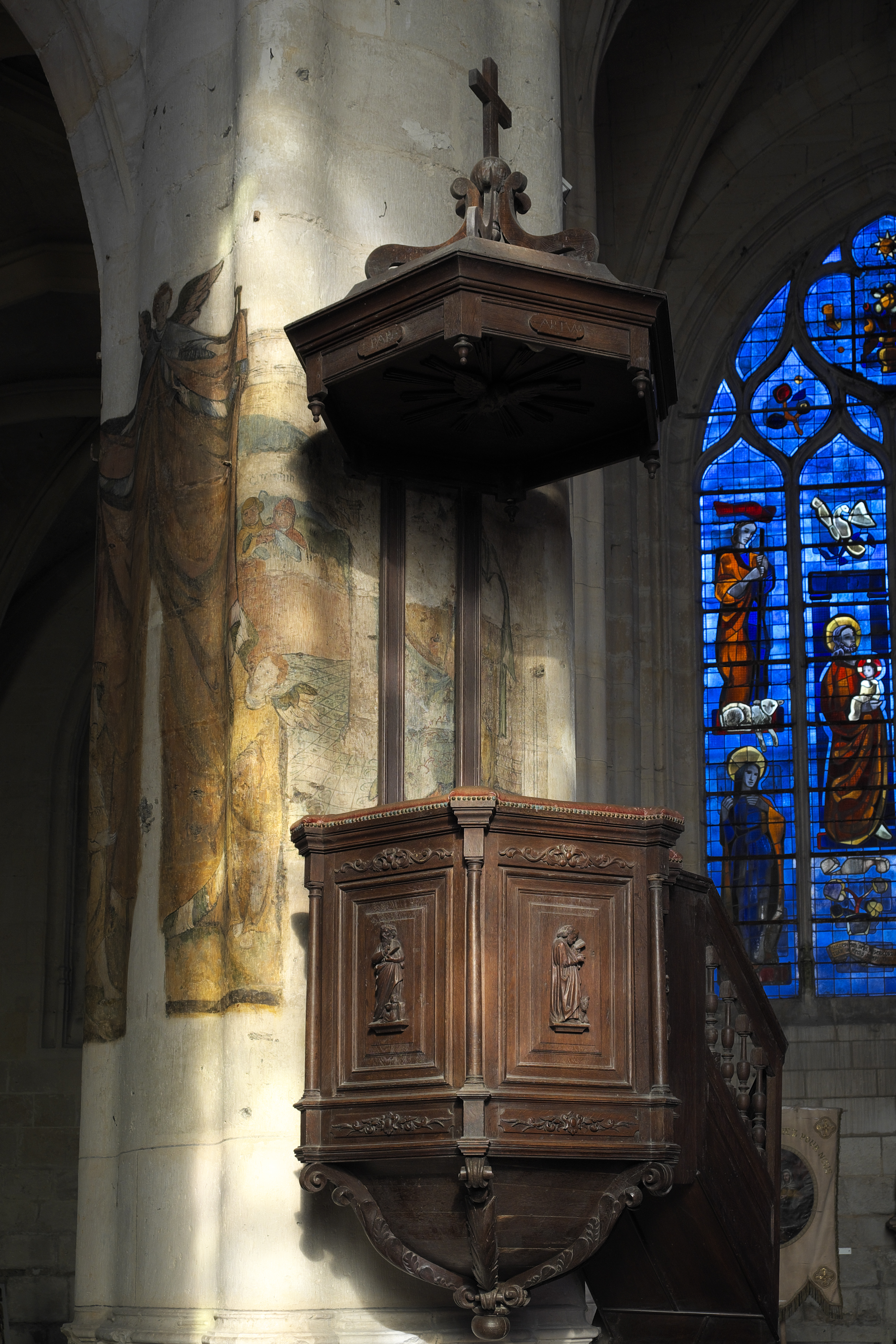
Chaire à prêcher.

La clôture de la chapelle de la Charité, les fonts baptismaux et la chaire à prêcher sont classés au titre objet.
- La clôture en bois de la chapelle de la Charité (classée[115]) date du dernier quart du XVIe siècle, et ferme la chapelle sur toute sa largeur à hauteur d'homme. La partie inférieure est pleine ; la partie supérieure est ajourée, et se compose pour l'essentiel de balustres supportant un entablement. Une porte est ménagée au centre. Ici les balustres sont plus courtes, et un petit panneau sculpté tout en haut présente deux anges tenant un ciboire, afin de rappeler que la confrérie de la Charité est placée sous le vocable du Saint-Sacrement. De part et d'autre de la porte et aux deux extrémités de la clôture, des pilastres se substituent aux balustres. Ceux-ci sont très allongés et se terminent par des chapiteaux  composites. L'entablement est surmonté de deux frontons triangulaires, dont la présence au-dessus de la claire-voie manque de logique : probablement, il y avait deux autres frontons, et un couronnement plus important au-dessus de la porte, où l'on ne trouve plus qu'une simple croix. En ce qui concerne la partie basse, des pilastres aux chapiteaux fantaisistes séparent ici d'étroits panneaux, qui arborent tous le même décor presque géométrique en bas-relief. Des cartouches rectangulaires et ovales, en parties taillés en facettes, alternent avec des rosaces, et sont entourés de rubans symétriquement entrelacés. Les pilastres et l'entablement donnent des variations de ce motif. La polychromie d'origine se fait discrète, et ne s'éloigne pas beaucoup du teint naturel du bois. L'ensemble donne un aperçu intéressant du savoir-faire des huchiers de la Renaissance tardive[116].
- Les fonts baptismaux (classés[117]), d'un plan barlong octogonal, mesurent 110 cm de long et 77 cm de large. Sans le socle moderne, la hauteur est de 69 cm. Une frise court en haut de la cuve. Feuillages et fleurs y alternent. La cuve elle-même est structurée en trois panneaux sur les faces longues, dont le panneau central est en faible saillie, ce qui a motivé Pierre Champion de parler d'un plan dodécanal. La disposition, assez originale, est destinée à éviter la monotonie. Les autres faces ne comptent qu'un unique panneau. Tous ces panneaux comportent une cavité qui est alternativement ronde et quadrilobée. S'y inscrivent de gros fleurons végétaux en bas-relief. Ils représentent, de façon stylisée, la vigne, la chélidoine, l'arum et le nénuphar. Louis Régnier dit que « cette décoration, de lignes fermes et nobles, de facture sobre et large, produit un excellent effet ». Sur le socle, placé en léger retrait, on retrouve la même organisation en panneaux. Chacun est sculpté invariablement de deux arcatures trilobées en miniature. Ces fonts baptismaux peuvent être considérés comme la copie réduite de ceux de Limay. Des fonts similaires se trouvent également à Montchauvet. Au XIXe siècle, les fonts baptismaux du Moyen Âge avaient été relegués dans un coin pendant un certain temps, et ont été remplacés par des fonts modernes, qui ont été enlevés de l'église au début du XXe siècle au plus tard. On ignore d'où proviennent les petits fonts baptismaux dans l'angle nord-ouest de la chapelle, qui sont uniquement décorés de cannelures et sans valeur artistique. Ils datent de la Renaissance tardive[118].
- La chaire (classée[119]) à prêcher est fixée sur la pile nord-ouest de la croisée du transept. Elle a été offerte par Artus Orsel en 1669, si l'on peut interpréter ainsi l'inscription portée sur le pourtour de l'abat-voix. Celui-ci est orné d'un couronnement pyramidal d'aspect conventionnel, et est à peine relié à la cuve par deux maigres montants. Sur la cuve polygonale, chaque panneau comporte en haut et en bas des motifs floraux assez stéréotypés. Le décor du cul-de-lampe en dessous de la cuve est plus intéressant. Ces angles sont enveloppés de palmes, et au pied de la tribune, ils sont accentués par des volutes saillantes. Les bas-reliefs des quatre Évangélistes accompagnés de leurs attributs sont rapportés, tout comme la portière qui ferme l'escalier : elle a la même provenance que les panneaux du banc d'œuvre (voir ci-dessous). Malgré ces légers défauts, la chaire est « d'honnête facture, sobre et bien franchement de son temps », et se démarque ainsi des nombreuses réalisations néogothiques du XIXe siècle[120].
- Le banc d'œuvre (non classé) dont le dossier revêt la pile nord-est de la croisée du transept, a été confectionné à partir de panneaux à fenestrages flamboyants, qui étaient initialement à jour et proviennent d'anciens bancs de la première moitié du XVIe siècle. Ces bancs étaient encore en place en 1854, et Louis Régnier déplore qu'ils n'ont pas été conservés dans leur premier état. Ils ont également servi à la fabrication du dossier du banc devant la pile sud-est de la croisée, ainsi que d'un coffre, qui sert actuellement d'autel. Les arcatures y encadrent des blasons bûchés à la Révolution[121].
- Le chandelier pascal en fer forgé (non classé) mesure 217 cm de haut et ne devrait pas être antérieur au XVe siècle, et pourrait même dater de la seconde moitié du XIVe siècle. C'est un beau spécimen de la ferronnerie d'art du Moyen Âge. Son élément principal est une longue et fine tige de section hexagonale, qui est agrémentée d'un nœud cubique ajouré à mi-hauteur, et qui est torsadée au-dessus. En bas, elle est ornée d'un écusson, et se termine par une base de pilier gothique. Celle-ci repose sur un plateau encorbellé porté par un trépied. Chacun de ses éléments dessine un trilobe, et une sorte de lézard rampe au-dessus. L'ensemble est particulièrement bien étudié, et paraît gracieux et élégant[122]. Le chandelier ne se trouve actuellement pas dans l'église.
- Dans la quatrième chapelle du collatéral sud, une bannière de procession représentant l'Assomption (voir dans le chapitre Les confréries) est exposée dans le cadre en bois qui surmonte un entablement long de 2,75 m, qui provient de l'ancien retable de la chapelle. Il porte un cartouche de marbre noir, où est gravé un extrait du livre de la Genèse : « Terribilis est logvs iste / hic domvs Dei est et porta cæli » (28, 17). L'entablement était encore en place en 1854, quand le baron Ferdinand de Guilhermy le qualifie d'élégant. Il devait être porté par les quatre colonnes cannelées corinthiennes, qui sont aujourd'hui déposées dans la première chapelle du sud. Après le démantèlement du retable au cours de la seconde moitié du XIXe siècle, elles ont été posées au-dessus de l'entablement dans un premier temps. Selon Louis Régnier, l'œuvre date de la Renaissance tardive, et est sans réelle valeur, mais mérite néanmoins d'être conservée[123].